# 75-летие Всемирного почтового союза (омнибусная серия марок)

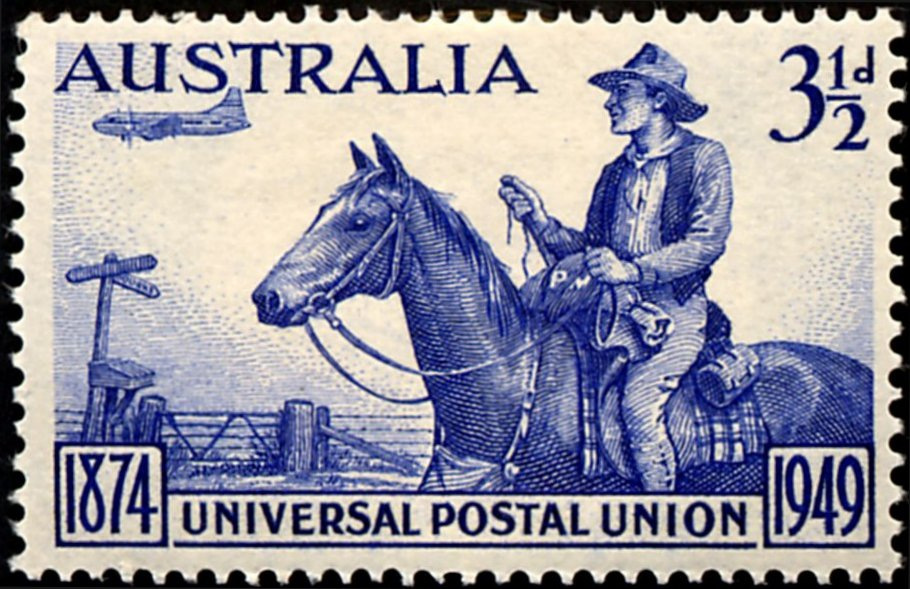
Марка из омнибусной серии. Австралия, 1949

Всемирный почтовый союз (ВПС) был основан в 1874 году. С 1947 года ВПС — международная межправительственная организация, специальное учреждение ООН с местопребыванием в Берне, Швейцария.
До 1949 года почтовые марки, посвящённые ВПС, могла выпустить только страна проведения конгресса ВПС. Первая омнибусная серия, посвящённая ВПС, вышла в 1949—1953 годах в связи с важным международным событием — специальным заседанием в Берне по поводу 75-летия ВПС. При этом почти каждая страна выпустила соответствующие почтовые марки, и с тех пор марки выпускались многими странами для всех конгрессов ВПС.
Почтовые марки, посвящённые 75-летию ВПС, собраны в омнибусной серии 1949—1953 годов «75-летие Всемирного почтового союза», понимаемой в широком смысле как «специальные выпуски по поводу важных событий, даже если заранее не предполагалось, что они будут иметь схожий рисунок».
Страны омнибусной серии «75-летие Всемирного почтового союза», выпущенной в 1949—1953 годах, в соответствии с каталогом Михель разбиты по частям света и затем упорядочены по алфавиту. Номера, даты выпусков и названия марок также взяты из каталога Михель.
Всего 181 страна. В серию не вошли марки, посвящённые юбилею, но не выпущенные, непочтовые и служебные. Некоторые страны, почтовые марки которых не вошли в омнибусную серию «75-летие Всемирного почтового союза»:
- Афганистан; Ирландия; Испанская Сахара; Йемен; Канада; Корейская Народно-Демократическая Республика; Ливия; Монголия; Непал; Пакистан; Саудовская Аравия; Судан; Таиланд.

## Австралия, Океания и Антарктида
Всего 12 стран.

### Австралия

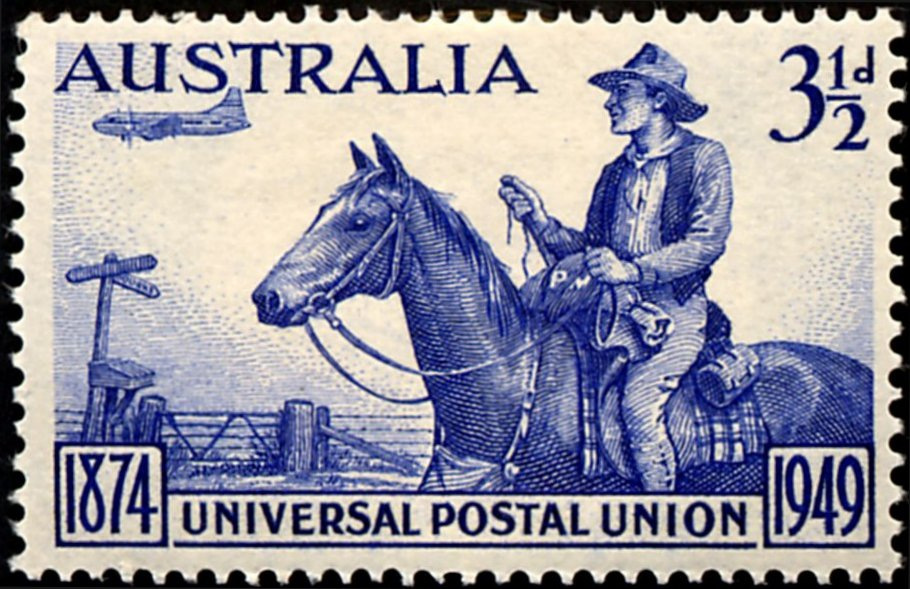
№ 198

Австралия выпустила одиночную марку 10 октября 1949 года. На марке Michel № 198 изображены верховой почтальон и самолёт.

### Зависимые территории Фолклендских островов
Зависимые территории Фолклендских островов выпустили серию из четырёх марок 10 октября 1949 года:
- марка Michel № 14 — Гермес, глобус и транспорт;
- марка Michel № 15 — два полушария Земли, самолёт и пароход;
- марка Michel № 16 — Гермес над глобусом;
- марка Michel № 17 — памятник ВПС, Берн, Швейцария.

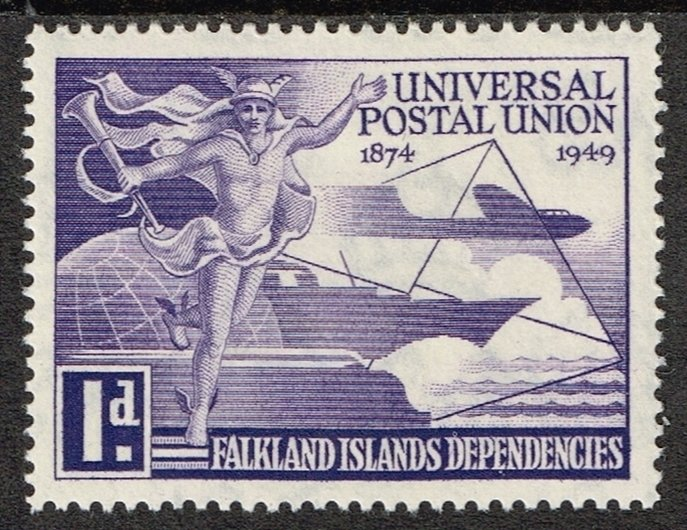
№ 14
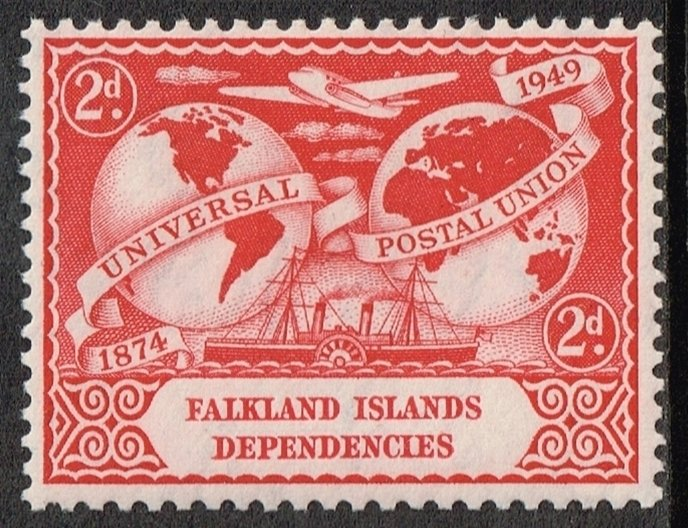
№ 15
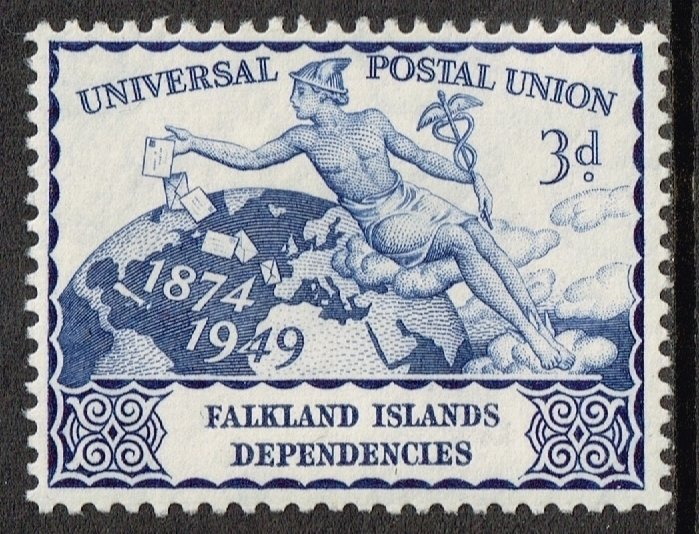
№ 16
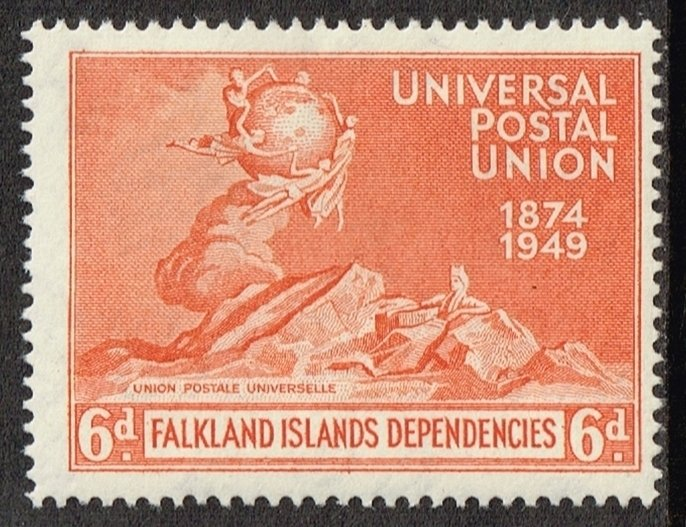
№ 17

### Новая Каледония
Новая Каледония выпустила одиночную марку 4 июля 1949 года. На марке Michel № 348 изображены представители разных народов перед глобусом и самолёт Локхид «Констеллейшн».

### Новые Гебриды
Новые Гебриды выпустили серию из восьми марок 10 октября 1949 года одного рисунка, отличающихся цветом и языком надписей Michel № 133—140: № 133—136 на английском, № 137—140 на французском. На марках изображён памятник ВПС, Берн, Швейцария.

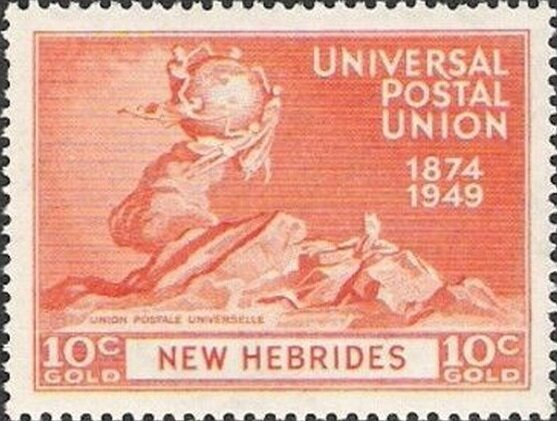
№ 133
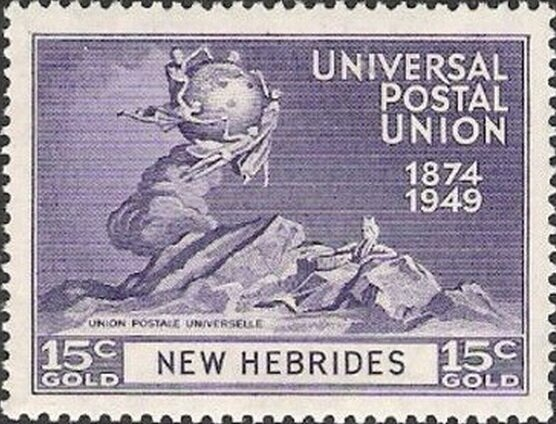
№ 134
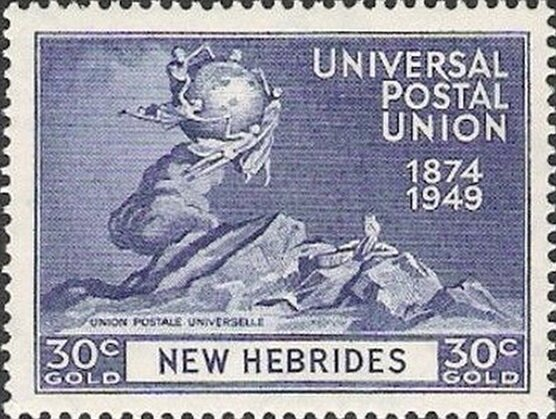
№ 135
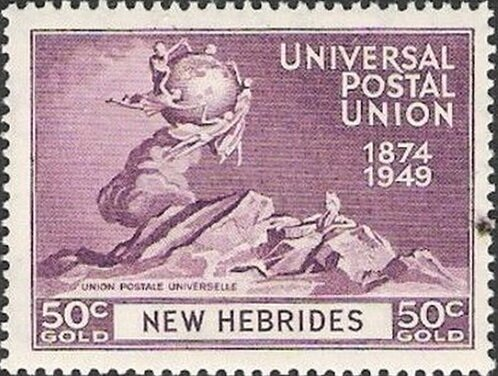
№ 136
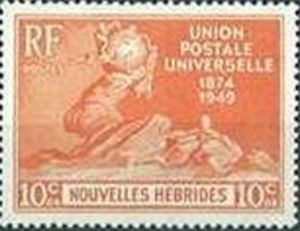
№ 137
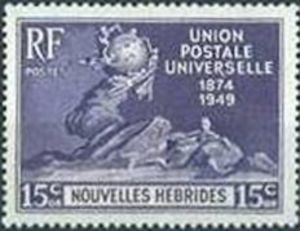
№ 138
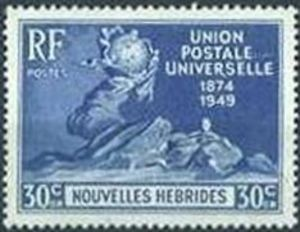
№ 139
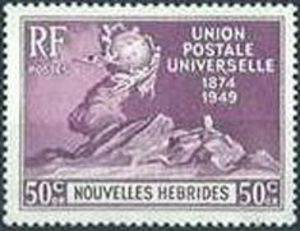
№ 140

### Острова Гилберта и Эллис
Острова Гилберта и Эллис выпустили серию из четырёх марок 10 октября 1949 года:
- марка Michel № 54 — Гермес, глобус и транспорт;
- марка Michel № 55 — два полушария Земли, самолёт и колёсный пароход;
- марка Michel № 56 — Гермес над глобусом;
- марка Michel № 57 — памятник ВПС, Берн, Швейцария.

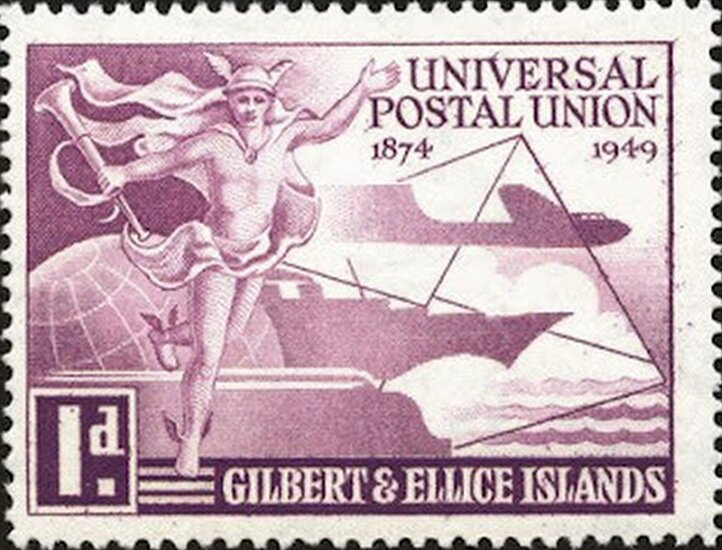
№ 54
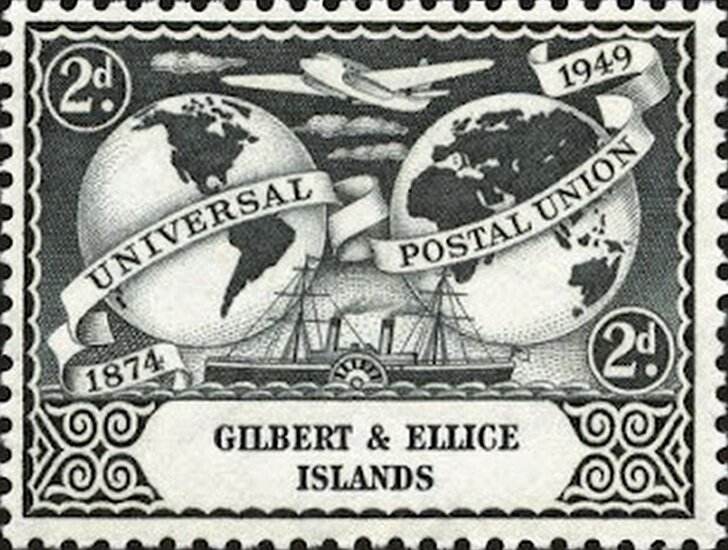
№ 55
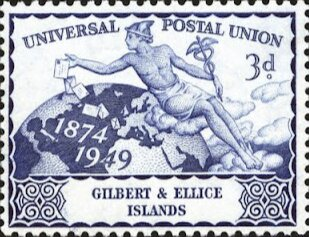
№ 56
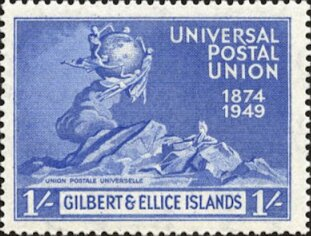
№ 57

### Острова Питкэрн
Острова Питкэрн выпустили серию из четырёх марок 10 октября 1949 года:
- марка Michel № 15 — Гермес, глобус и транспорт;
- марка Michel № 16 — два полушария Земли, самолёт и колёсный пароход;
- марка Michel № 17 — Гермес над глобусом;
- марка Michel № 18 — памятник ВПС, Берн, Швейцария.

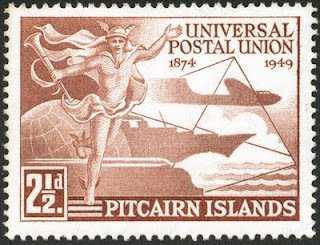
№ 15
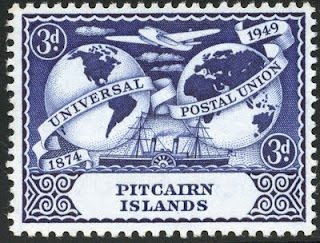
№ 16
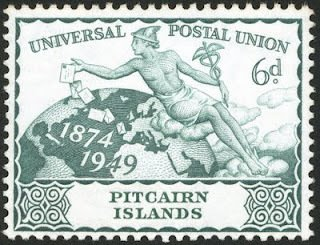
№ 17
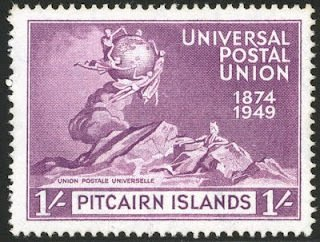
№ 18

### Соломоновы Острова
Соломоновы Острова выпустили серию из четырёх марок 10 октября 1949 года:
- марка Michel № 76 — Гермес, глобус и транспорт;
- марка Michel № 77 — два полушария Земли, самолёт и колёсный пароход;
- марка Michel № 78 — Гермес над глобусом;
- марка Michel № 79 — памятник ВПС, Берн, Швейцария.

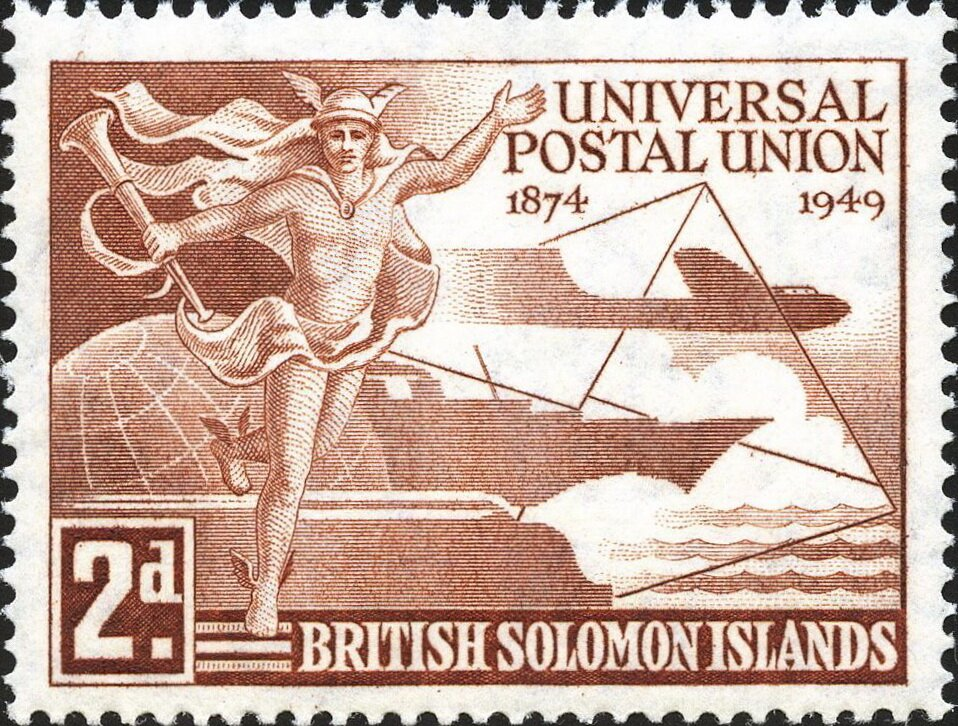
№ 76
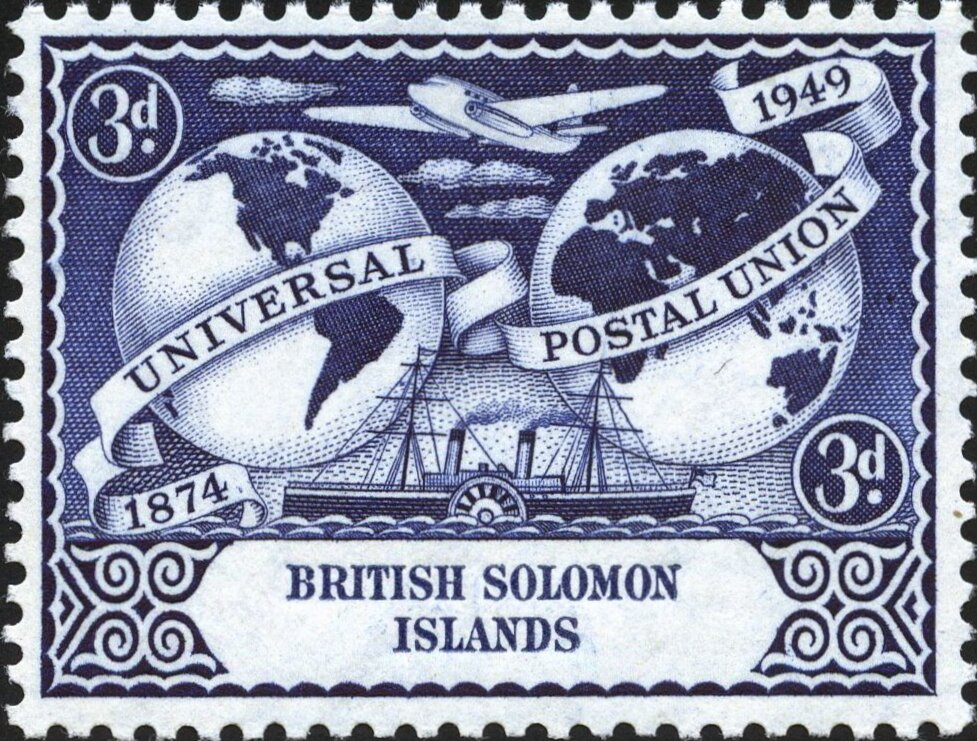
№ 77
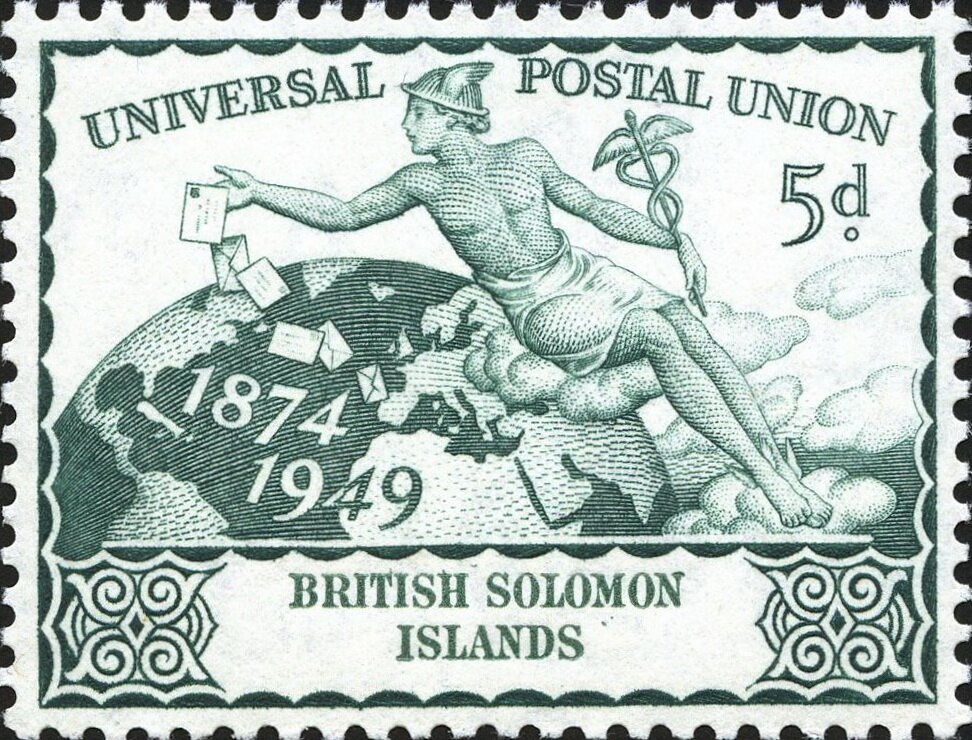
№ 78
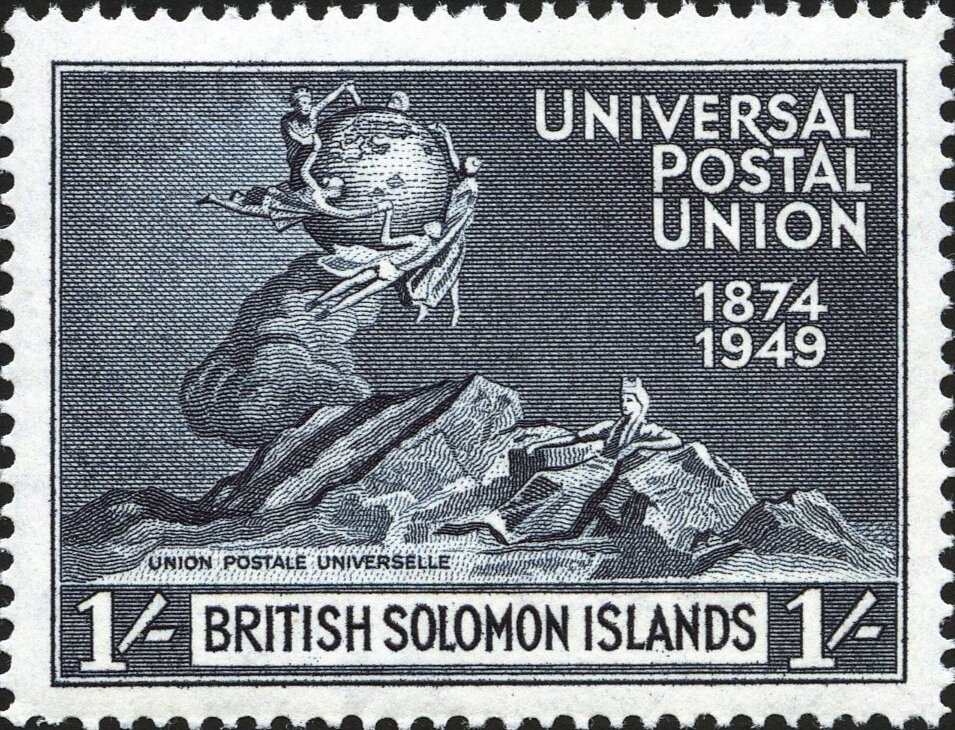
№ 79

### Тонга
Тонга выпустили серию из четырёх марок 10 октября 1949 года:
- марка Michel № 87 — Гермес, глобус и транспорт;
- марка Michel № 88 — два полушария Земли, самолёт и колёсный пароход;
- марка Michel № 89 — Гермес над глобусом;
- марка Michel № 90 — памятник ВПС, Берн, Швейцария.

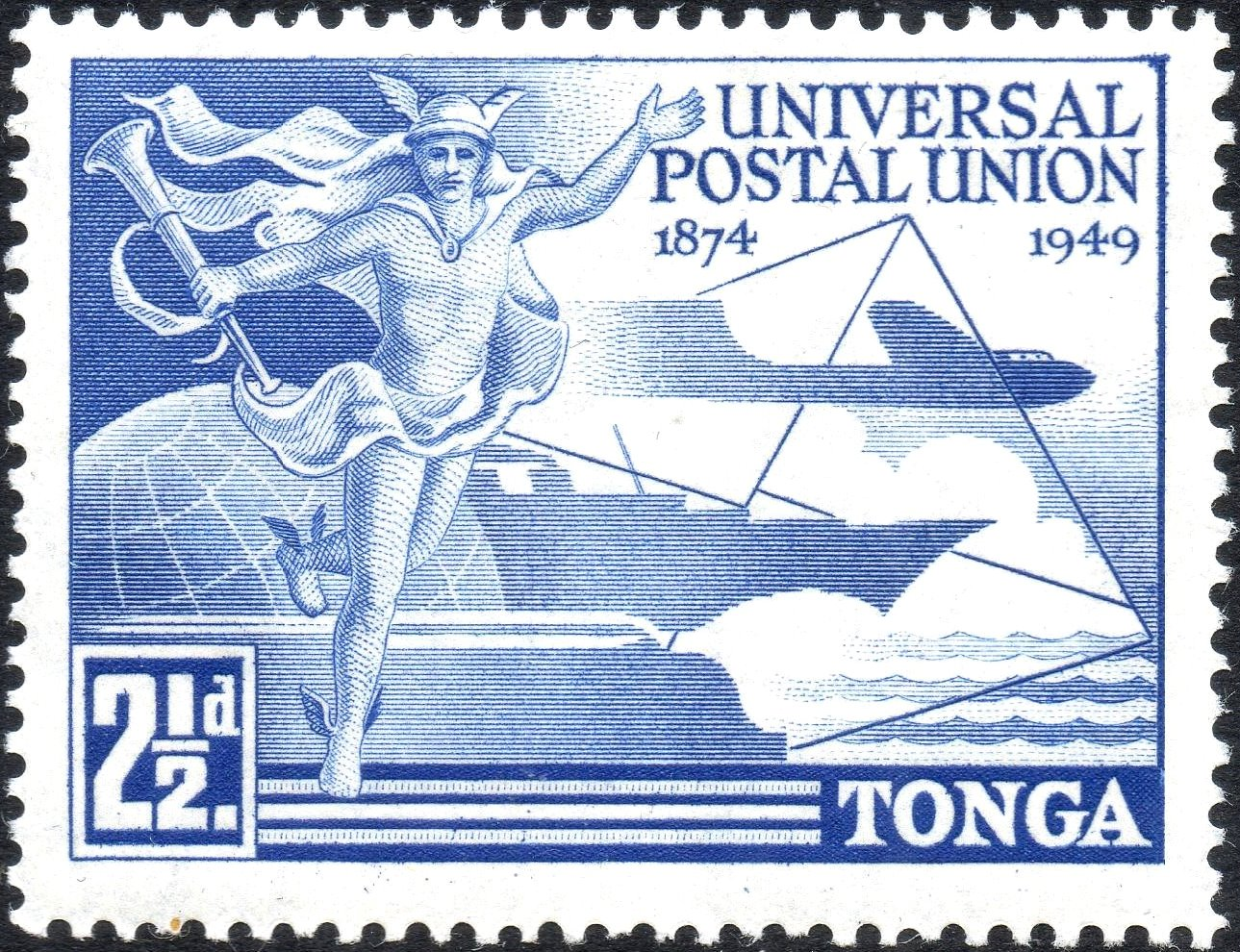
№ 87
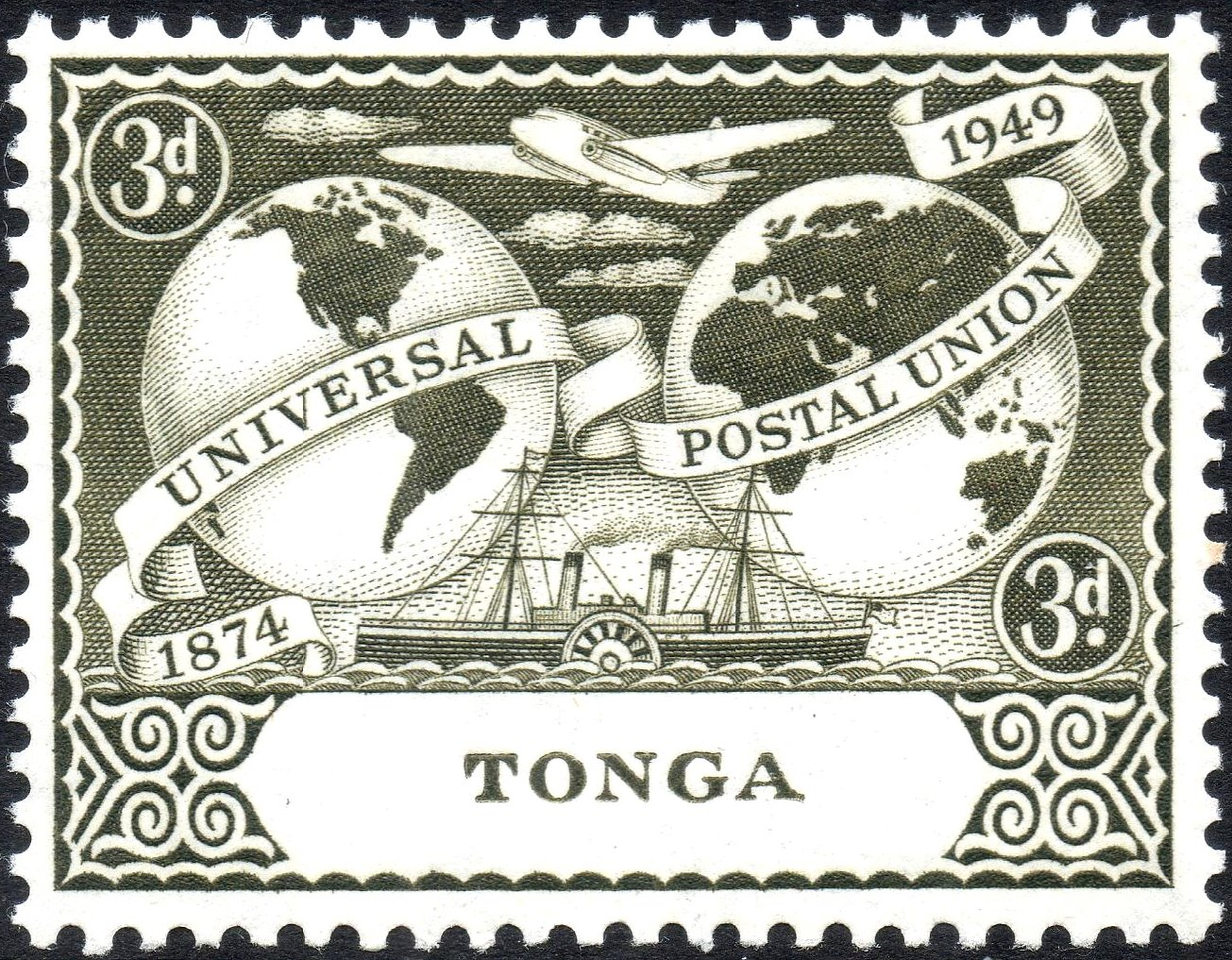
№ 88
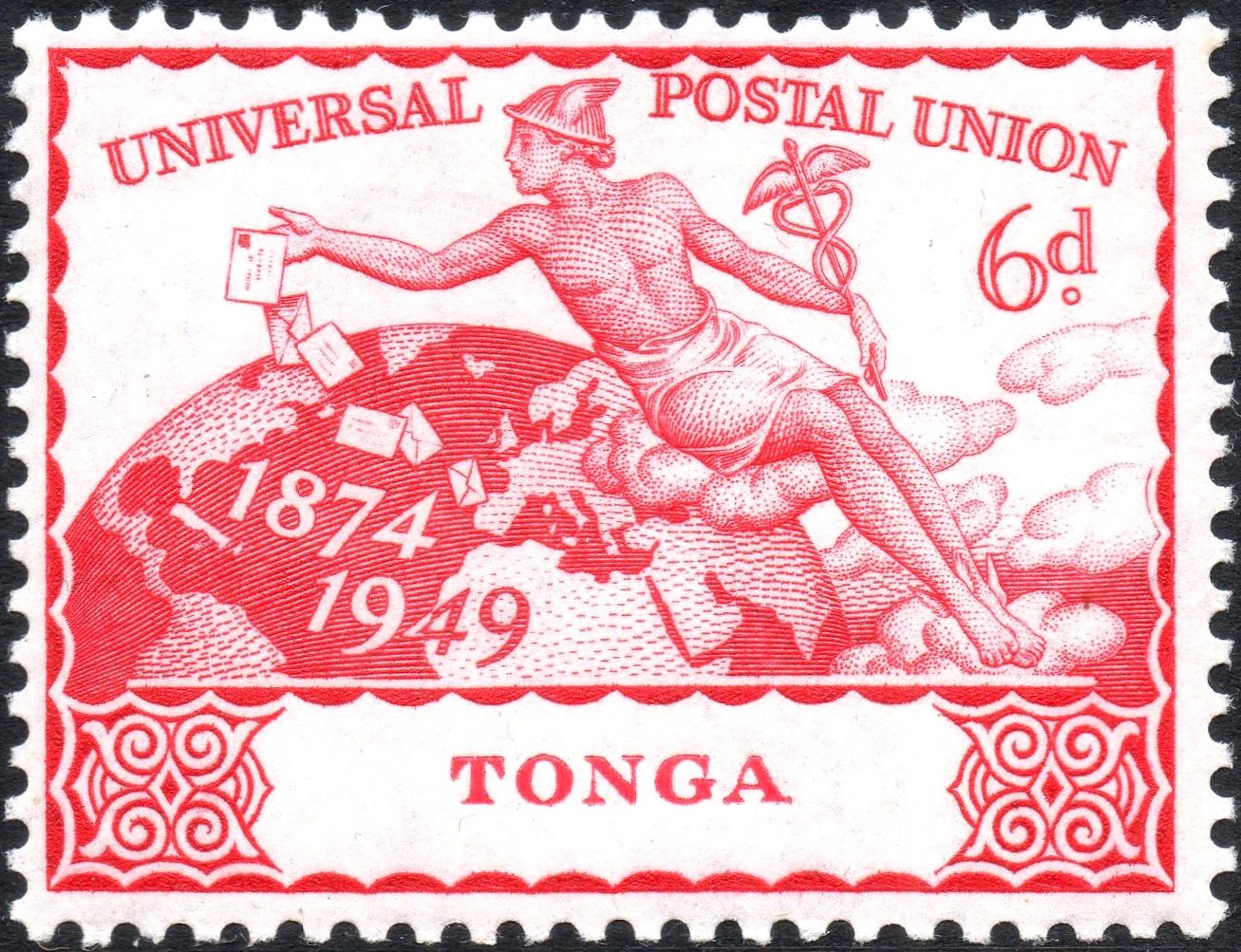
№ 89
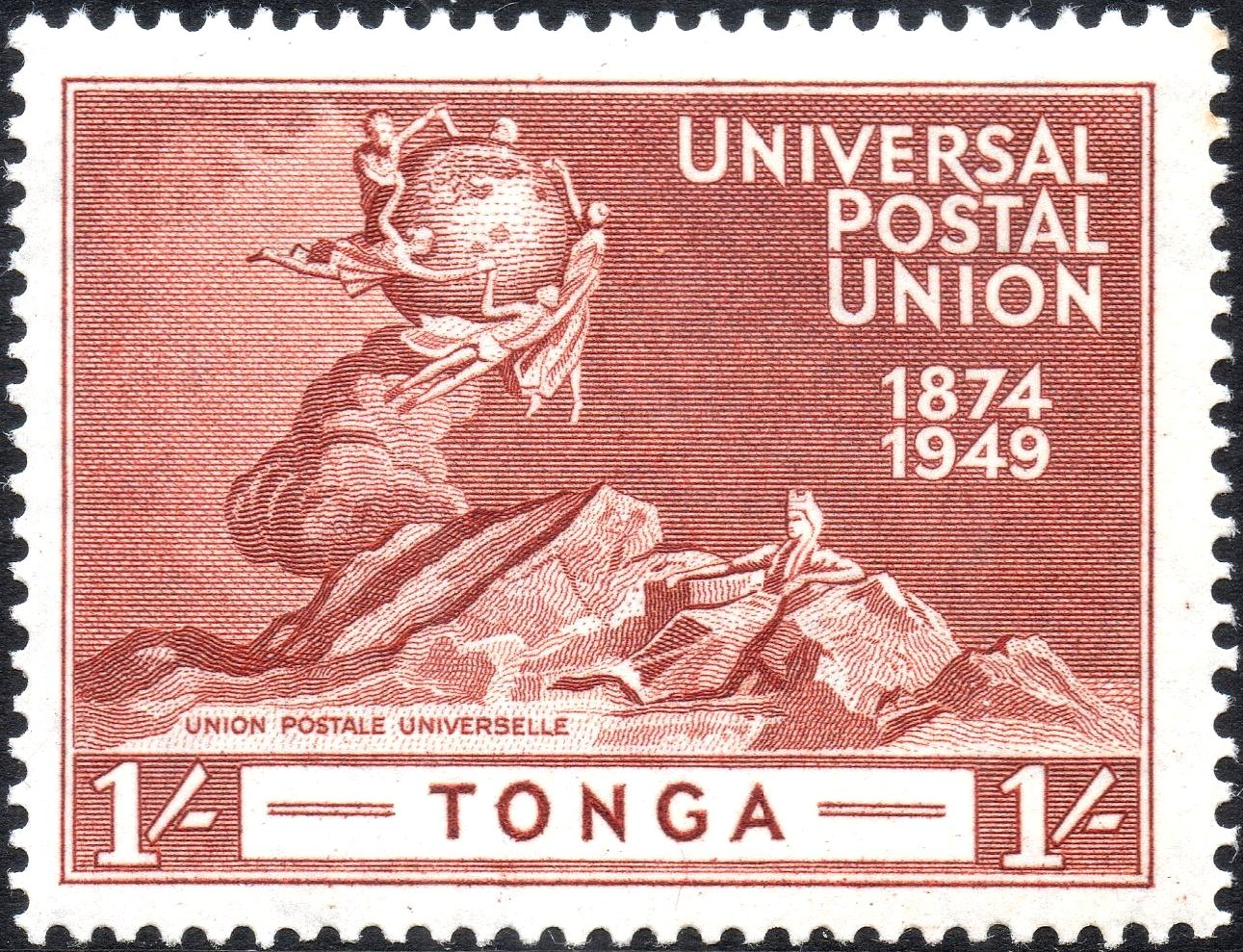
№ 90

### Уоллис и Футуна
Уоллис и Футуна выпустила одиночную марку 4 июля 1949 года. На марке Michel № 176 изображены представители разных народов перед глобусом и самолёт Локхид «Констеллейшн».

### Фиджи
Фиджи выпустило серию из четырёх марок 10 октября 1949 года:
- марка Michel № 116 — Гермес, глобус и транспорт;
- марка Michel № 117 — два полушария Земли, самолёт и колёсный пароход;
- марка Michel № 118 — Гермес над глобусом;
- марка Michel № 119 — памятник ВПС, Берн, Швейцария.

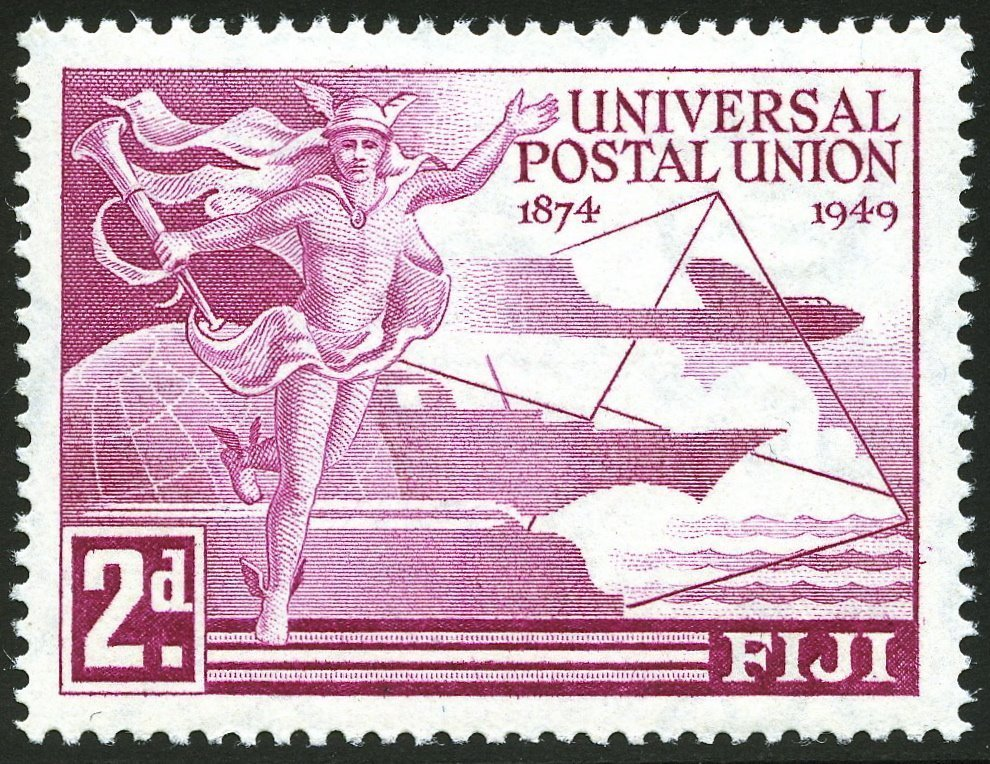
№ 116
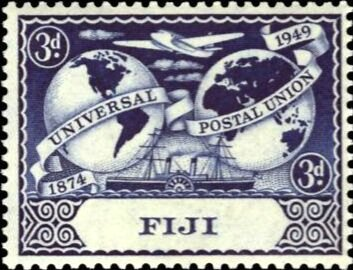
№ 117
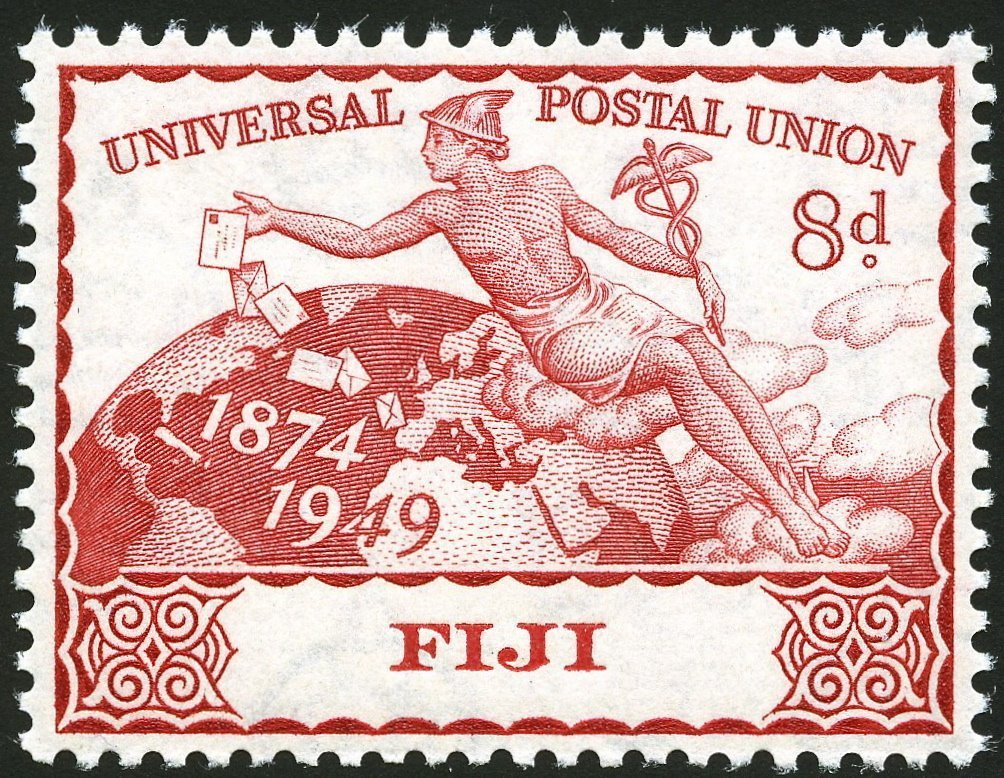
№ 118
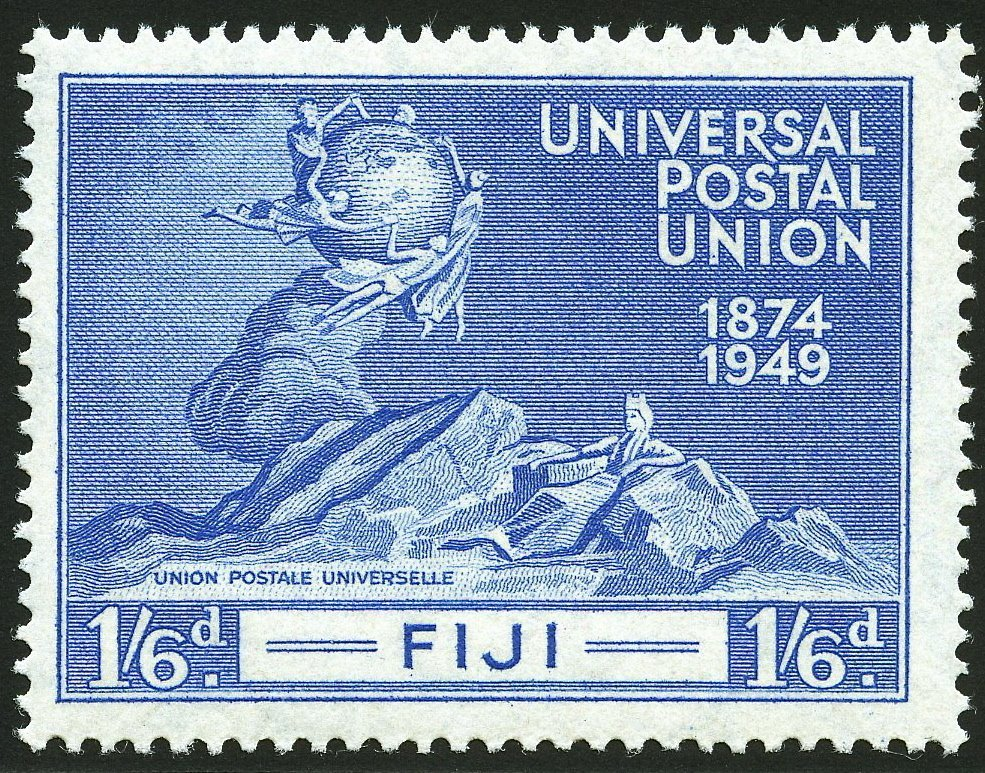
№ 119

### Фолклендские острова
Фолклендские острова выпустили серию из четырёх марок 10 октября 1949 года:
- марка Michel № 98 — Гермес, глобус и транспорт;
- марка Michel № 99 — два полушария Земли, самолёт и пароход;
- марка Michel № 100 — Гермес над глобусом;
- марка Michel № 101 — памятник ВПС, Берн, Швейцария.

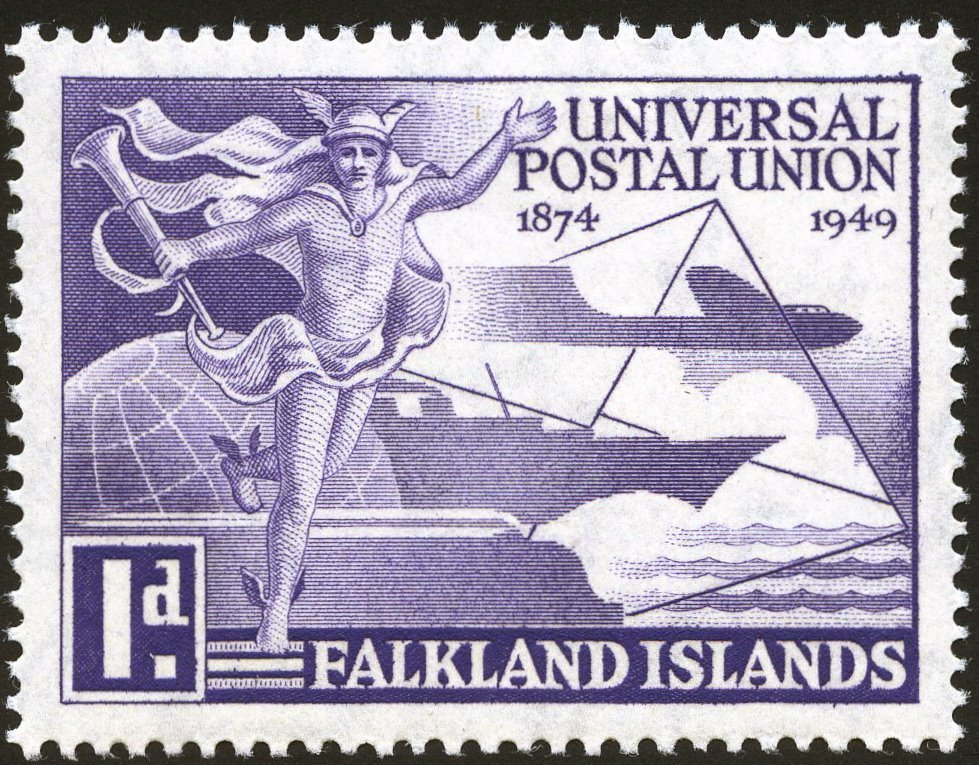
№ 98
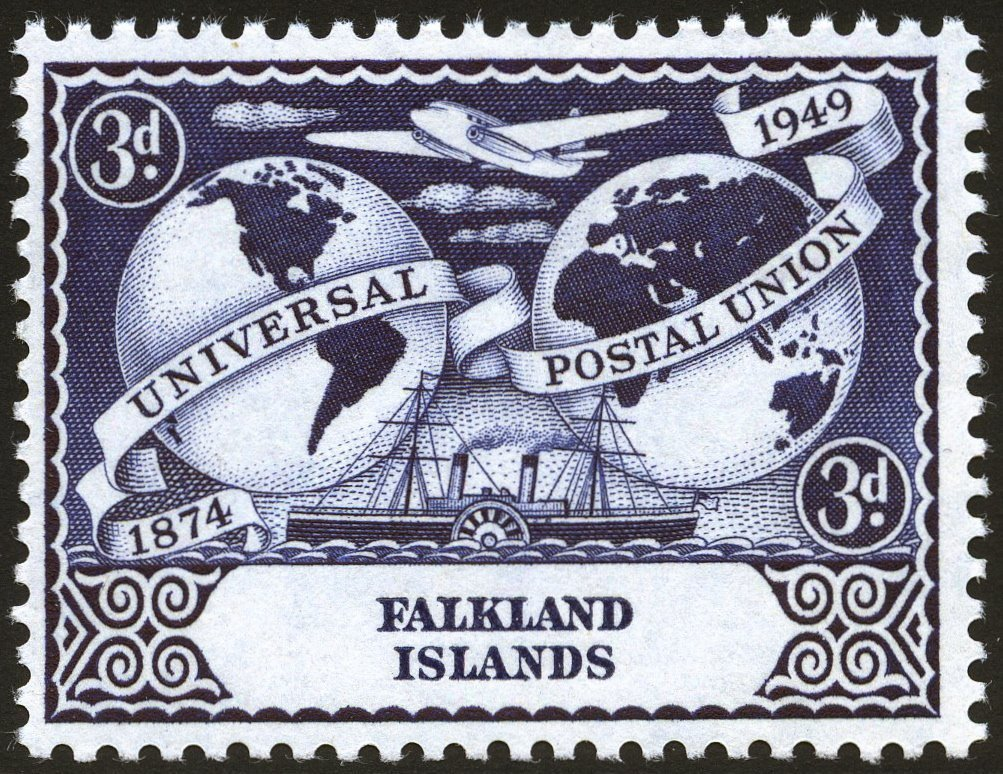
№ 99
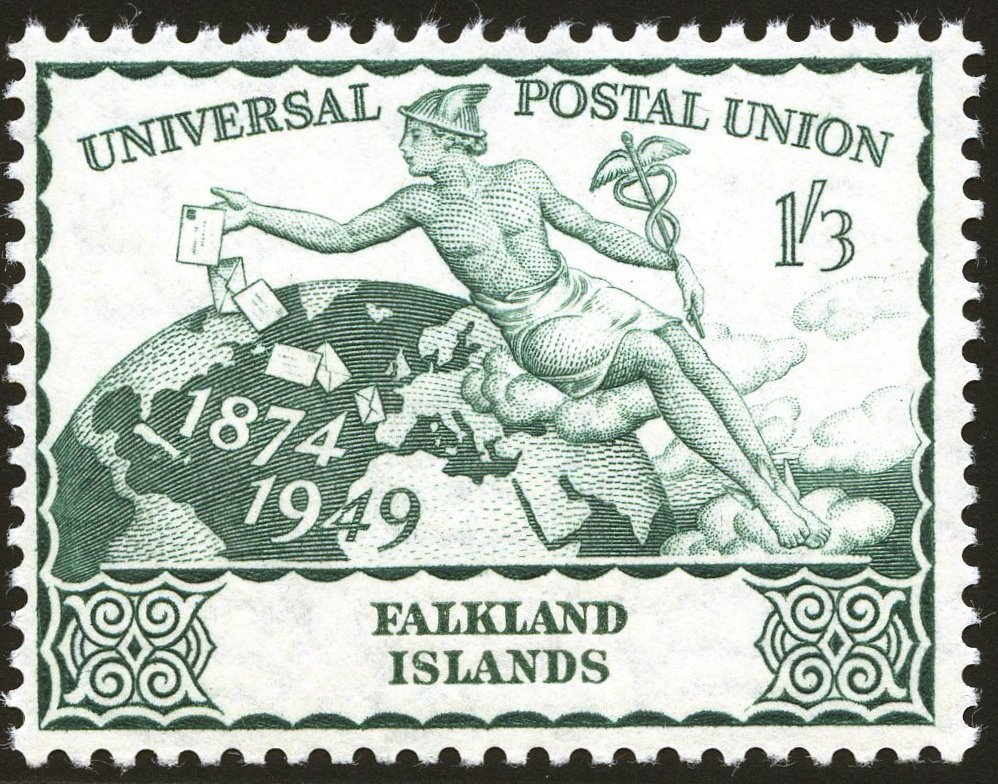
№ 100
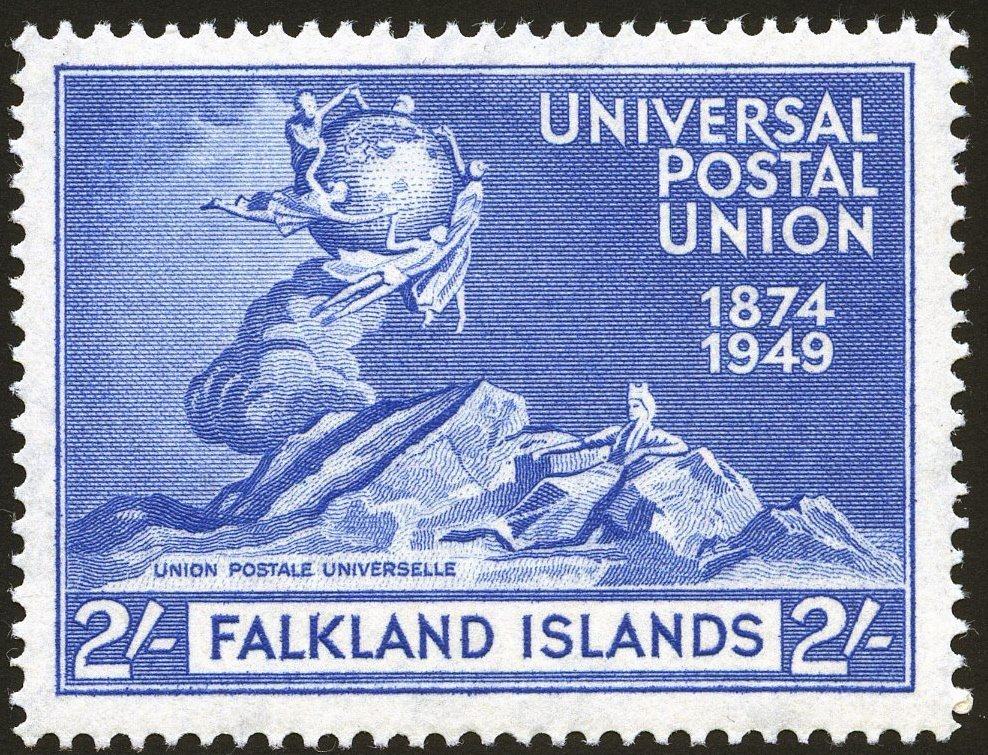
№ 101

### Французская Океания
Французские владения в Океании выпустили одиночную марку 4 июля 1949 года. На марке Michel № 235 изображены представители разных народов перед глобусом.

## Азия
Всего 45 стран.

### Аденская колония
Аденская колония выпустила серию из четырёх марок 10 октября 1949 года:
- марка Michel № 33 — Гермес, глобус и транспорт;
- марка Michel № 34 — два полушария Земли, самолёт и колёсный пароход;
- марка Michel № 35 — Гермес над глобусом;
- марка Michel № 36 — памятник ВПС, Берн, Швейцария.

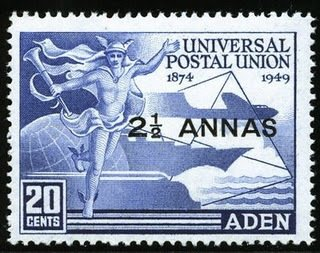
№ 33
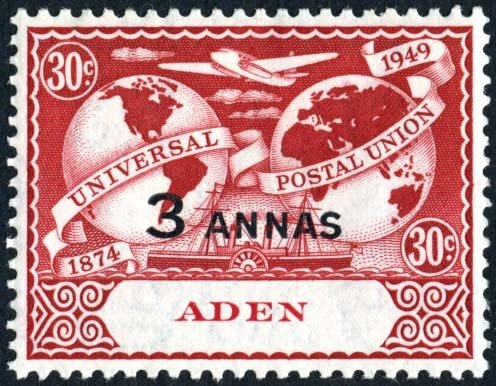
№ 34
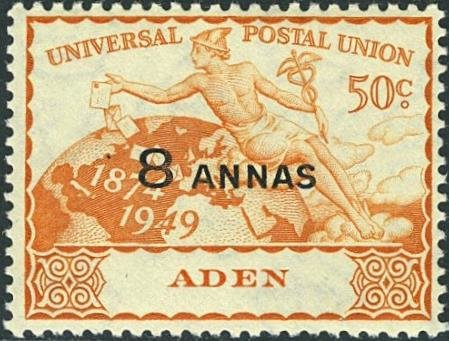
№ 35
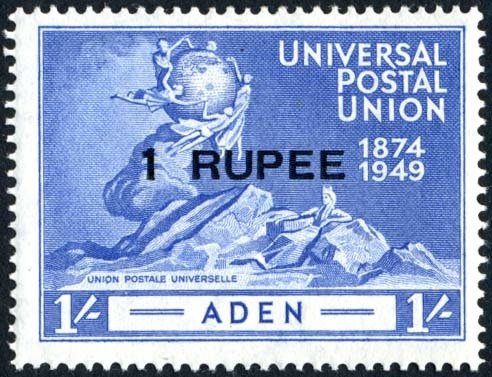
№ 36

### Бахавалпур
Бахавалпур выпустила серию, состоящую из четырёх марок одного рисунка, отличающихся цветом и зубцовкой 10 октября 1949 года. На марках Michel № 26—29 изображён главный мотив памятника ВПС, Берн, Швейцария:

№ 26
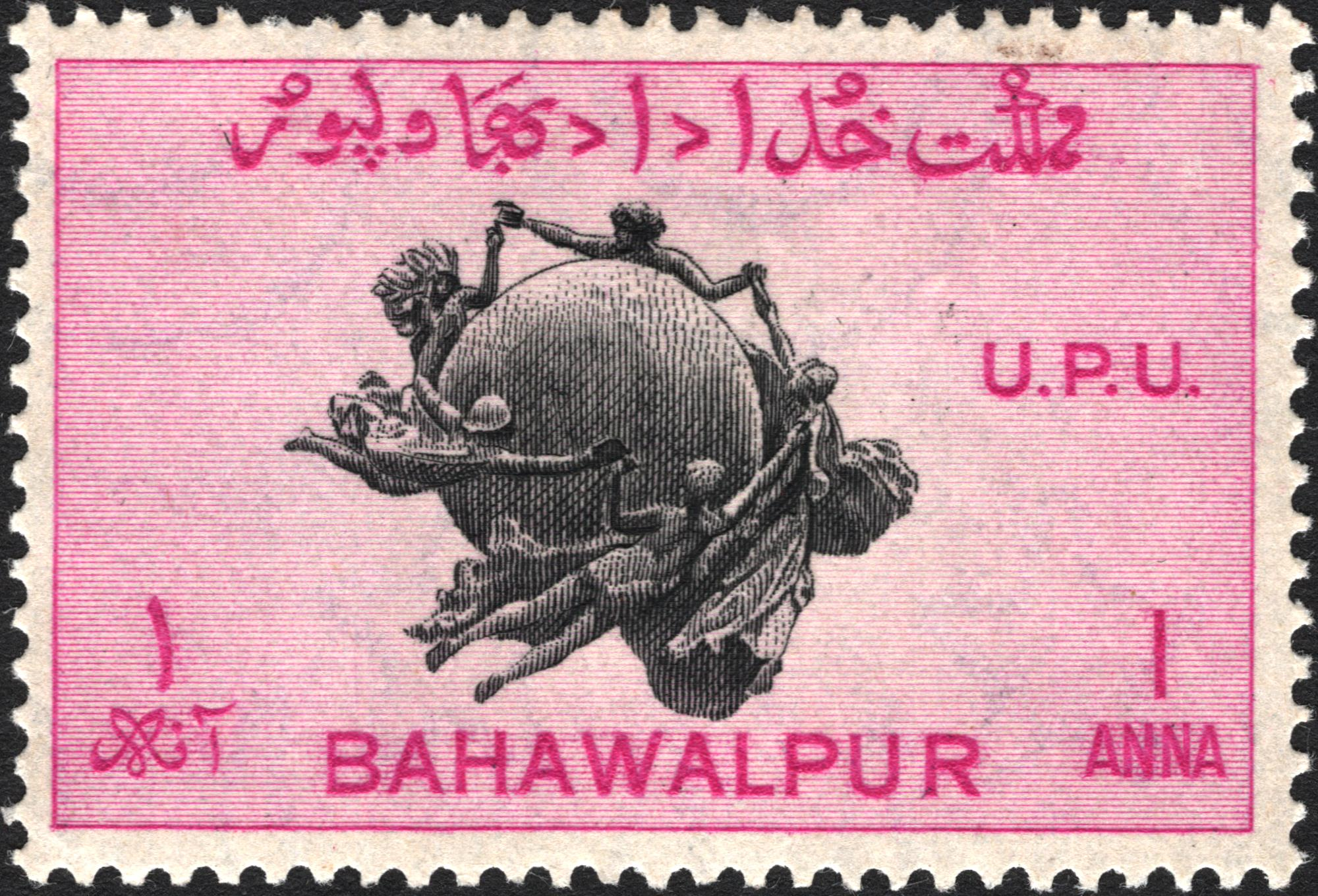
№ 27
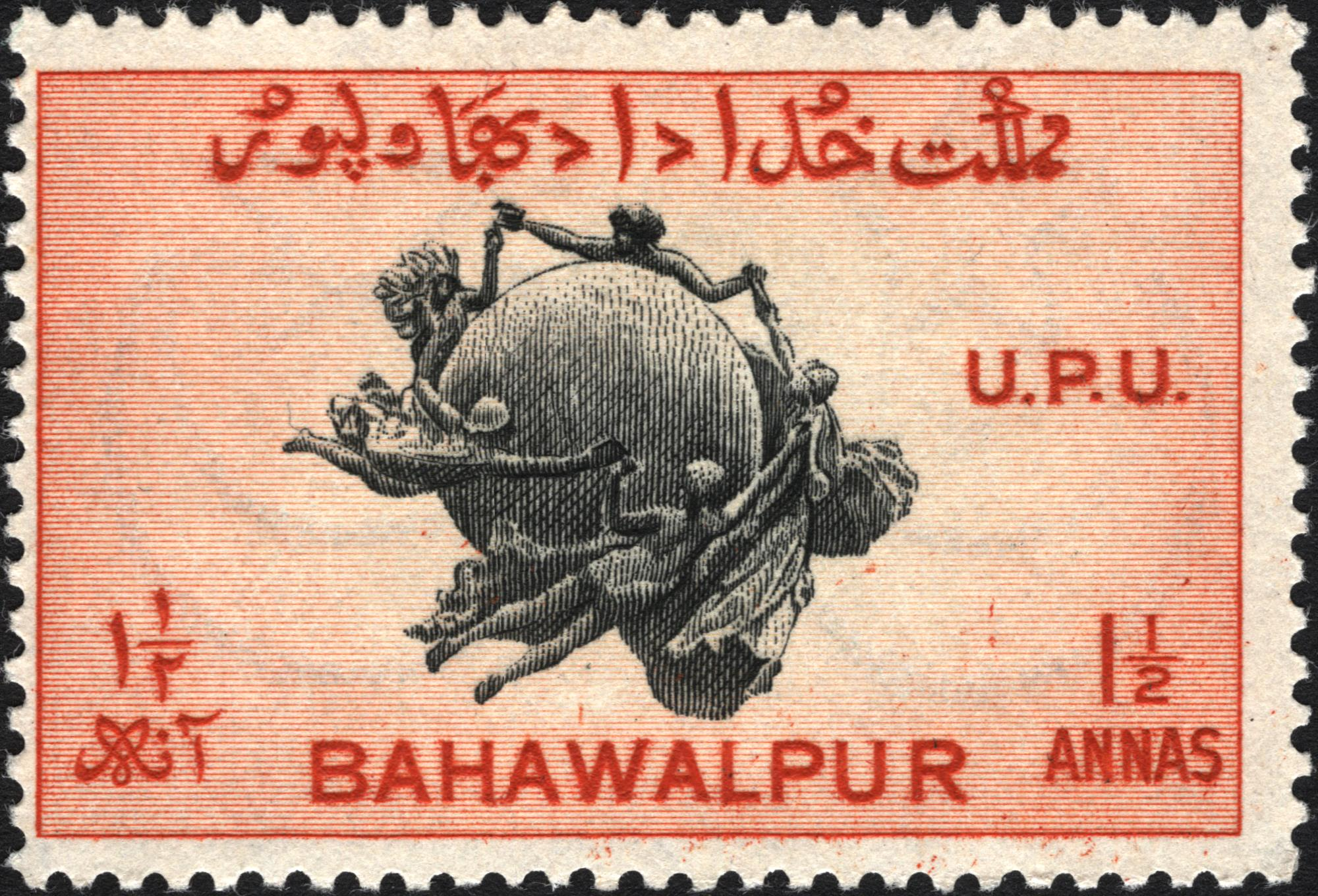
№ 28
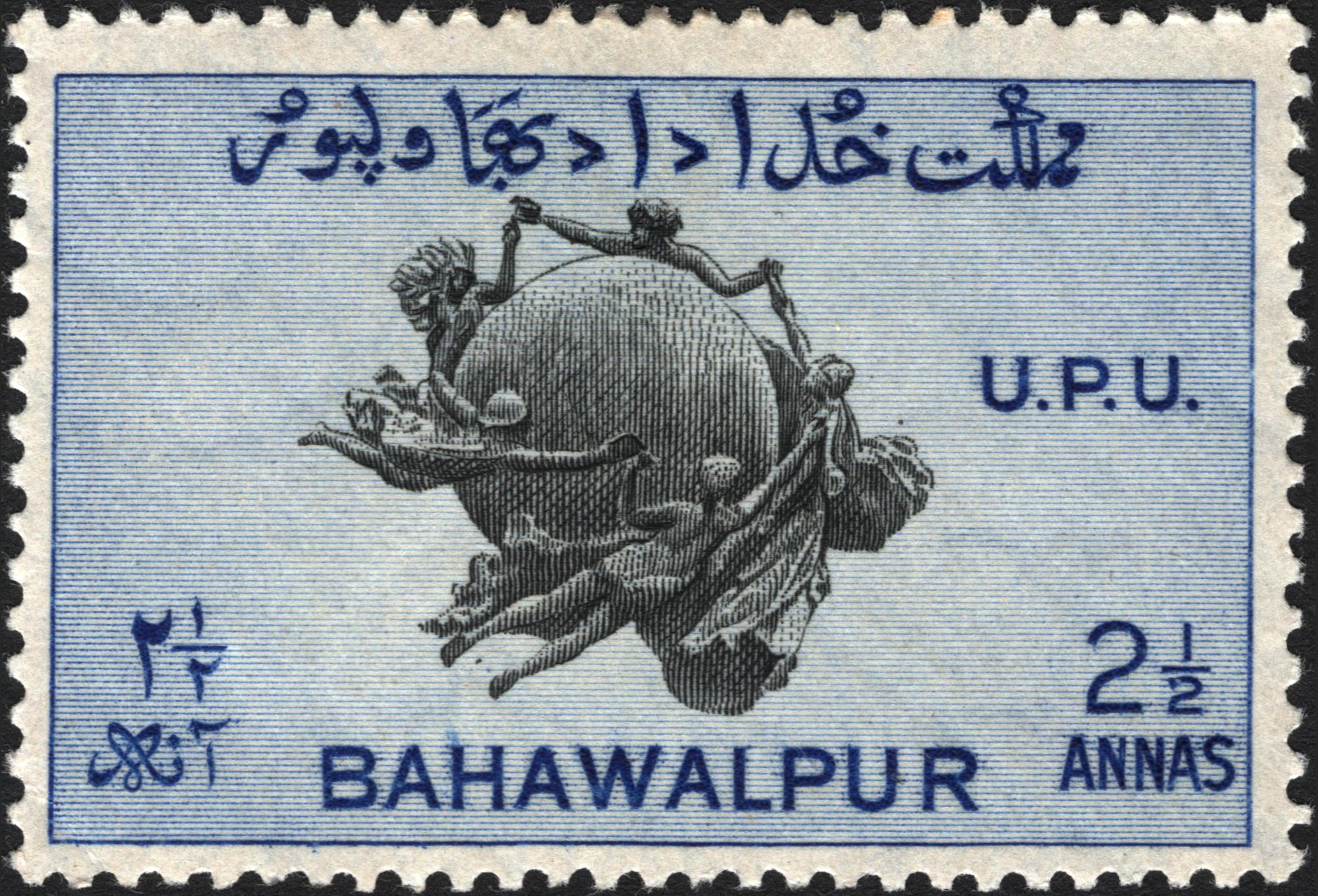
№ 29

### Бахрейн
Бахрейн выпустил серию из четырёх марок 10 октября 1949 года. Это марки Великобритании с надпечаткой «BAHRAIN» и новым номиналом:
- марка Michel № 66 — ВПС соединяет полушария Земли;
- марка Michel № 67 — памятник ВПС, Берн, Швейцария;
- марка Michel № 68 — Богиня Конкордия (единство), глобус с розой ветров;
- марка Michel № 69 — почтовый рожок и глобус.

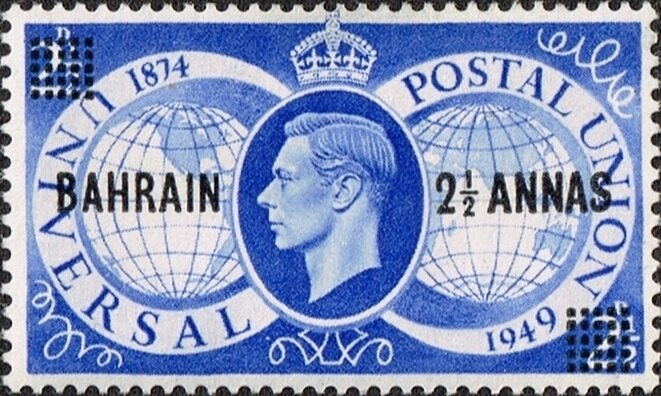
№ 66
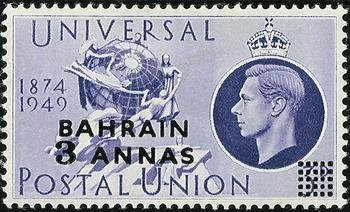
№ 67
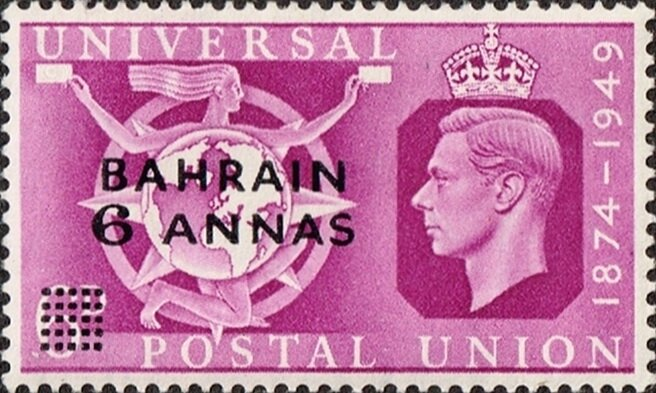
№ 68
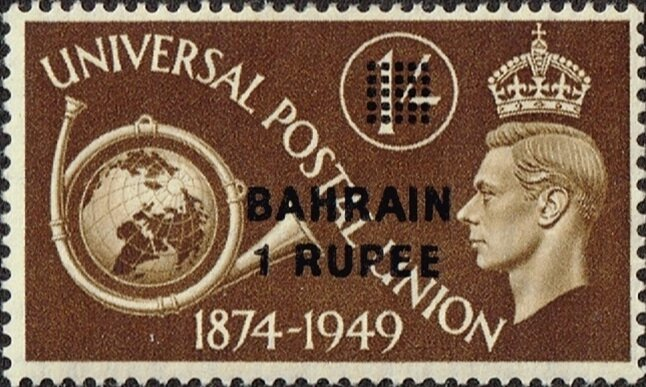
№ 69

### Бирма Союз
Союз Бирма выпустил серию из шести марок 9 октября 1949 года одного рисунка, отличающихся цветом. На марках Michel № 117—122 изображён памятник ВПС, Берн, Швейцария.

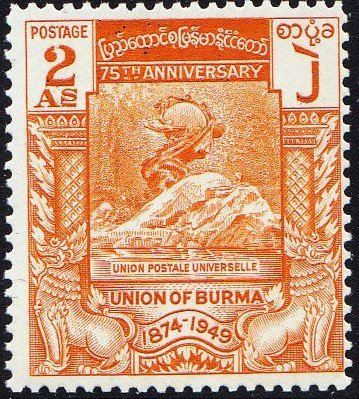
№ 117
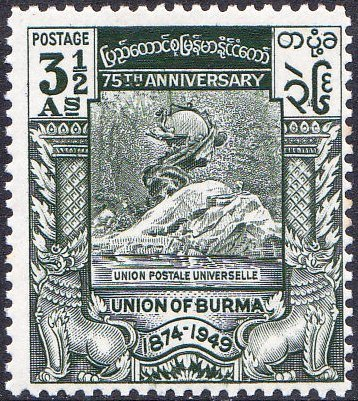
№ 118
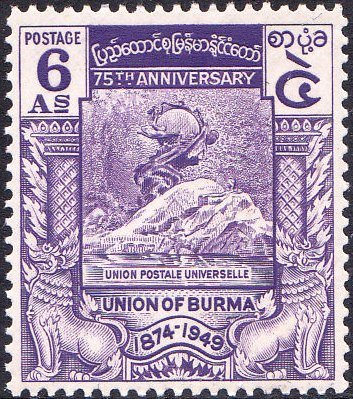
№ 119
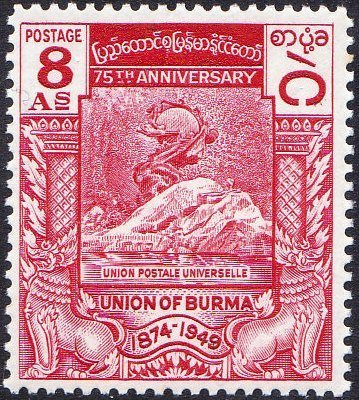
№ 120
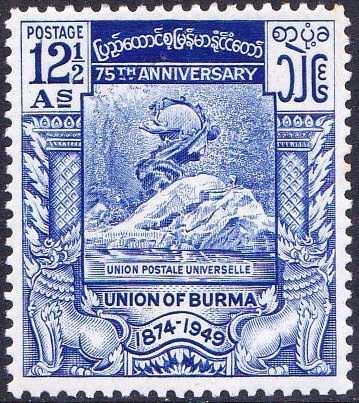
№ 121
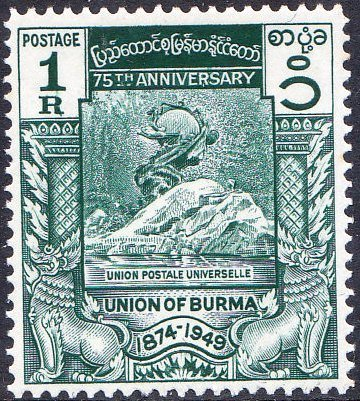
№ 122

### Бруней
Бруней выпустил серию из четырёх марок 10 октября 1949 года:
- марка Michel № 74 — Гермес, глобус и транспорт;
- марка Michel № 75 — два полушария Земли, самолёт и колёсный пароход;
- марка Michel № 76 — Гермес над глобусом;
- марка Michel № 77 — памятник ВПС, Берн, Швейцария.

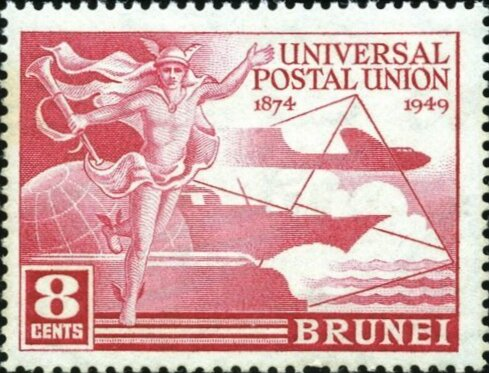
№ 74
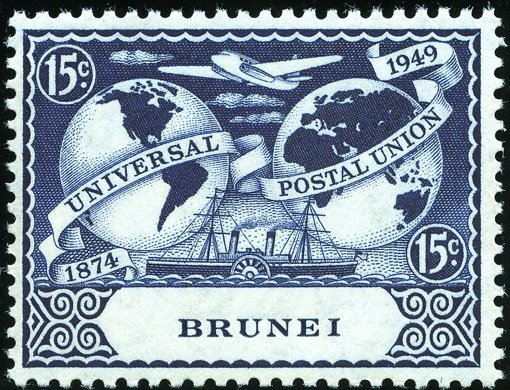
№ 75
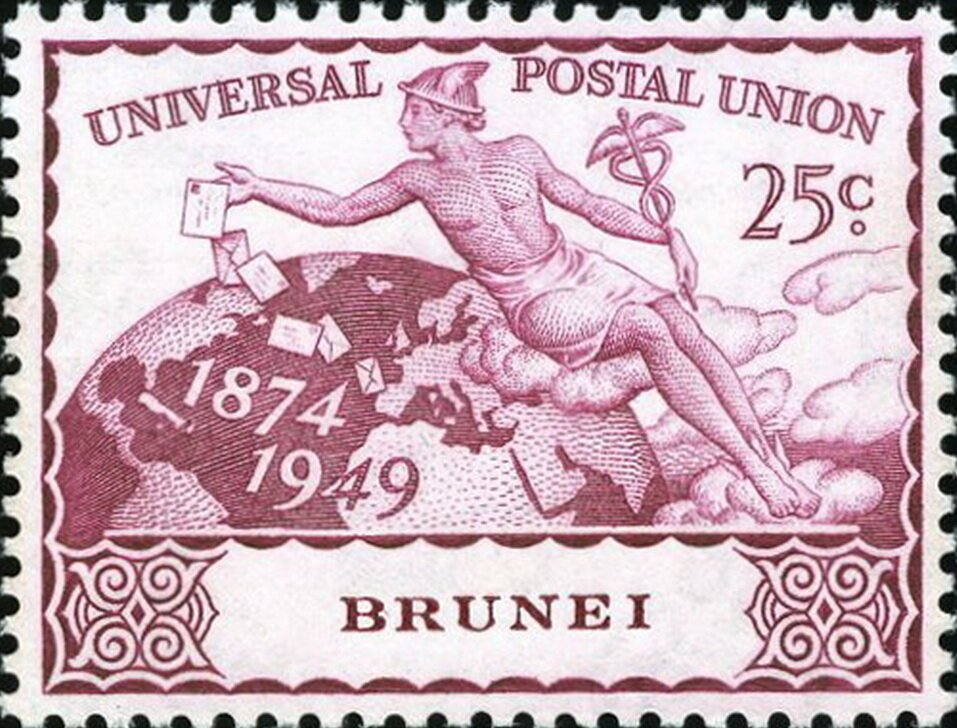
№ 76
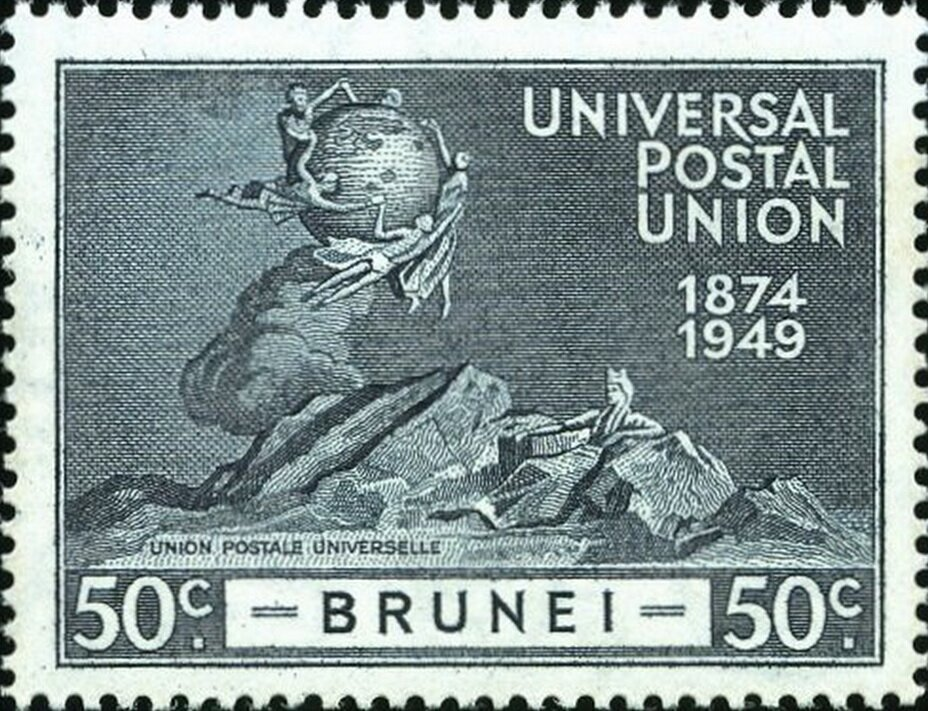
№ 77

### Гонконг
Гонконг выпустил серию из четырёх марок 10 октября 1949 года:
- марка Michel № 173 — Гермес, глобус и транспорт;
- марка Michel № 174 — два полушария Земли, самолёт и колёсный пароход;
- марка Michel № 175 — Гермес над глобусом;
- марка Michel № 176 — памятник ВПС, Берн, Швейцария.

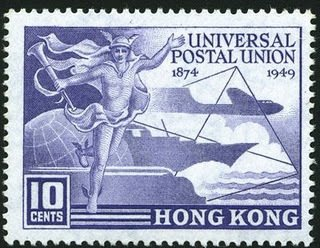
№ 173
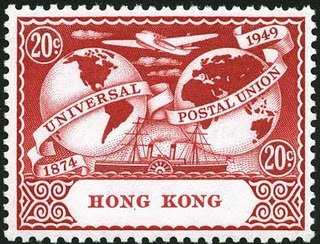
№ 174
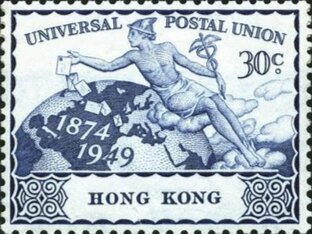
№ 175
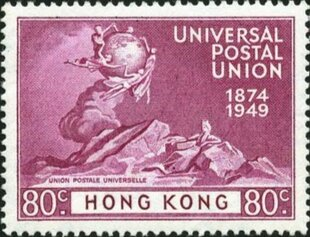
№ 176

### Джохор
Джохор выпустил серию из четырёх марок 10 октября 1949 года:
- марка Michel № 136 — Гермес, глобус и транспорт;
- марка Michel № 137 — два полушария Земли, самолёт и колёсный пароход;
- марка Michel № 138 — Гермес над глобусом;
- марка Michel № 139 — памятник ВПС, Берн, Швейцария.

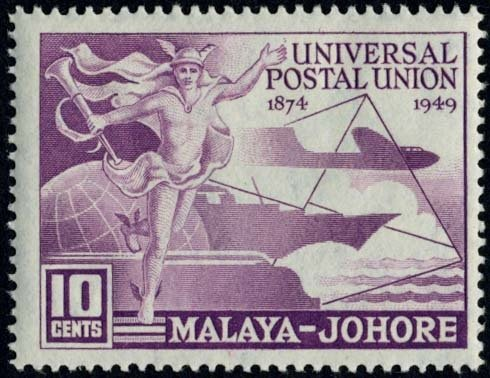
№ 136
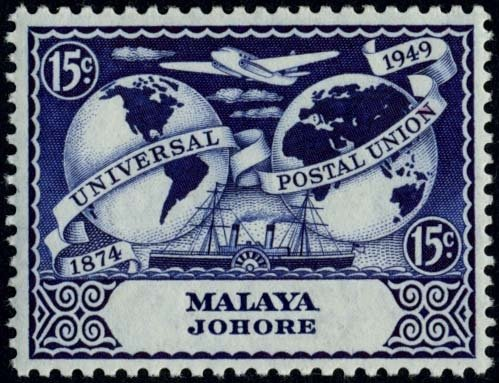
№ 137
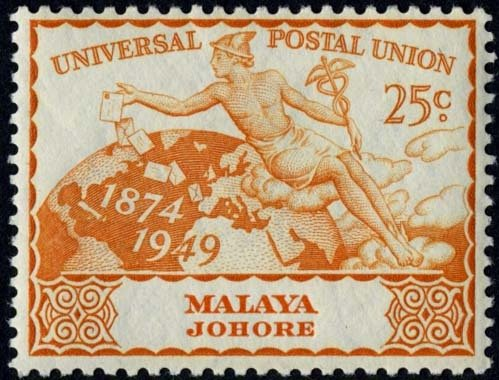
№ 138
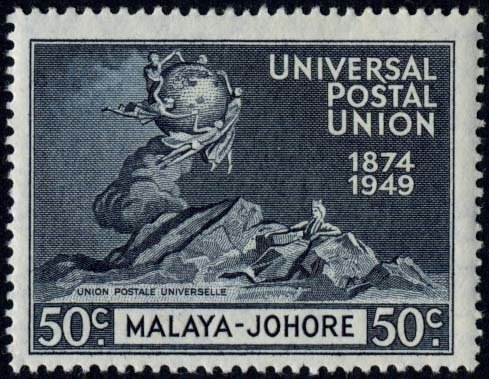
№ 139

### Израиль
Израиль выпустил серию из двух марок 26 марта 1950 года одного рисунка, отличающихся цветом. На марках Michel № 28—29 изображены прыгающий олень и глобус.

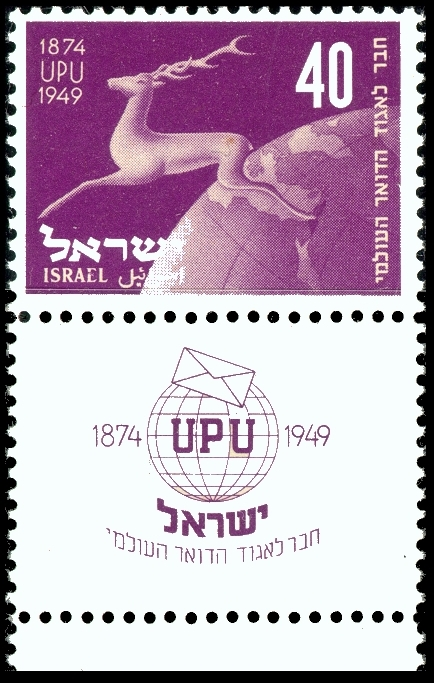
№ 28
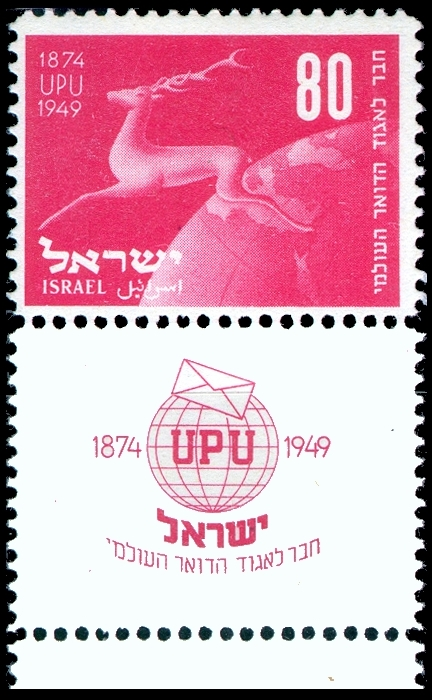
№ 29

### Индия
Индия выпустила серию из четырёх марок 10 октября 1949 года одного рисунка, отличающихся цветом. На марках Michel № 207—210 изображены глобус, почтовый конверт и эмблема Индии.

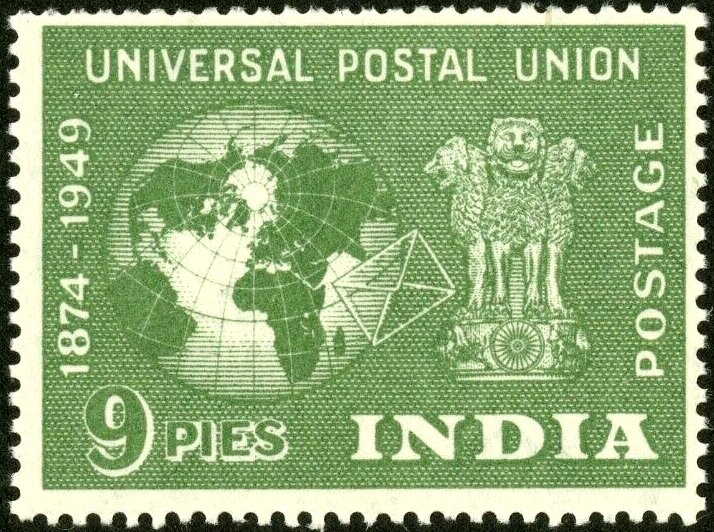
№ 207
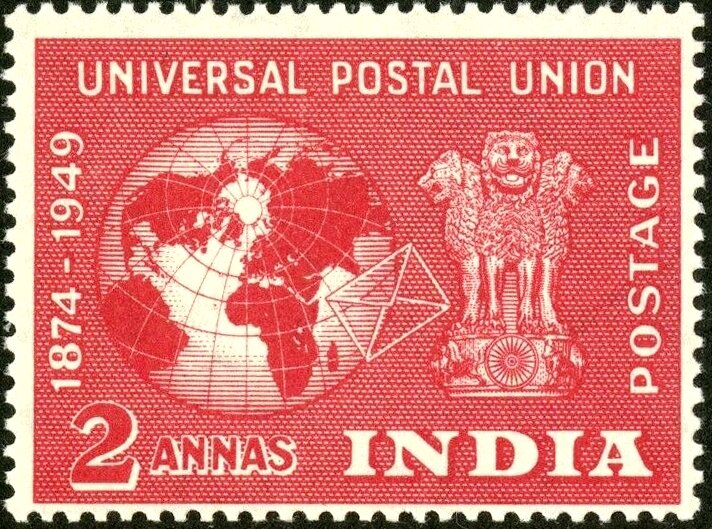
№ 208
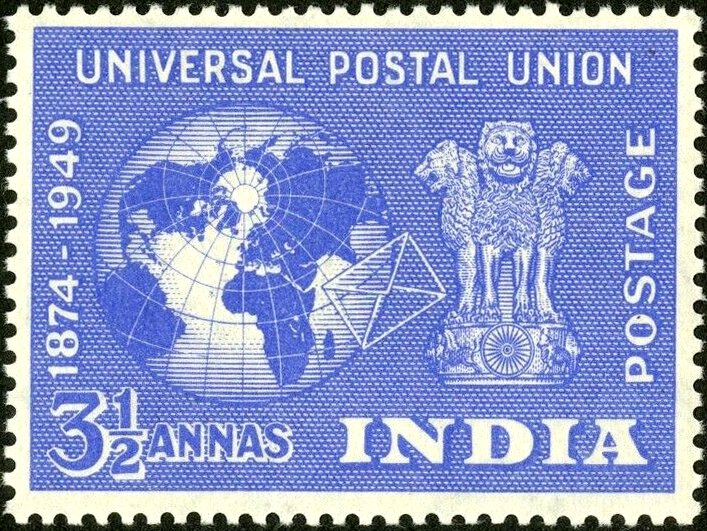
№ 209
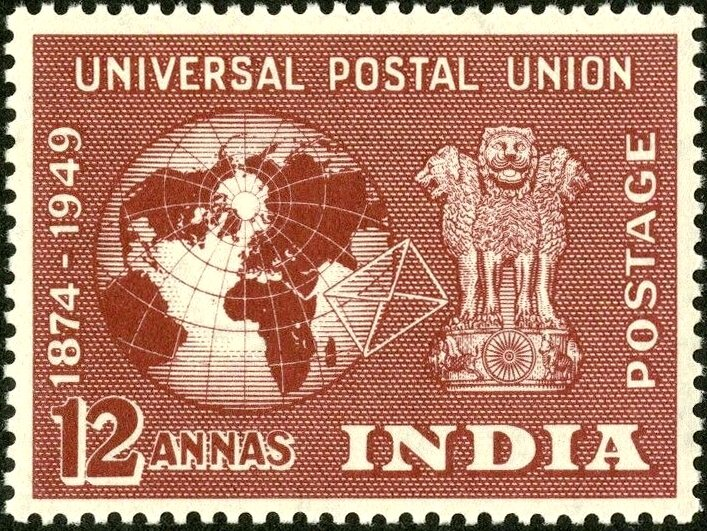
№ 210

### Индия португальская
Португальская Индия выпустила одиночную марку в октябре 1949 года. На марке Michel № 453 изображены глобус и почтовый конверт.

### Индия французская
Французская Индия выпустила одиночную марку 4 июля 1949 года. На марке Michel № 303 изображены представители разных народов перед глобусом.

### Индокитай французский
Индокитай французский выпустил одиночную марку 4 июля 1949 года. На марке Michel № 360 изображены представители разных народов перед глобусом и самолёт Локхид «Констеллейшн».

### Индонезия (голландская)
Индонезия (голландская) выпустила серию из двух марок 1 октября 1949 года одного рисунка, отличающихся цветом. На марках Michel № 22—23 изображены глобус и герб Берна, Швейцария.

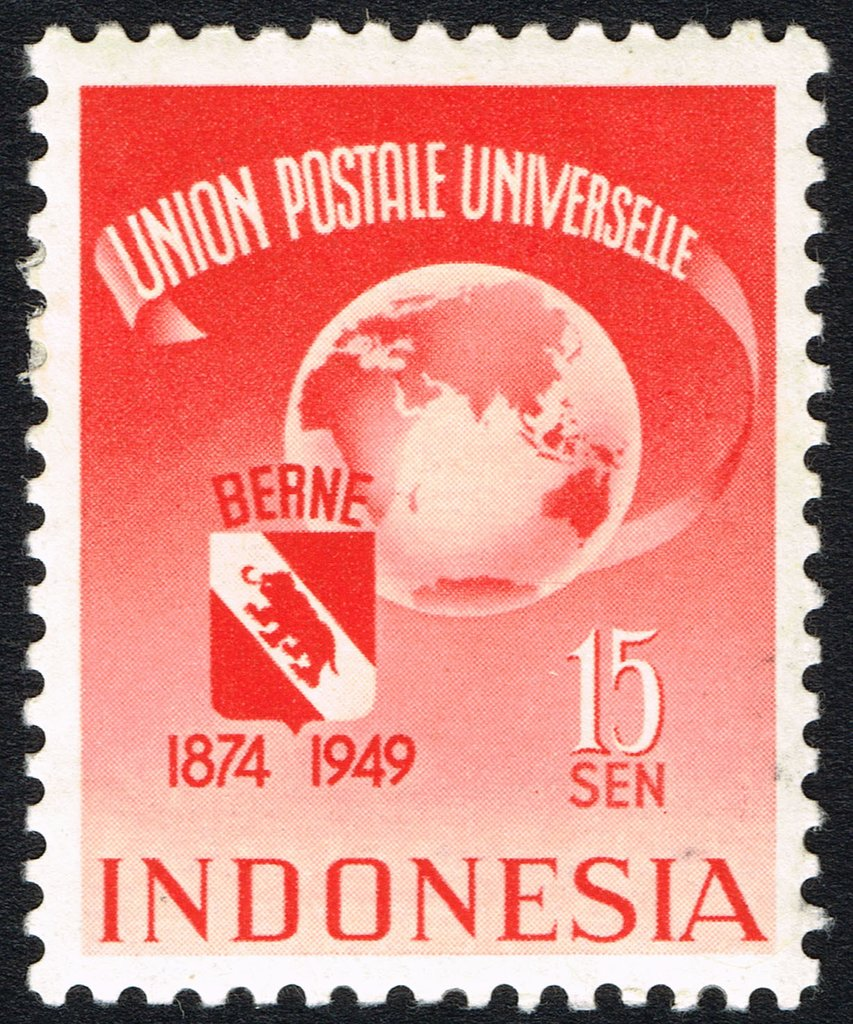
№ 22
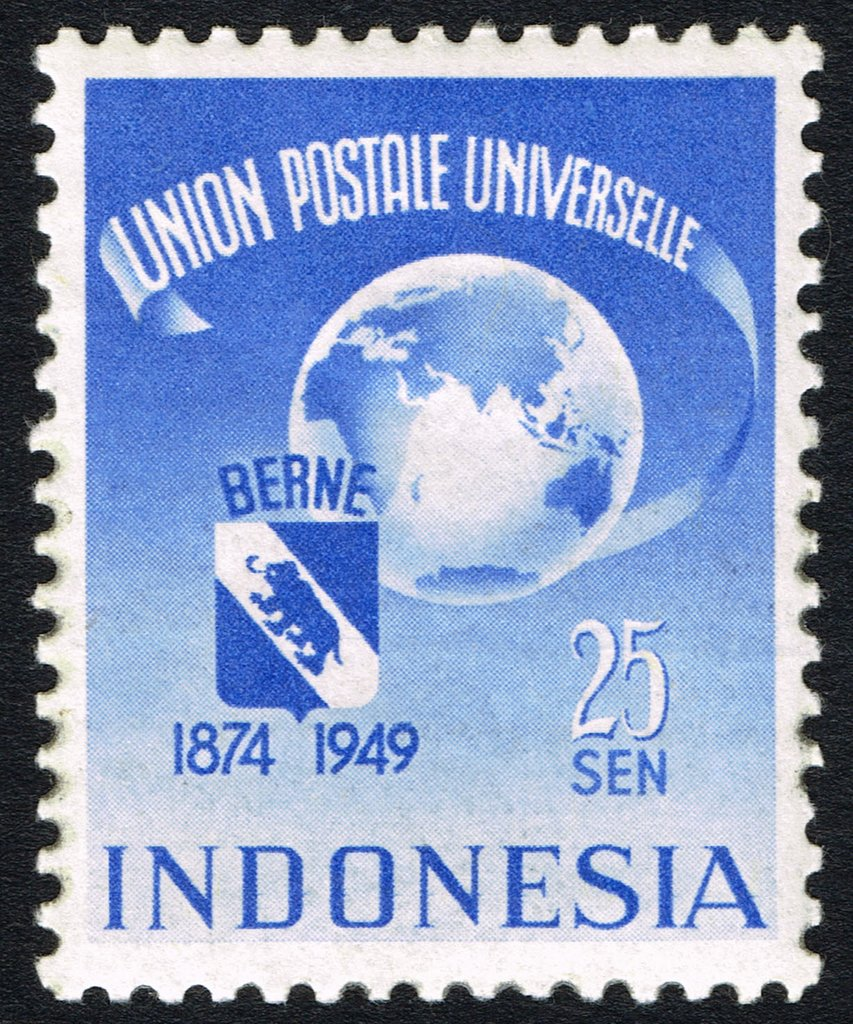
№ 23

### Индонезия (республика)
Индонезия (республика) выпустила серию, состоящую из 32 марок одного рисунка, отличающихся цветом, с зубцами и без зубцов, а также с водяными знаками и без, и 4 блоков с этими марками в 1949 году. На марках Michel № 179—210 изображены архипелаг, памятник ВПС (Берн, Швейцария), бантенг, рвущий колониальные цепи:
- марки Michel № 179—186 — без надпечаток;

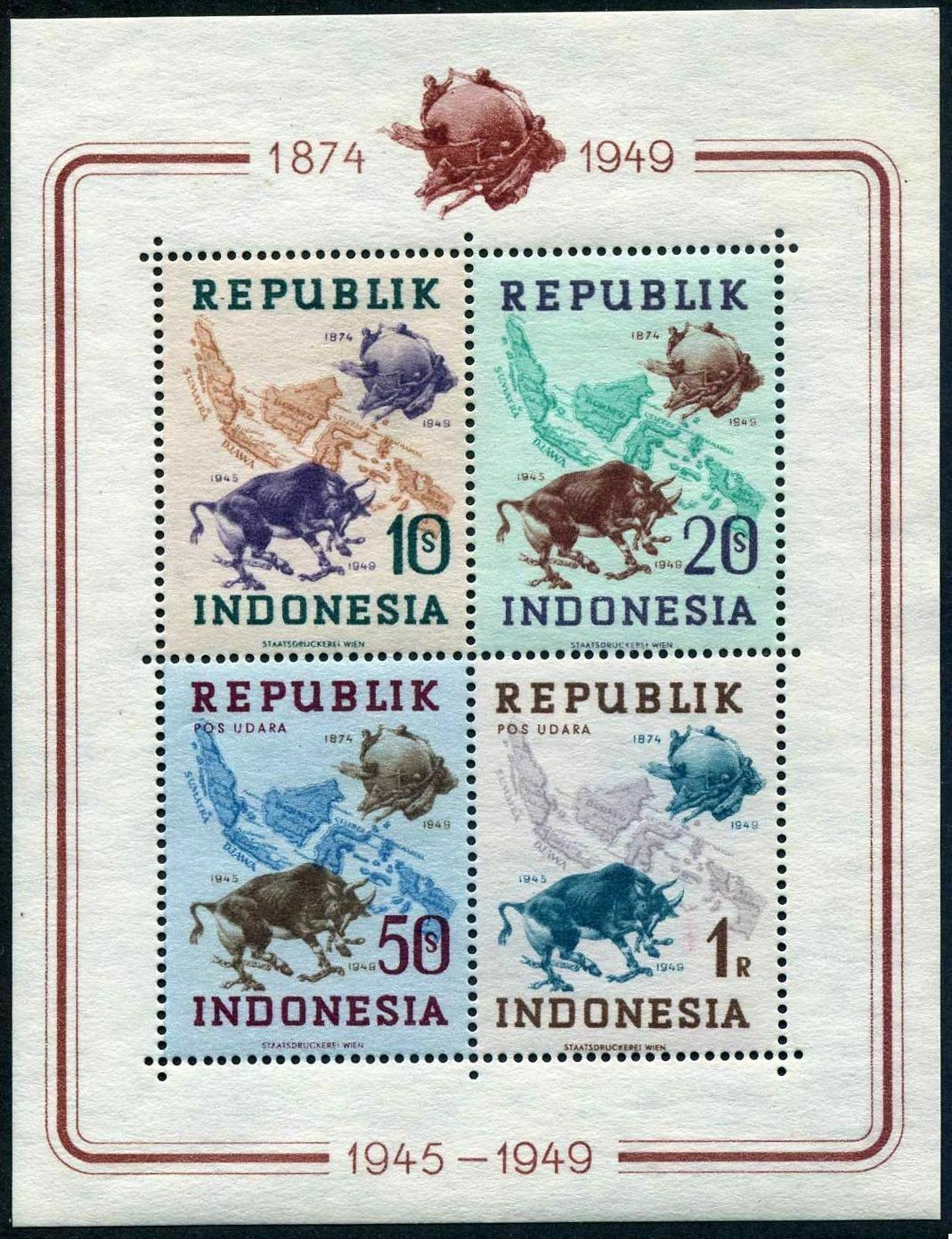
почтовый блок Michel № Block 1 — марки Michel № 179—182;
- марки Michel № 187—194 — надпечатка «RIS»;
- почтовый блок Michel № Block 2 — марки Michel № 187—190;
- марки Michel № 195—202 — надпечатка «RIS/Merdeka»;
- почтовый блок Michel № Block 3 — марки Michel № 195—198;
- марки Michel № 203—210 — надпечатка «RIS/Djakarta»;
- почтовый блок Michel № Block 4 — марки Michel № 203—206.

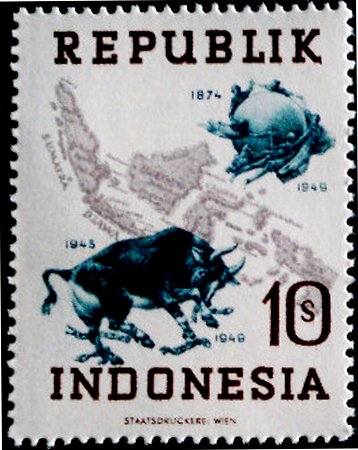
№ 179
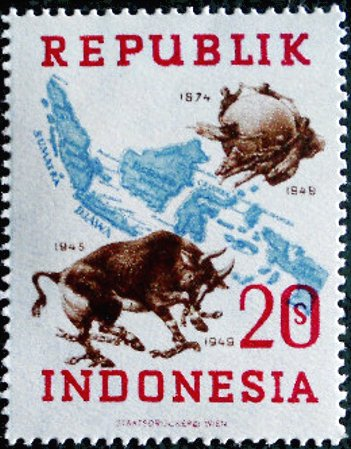
№ 180
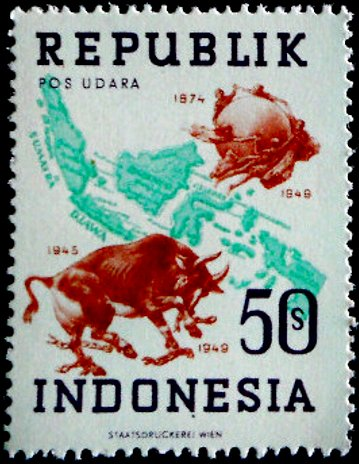
№ 181
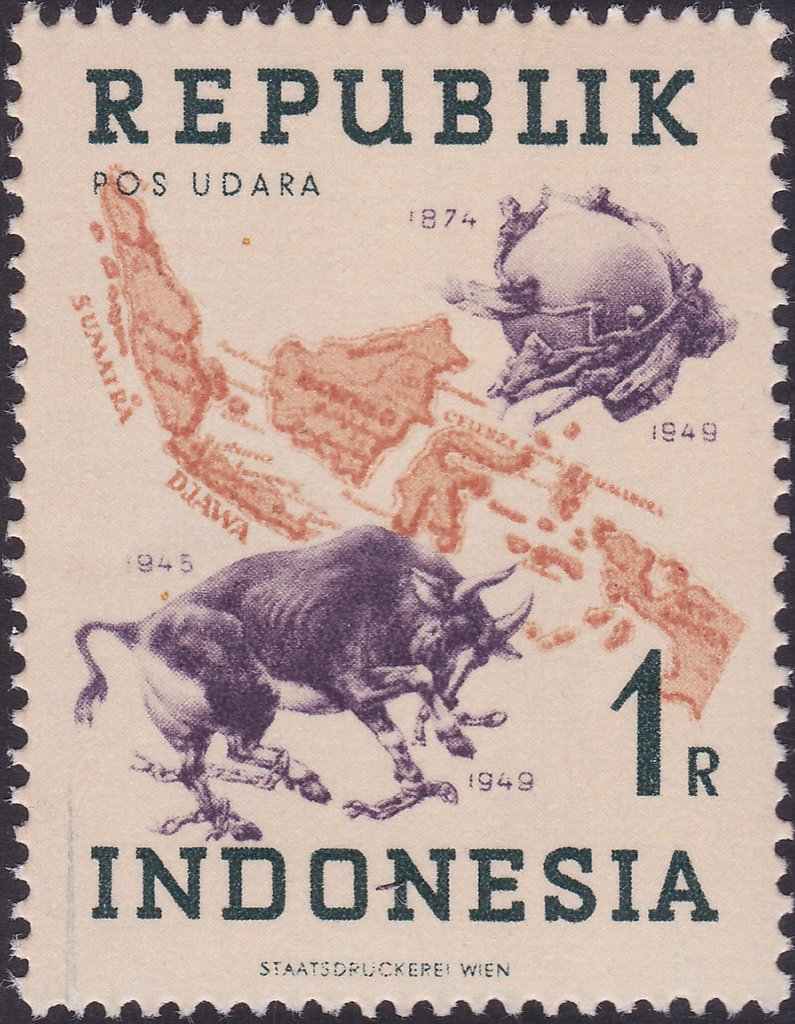
№ 182

- № Block 1

### Иордания
Иордания выпустила серию из пяти марок 1 августа 1949:
- марка Michel № 215—218 — глобус и транспорт;
- марка Michel № 219 — король Абдалла I ибн Хусейн.

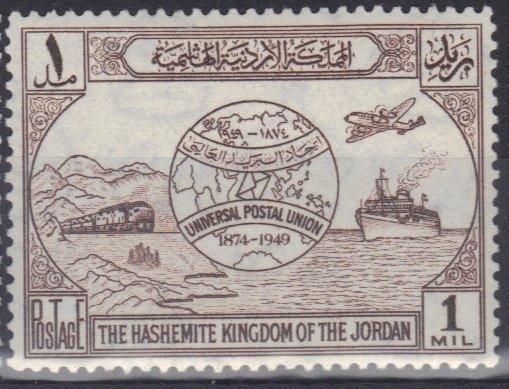
№ 215
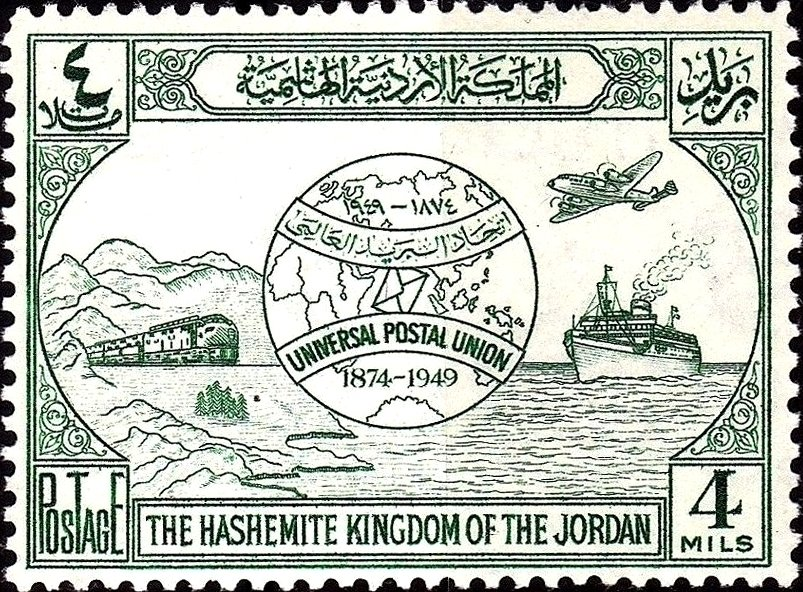
№ 216
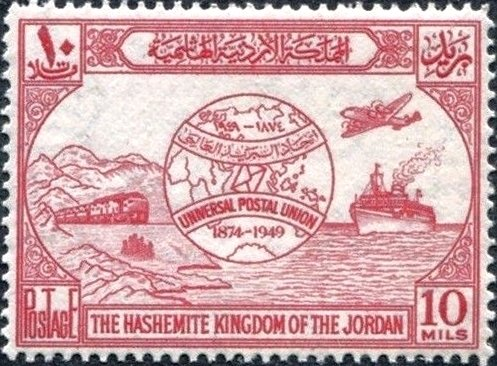
№ 217
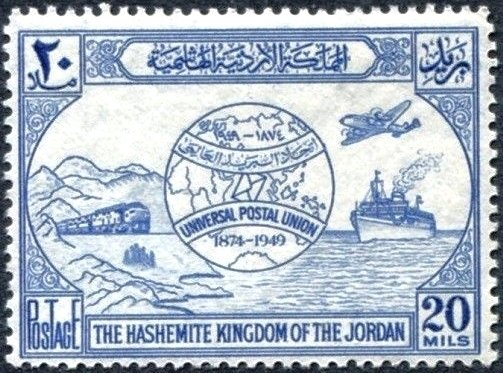
№ 218
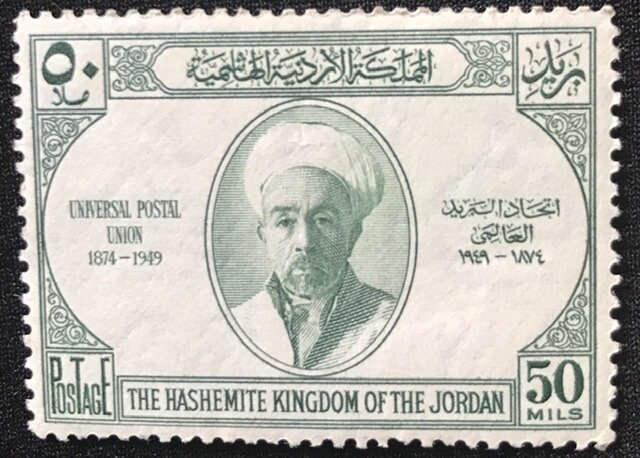
№ 219

### Ирак
Ирак выпустил серию из трёх марок 1 ноября 1949:
- марка Michel № 157 — король Гази и верховой почтальон;
- марка Michel № 158 — король Фейсал I и конная статуя;
- марка Michel № 159 — король Фейсал II и символика ВПС.

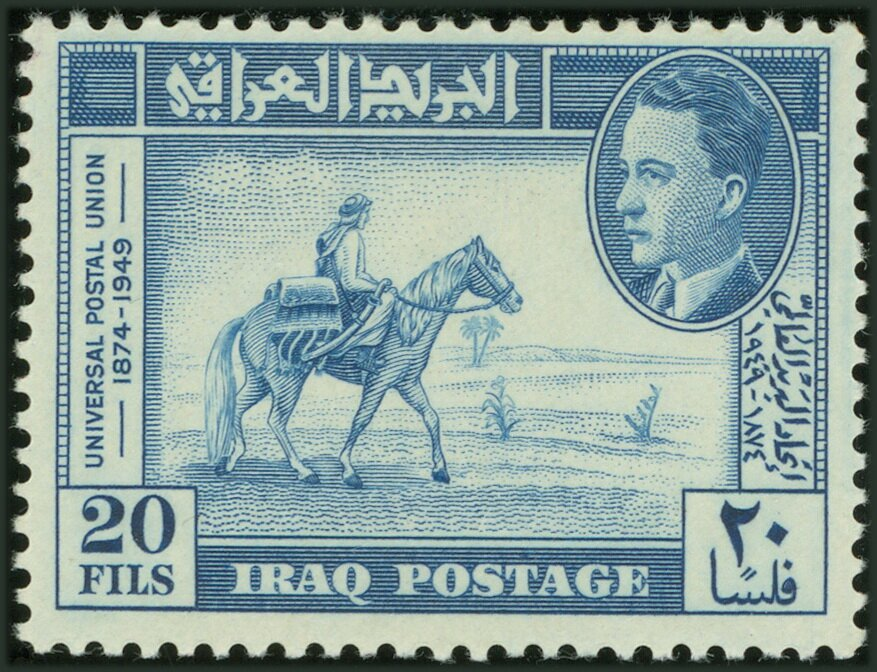
№ 157
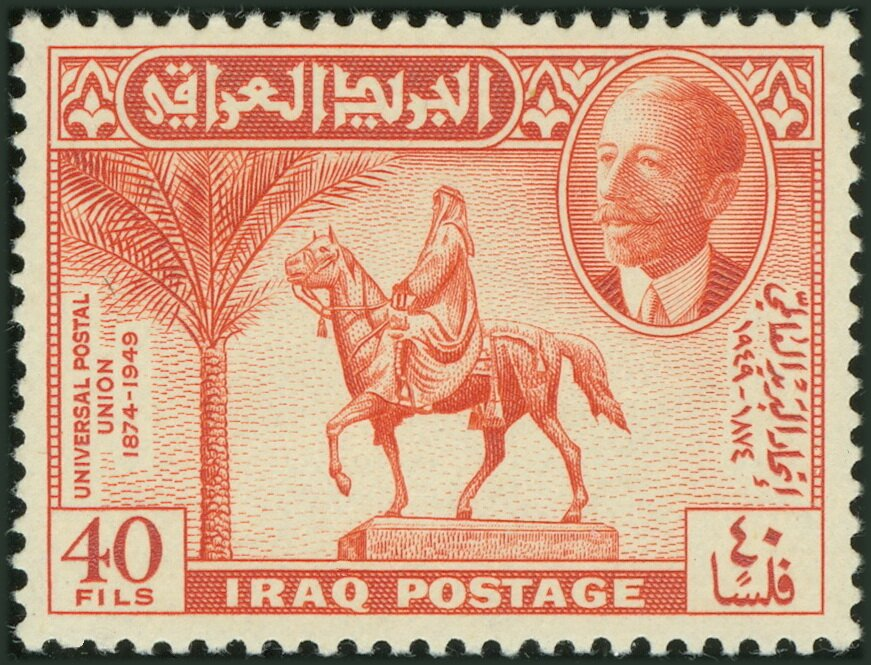
№ 158
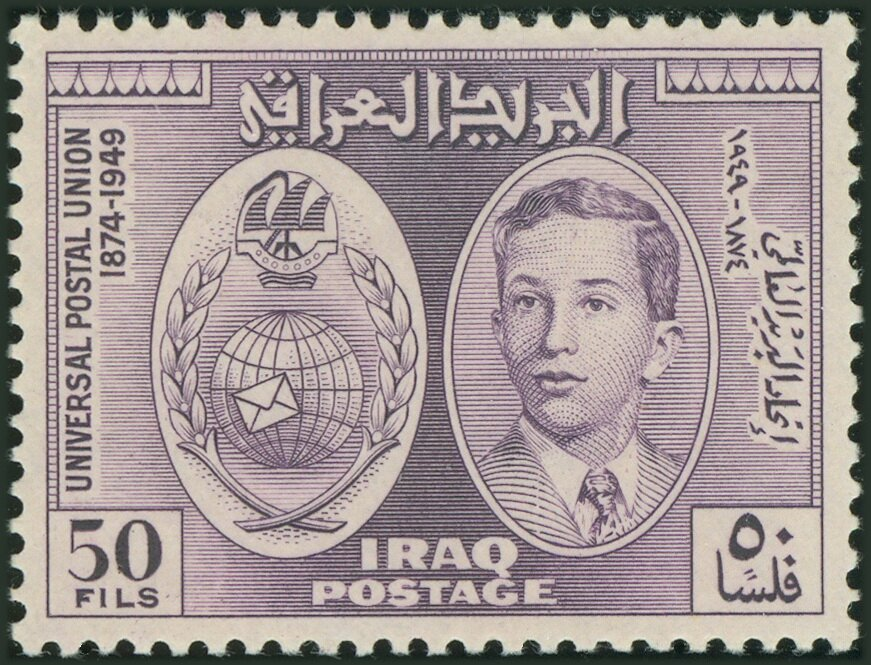
№ 159

### Иран
Иран выпустил серию из двух марок 16 марта 1950 года:
- марка Michel № 811 — два полушария Земли, почтовые голуби;
- марка Michel № 812 — Аллегория транспорта.

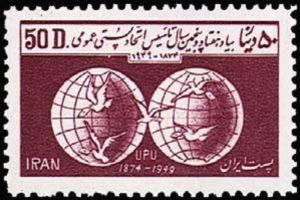
№ 811
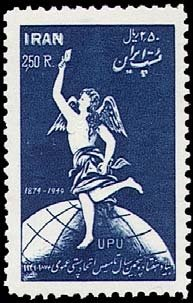
№ 812

### Касири султанат
Султанат Касири выпустил серию из четырёх марок 10 октября 1949 года:
- марка Michel № 16 — Гермес, глобус и транспорт;
- марка Michel № 17 — два полушария Земли, самолёт и колёсный пароход;
- марка Michel № 18 — Гермес над глобусом;
- марка Michel № 19 — памятник ВПС, Берн, Швейцария.

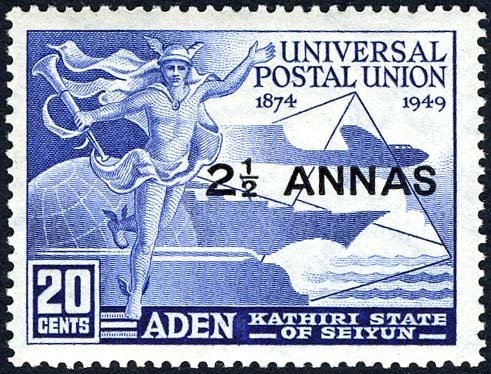
№ 16
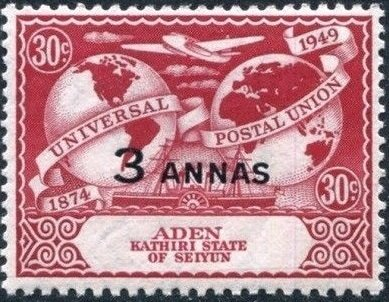
№ 17
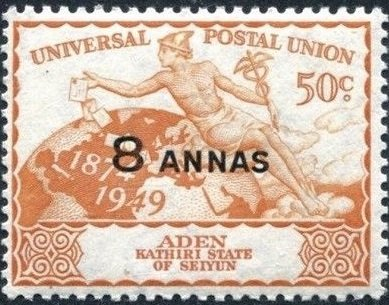
№ 18
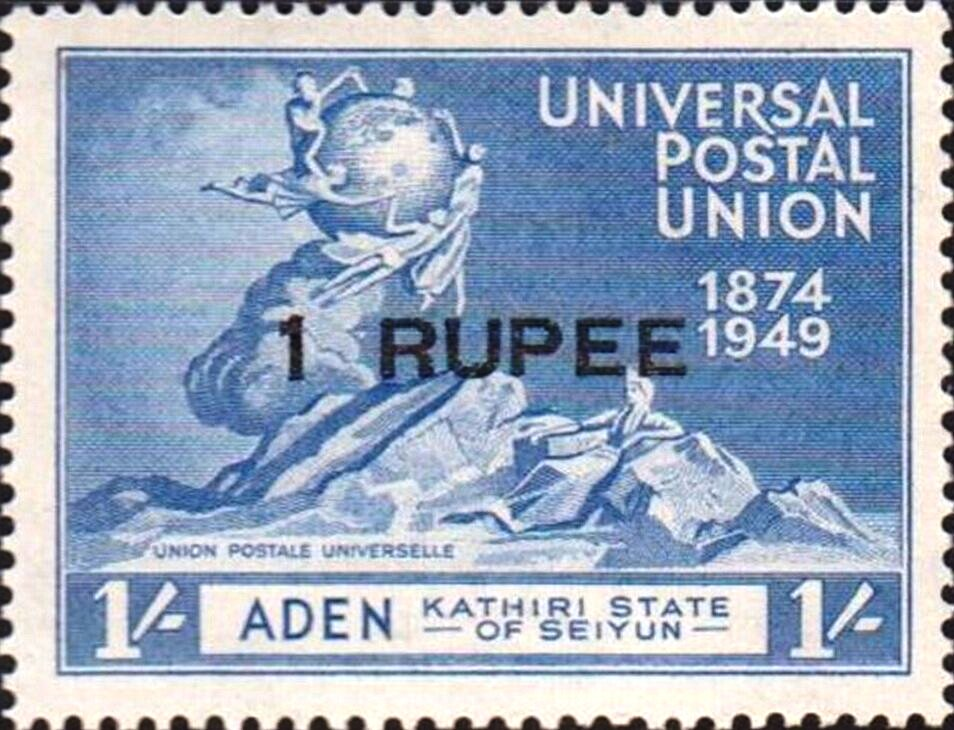
№ 19

### Кедах
Кедах выпустил серию из четырёх марок 10 октября 1949 года:
- марка Michel № 57 — Гермес, глобус и транспорт;
- марка Michel № 58 — два полушария Земли, самолёт и колёсный пароход;
- марка Michel № 59 — Гермес над глобусом;
- марка Michel № 60 — памятник ВПС, Берн, Швейцария.

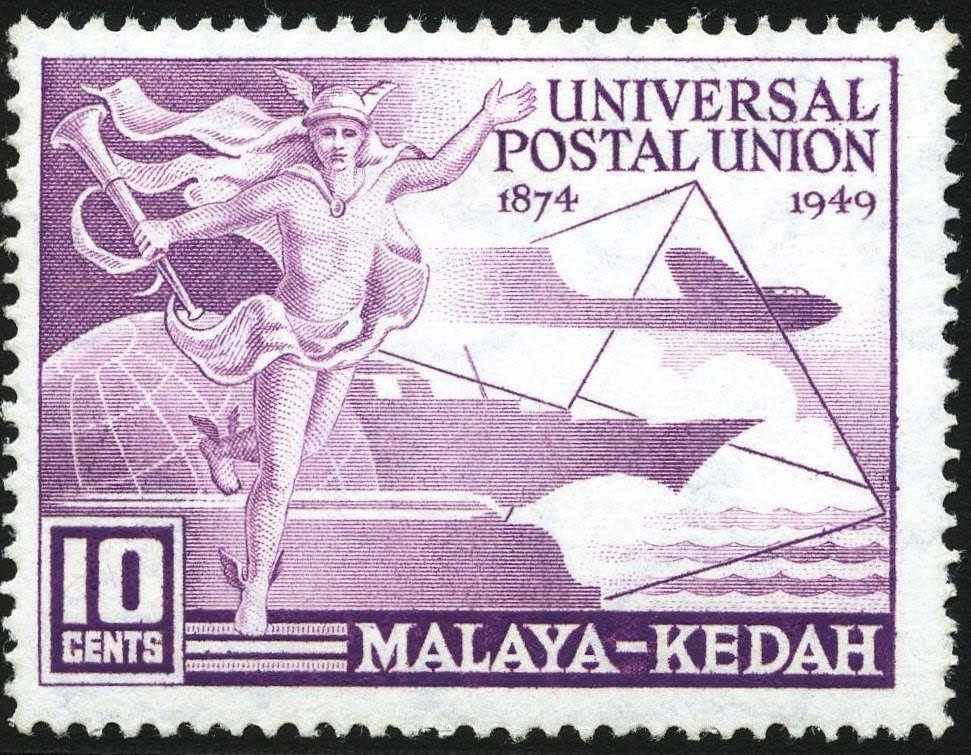
№ 57
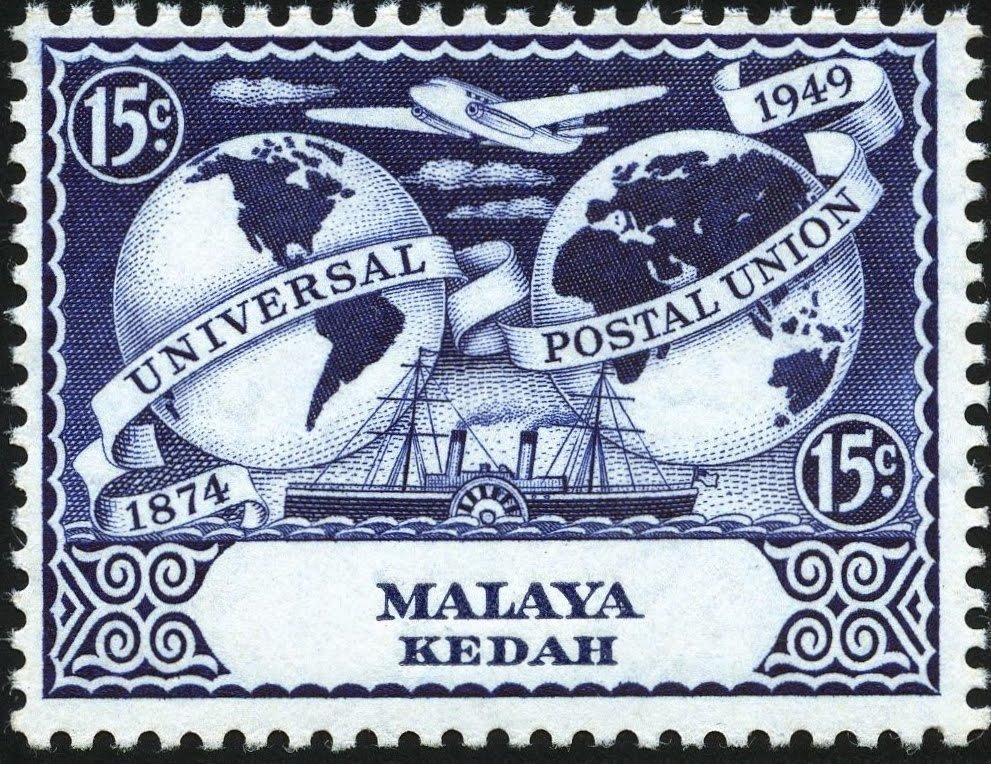
№ 58
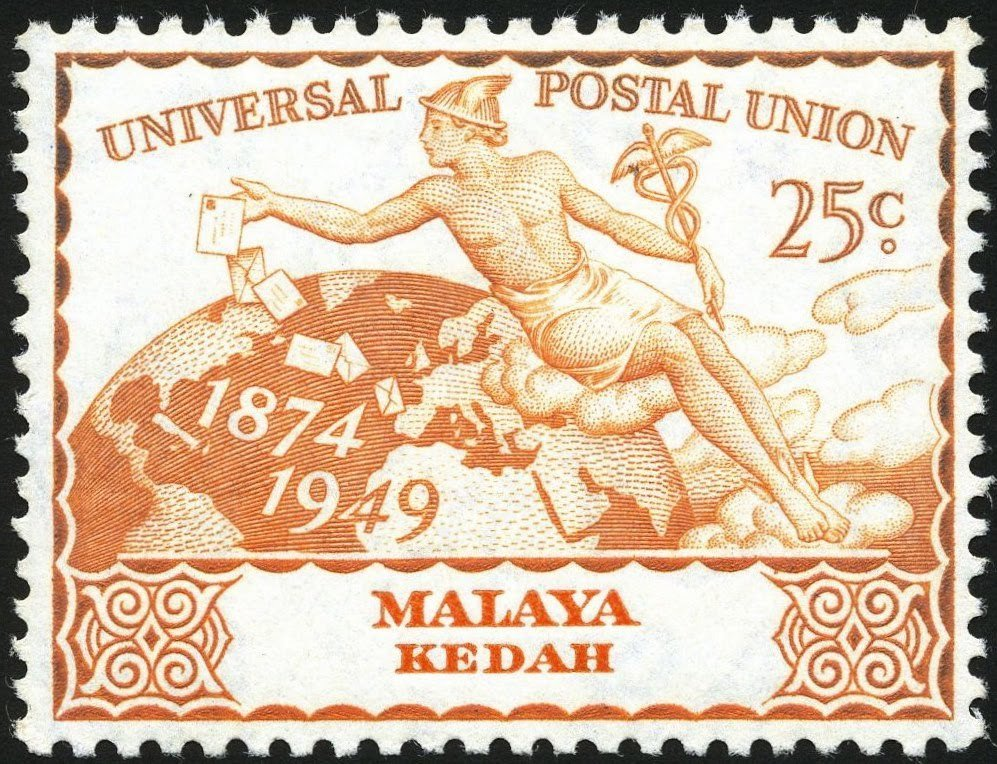
№ 59
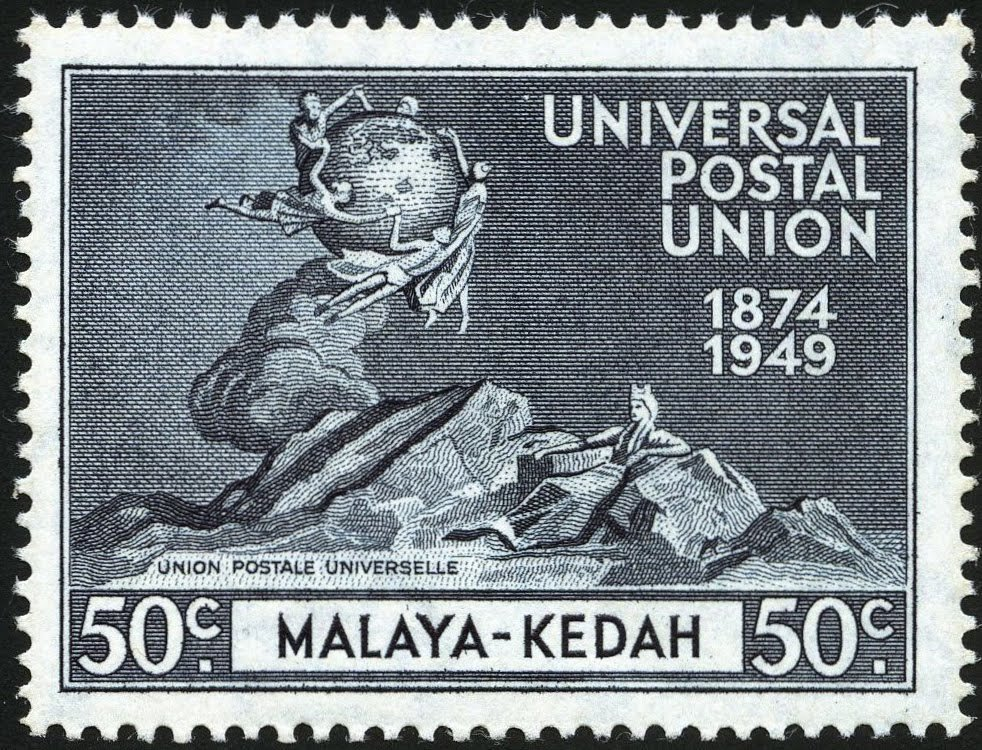
№ 60

### Келантан
Келантан выпустил серию из четырёх марок 10 октября 1949 года:
- марка Michel № 45 — Гермес, глобус и транспорт;
- марка Michel № 46 — два полушария Земли, самолёт и колёсный пароход;
- марка Michel № 47 — Гермес над глобусом;
- марка Michel № 48 — памятник ВПС, Берн, Швейцария.

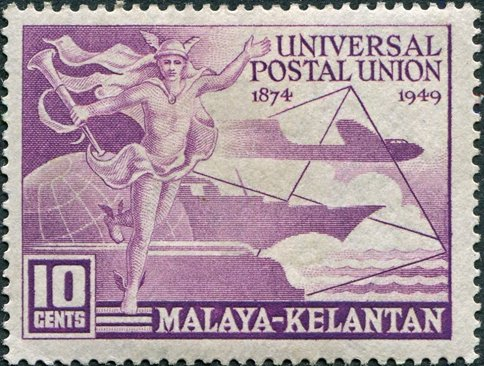
№ 45
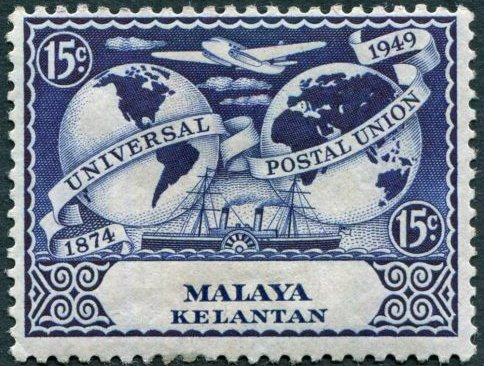
№ 46
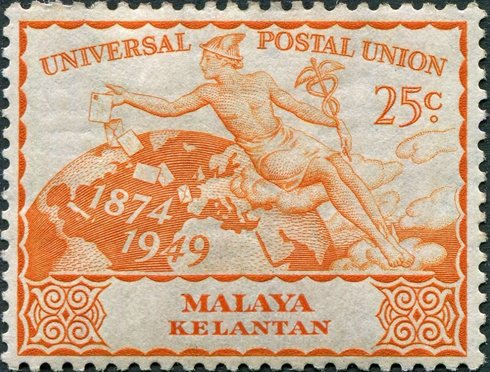
№ 47
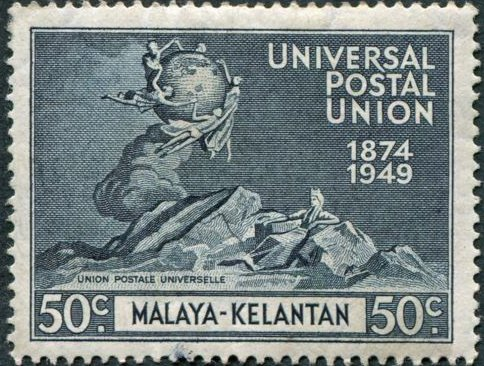
№ 48

### Китайская республика

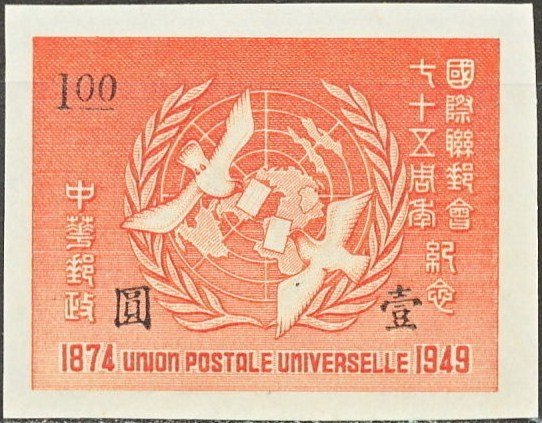
№ 1072

Китайская республика выпустила одиночную марку 1 августа 1949 года. На марке Michel № 1072 изображены почтовые голуби, глобус и лавровый венок. Эту марку Северо-западный освобождённый район Китая перевыпустил с Michel № 76 и надпечаткой кит. 政邮民人 (справа налево — «Народная почтовая администрация»).

### Китай, Северо-западный освобождённый район

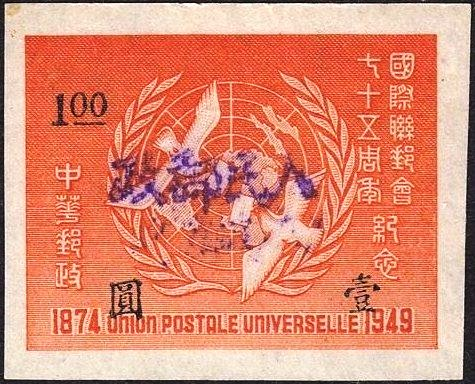
№ 76

Северо-западный освобождённый район Китая выпустил одиночную марку в октябре 1949 года. На марке Michel № 76 изображены почтовые голуби, глобус и лавровый венок. Это перевыпущенная марка Китайской республики Michel № 1072 с надпечаткой кит. 政邮民人 (справа налево — «Народная почтовая администрация»).

### Куайти султанат
Султанат Куайти выпустил серию из четырёх марок 10 октября 1949 года:
- марка Michel № 16 — Гермес, глобус и транспорт;
- марка Michel № 17 — два полушария Земли, самолёт и колёсный пароход;
- марка Michel № 18 — Гермес над глобусом;
- марка Michel № 19 — памятник ВПС, Берн, Швейцария.

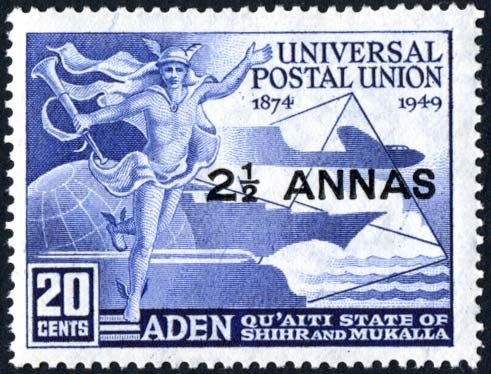
№ 16
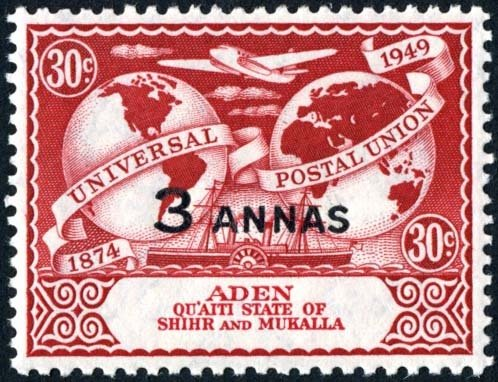
№ 17
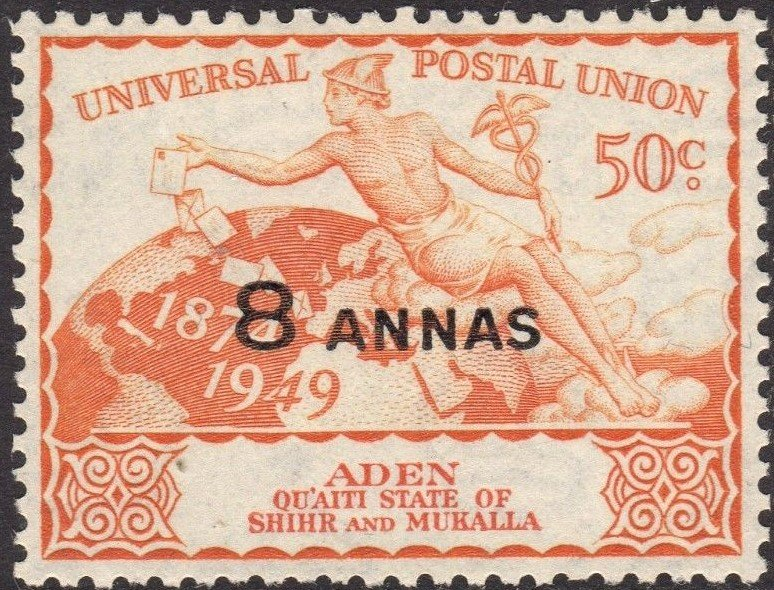
№ 18
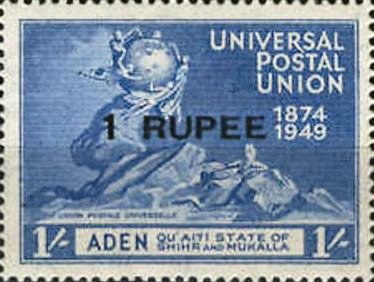
№ 19

### Кувейт
Кувейт выпустил серию из четырёх марок 10 октября 1949 года. Это марки Великобритании с надпечаткой «KUWAIT» и новым номиналом:
- марка Michel № 81 — ВПС соединяет полушария Земли;
- марка Michel № 82 — памятник ВПС, Берн, Швейцария;
- марка Michel № 83 — Богиня Конкордия (единство), глобус с розой ветров;
- марка Michel № 84 — почтовый рожок и глобус.

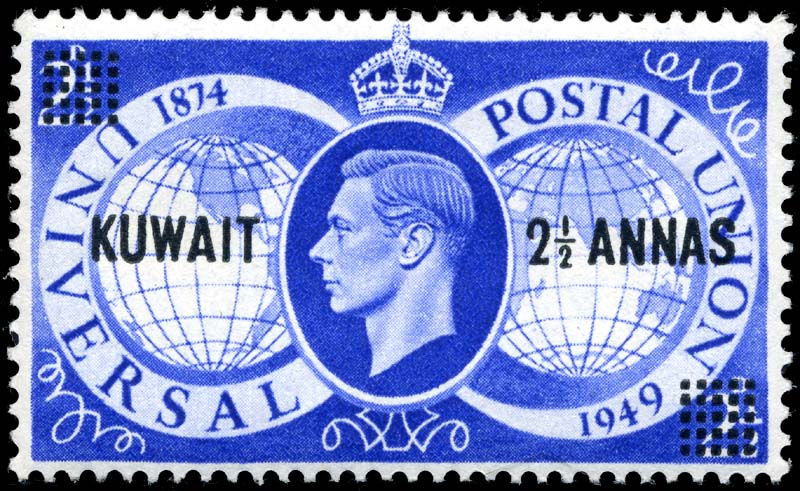
№ 81
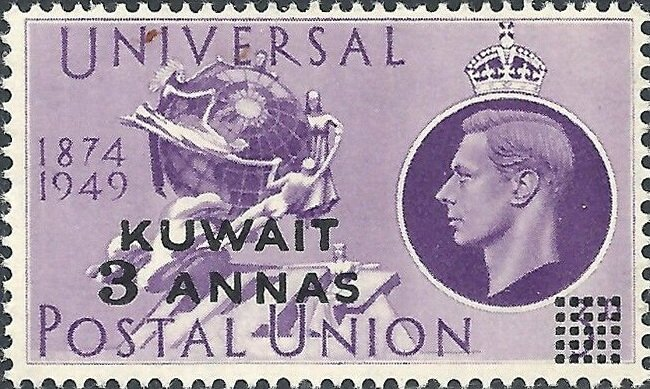
№ 82
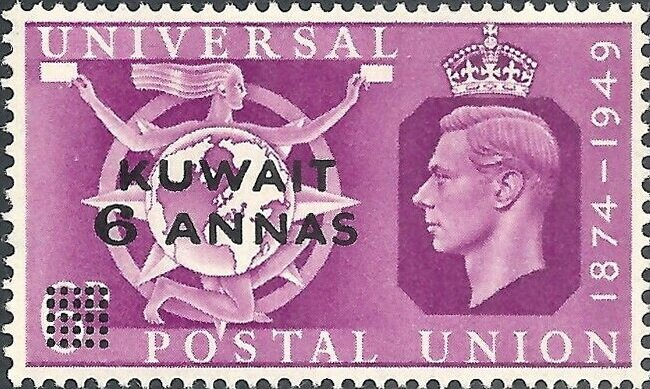
№ 83
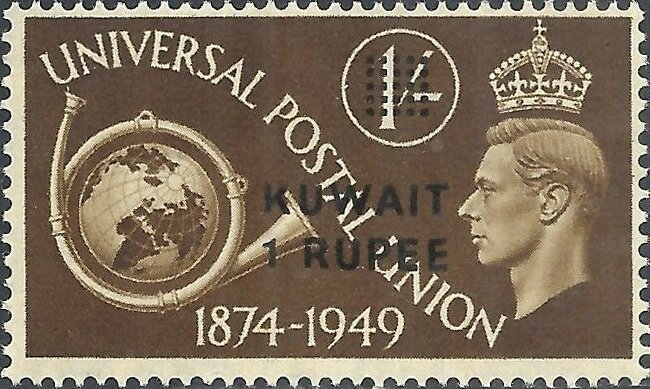
№ 84

### Ливан
Ливан выпустил серию из пяти марок и двух блоков с этими марками 16 августа 1949 года:
- марка Michel № 408—410 — почтальон на верблюде;
- марка Michel № 411—412 — доставка почты вертолётом;

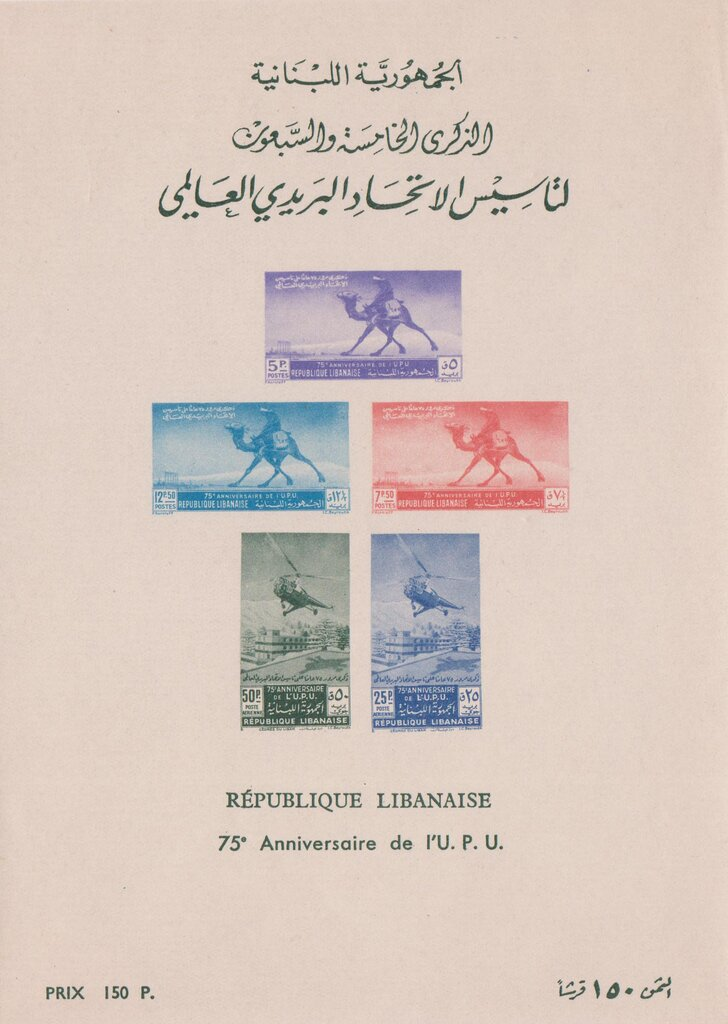
блок Michel № Block 12a—b — марки Michel № 408—412.
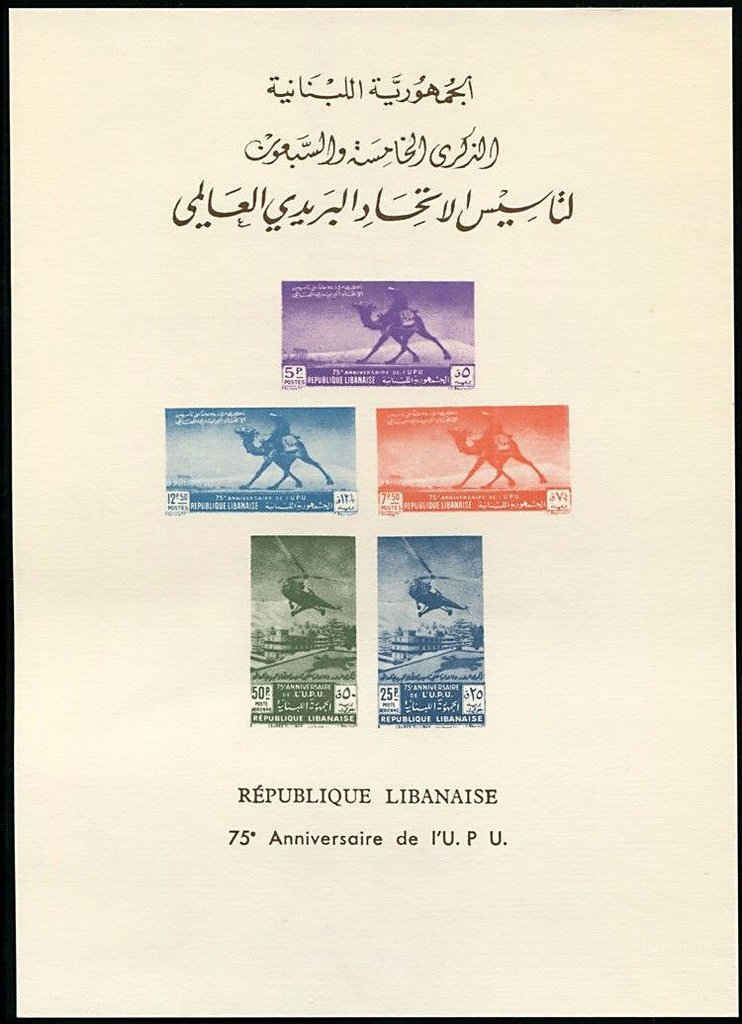
№ Block 12b

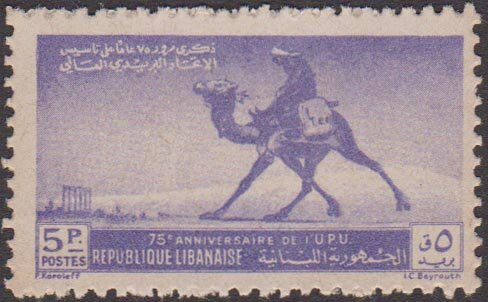
№ 408
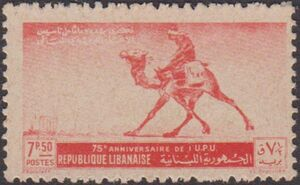
№ 409
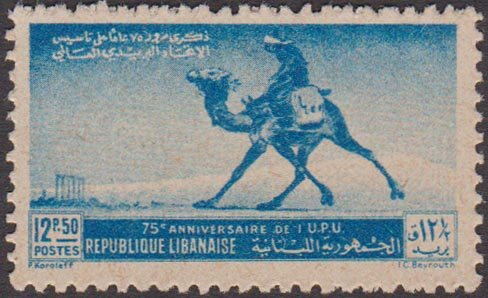
№ 410
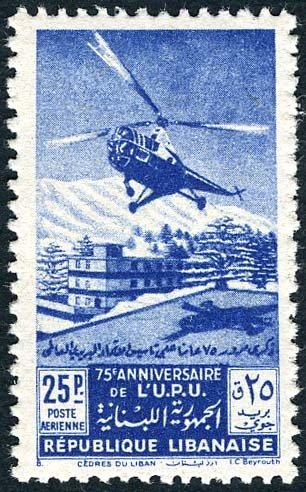
№ 411
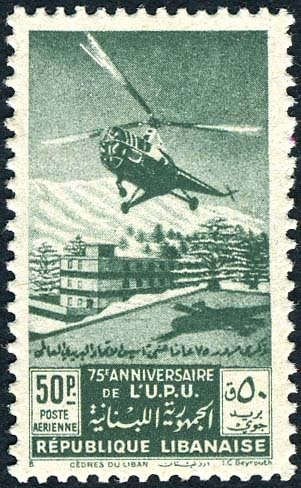
№ 412

- № Block 12a
- № Block 12b

### Макао португальский
Португальский Макао выпустил одиночную марку в октябре 1949 года. На марке Michel № 359 изображены глобус и почтовый конверт.

### Малакка
Малакка выпустила серию из четырёх марок 10 октября 1949 года:
- марка Michel № 23 — Гермес, глобус и транспорт;
- марка Michel № 24 — два полушария Земли, самолёт и колёсный пароход;
- марка Michel № 25 — Гермес над глобусом;
- марка Michel № 26 — памятник ВПС, Берн, Швейцария.

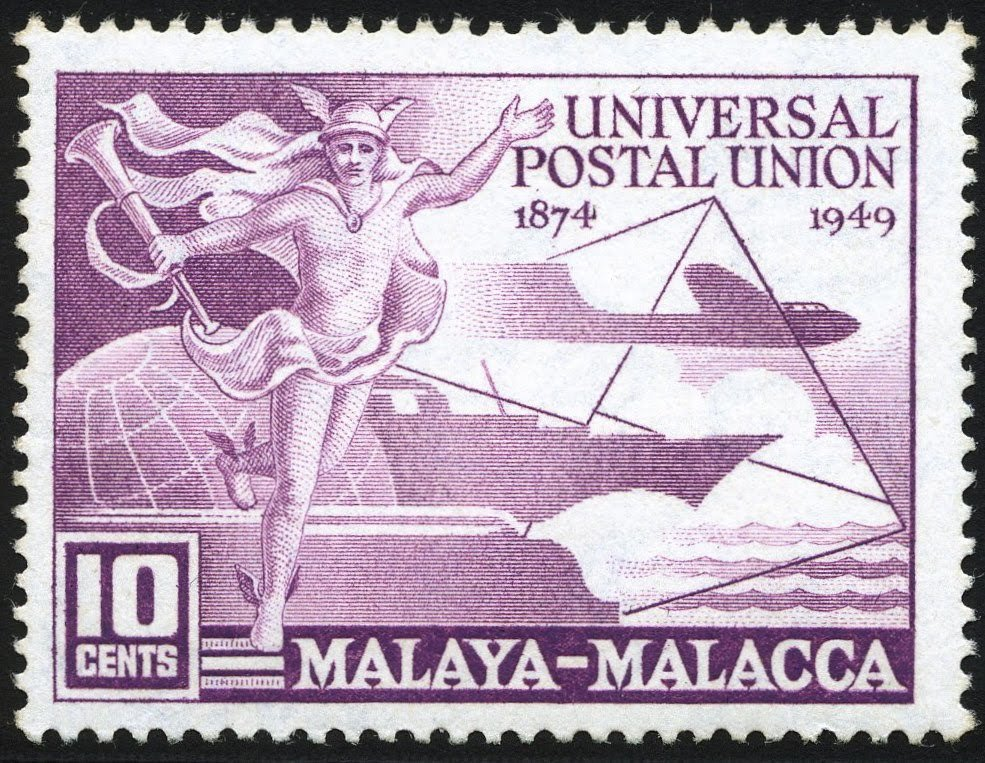
№ 23
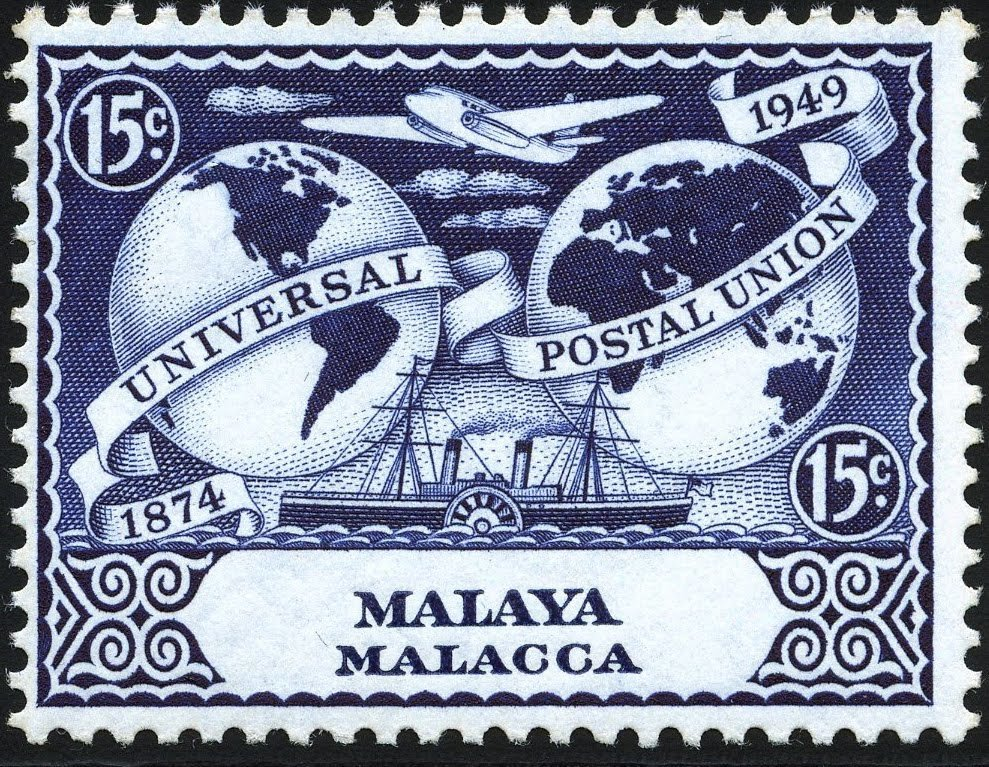
№ 24
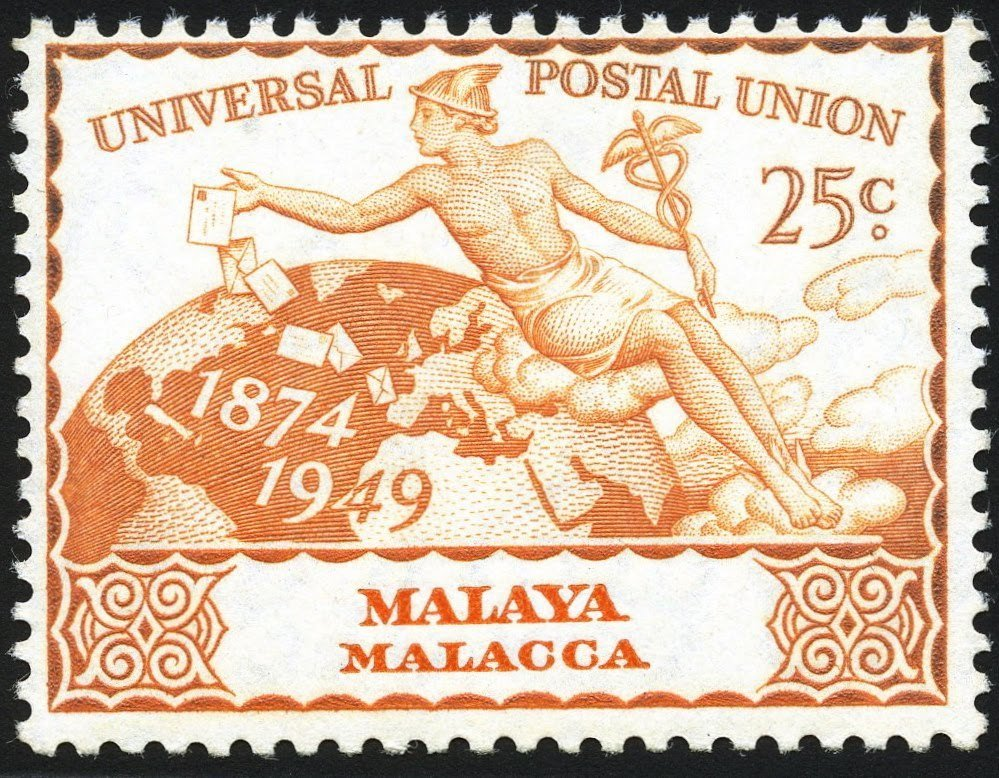
№ 25
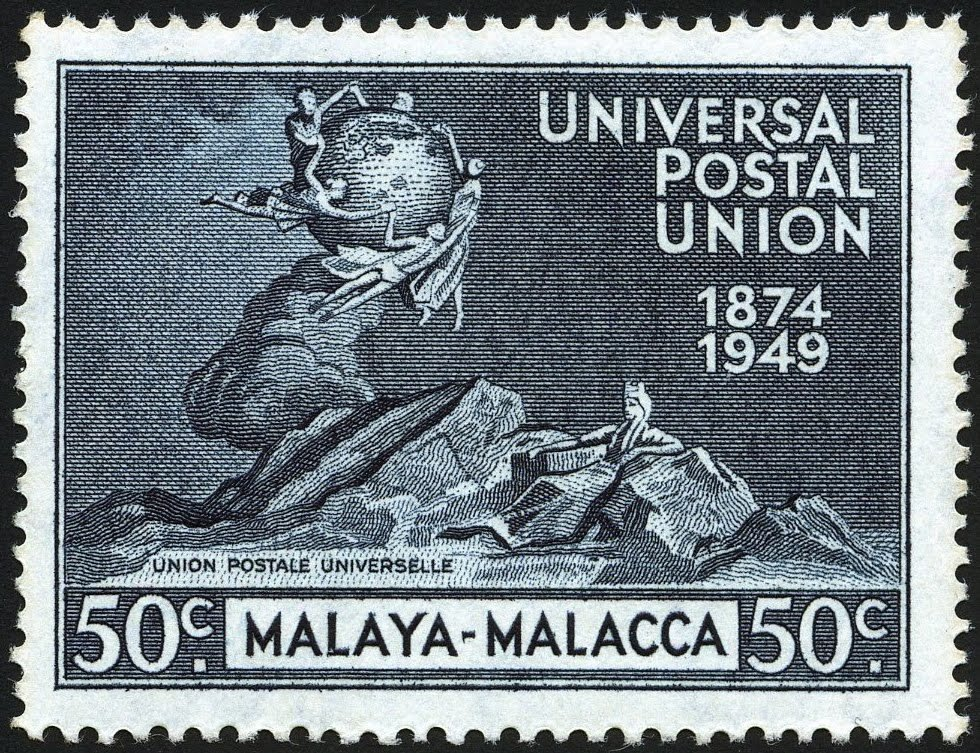
№ 26

### Негери-Сембилан
Негери-Сембилан выпустил серию из четырёх марок 10 октября 1949 года:
- марка Michel № 62 — Гермес, глобус и транспорт;
- марка Michel № 63 — два полушария Земли, самолёт и колёсный пароход;
- марка Michel № 64 — Гермес над глобусом;
- марка Michel № 65 — памятник ВПС, Берн, Швейцария.

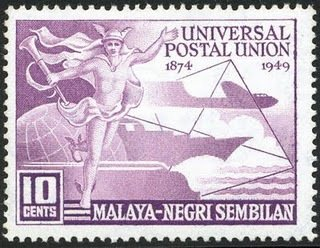
№ 62
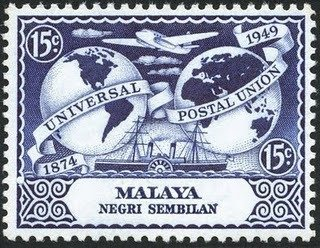
№ 63
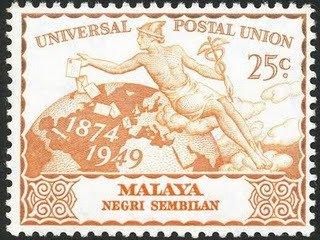
№ 64
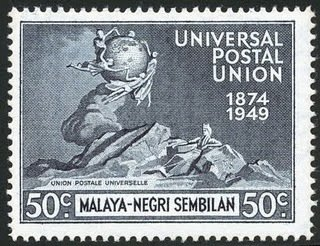
№ 65

### Оман
Оман выпустил серию из четырёх марок 10 октября 1949 года. Это марки Великобритании с надпечаткой нового номинала, но без надпечатки названия страны:
- марка Michel № 31 — ВПС соединяет полушария Земли;
- марка Michel № 32 — памятник ВПС, Берн, Швейцария;
- марка Michel № 33 — Богиня Конкордия (единство), глобус с розой ветров;
- марка Michel № 34 — почтовый рожок и глобус.

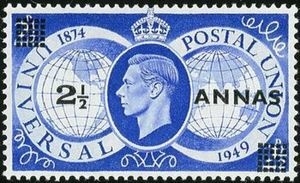
№ 31
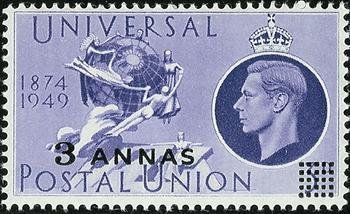
№ 32
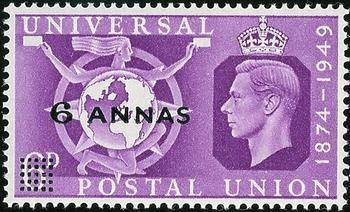
№ 33
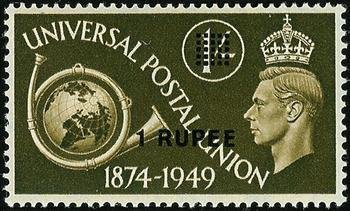
№ 34

### Палестина
Иордания выпустила серию из пяти марок с надпечатками для Палестины (англ. Palestine и араб. فلسطين‎) в августе 1949 года:
- марка Michel № 17—20 — глобус и транспорт;
- марка Michel № 21 — король Абдалла I ибн Хусейн.

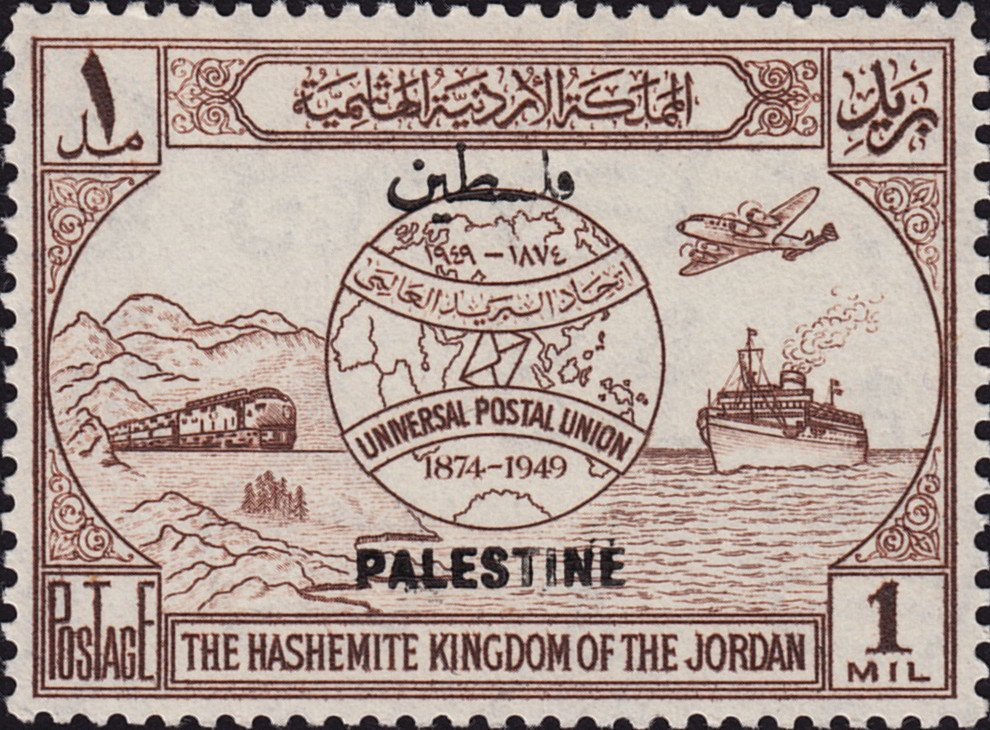
№ 17
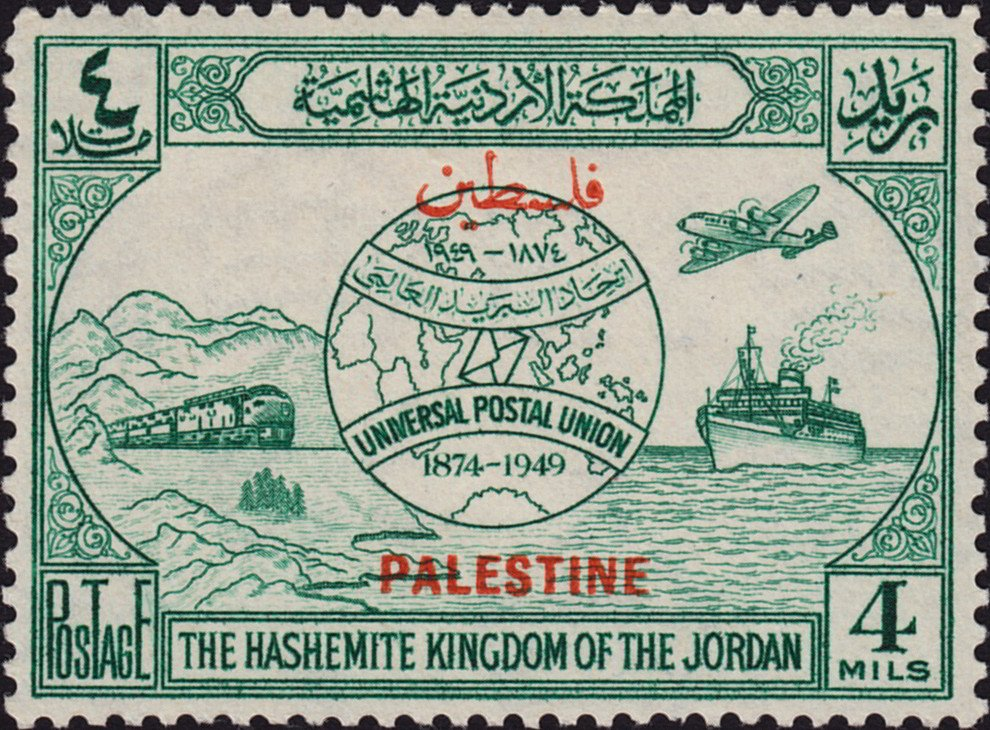
№ 18
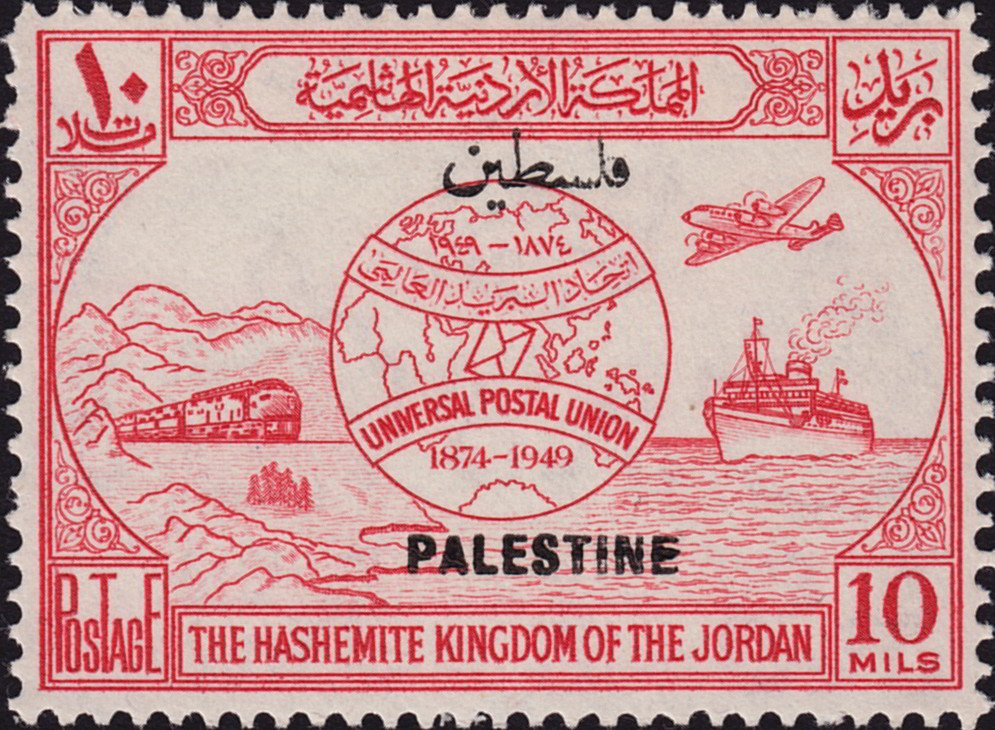
№ 19
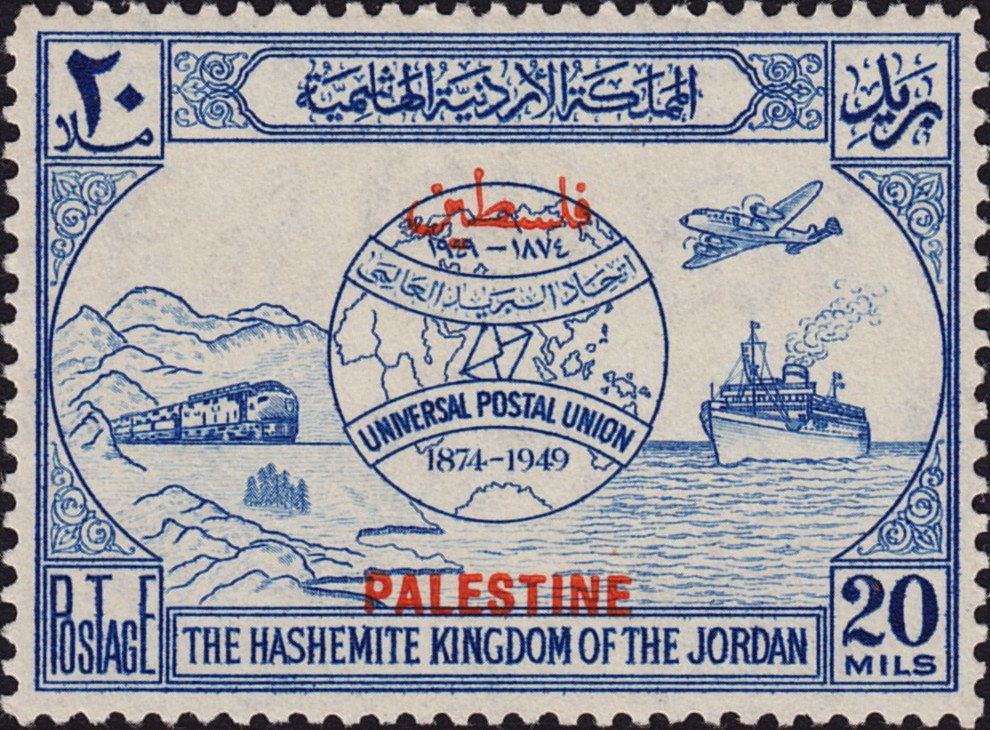
№ 20
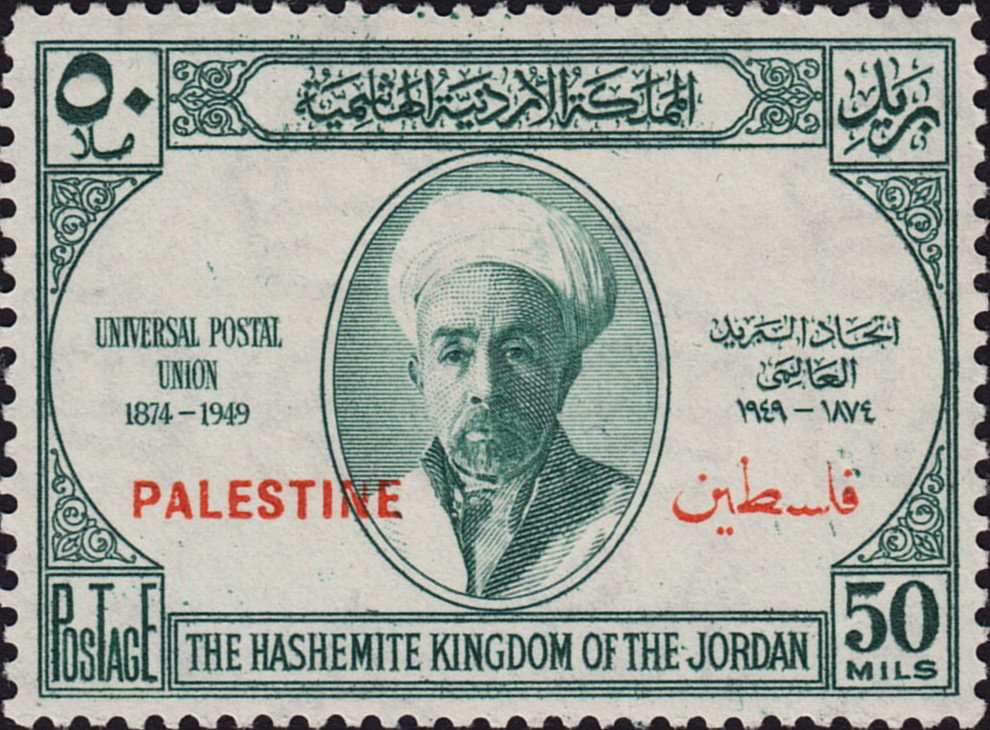
№ 21

### Паханг
Паханг выпустил серию из четырёх марок 10 октября 1949 года:
- марка Michel № 39 — Гермес, глобус и транспорт;
- марка Michel № 40 — два полушария Земли, самолёт и колёсный пароход;
- марка Michel № 41 — Гермес над глобусом;
- марка Michel № 42 — памятник ВПС, Берн, Швейцария.

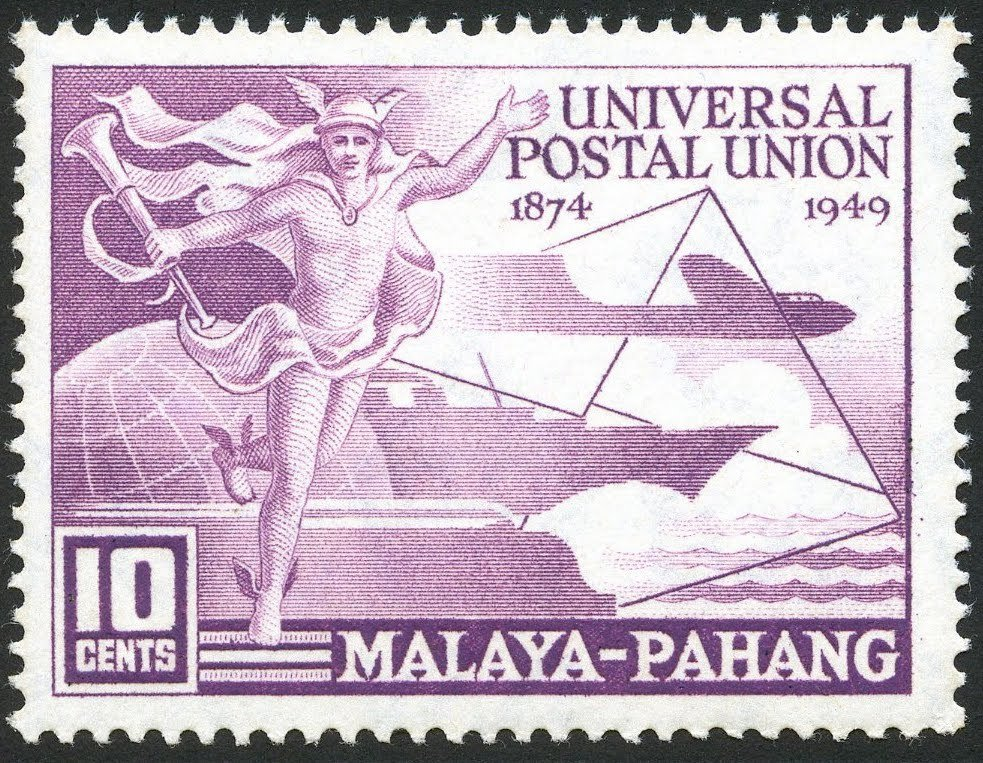
№ 39
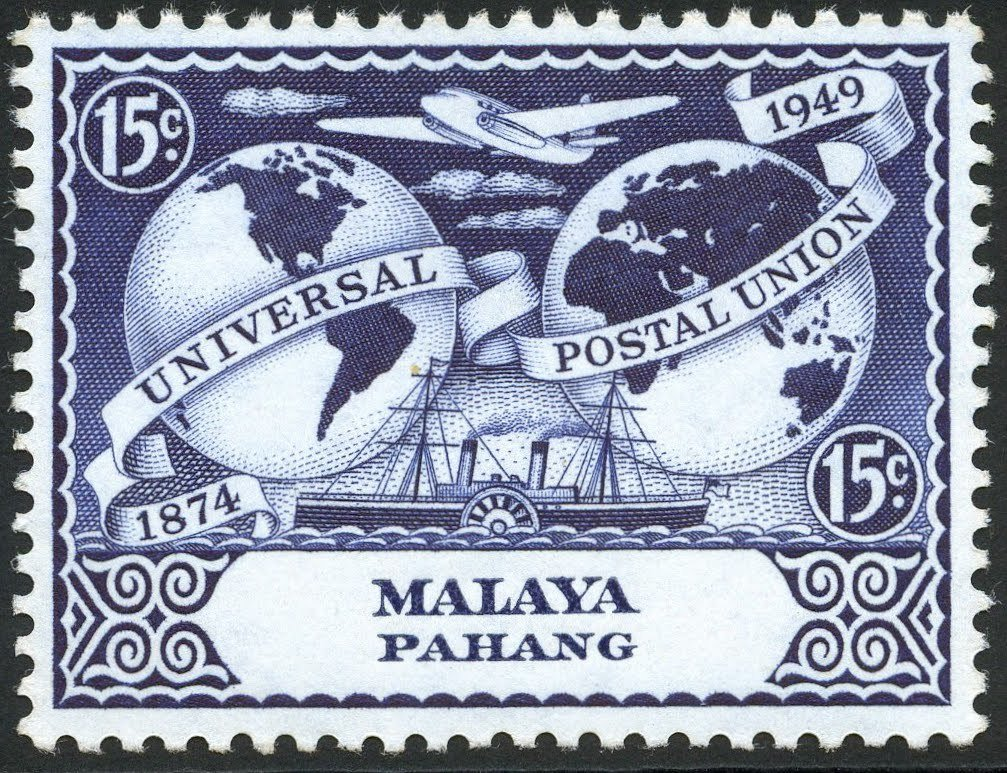
№ 40
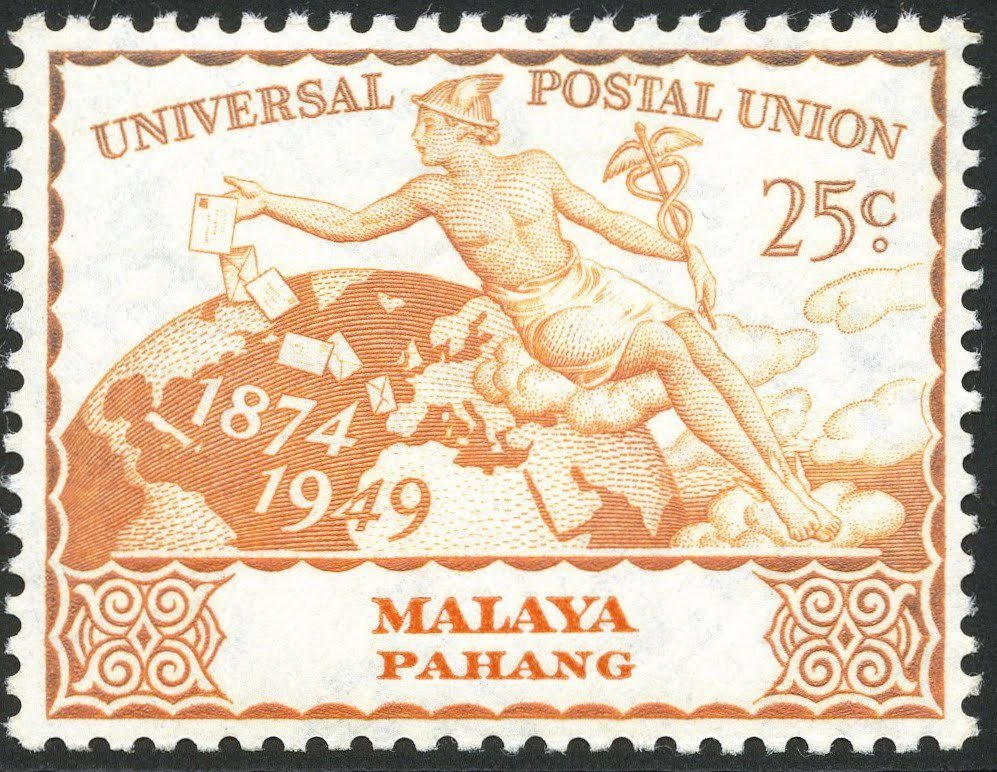
№ 41
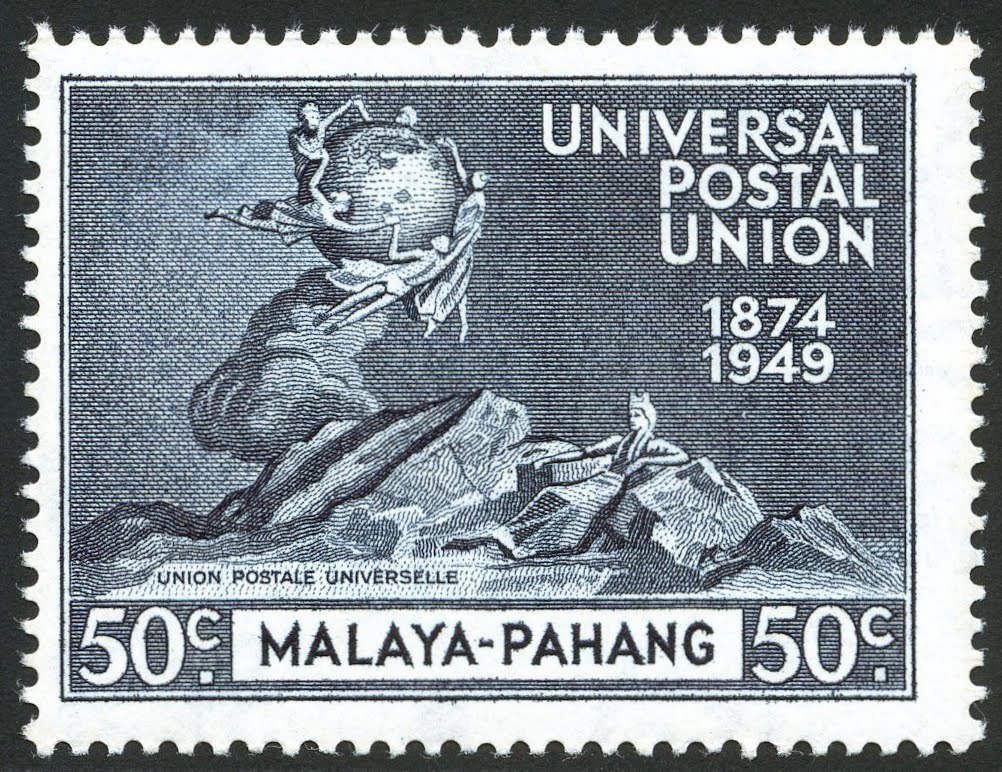
№ 42

### Перак
Перак выпустил серию из четырёх марок 10 октября 1949 года:
- марка Michel № 77 — Гермес, глобус и транспорт;
- марка Michel № 78 — два полушария Земли, самолёт и колёсный пароход;
- марка Michel № 79 — Гермес над глобусом;
- марка Michel № 80 — памятник ВПС, Берн, Швейцария.

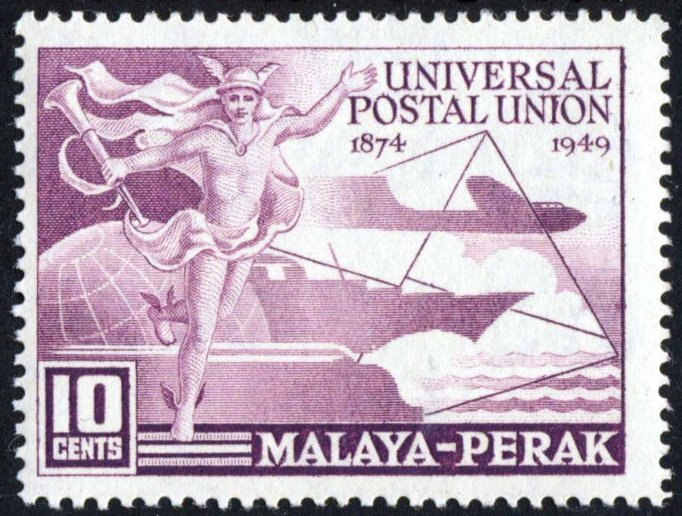
№ 77
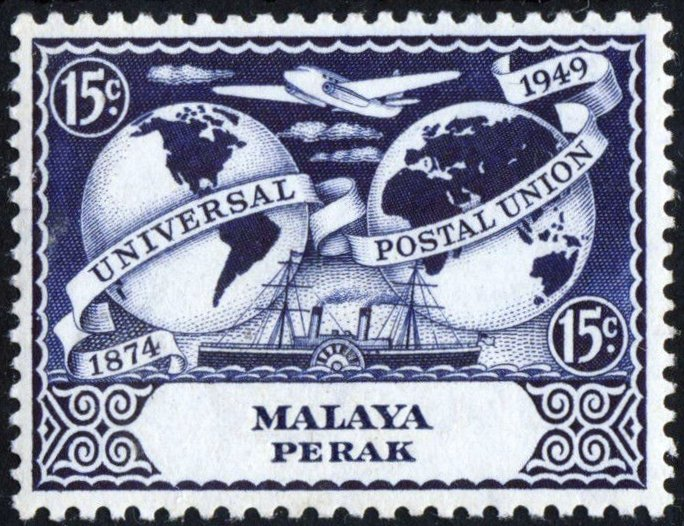
№ 78
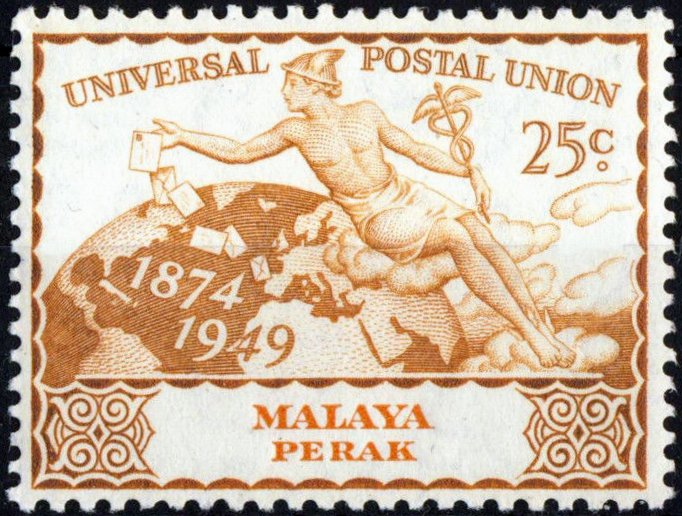
№ 79
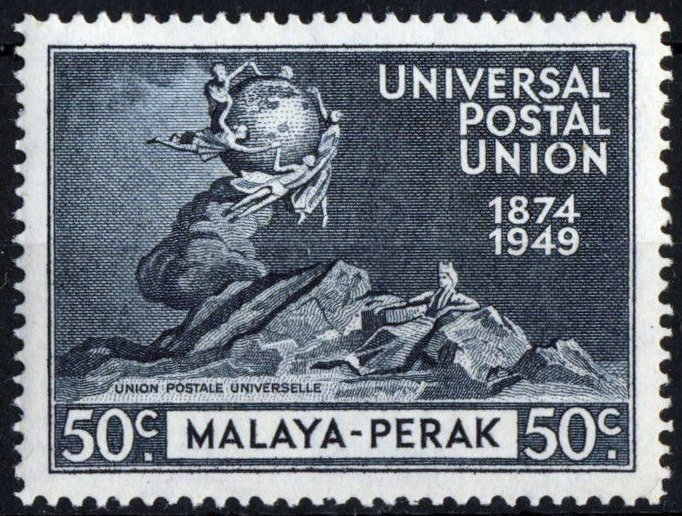
№ 80

### Перлис
Перлис выпустил серию из четырёх марок 10 октября 1949 года:
- марка Michel № 3 — Гермес, глобус и транспорт;
- марка Michel № 4 — два полушария Земли, самолёт и колёсный пароход;
- марка Michel № 5 — Гермес над глобусом;
- марка Michel № 6 — памятник ВПС, Берн, Швейцария.

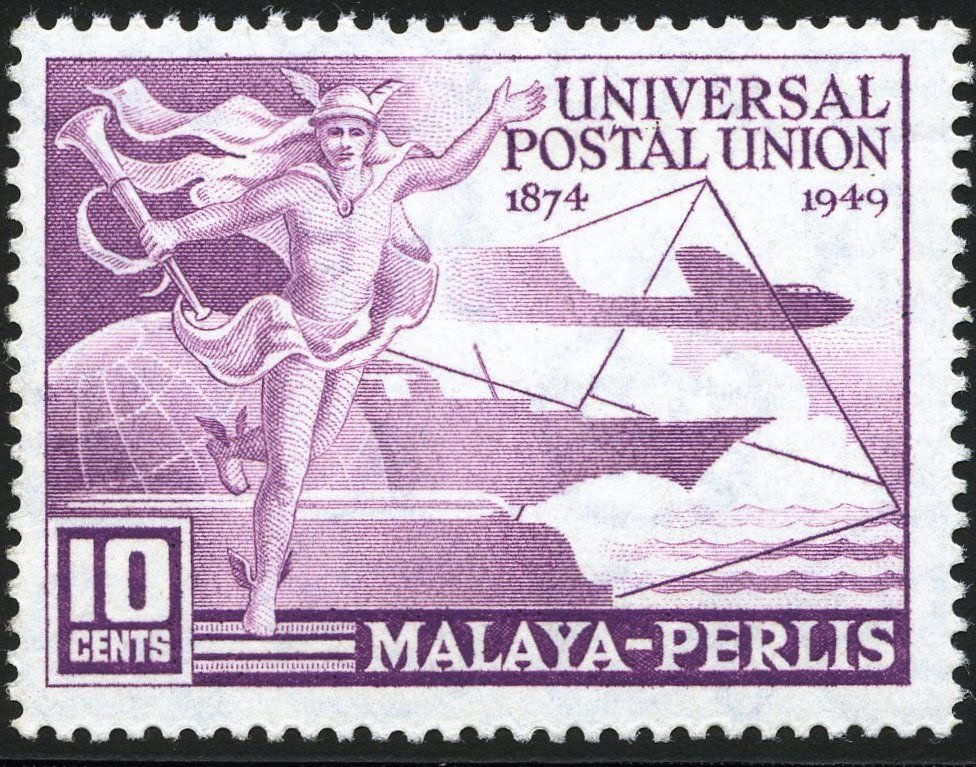
№ 3
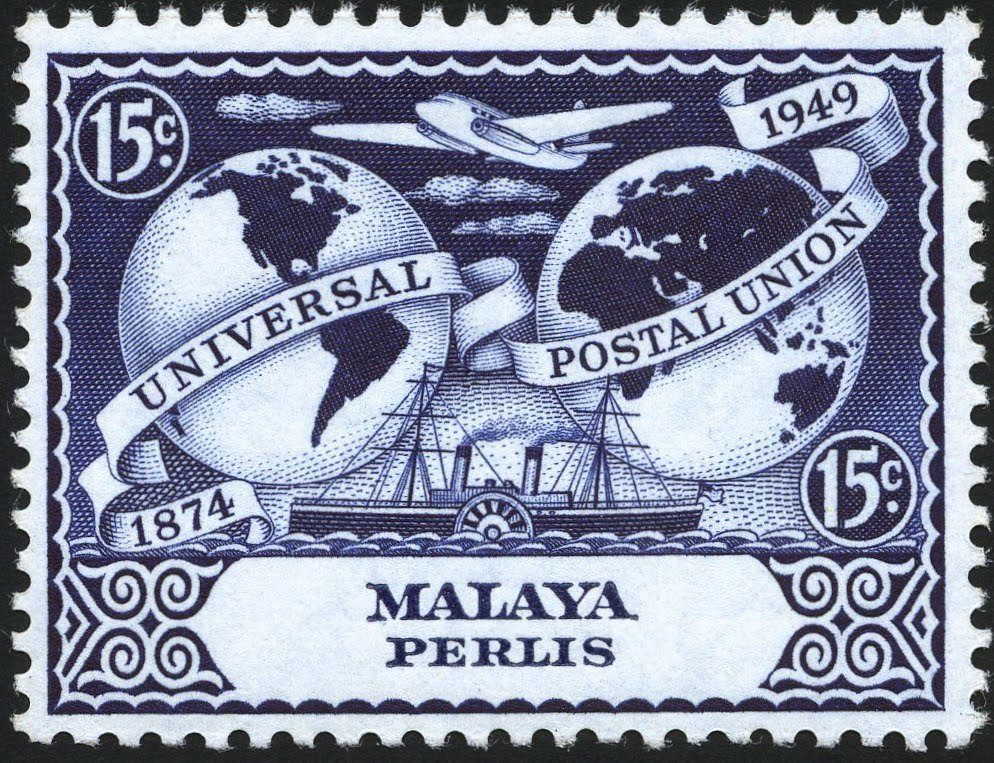
№ 4
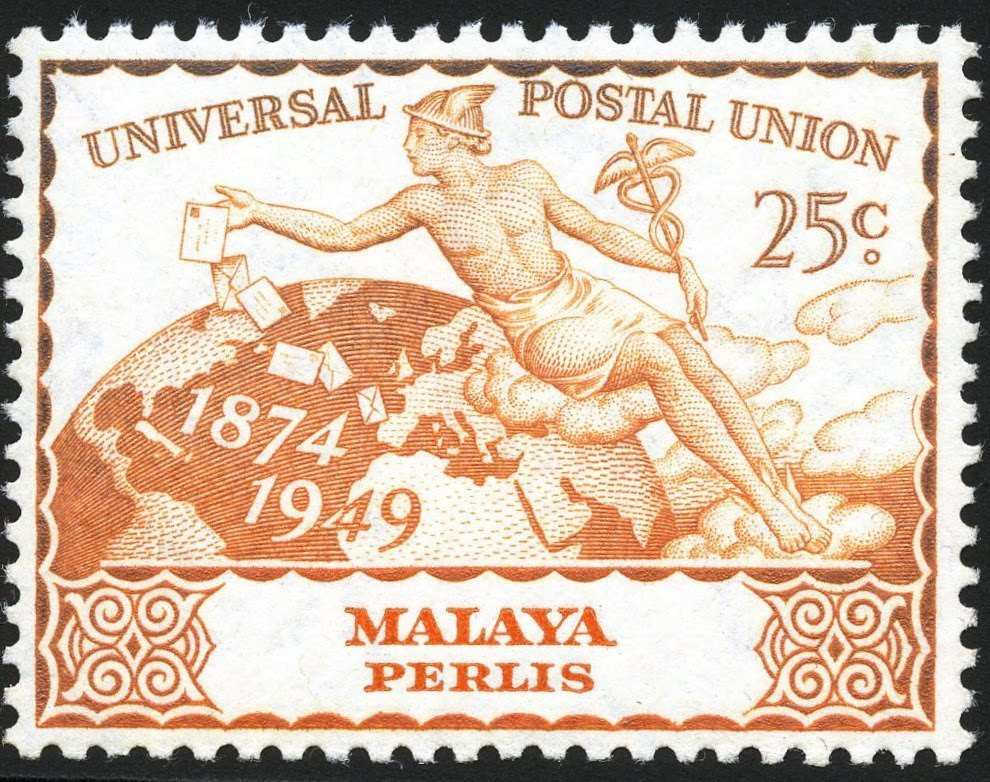
№ 5
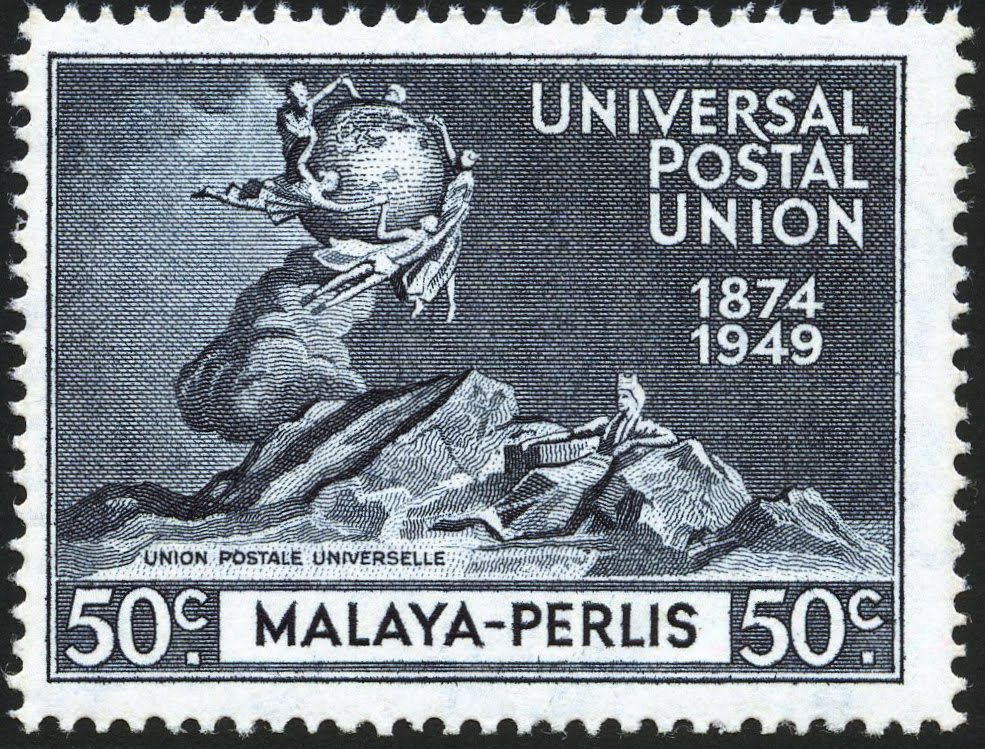
№ 6

### Пинанг
Пинанг выпустил серию из четырёх марок 10 октября 1949 года:
- марка Michel № 23 — Гермес, глобус и транспорт;
- марка Michel № 24 — два полушария Земли, самолёт и колёсный пароход;
- марка Michel № 25 — Гермес над глобусом;
- марка Michel № 26 — памятник ВПС, Берн, Швейцария.

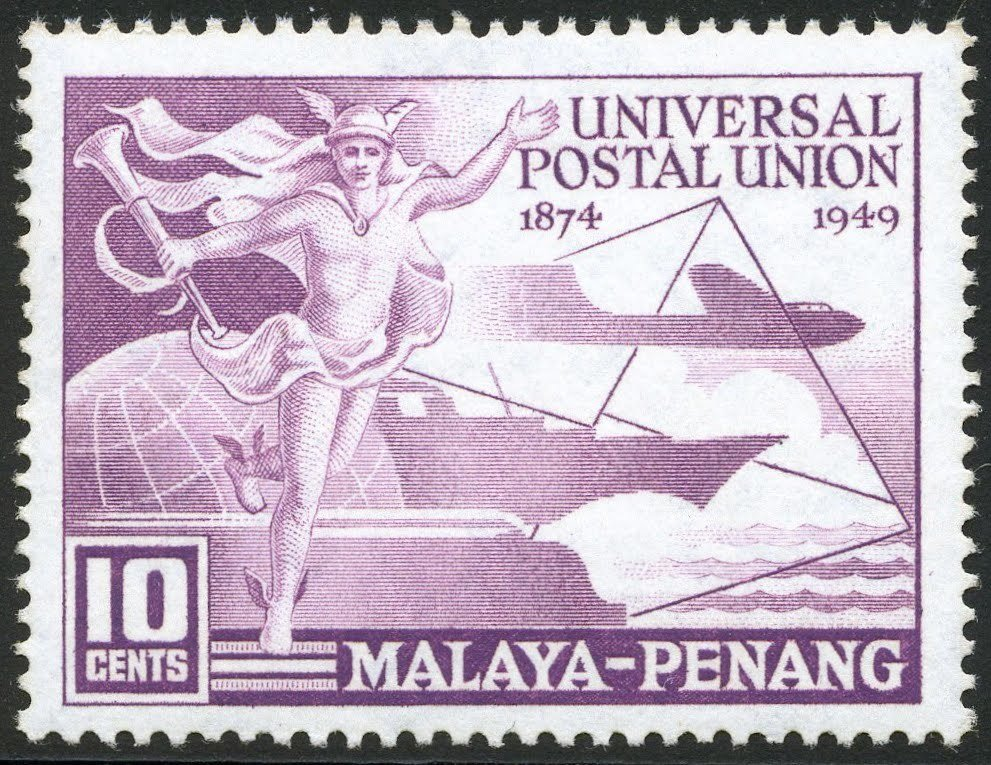
№ 23
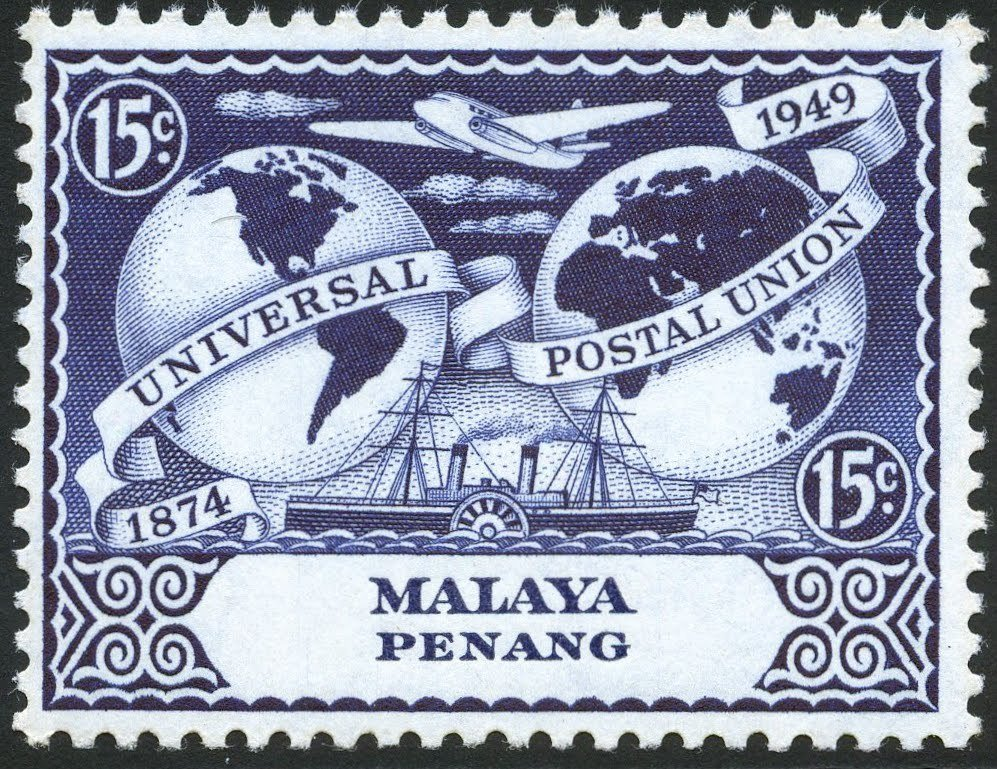
№ 24
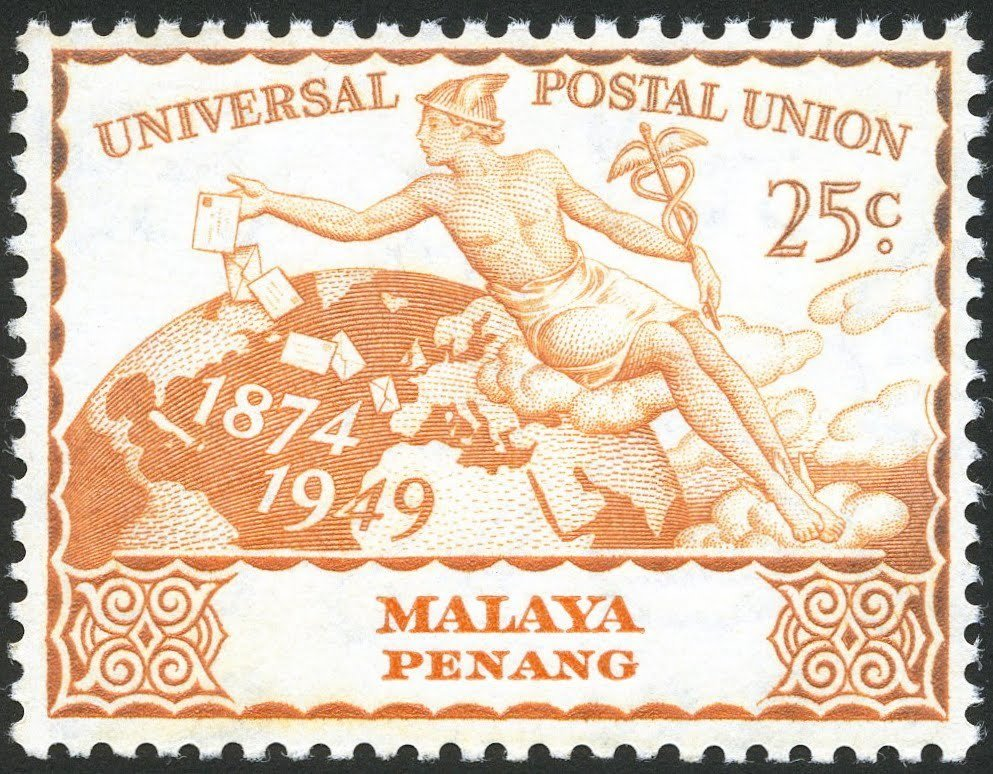
№ 25
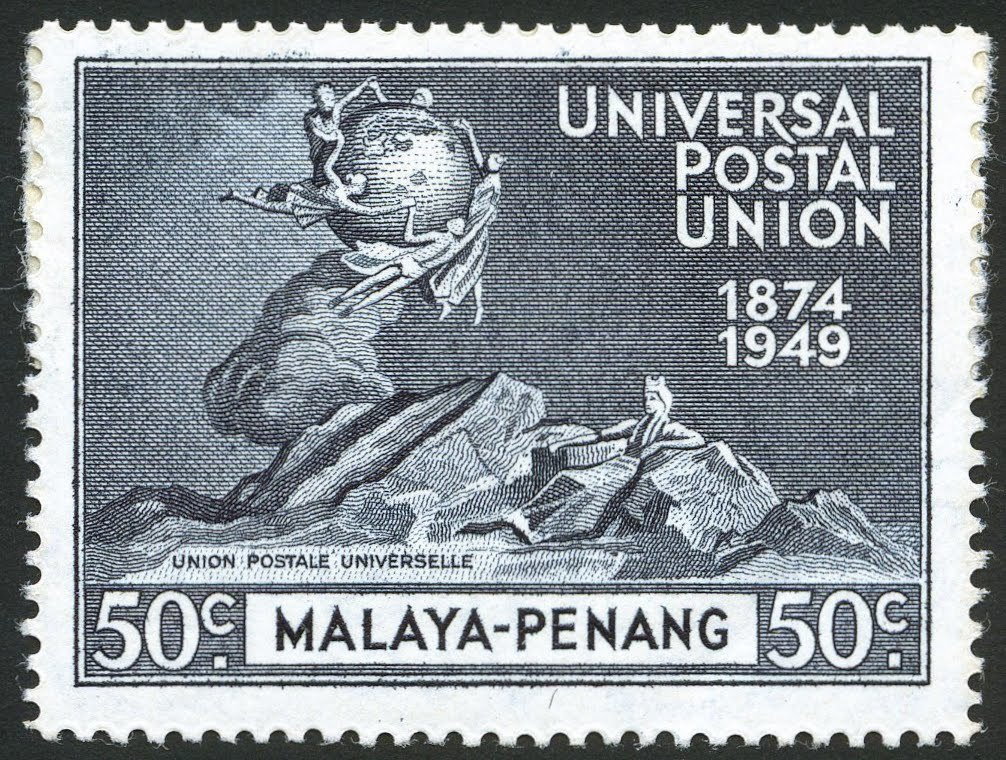
№ 26

### Республика Корея (Южная Корея)

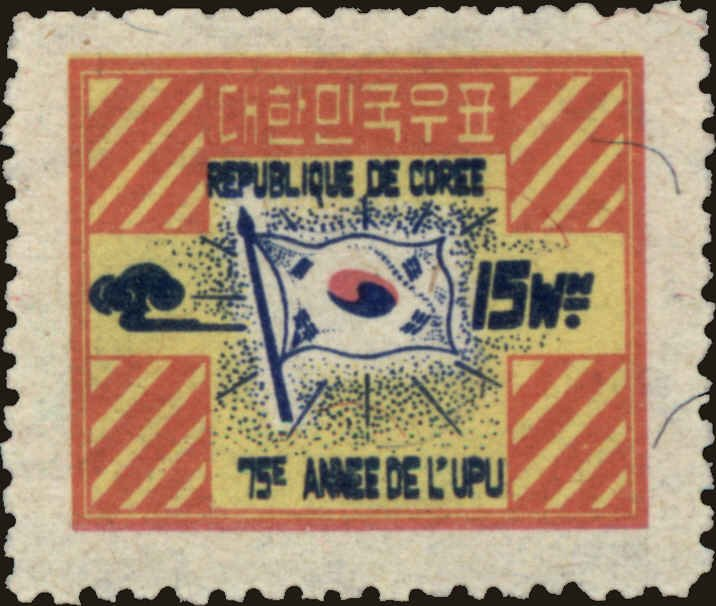
№ 57

Республика Корея (Южная Корея) выпустила одиночную марку 25 августа 1949 года. На марке Michel № 57 изображён флаг Республики Корея.

### Саравак
Саравак выпустил серию из четырёх марок 10 октября 1949 года:
- марка Michel № 167 — Гермес, глобус и транспорт;
- марка Michel № 168 — два полушария Земли, самолёт и колёсный пароход;
- марка Michel № 169 — Гермес над глобусом;
- марка Michel № 170 — памятник ВПС, Берн, Швейцария.

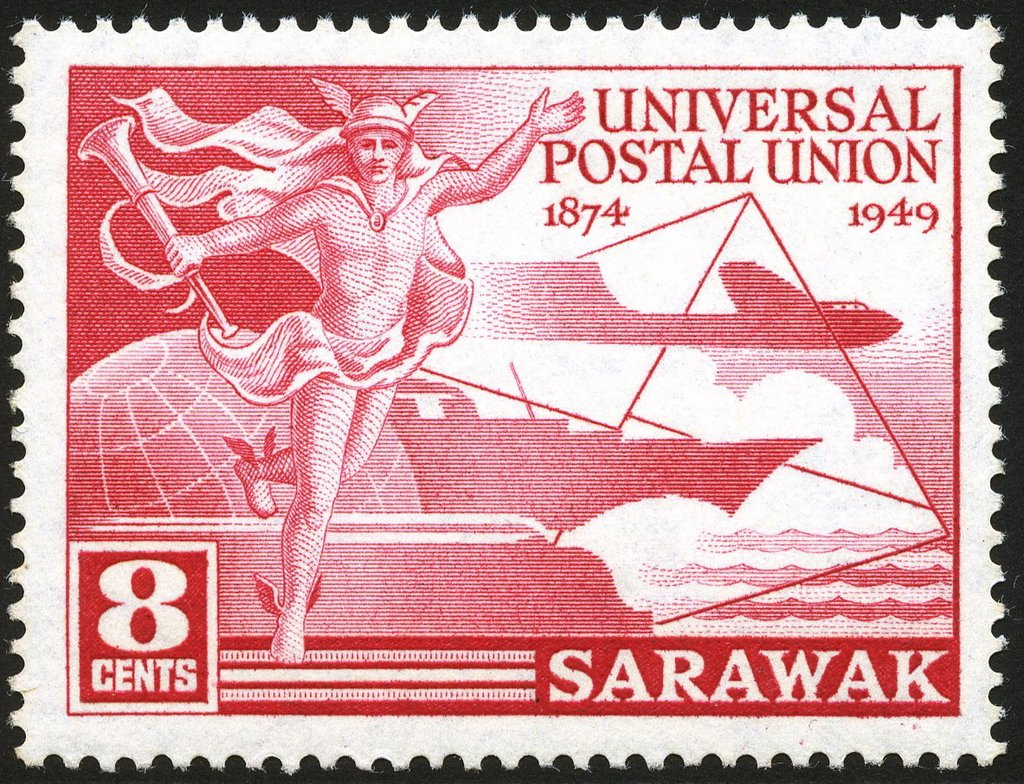
№ 167
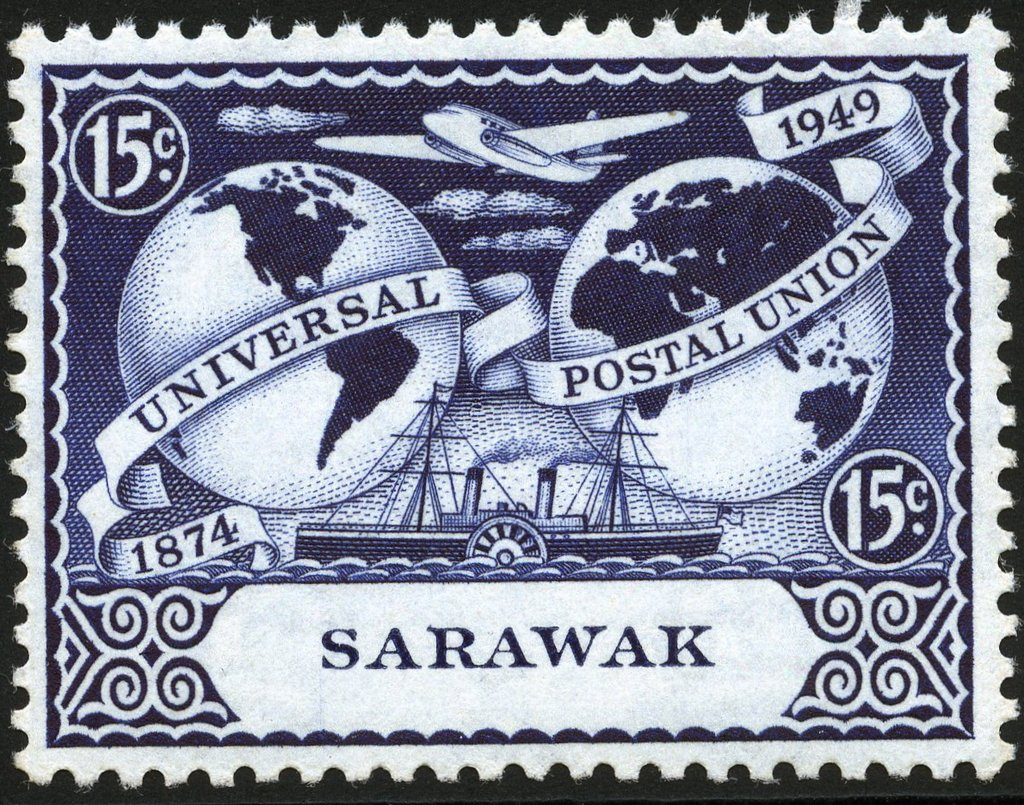
№ 168
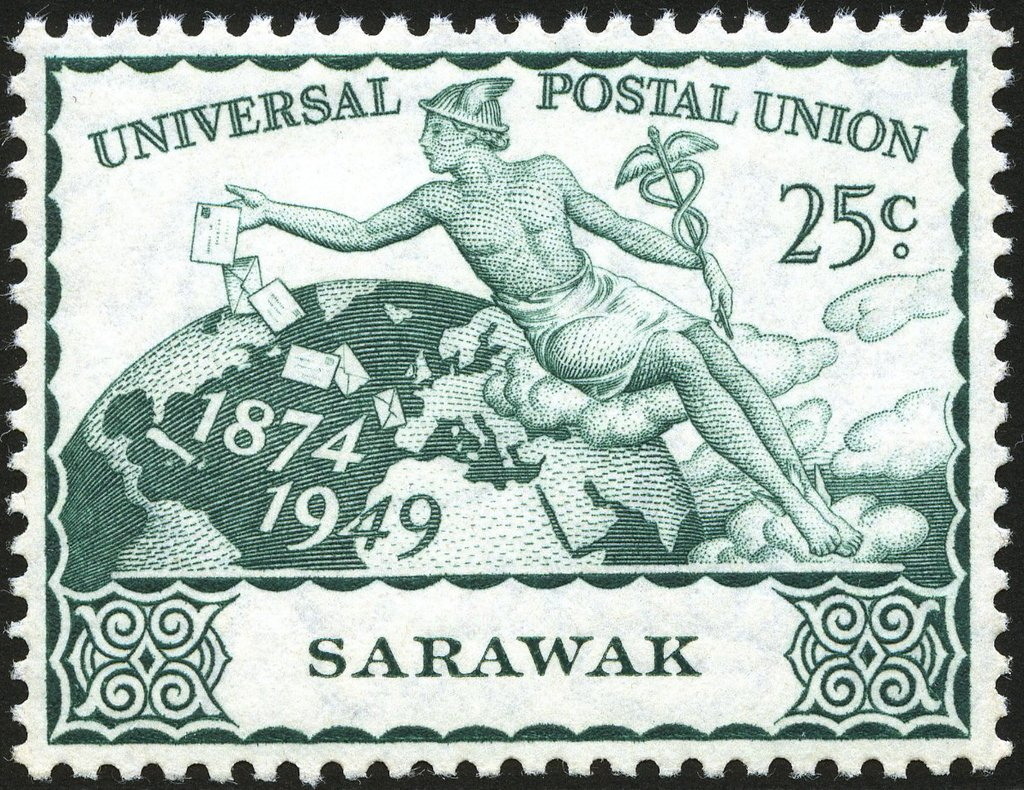
№ 169
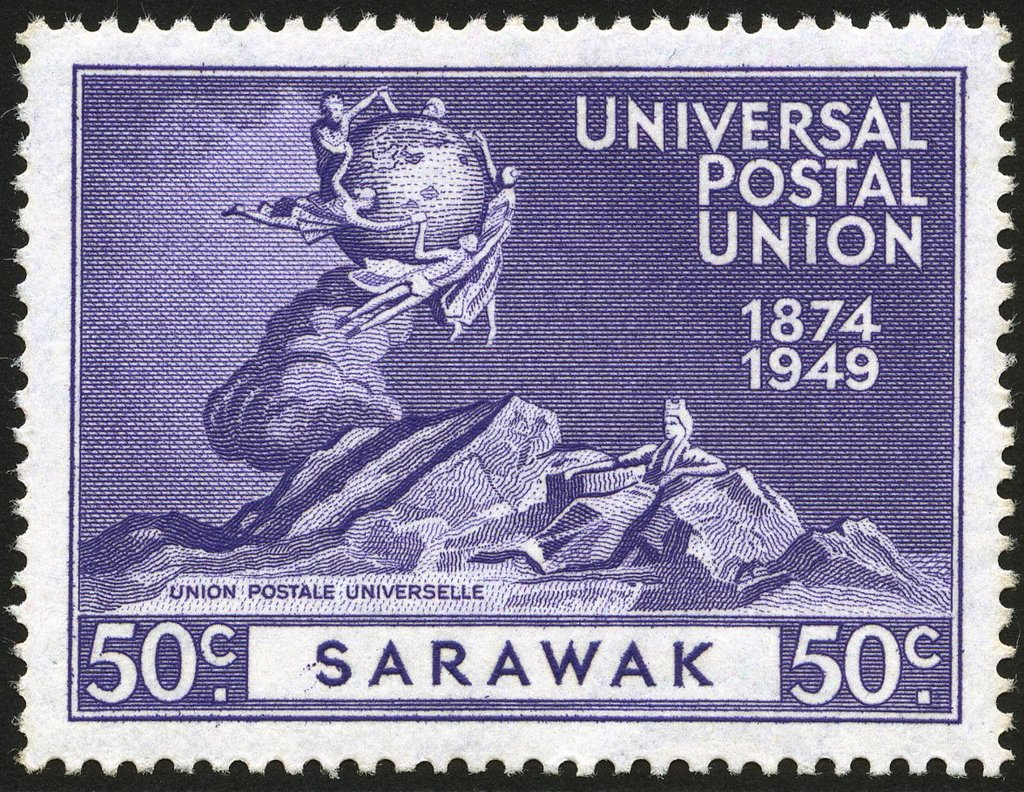
№ 170

### Северное Борнео
Северное Борнео выпустило серию из четырёх марок 10 октября 1949 года:
- марка Michel № 273 — Гермес, глобус и транспорт;
- марка Michel № 274 — два полушария Земли, самолёт и колёсный пароход;
- марка Michel № 275 — Гермес над глобусом;
- марка Michel № 276 — памятник ВПС, Берн, Швейцария.

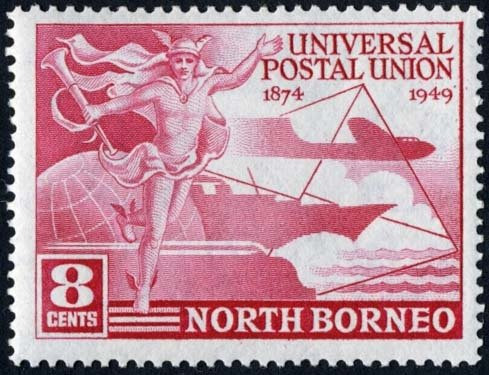
№ 273
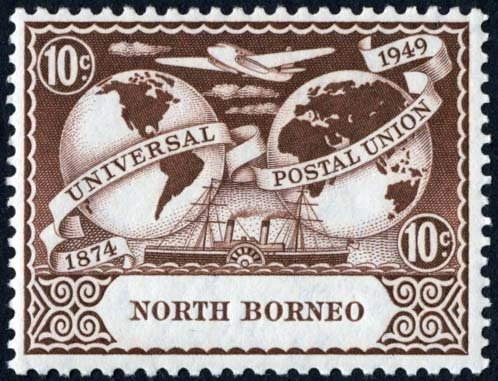
№ 274
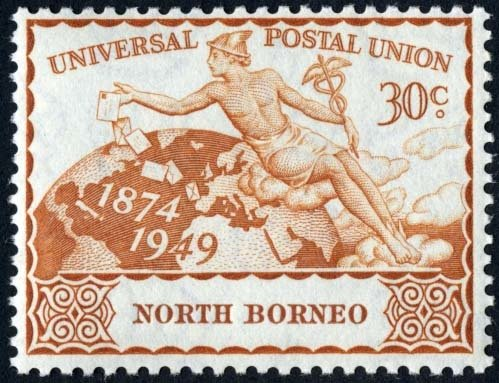
№ 275
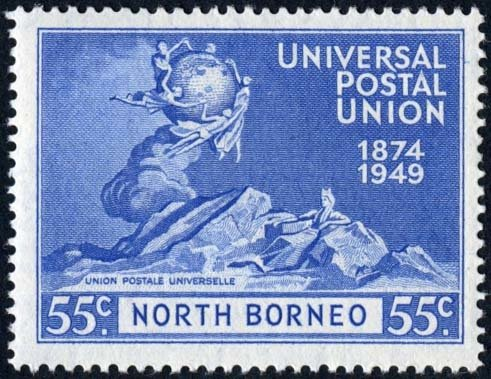
№ 276

### Селангор
Селангор выпустил серию из четырёх марок 10 октября 1949 года:
- марка Michel № 74 — Гермес, глобус и транспорт;
- марка Michel № 75 — два полушария Земли, самолёт и колёсный пароход;
- марка Michel № 76 — Гермес над глобусом;
- марка Michel № 77 — памятник ВПС, Берн, Швейцария.

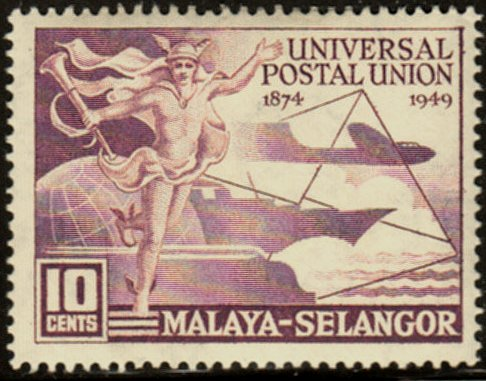
№ 74
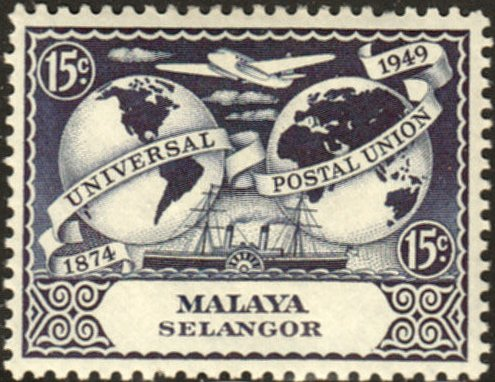
№ 75
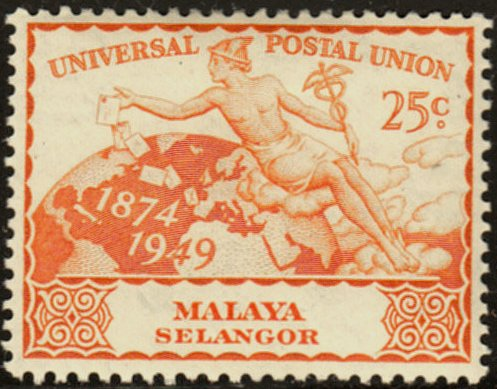
№ 76
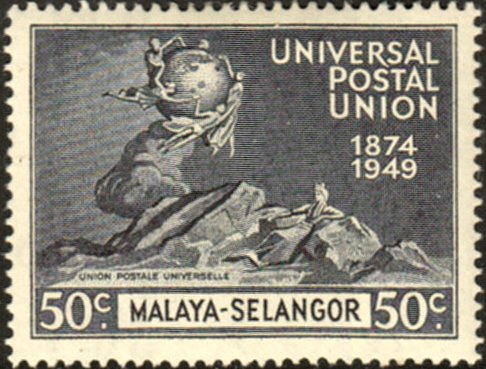
№ 77

### Сингапур
Сингапур выпустил серию из четырёх марок 10 октября 1949 года:
- марка Michel № 23 — Гермес, глобус и транспорт;
- марка Michel № 24 — два полушария Земли, самолёт и колёсный пароход;
- марка Michel № 25 — Гермес над глобусом;
- марка Michel № 26 — памятник ВПС, Берн, Швейцария.

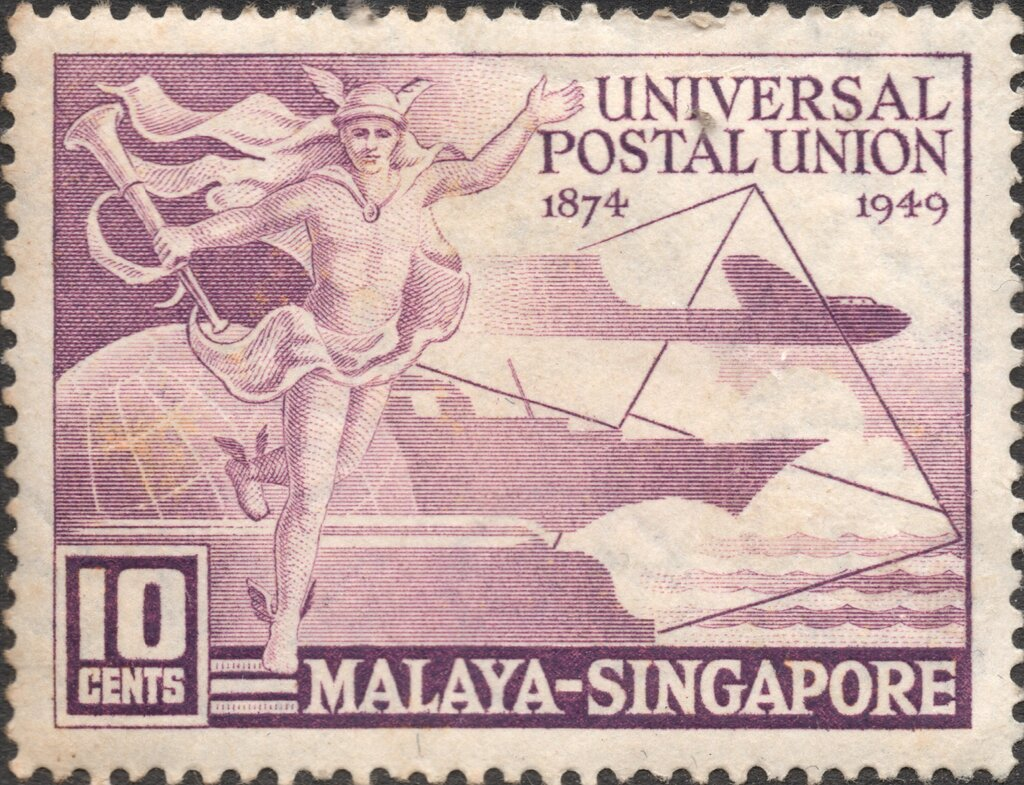
№ 23
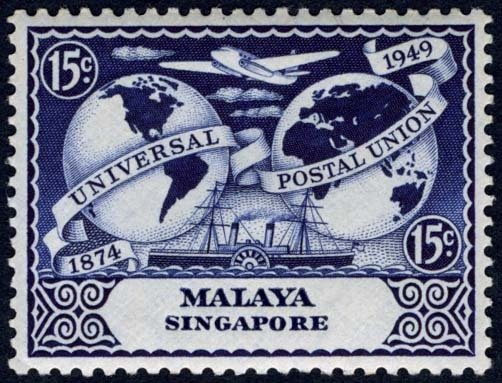
№ 24
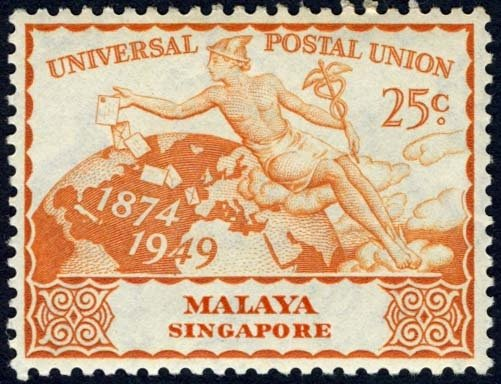
№ 25
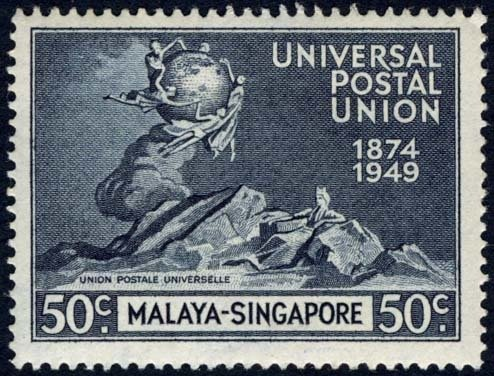
№ 26

### Сирия
Сирия выпустила серию из четырёх марок и блока с этими марками 20 июня 1949 года:
- марка Michel № 578 — Айн аль-Ароус[англ.];
- марка Michel № 579 — Пальмира: часть Большой колоннады;
- марка Michel № 580 — глобус с почтовыми голубями;
- марка Michel № 581 — генерал Хусни аз-Заим (1897—1949), президент. Самолёт над Дамаском;

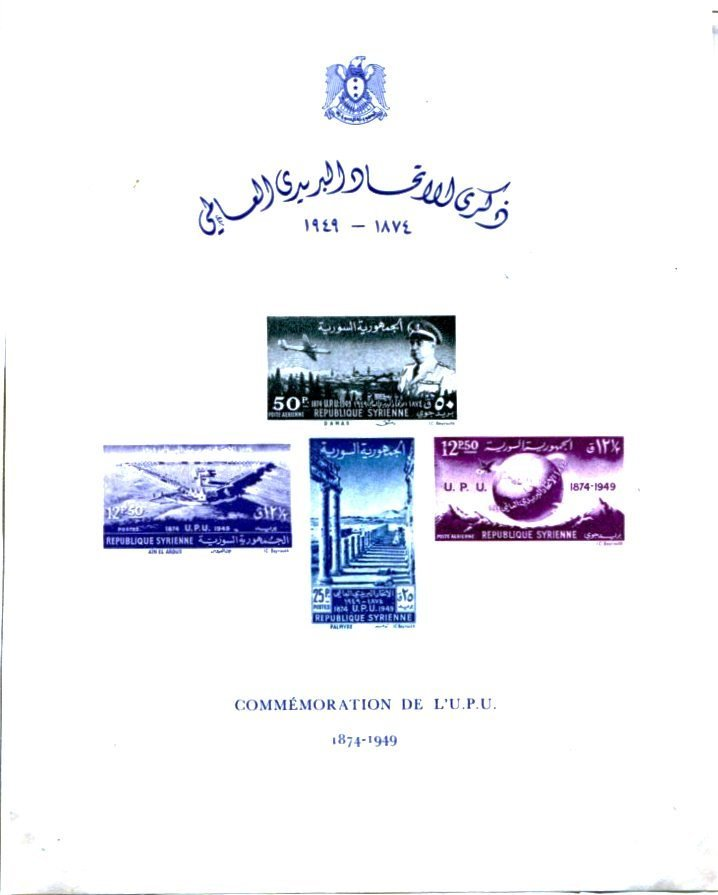
блок Michel № Block 26 — марки Michel № 578—581.

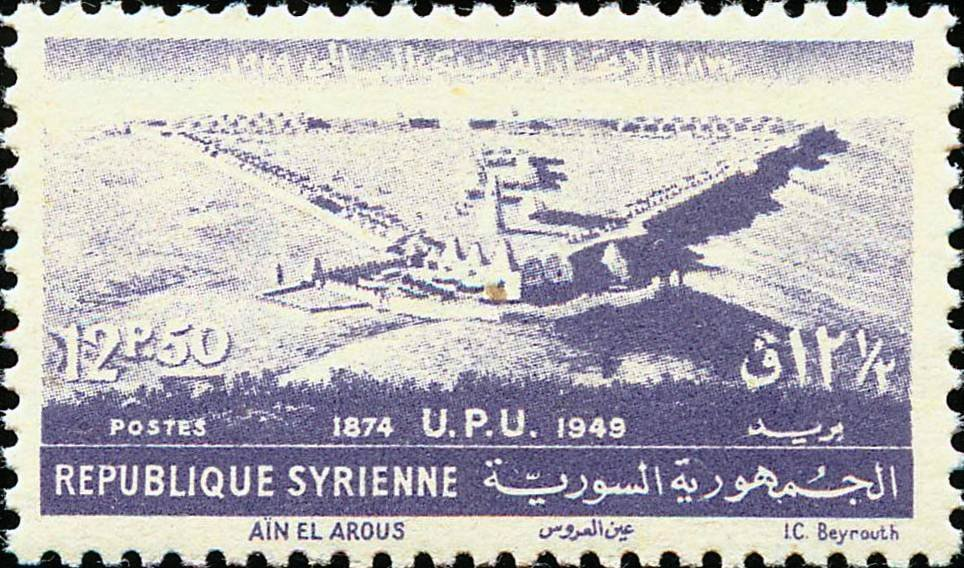
№ 578
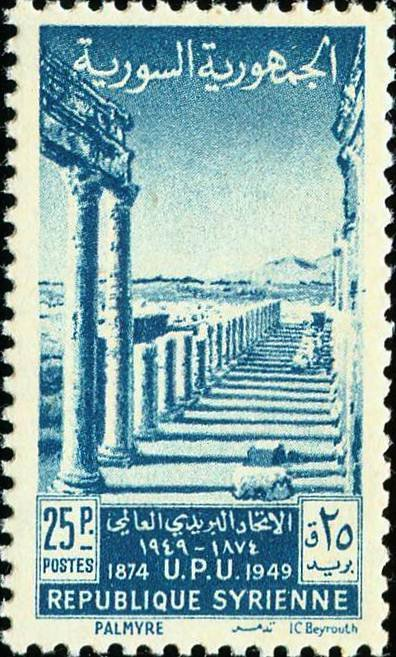
№ 579
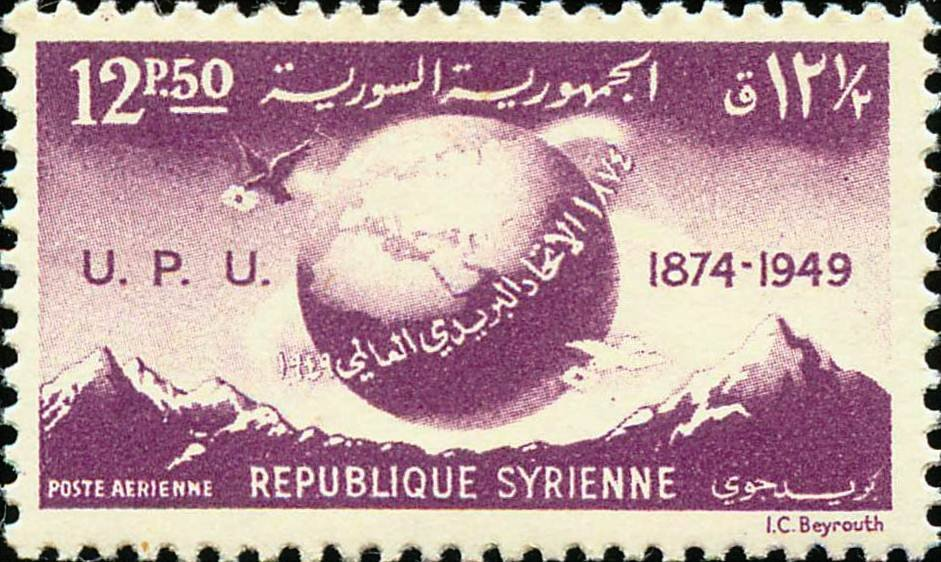
№ 580
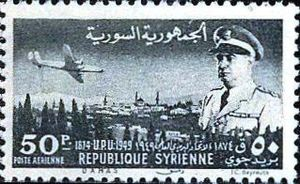
№ 581

- № Block 26

### Тимор португальский
Португальский Тимор выпустил одиночную марку в октябре 1949 года. На марке Michel № 278 изображены глобус и почтовый конверт.

### Тренгану
Тренгану выпустил серию из четырёх марок 10 октября 1949 года:
- марка Michel № 50 — Гермес, глобус и транспорт;
- марка Michel № 51 — два полушария Земли, самолёт и колёсный пароход;
- марка Michel № 52 — Гермес над глобусом;
- марка Michel № 53 — памятник ВПС, Берн, Швейцария.

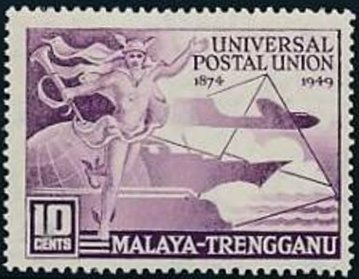
№ 50
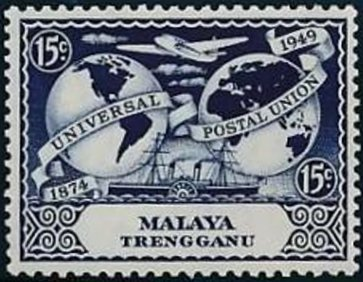
№ 51
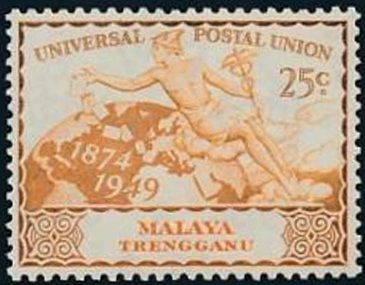
№ 52
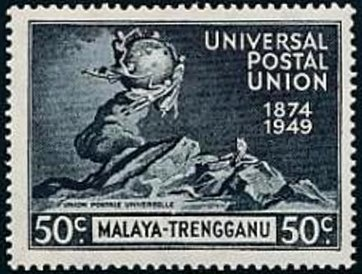
№ 53

### Филиппины
Филиппины выпустили серию, состоящую из 3 марок одного рисунка, отличающихся цветом и блока с этими марками в 1949 году. На марках Michel № 496—498 и блоке Michel № Block 2 изображён памятник ВПС, Берн, Швейцария.

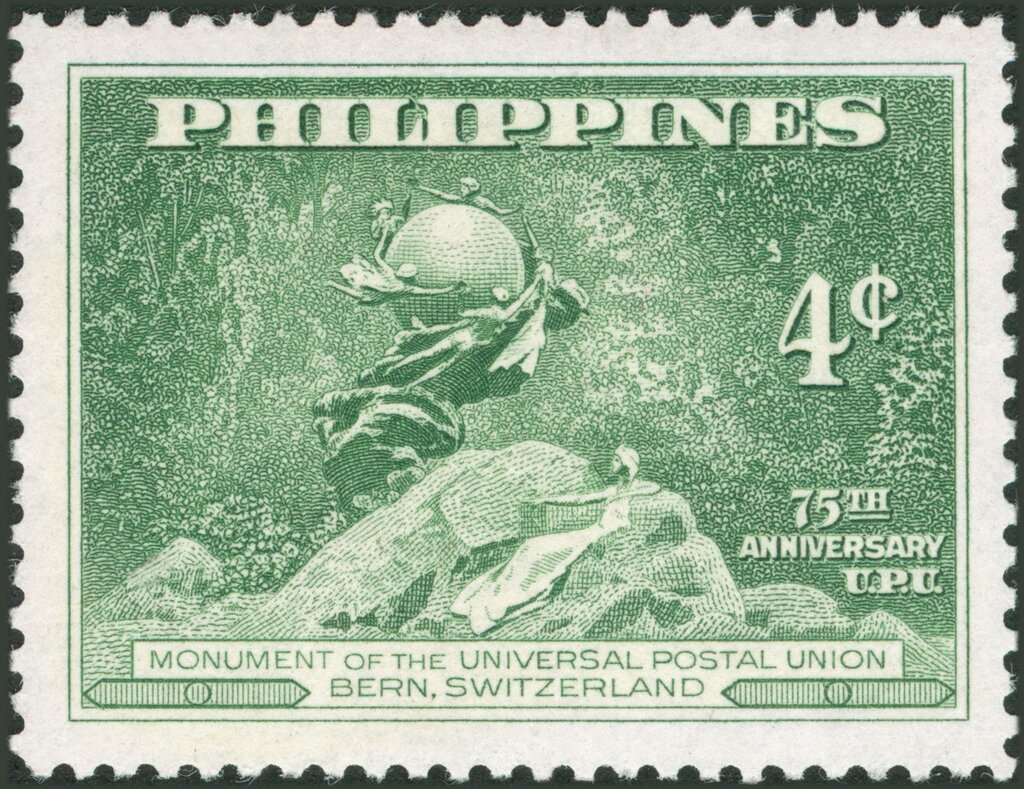
№ 496
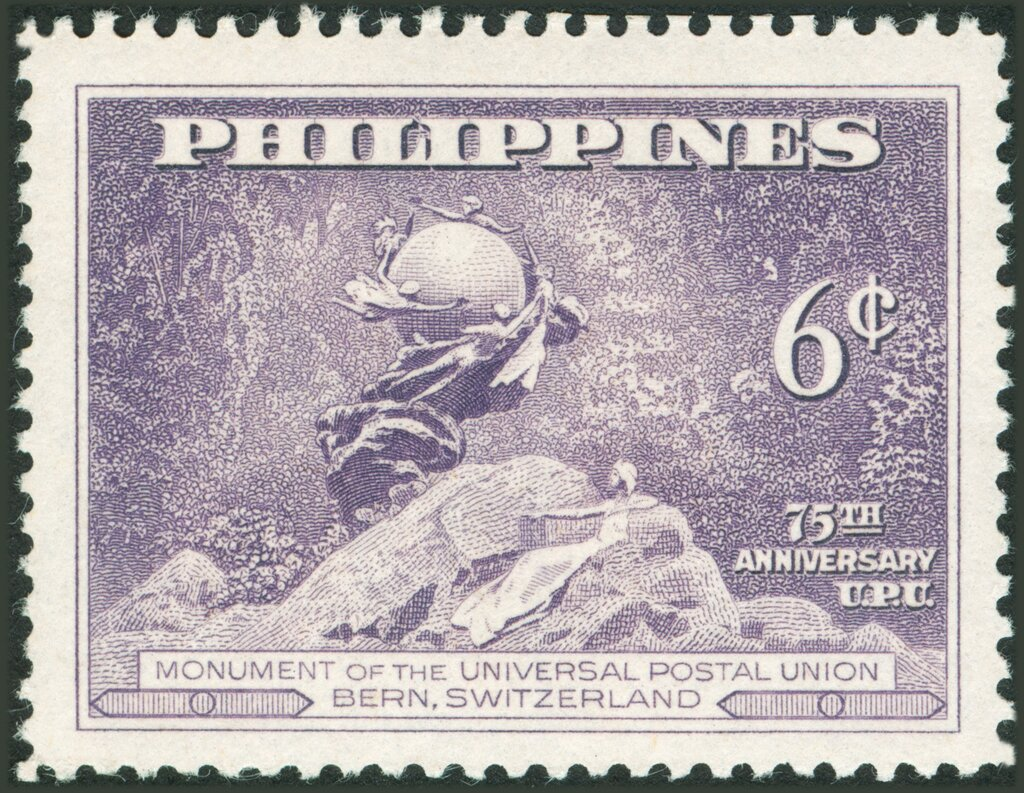
№ 497
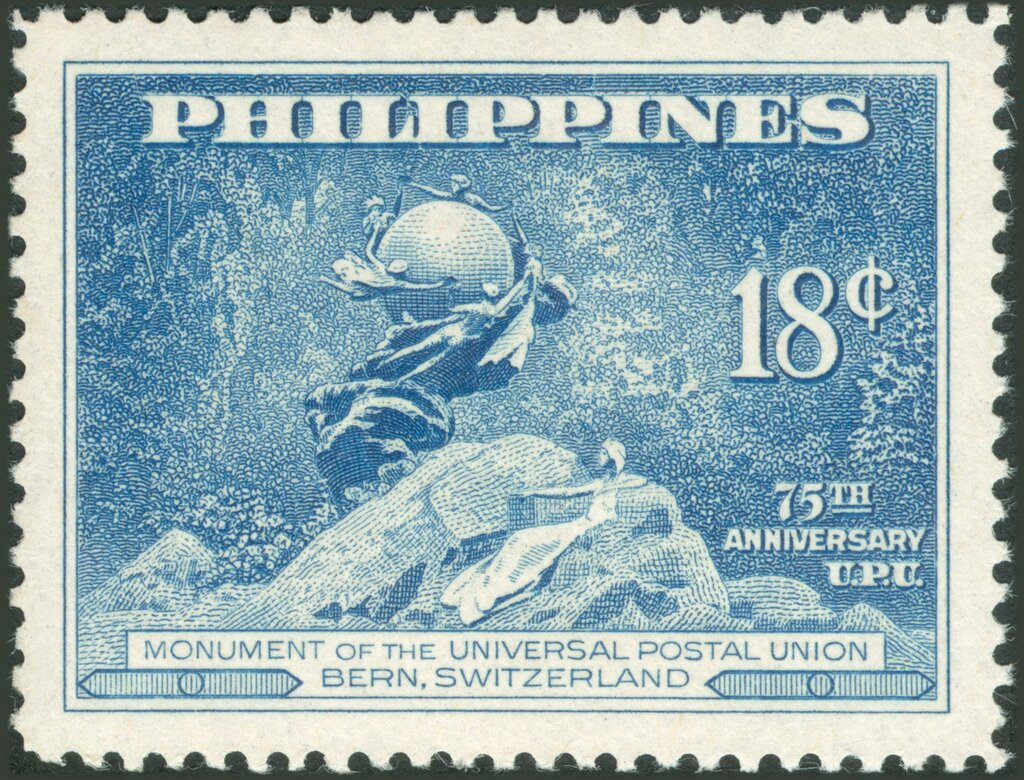
№ 498

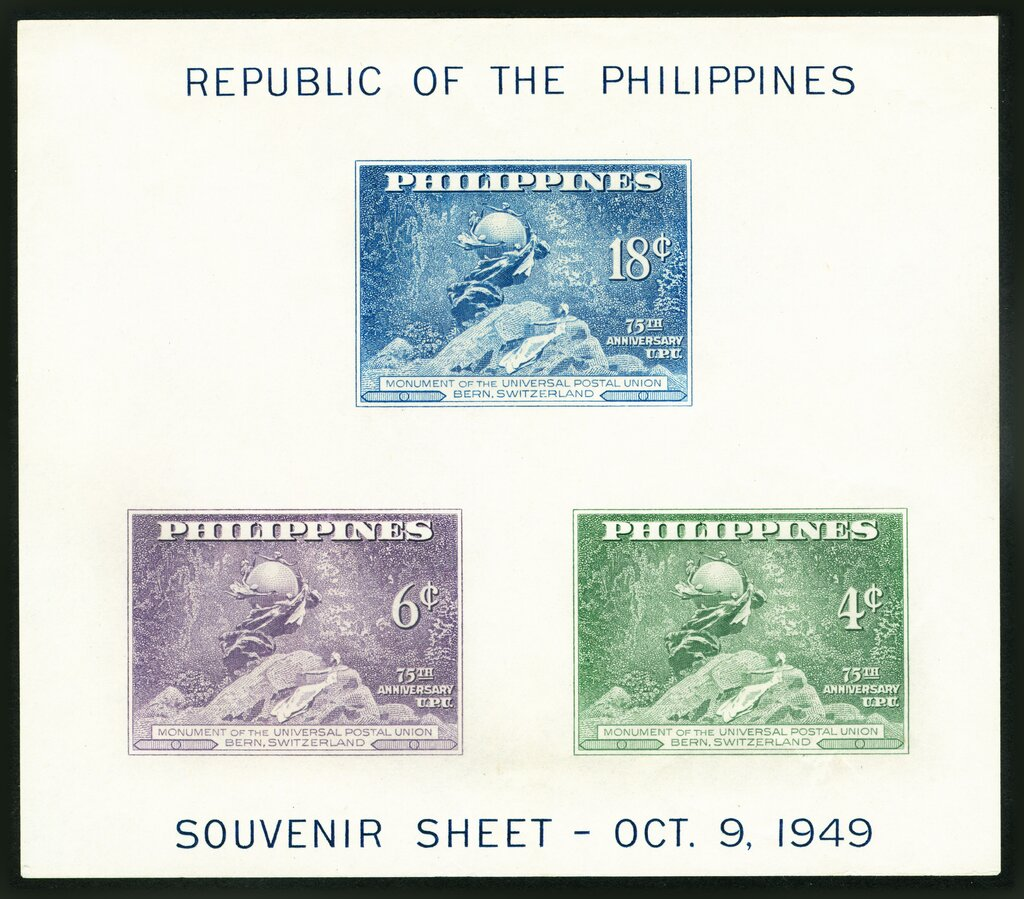
№ Block 2

### Цейлон
Цейлон выпустил серию из трёх марок 10 октября 1949 года:
- марка Michel № 256 изображены глобус, транспорт и Адамов Пик;
- марка Michel № 257 изображены глобус, транспорт и Сигирия;
- марка Michel № 257 изображены глобус, транспорт и Храм Зуба Будды.

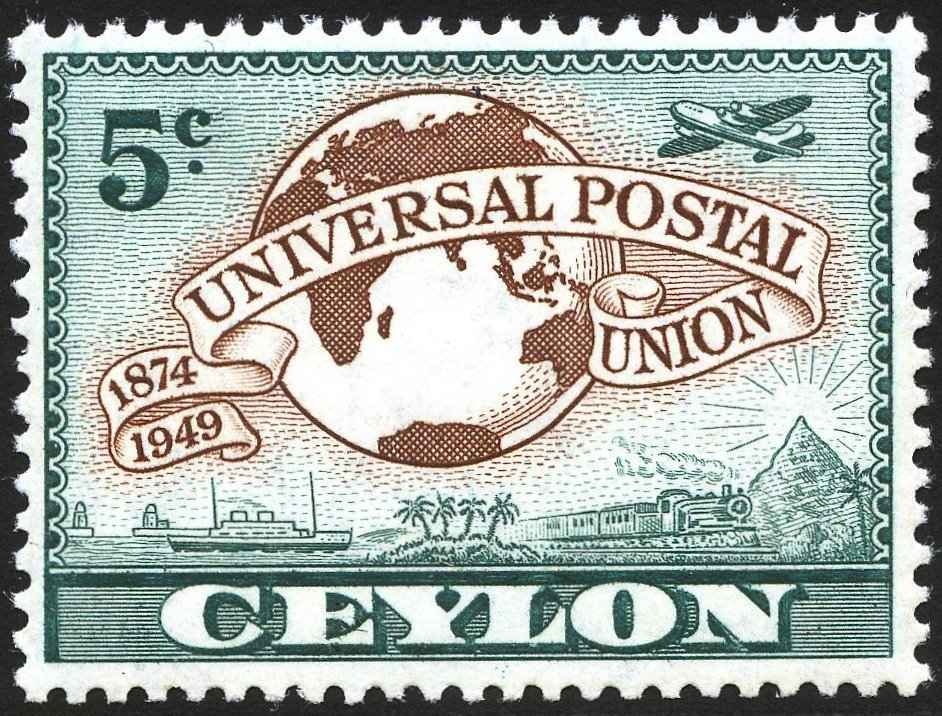
№ 256
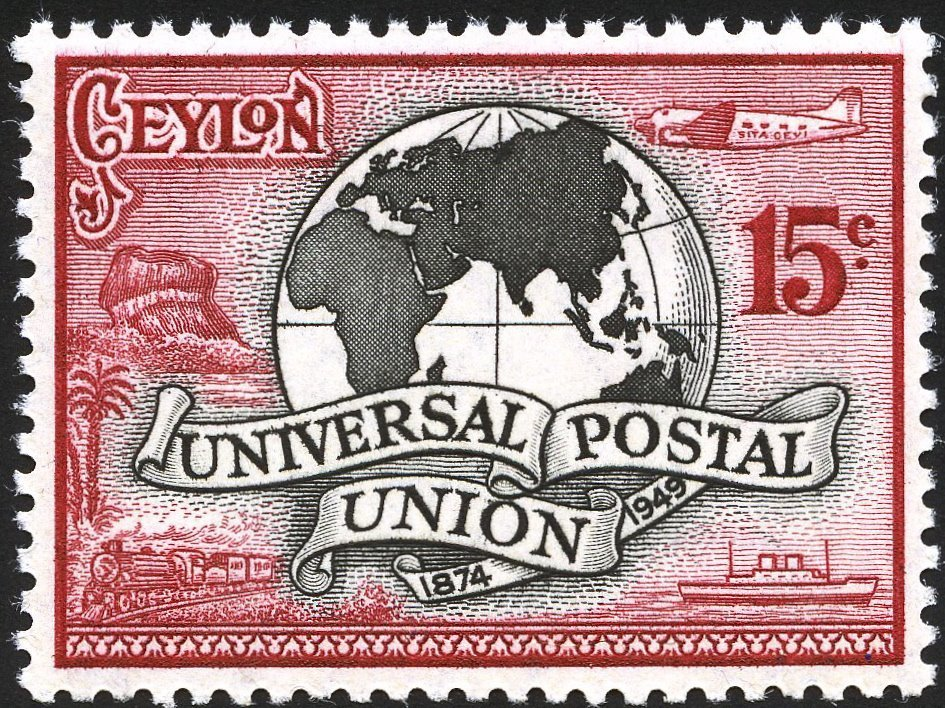
№ 257
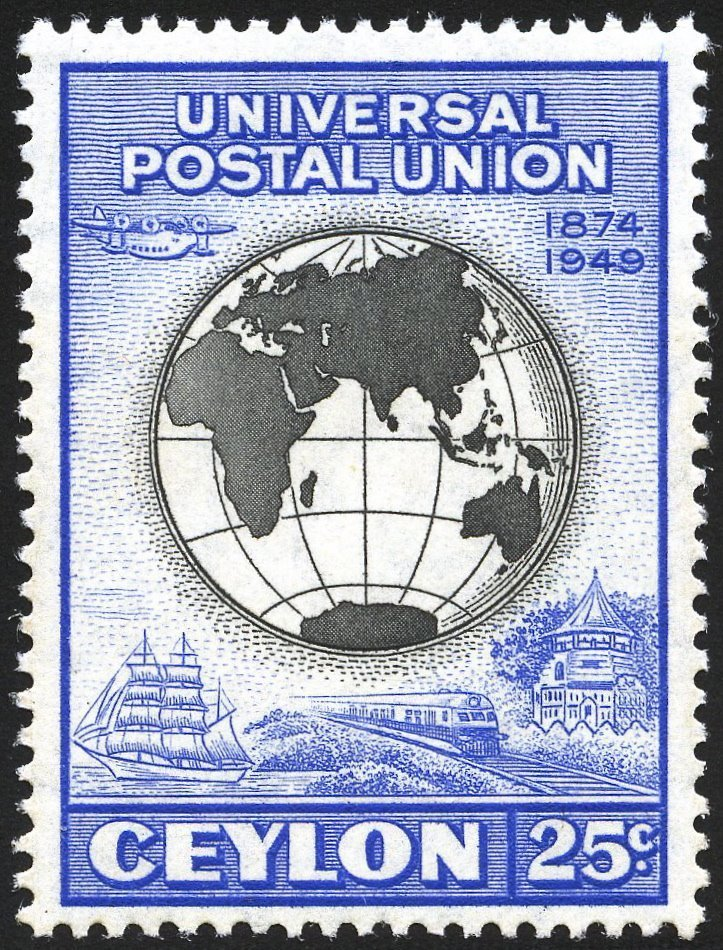
№ 258

### Япония
Япония выпустила серию из четырёх марок и блока: 10 октября 1949 года Michel № 464—467 и 1 ноября 1949 года Michel № Block 30:

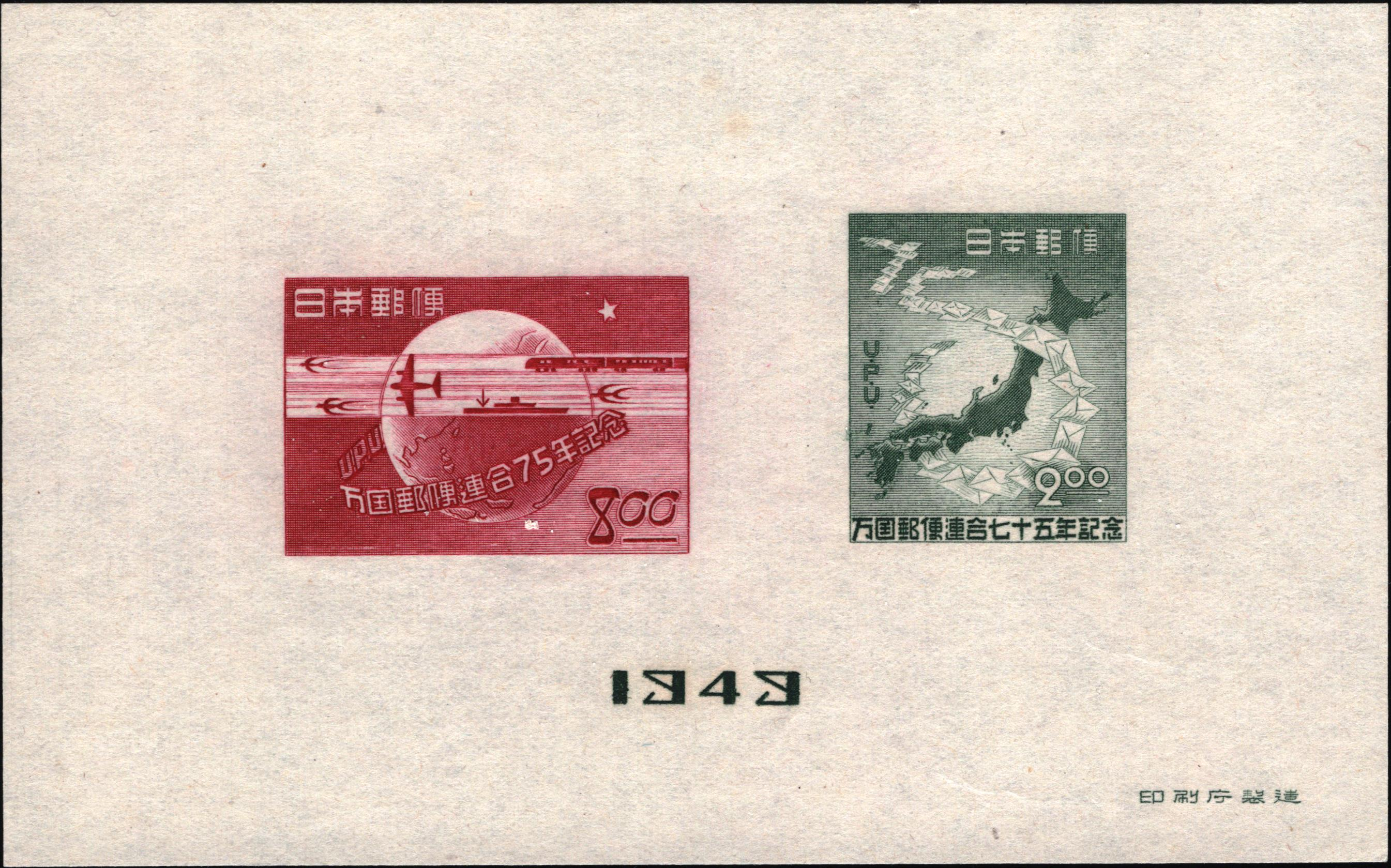
марки Michel № 464, 466 — карта Японии и число «75», сложенное из почтовых конвертов;
- марки Michel № 465, 467 — глобус и транспорт;
- марки Michel № Block 30 — глобус и транспорт. карта Японии и число «75», сложенное из почтовых конвертов

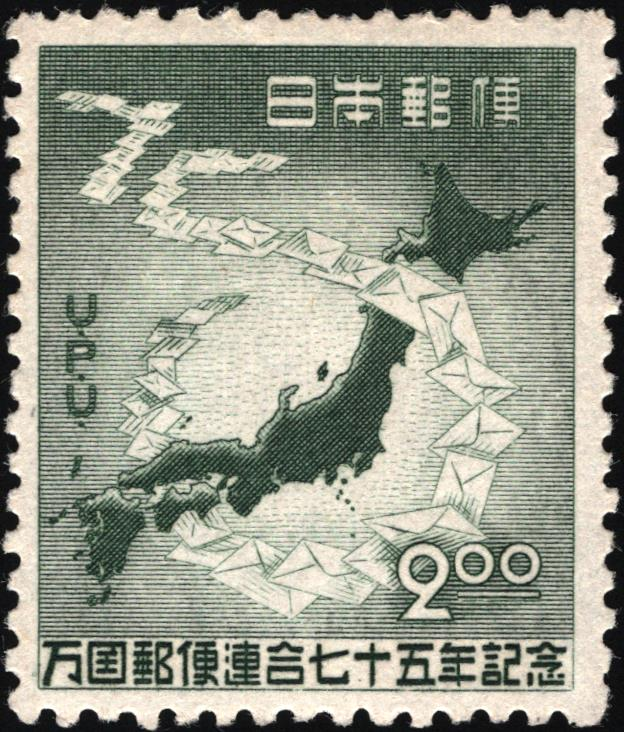
№ 464
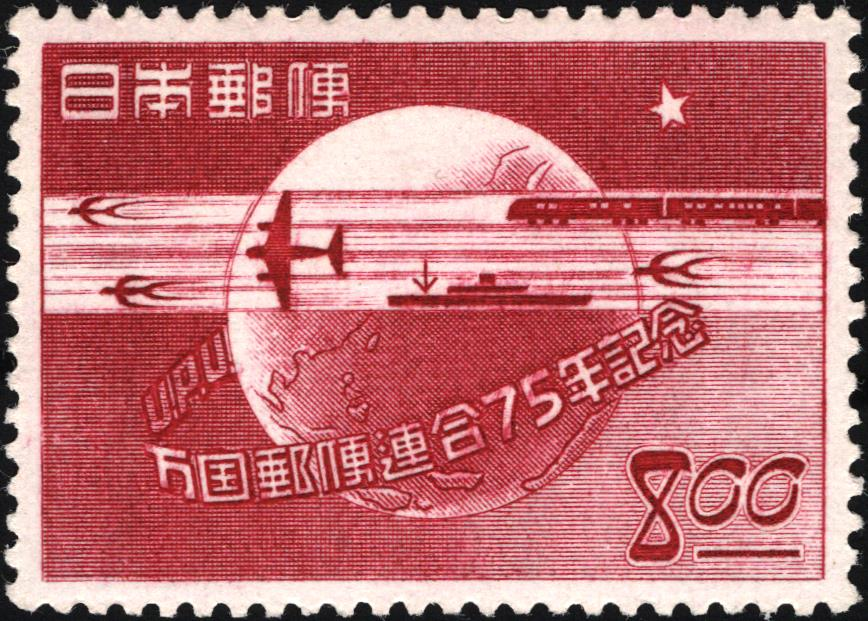
№ 465
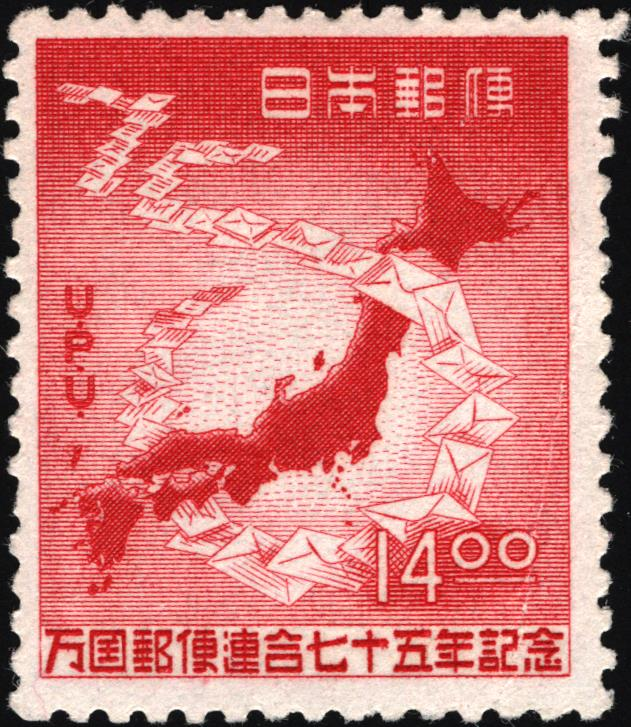
№ 466
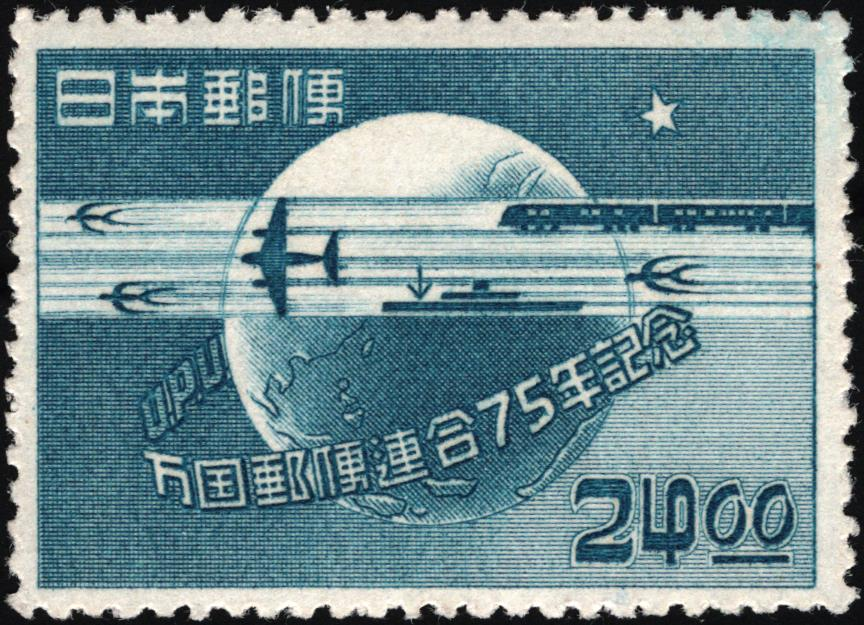
№ 467

- № Block 30 (1949-11-01).
Глобус и транспорт. Карта Японии и число «75», сложенное из почтовых конвертов

## Америка
Всего 42 страны.

### Антигуа и Барбуда
Антигуа и Барбуда выпустили серию из четырёх марок 10 октября 1949 года:
- марка Michel № 94 — Гермес, глобус и символический транспорт;
- марка Michel № 95 — два полушария Земли, самолёт и колёсный пароход;
- марка Michel № 96 — Гермес над глобусом;
- марка Michel № 97 — памятник ВПС, Берн, Швейцария.

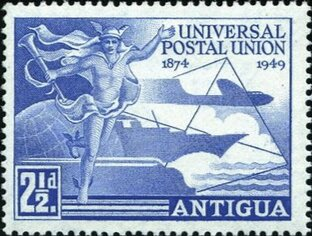
№ 94
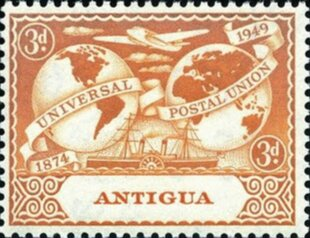
№ 95
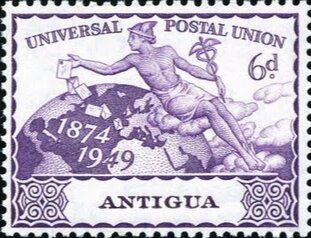
№ 96
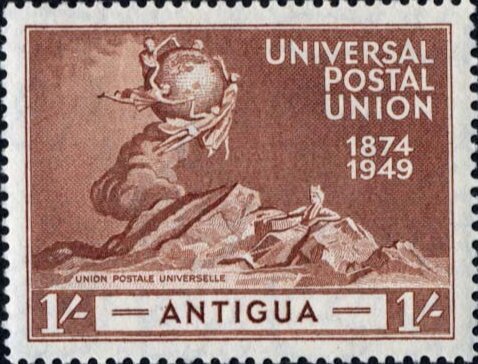
№ 97

### Антильские острова нидерландские
Нидерландские Антильские острова выпустили серию из двух марок одного рисунка, отличающихся цветом, 3 октября 1949 года. На марках Michel № 4—5 изображены глобус и почтовые рожки́.

### Аргентина

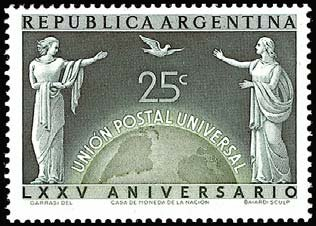
№ 568

Аргентина выпустила одиночную марку 19 ноября 1949 года. На марке Michel № 568 изображена некоторая аллегория Всемирного почтового союза.

### Багамские Острова
Багамские Острова выпустили серию из четырёх марок 10 октября 1949 года:
- марка Michel № 155 — Гермес, глобус и символический транспорт;
- марка Michel № 156 — два полушария Земли, самолёт и колёсный пароход;
- марка Michel № 157 — Гермес над глобусом;
- марка Michel № 158 — памятник ВПС, Берн, Швейцария.

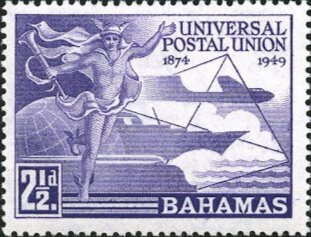
№ 155
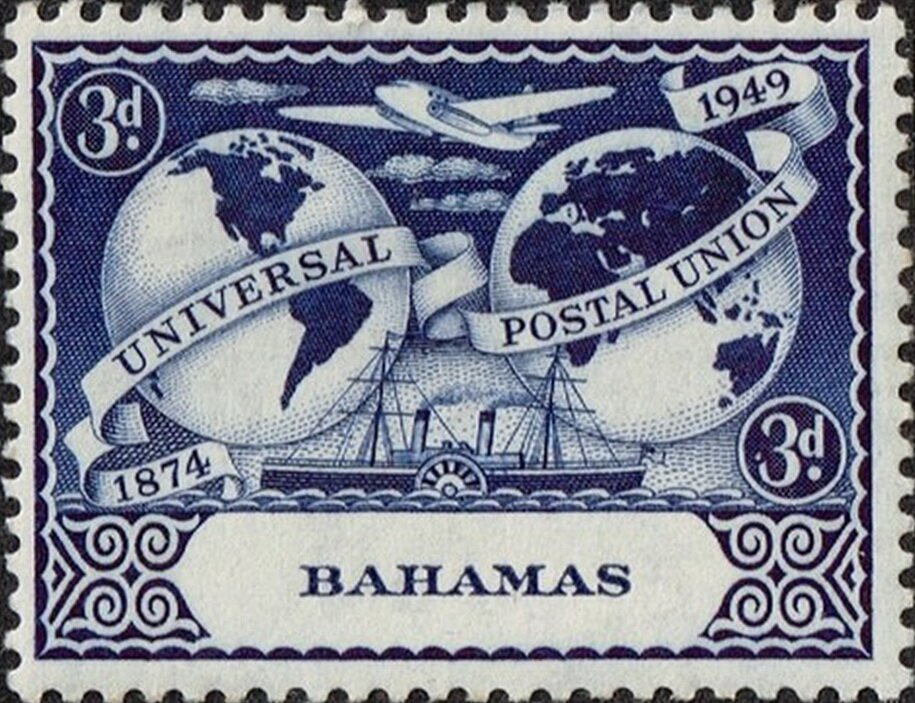
№ 156
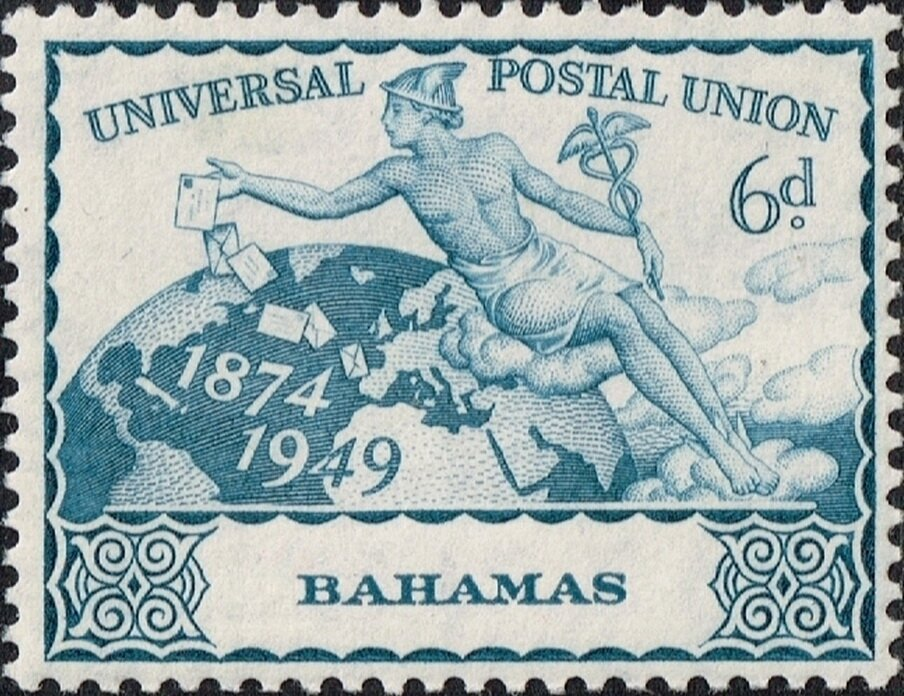
№ 157
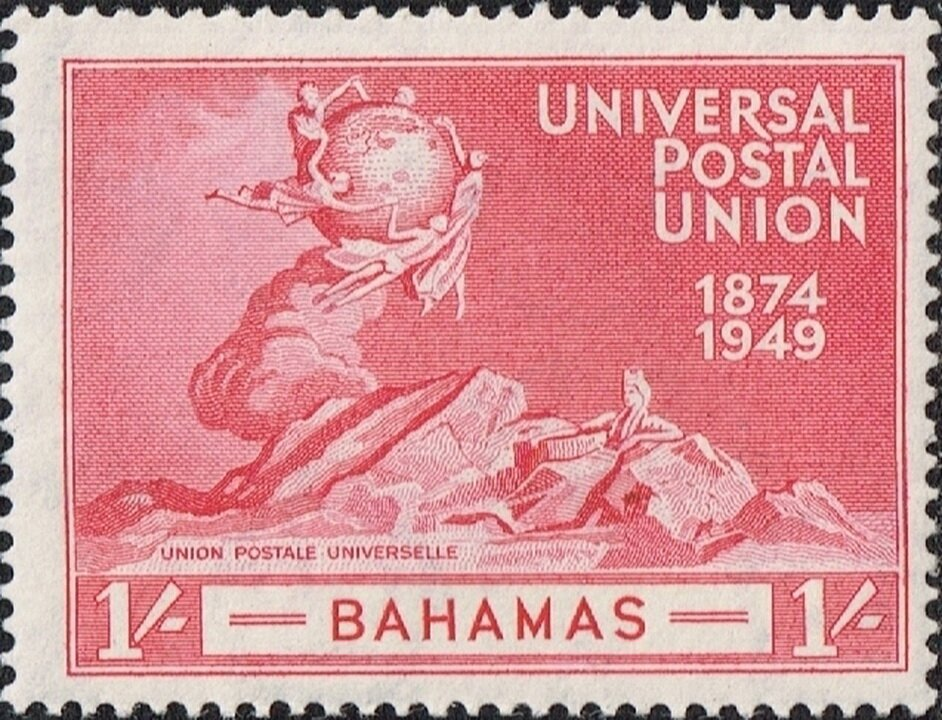
№ 158

### Барбадос
Барбадос выпустил серию из четырёх марок 10 октября 1949 года:
- марка Michel № 180 — Гермес, глобус и символический транспорт;
- марка Michel № 181 — два полушария Земли, самолёт и колёсный пароход;
- марка Michel № 182 — Гермес над глобусом;
- марка Michel № 183 — памятник ВПС, Берн, Швейцария.

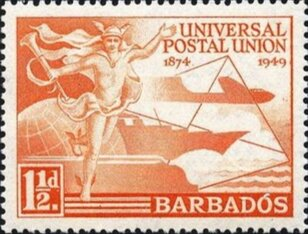
№ 180
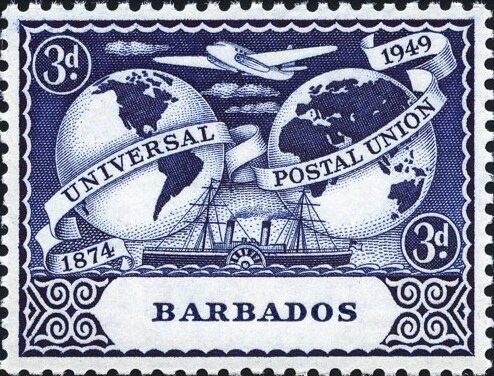
№ 181
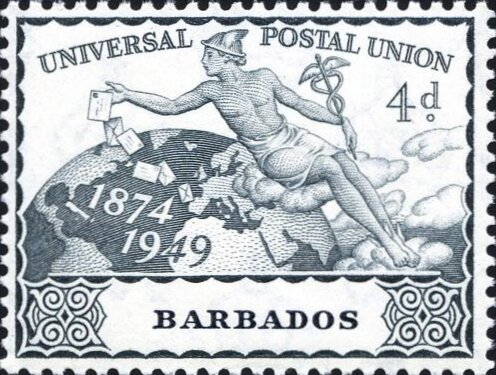
№ 182
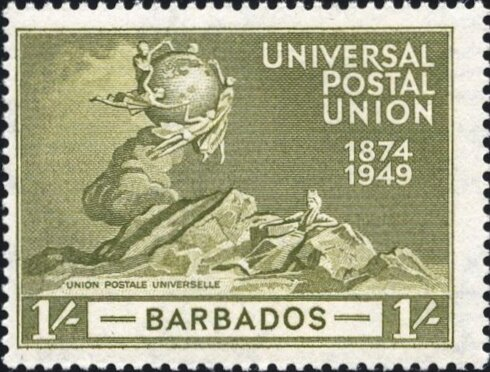
№ 183

### Бермудские Острова
Бермудские Острова выпустили серию из четырёх марок 10 октября 1949 года:
- марка Michel № 125 — Гермес, глобус и символический транспорт;
- марка Michel № 126 — два полушария Земли, самолёт и колёсный пароход;
- марка Michel № 127 — Гермес над глобусом;
- марка Michel № 128 — памятник ВПС, Берн, Швейцария.

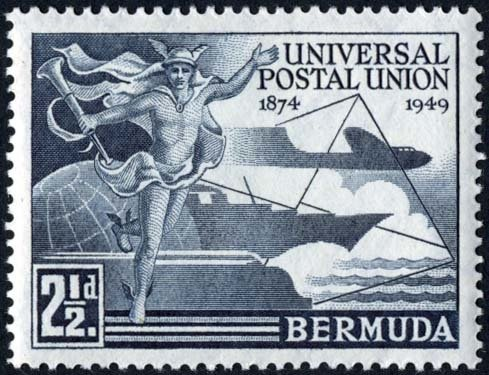
№ 125
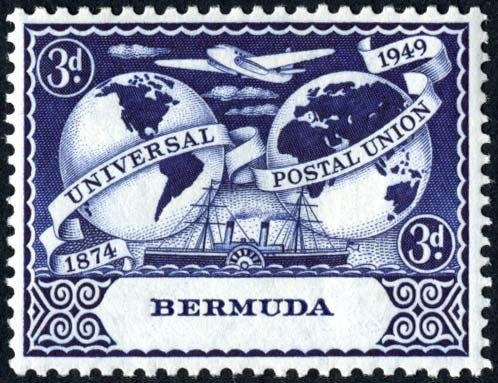
№ 126
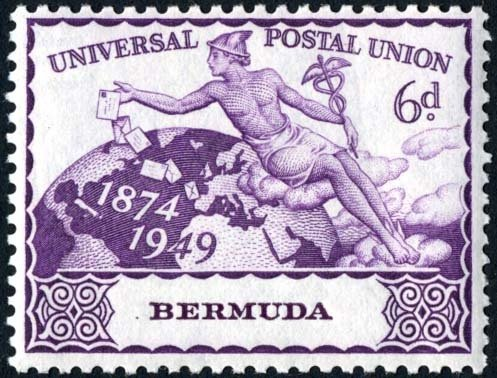
№ 127
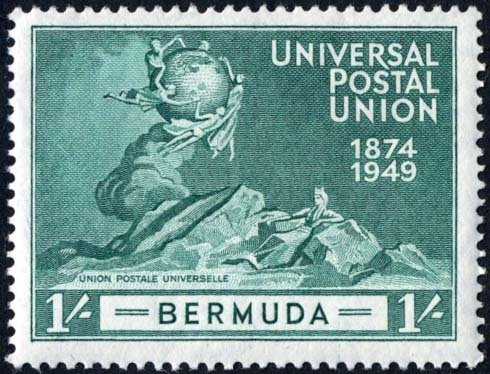
№ 128

### Боливия
Боливия выпустила серию из пяти марок 2 января 1950 года практически одного рисунка, отличающихся цветом. На марках Michel № 432—436 изображены президент Грегорио Пачеко Лейес (1823—1899), географическая карта и почтовый рожок.

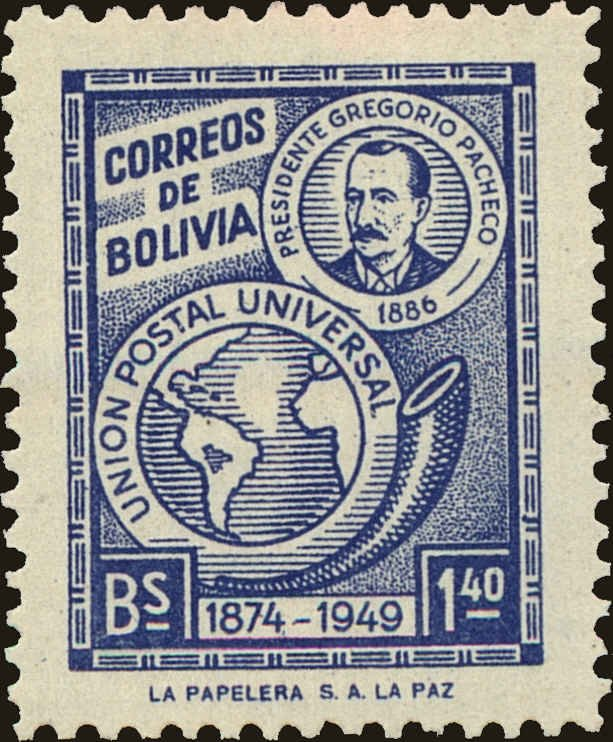
№ 432
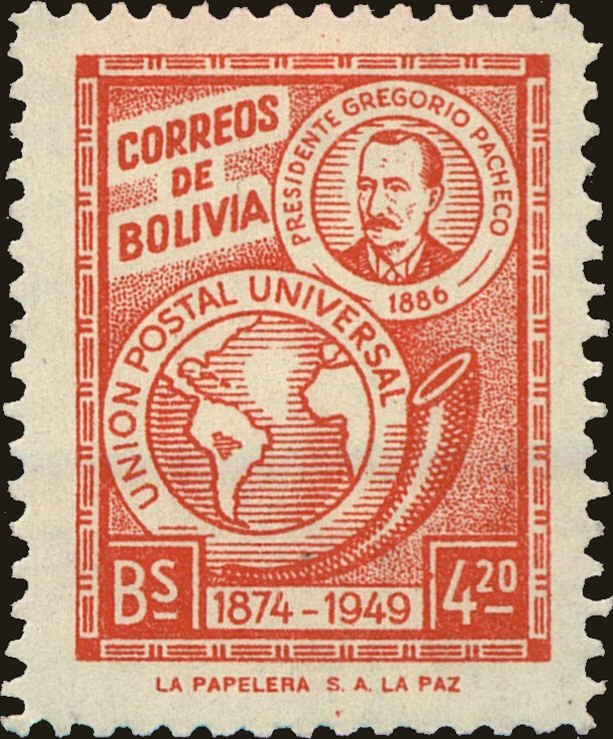
№ 433
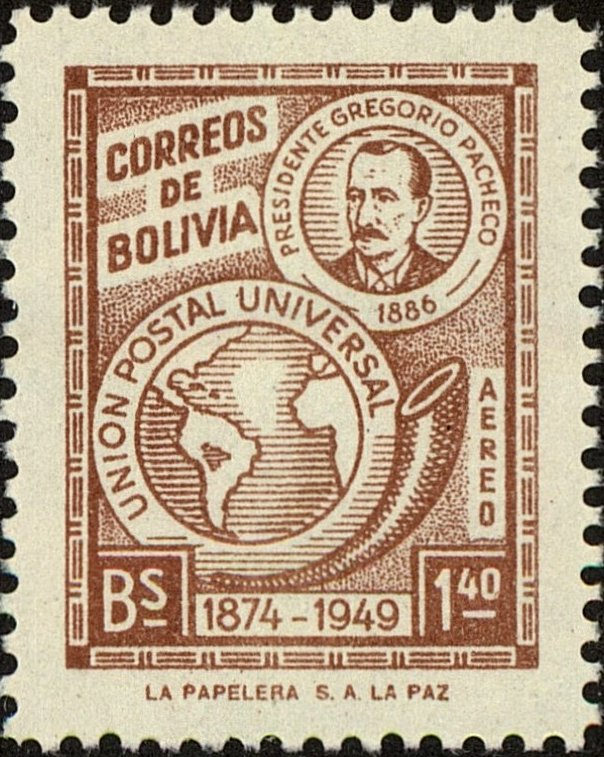
№ 434
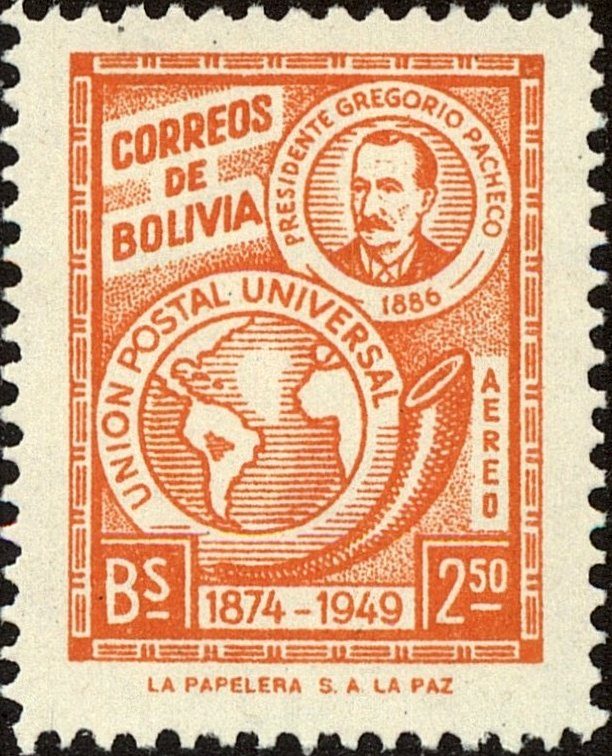
№ 435
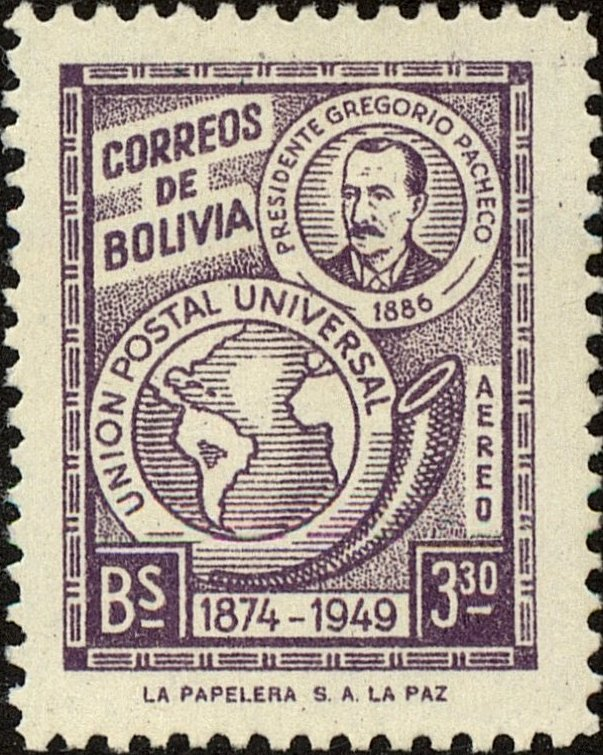
№ 436

### Бразилия

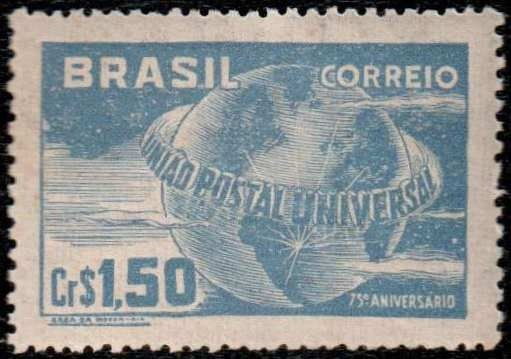
№ 747

Бразилия выпустила одиночную марку 30 октября 1949 года. На марке Michel № 747 изображён глобус.

### Британская Гвиана
Британская Гвиана выпустила серию из четырёх марок 10 октября 1949 года:
- марка Michel № 192 — Гермес, глобус и транспорт;
- марка Michel № 193 — два полушария Земли, самолёт и пароход;
- марка Michel № 194 — Гермес над глобусом;
- марка Michel № 195 — памятник ВПС, Берн, Швейцария.

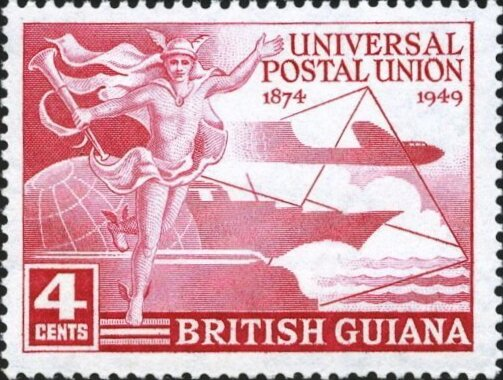
№ 192
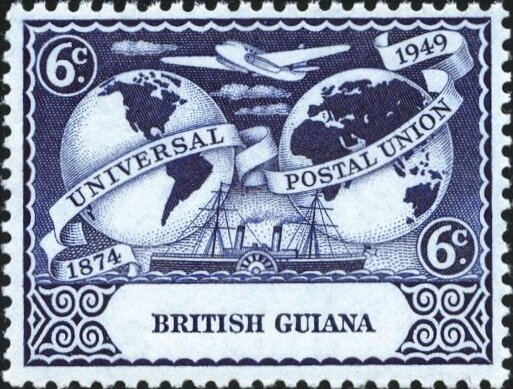
№ 193
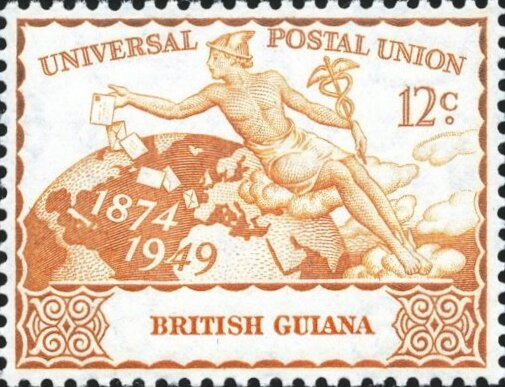
№ 194
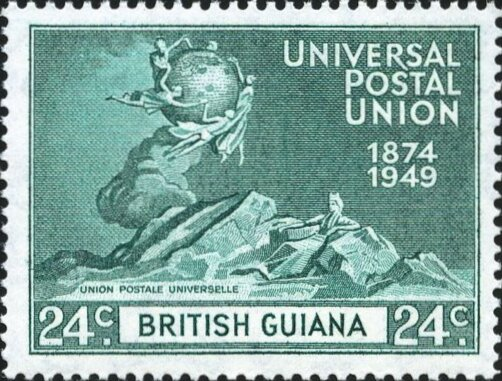
№ 195

### Британские Подветренные острова
Британские Подветренные острова выпустили серию из четырёх марок 10 октября 1949 года:
- марка Michel № 110 — Гермес, глобус и символический транспорт;
- марка Michel № 111 — два полушария Земли, самолёт и колёсный пароход;
- марка Michel № 112 — Гермес над глобусом;
- марка Michel № 113 — памятник ВПС, Берн, Швейцария.

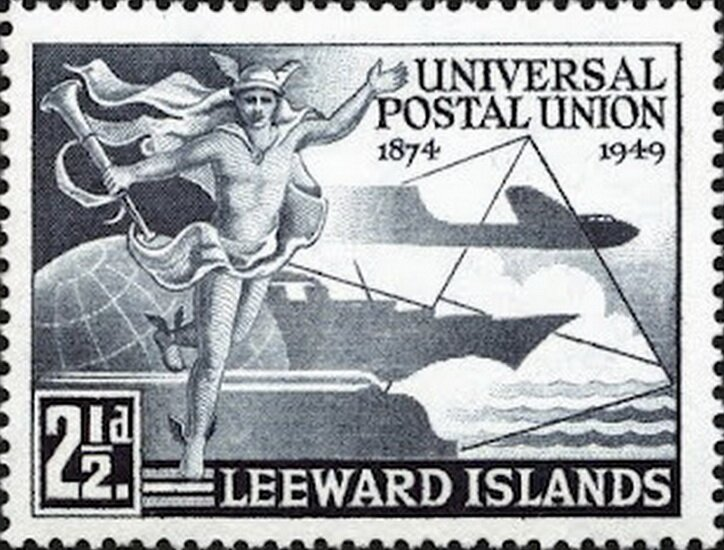
№ 110
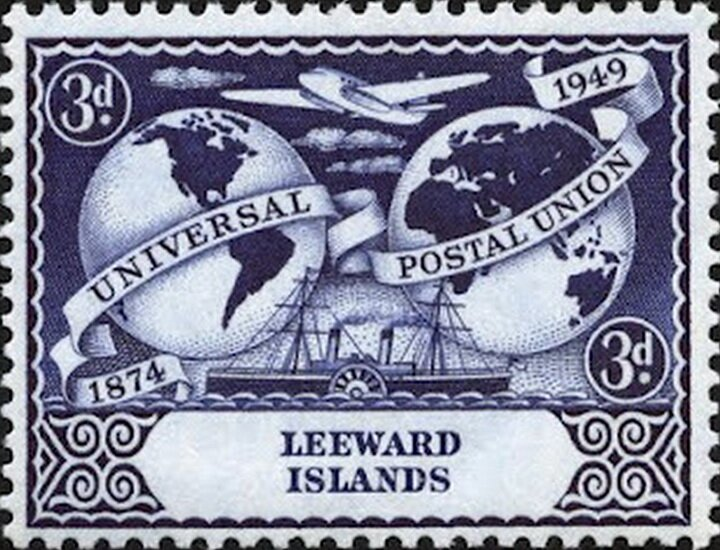
№ 111
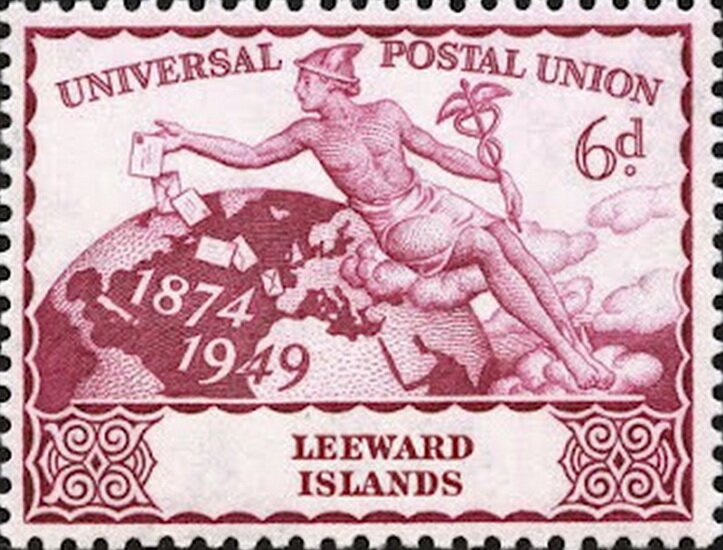
№ 112
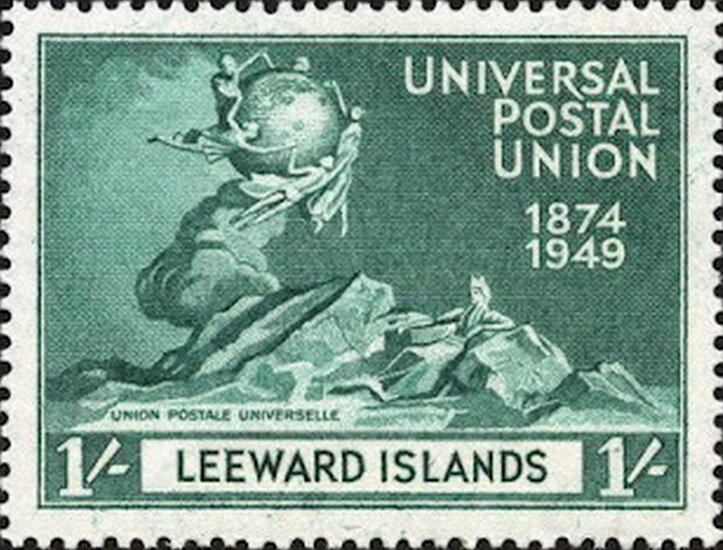
№ 113

### Венесуэла
Венесуэла выпустила серию из девяти марок 18 февраля 1950 года одного рисунка, отличающихся цветом. На марках Michel № 554—562 изображены глобус и символика.

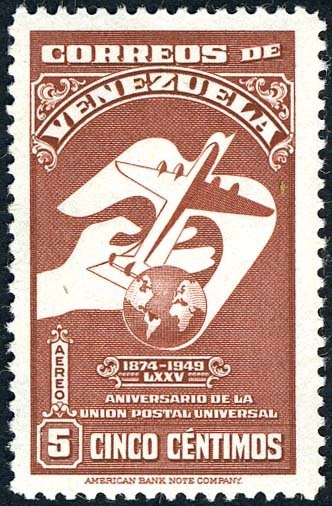
№ 554
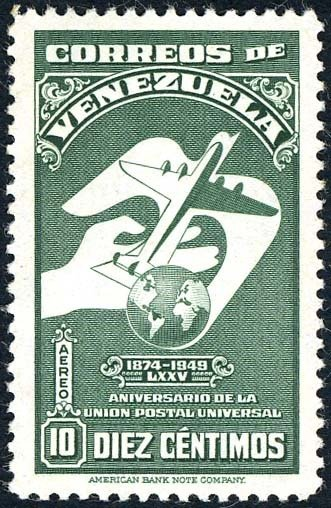
№ 555
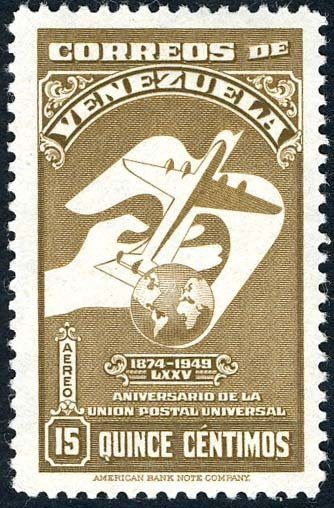
№ 556
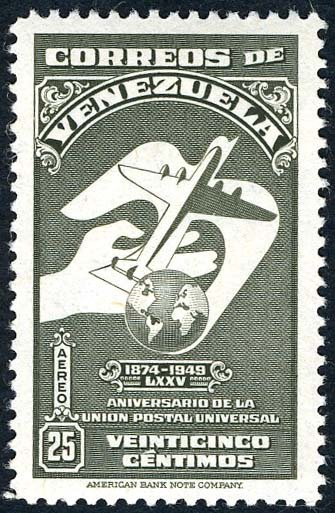
№ 557
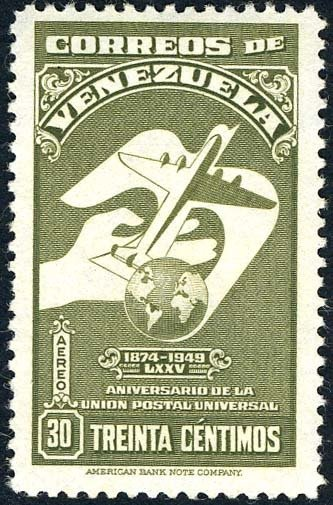
№ 558
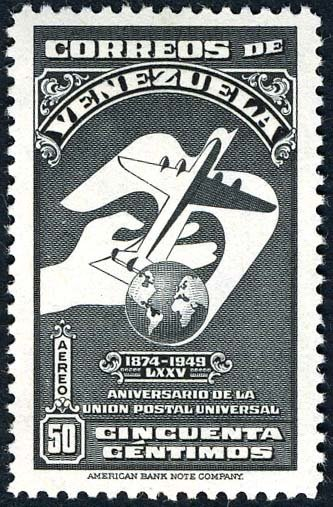
№ 559
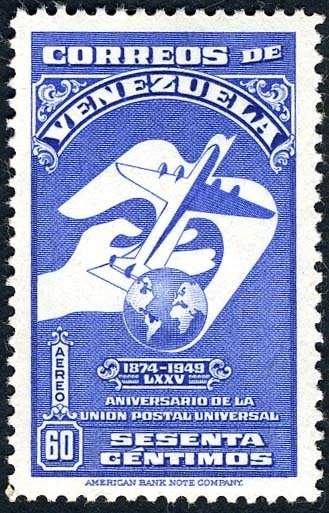
№ 560
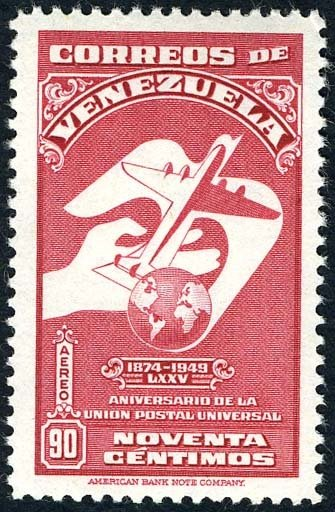
№ 561
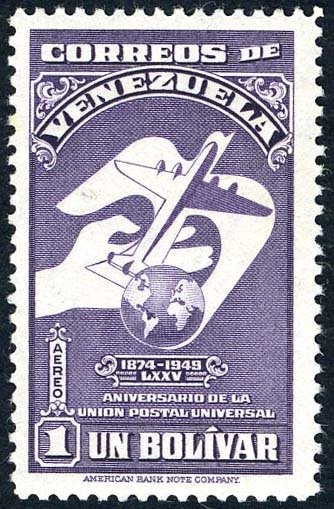
№ 562

### Виргинские Острова британские
Виргинские Острова британские выпустили серию из четырёх марок 10 октября 1949 года:
- марка Michel № 88 — Гермес, глобус и символический транспорт;
- марка Michel № 89 — два полушария Земли, самолёт и колёсный пароход;
- марка Michel № 90 — Гермес над глобусом;
- марка Michel № 91 — памятник ВПС, Берн, Швейцария.

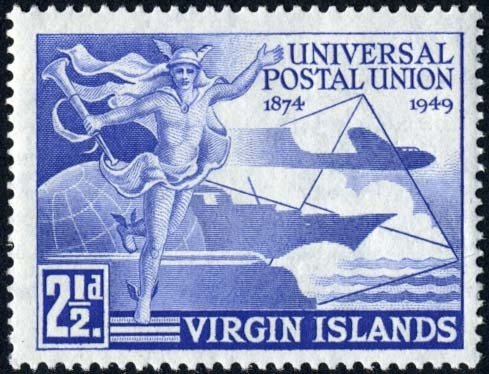
№ 88
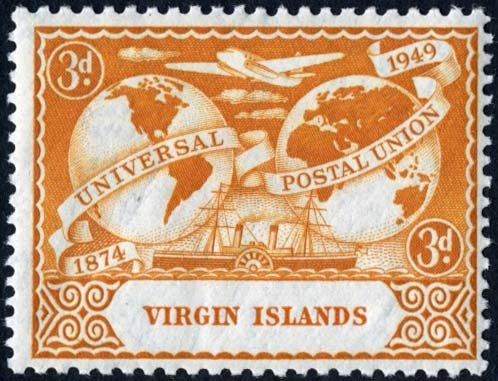
№ 89
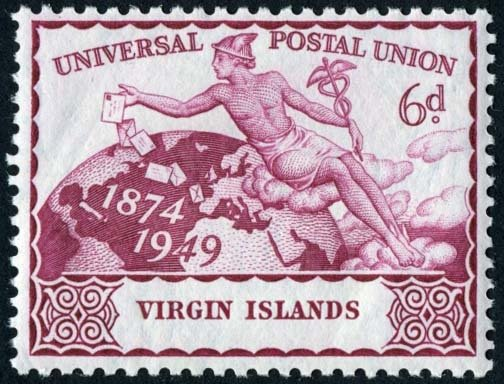
№ 90
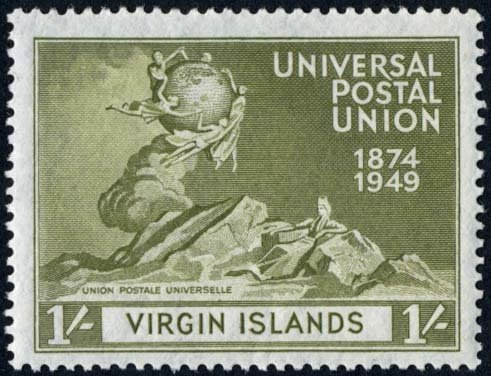
№ 91

### Гаити
Гаити выпустило серию из семи марок 4 октября 1950 года в виде надпечаток на других марках:
- марки Michel № 374—377 — надпечатки на марках Michel № Z15, Z11, Z9 и Z14 соответственно, на всех изображены Джордж Вашингтон, Жан-Жак Дессалин и Симон Боливар;
- марки Michel № 378—380 — надпечатки на марках Michel № 347, 350 и 352 соответственно, на которых изображён Франсуа Капуа[англ.] (1766—1806), офицер и политик.

### Гватемала
Гватемала выпустила одиночный почтовый блок в 1951 году. На блоке Michel № Block 6 размещены две марки:
- марка Michel № 526 повторяет марку Michel № 21 — птица Гватемальский квезал (лат. Pharomachrus mocinno);
- марка Michel № 527 повторяет марку Michel № 3 — государственный герб Гватемалы (1858—1871).

### Гондурас
Гондурас выпустил серию из шести марок и блока 26 февраля 1951 года в виде надпечаток на других марках и блоке:
- марки Michel № 462—467 — надпечатки на марках Michel № 435—440, на которых повторяется один и тот же рисунок: карта Гондураса; культурные ценности из города майя Копана (около 500—900 годов): слева — стела C[англ.], датируемая 782 годом; вверху — маркер стадиона для игры в мяч (общий вид); справа внизу — храм при стадионе для игры в мяч с иероглифической лестницей;
- почтовый блок Michel № Block 3 c четырьмя марками Michel № 468, A468, B468, C468 — надпечатки на марках Michel № 367—370, на которых изображены карта Америки и флаги Гондураса и США и, кроме того:

- на марке Michel № 367 — Франсиско Морасан;
- на марке Michel № 368 — Джордж Вашингтон;
- на марке Michel № 369 — Хосе Сесилио дель Валье;
- на марке Michel № 370 — Симон Боливар.

### Гондурас британский
Британский Гондурас выпустил серию из четырёх марок 10 октября 1949 года:
- марка Michel № 134 — Гермес, глобус и символический транспорт;
- марка Michel № 135 — два полушария Земли, самолёт и колёсный пароход;
- марка Michel № 136 — Гермес над глобусом;
- марка Michel № 137 — памятник ВПС, Берн, Швейцария.

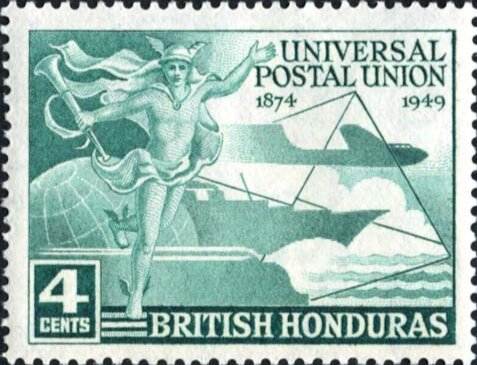
№ 134
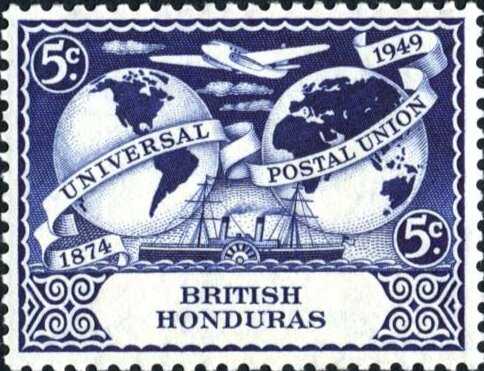
№ 135
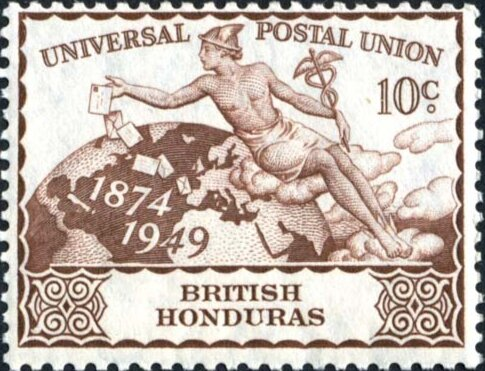
№ 136
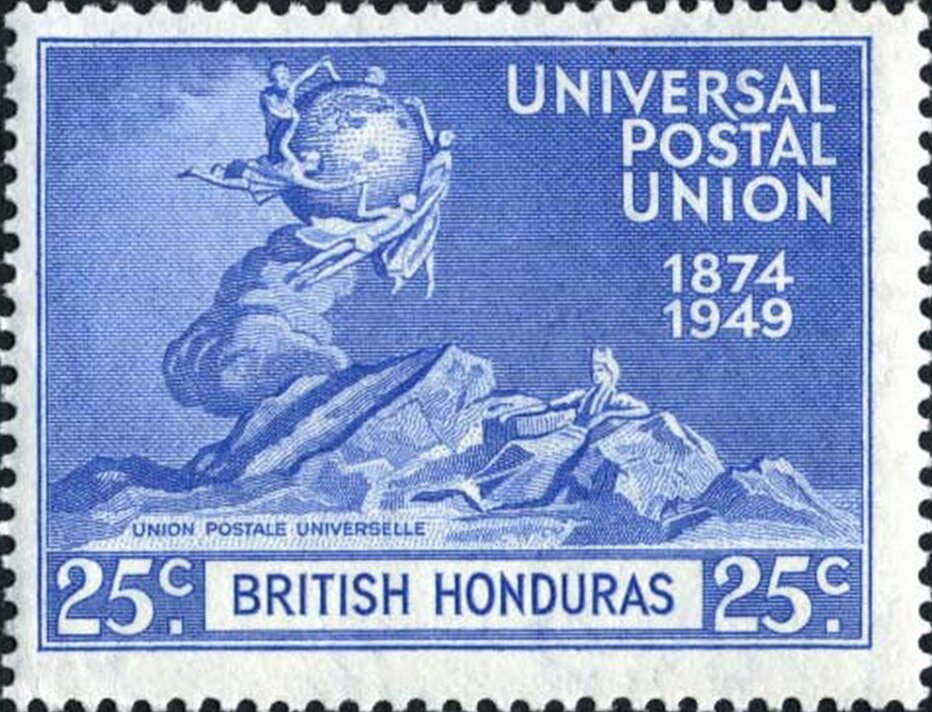
№ 137

### Гренада
Гренада выпустила серию из четырёх марок 10 октября 1949 года:
- марка Michel № 139 — Гермес, глобус и транспорт;
- марка Michel № 140 — два полушария Земли, самолёт и колёсный пароход;
- марка Michel № 141 — Гермес над глобусом;
- марка Michel № 142 — памятник ВПС, Берн, Швейцария.

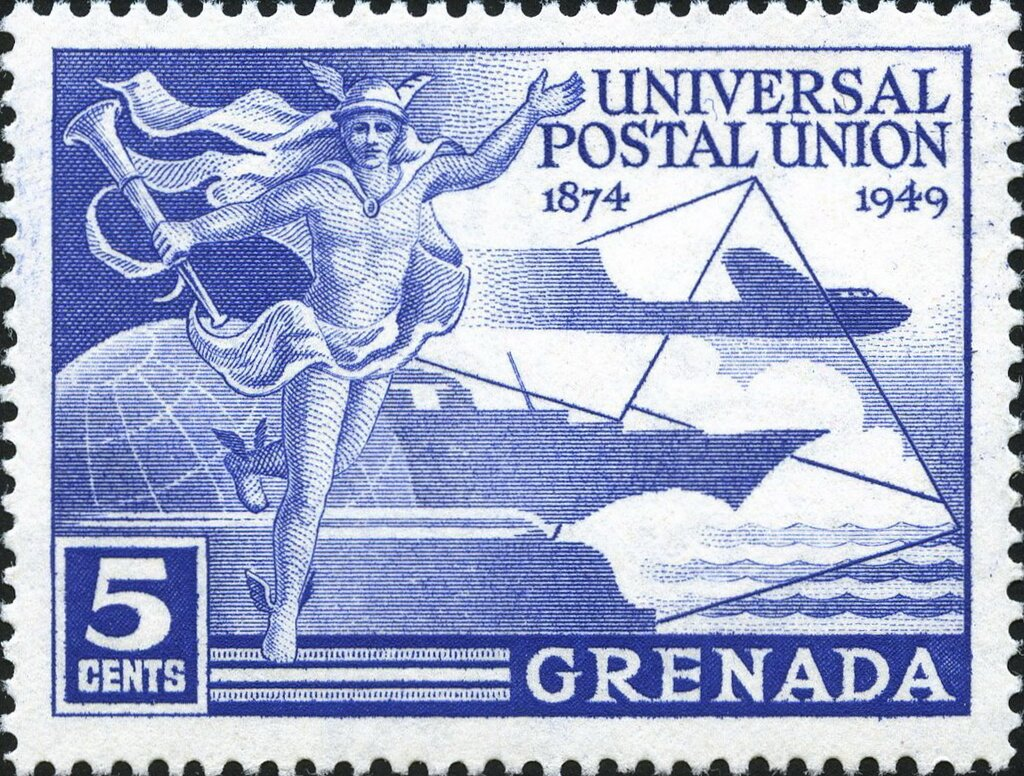
№ 139
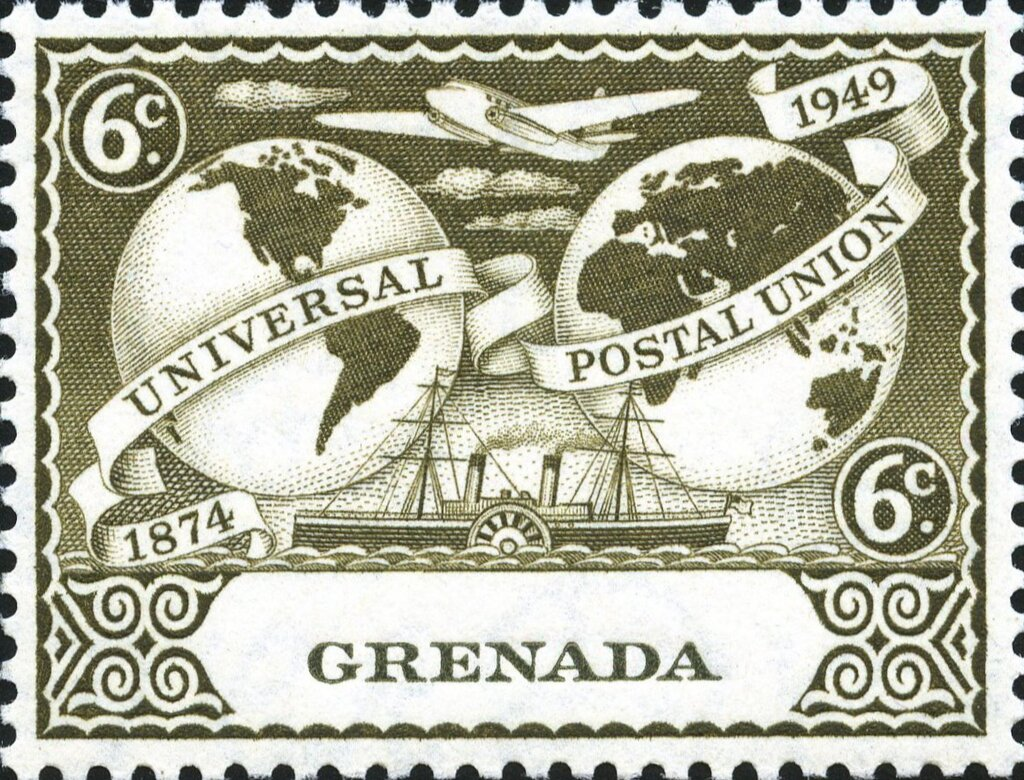
№ 140
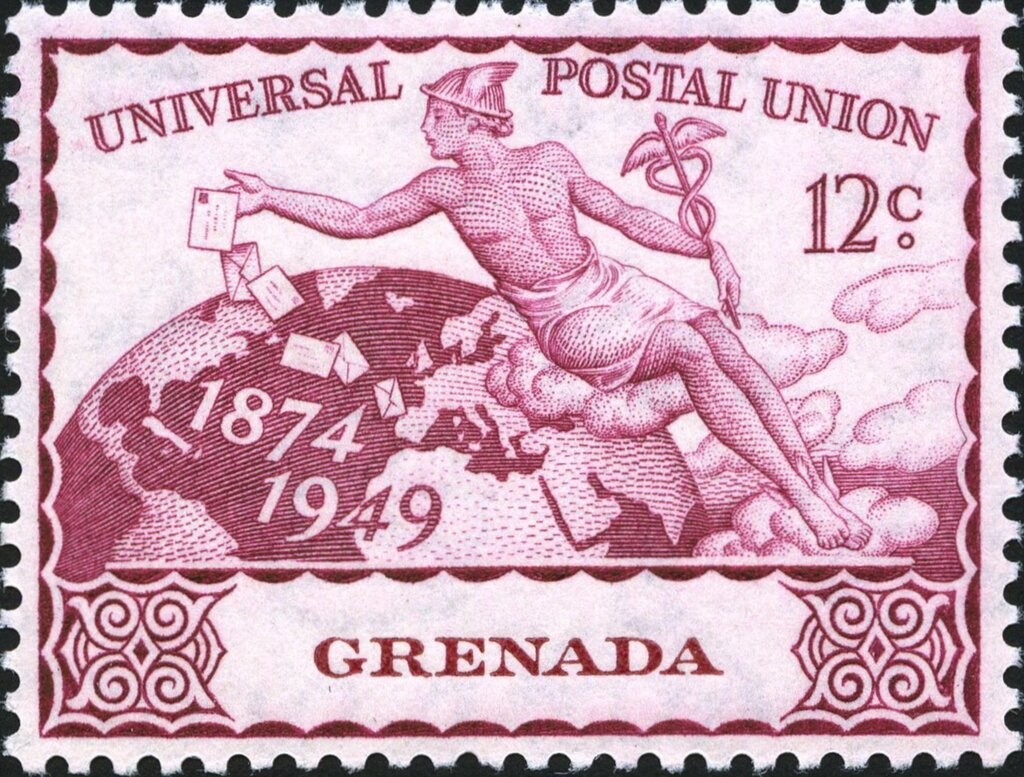
№ 141
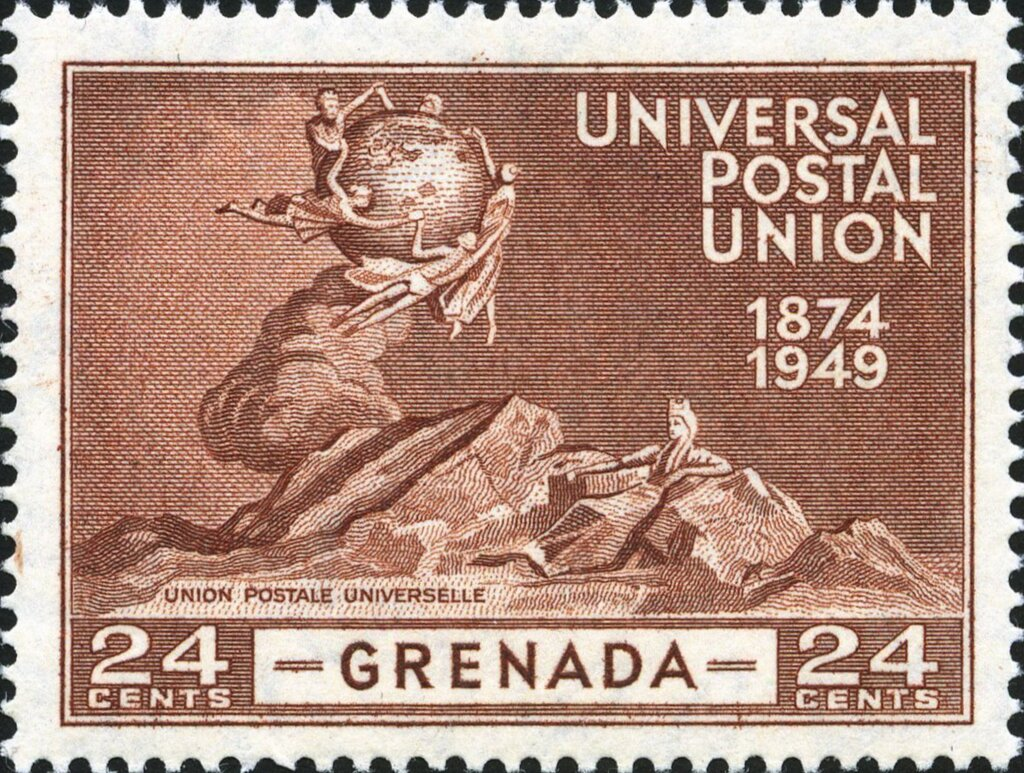
№ 142

### Доминика
Доминика выпустила серию из четырёх марок 10 октября 1949 года:
- марка Michel № 112 — Гермес, глобус и транспорт;
- марка Michel № 113 — два полушария Земли, самолёт и колёсный пароход;
- марка Michel № 114 — Гермес над глобусом;
- марка Michel № 115 — памятник ВПС, Берн, Швейцария.

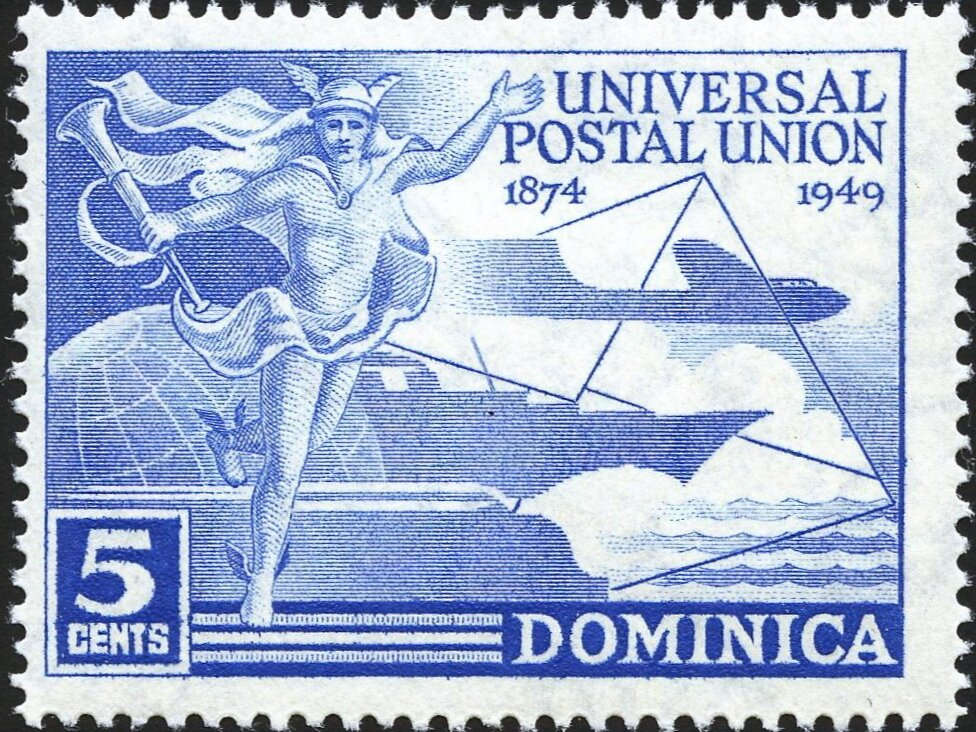
№ 112
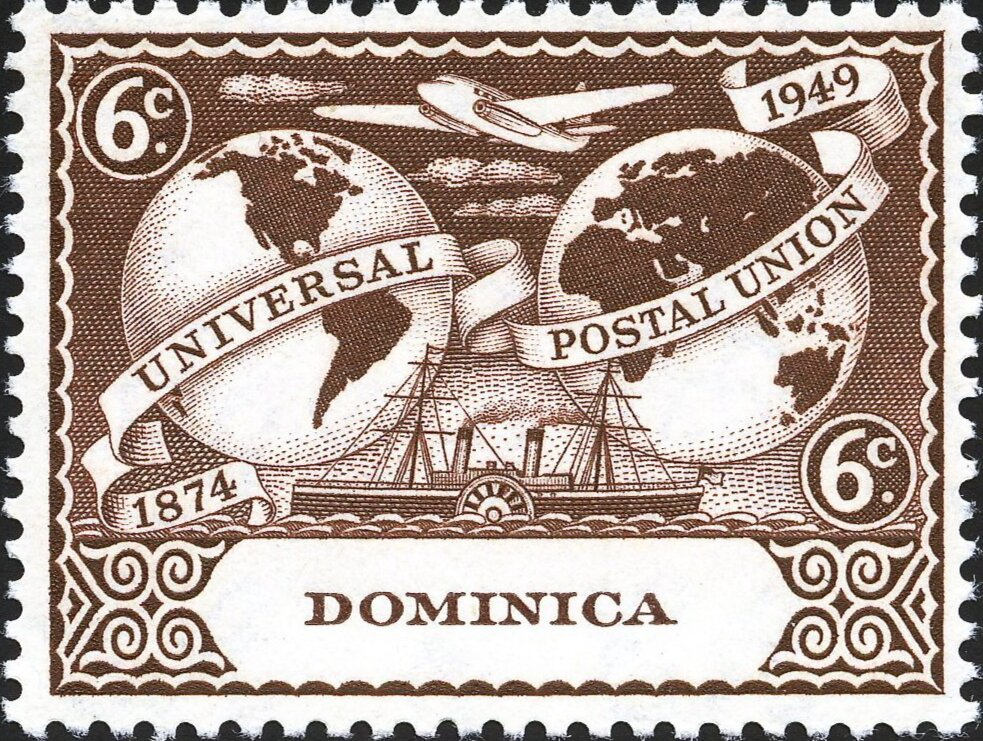
№ 113
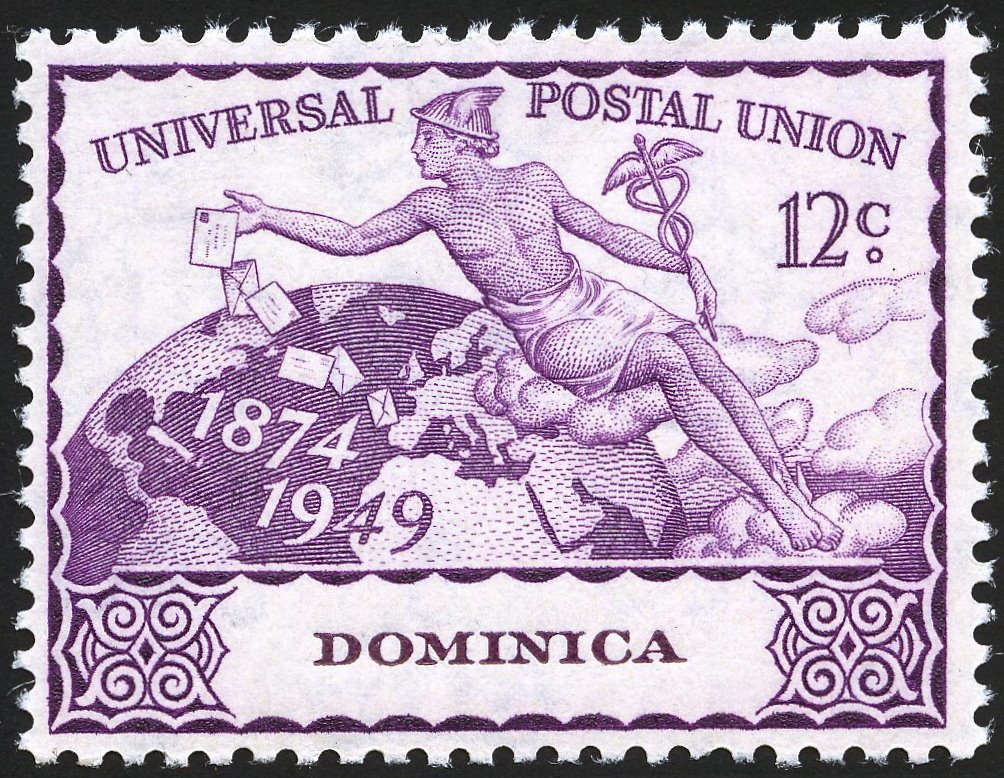
№ 114
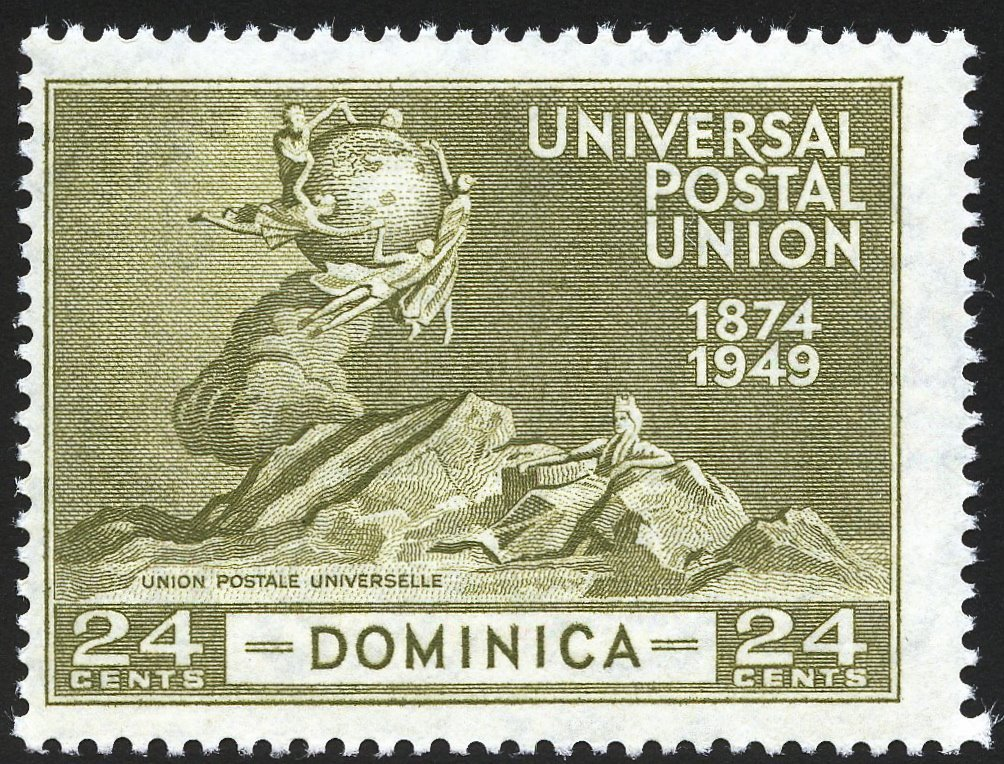
№ 115

### Доминиканская Республика
Доминиканская Республика выпустила серию из четырёх марок 15 сентября 1949 года одного рисунка, отличающихся цветом. На марках Michel № 495—498 изображены глобус и почтовый голубь.

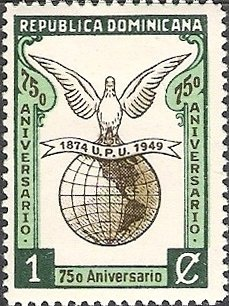
№ 495
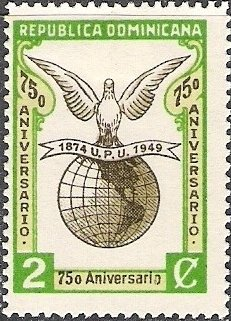
№ 496
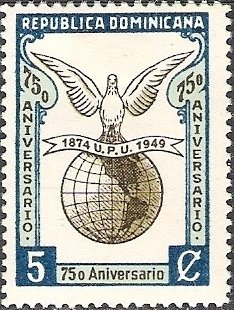
№ 497
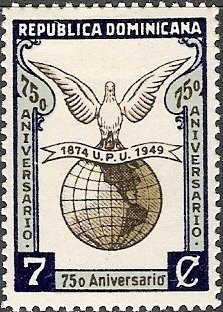
№ 498

### Каймановы Острова
Каймановы Острова выпустили серию из четырёх марок 10 октября 1949 года:
- марка Michel № 119 — Гермес, глобус и символический транспорт;
- марка Michel № 120 — два полушария Земли, самолёт и колёсный пароход;
- марка Michel № 121 — Гермес над глобусом;
- марка Michel № 122 — памятник ВПС, Берн, Швейцария.

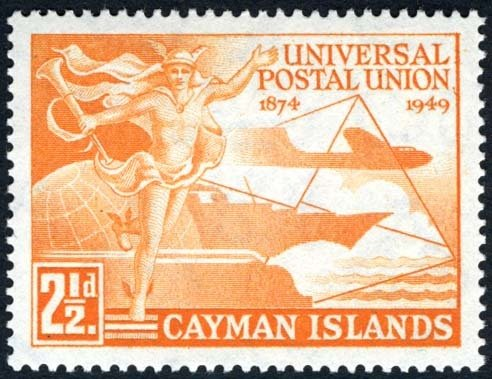
№ 119
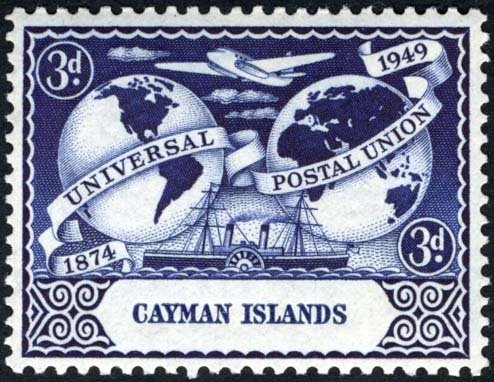
№ 120
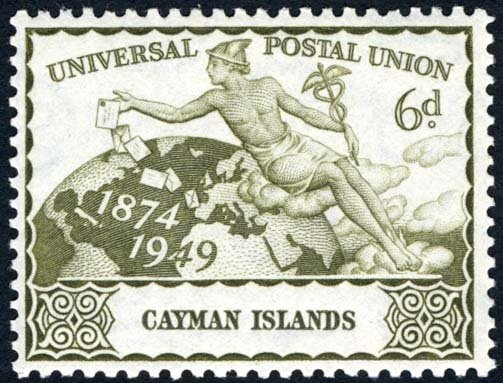
№ 121
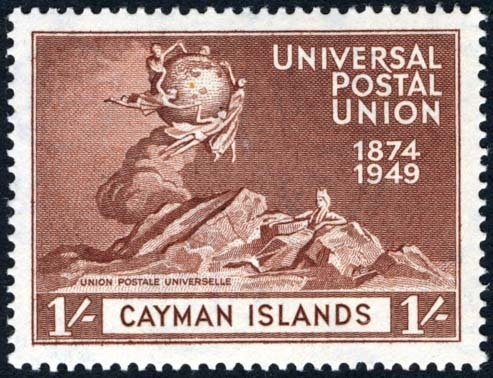
№ 122

### Колумбия
Колумбия выпустила серию из семи марок и двух блоков 22 августа 1950 года:
- марка Michel № 590 — орхидея дракула химера (лат. Dracula chimaera, Masdevallia chimaera);
- марка Michel № 591 — орхидея одонтоглоссум (лат. Odontoglossum crispum);
- марка Michel № 592 — орхидея каттлея Трианы (лат. Cattleya trianae);
- марка Michel № 593 — орхидея масдеваллия (лат. Masdevallia nycterina);
- марка Michel № 594 — орхидея Каттлея Доу (лат. Cattleya dowiana var. aurea);
- марка Michel № 595 — орхидея вексиллярия (лат. Miltoniopsis vexillaria);
- марка Michel № 596 — главпочтамт, Санто-Доминго;
- почтовый блок Michel № 597 Block 4 — Восточное полушарие;
- почтовый блок Michel № 598 Block 5 — Западное полушарие.

### Коста-Рика
Коста-Рика выпустила серию из трёх марок 11 января 1950 года. На марках Michel № 449—451 изображена символика Всемирного почтового союза, а также кофейная веточка.

### Куба
Куба выпустила серию из трёх марок 18 мая 1950 года в виде надпечаток на других марках:
- марка Michel № 255 — надпечатки на марке Michel № 226 со сборщиком табака;
- марка Michel № 256 — надпечатки на марке Michel № 227 с богиней Свободы, держащей флаг и сигары;
- марка Michel № 257 — надпечатки на марке Michel № 228 с сигарой и гербом.

### Мексика
Мексика выпустила серию из трёх марок 25 июня 1950 года:
- марка Michel № 1003 — «UPU» (1874—1949);
- марка Michel № 1004 — старая и новая доставка почты;
- марка Michel № 1005 — почтовая символика.

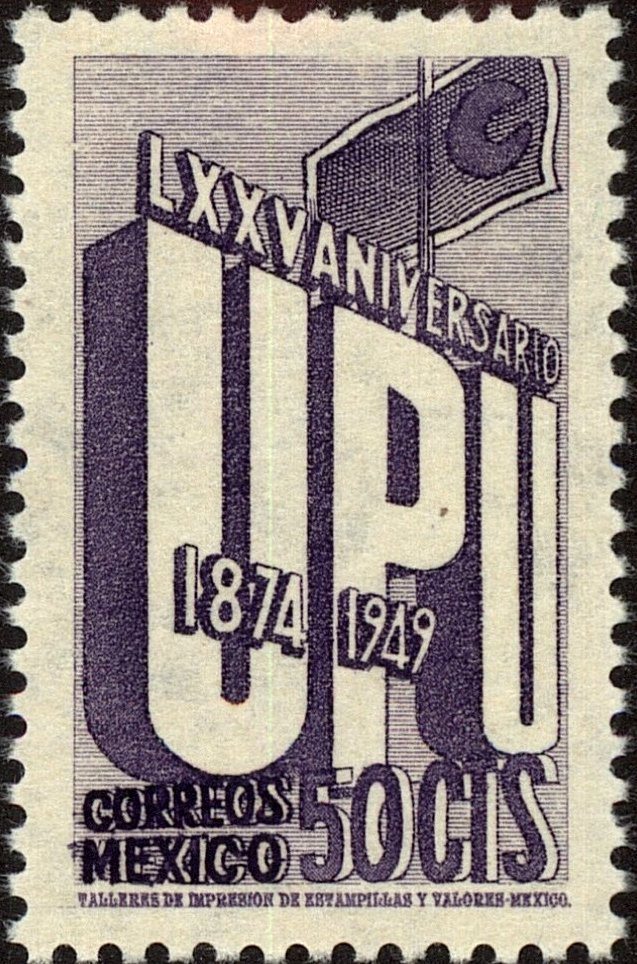
№ 1003
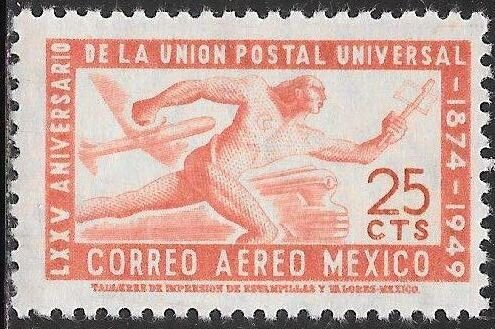
№ 1004
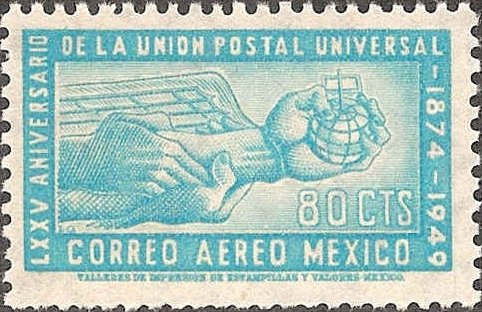
№ 1005

### Монтсеррат
Монтсеррат выпустил серию из четырёх марок 10 октября 1949 года:
- марка Michel № 109 — Гермес, глобус и символический транспорт;
- марка Michel № 110 — два полушария Земли, самолёт и колёсный пароход;
- марка Michel № 111 — Гермес над глобусом;
- марка Michel № 112 — памятник ВПС, Берн, Швейцария.

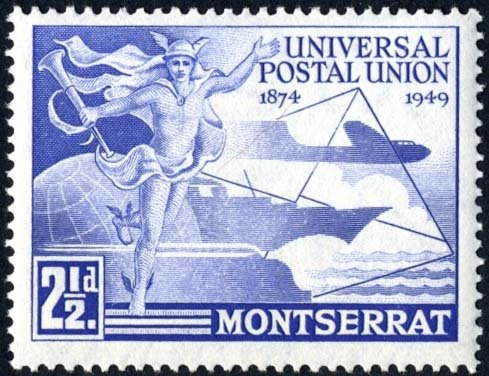
№ 109
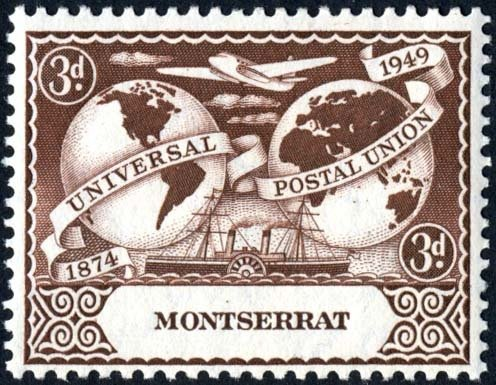
№ 110
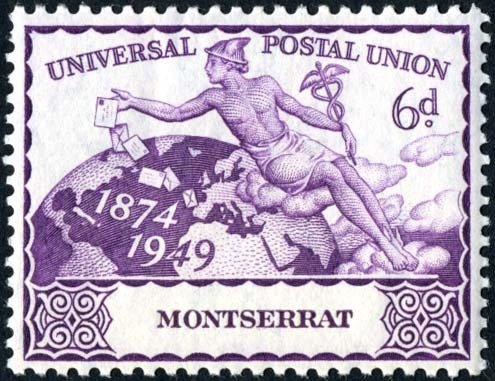
№ 111
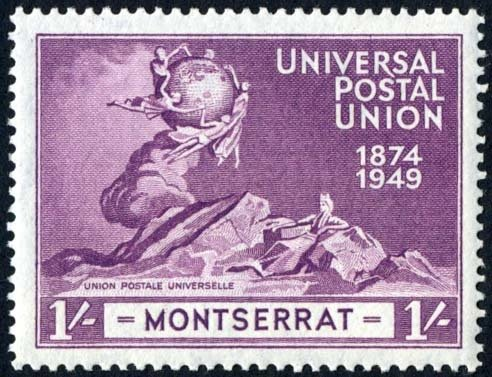
№ 112

### Никарагуа
Никарагуа выпустила серию из 12 марок и 12 блоков 23 ноября 1950 года:
- марка Michel № 1010 — Роуленд Хилл;
- марка Michel № 1011 — Генрих фон Стефан;
- марка Michel № 1012 — памятник ВПС, Берн, Швейцария;
- марка Michel № 1013 — медаль Всемирного почтового конгресса[англ.], аверс;
- марка Michel № 1014 — медаль Всемирного почтового конгресса, реверс;
- марка Michel № 1015 — Роуленд Хилл;
- марка Michel № 1016 — Генрих фон Стефан;
- марка Michel № 1017 — ратуша Äussere Stand[нем.] в Берне;
- марка Michel № 1018 — здание Международного бюро Всемирного почтового конгресса в Берне;
- марка Michel № 1019 — памятник ВПС, Берн, Швейцария;
- марка Michel № 1020 — медаль Всемирного почтового конгресса, аверс;
- марка Michel № 1021 — медаль Всемирного почтового конгресса, реверс;
- почтовые блоки Michel № Block 27—Block 38 — по четыре одинаковые марки соответственно Michel № 1010—1021.

### Панама
Панама выпустила серию из восьми марок 9 сентября 1949 года в виде надпечаток на других марках:
- марка Michel № 381 — надпечатка на марке Michel № 313: крестьянка;
- марка Michel № 382 — надпечатка на марке Michel № 315 II: упряжка волов с сахарным тростником;
- марка Michel № 383 — надпечатка на марке Michel № 318: Бальбоа выходит на берег Тихого океана;
- марка Michel № 384 — надпечатка на марке Michel № 325: меч-рыба (лат. Xiphias gladius);
- марка Michel № 385 — надпечатка на марке Michel № 300: карта Панамы;
- марка Michel № 386 — надпечатка на марке Michel № 328: Ворота славы, Портобело;
- марка Michel № 387 — надпечатка на марке Michel № 337: Алехандро Мелендес Г. (' 1857), педагог;
- марка Michel № 388 — надпечатка на марке Michel № 334: главное пожарное депо.

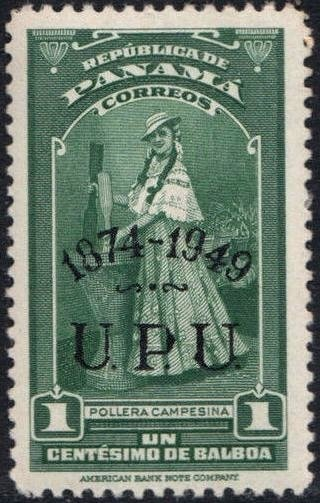
№ 381
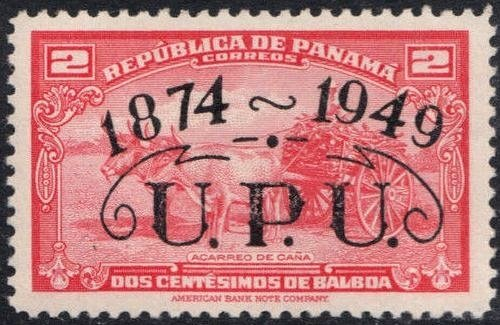
№ 382
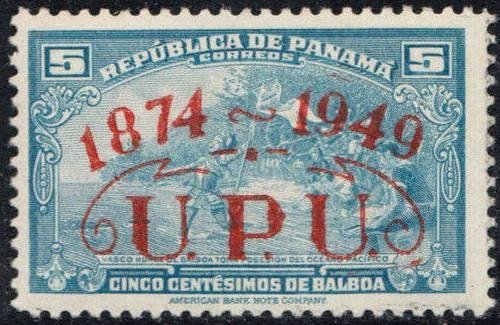
№ 383
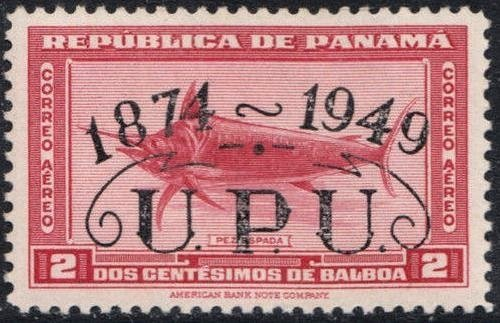
№ 384
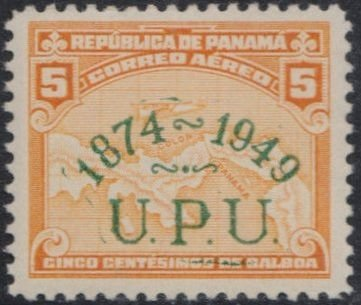
№ 385
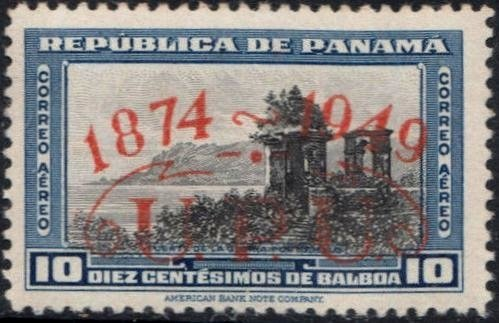
№ 386
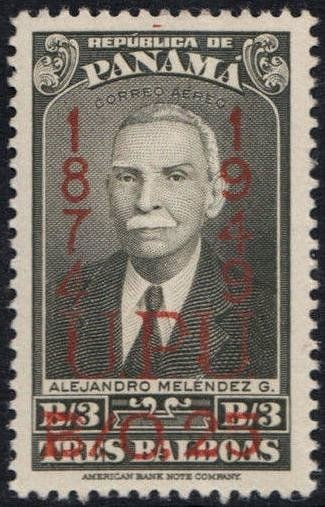
№ 387
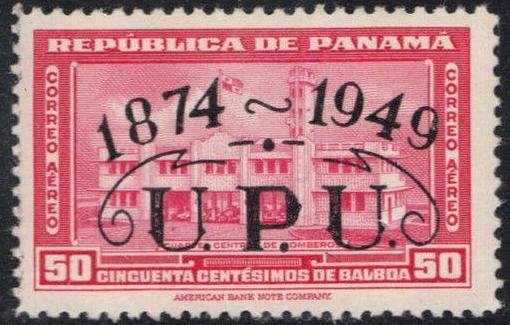
№ 388

### Парагвай
Парагвай выпустил серию из пяти марок 4 сентября 1950 года одного рисунка, отличающихся цветом. На марках Michel № 656—660 изображена символика Всемирного почтового союза.

### Перу
Перу выпустило серию из девяти марок 2 апреля 1951 года с надпечатками:
- марка Michel № 483 — парк Резерва[англ.], Лима;
- марка Michel № 484 — национальный флаг;
- марка Michel № 485 — туристический отель, Уанкайо;
- марка Michel № 486 — Кордильеры;
- марка Michel № 487 — туристический отель, Арекипа;
- марка Michel № 488 — угольный жёлоб и пирс, Чимботе;
- марка Michel № 489 — ратуша, Мирафлорес[исп.];
- марка Michel № 490 — задний фасад здания Конгресса;
- марка Michel № 491 — флаги Северной Америки и Южной Америки.

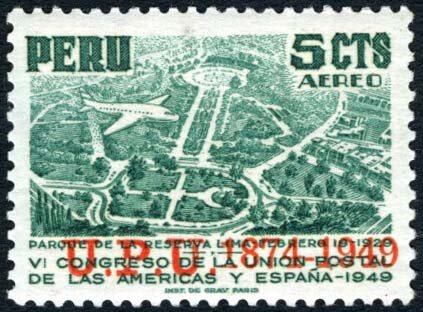
№ 483
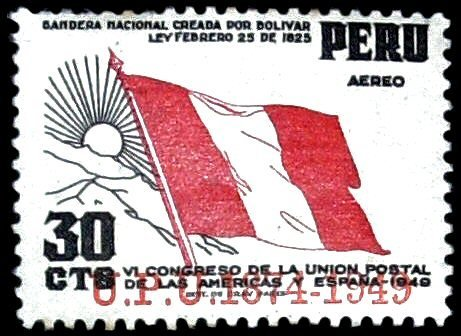
№ 484
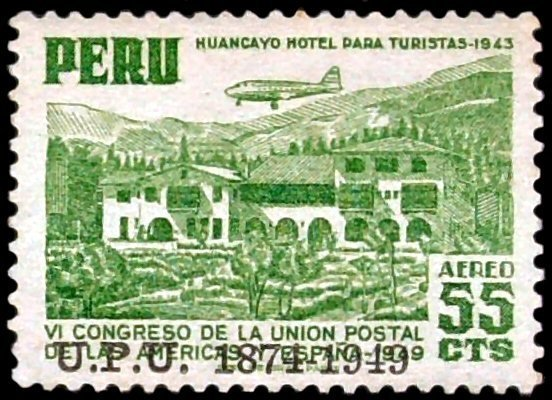
№ 485
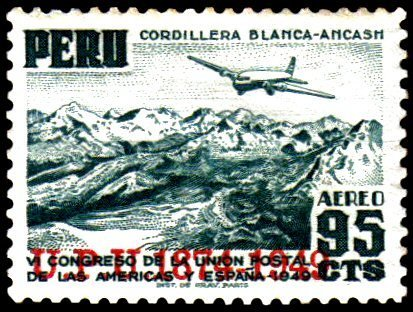
№ 486
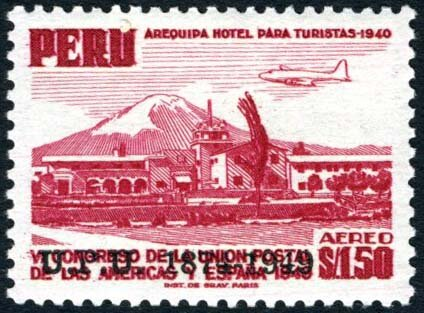
№ 487
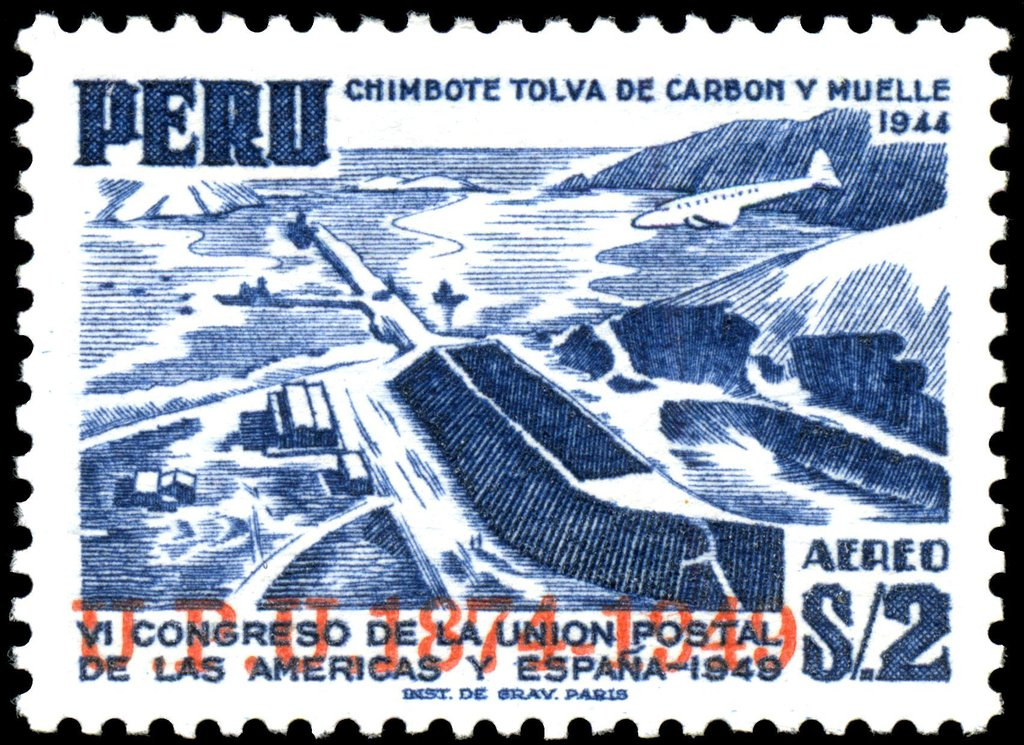
№ 488
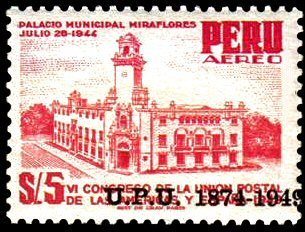
№ 489
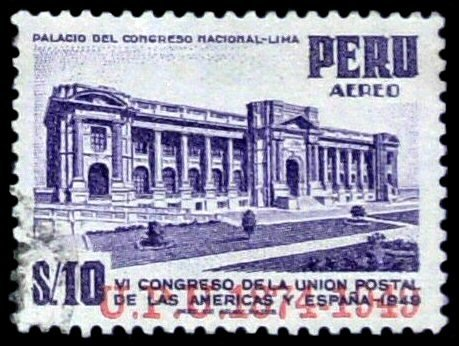
№ 490
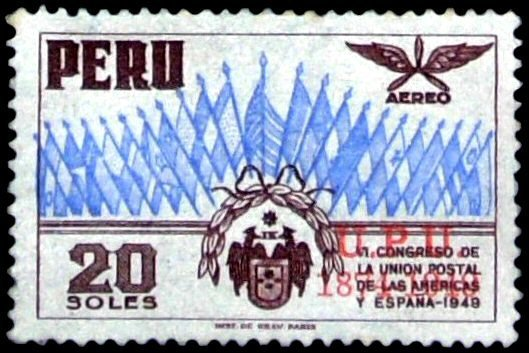
№ 491

### Сальвадор
Сальвадор выпустил серию из четырёх марок 9 октября 1949 года. На марках Michel № 656—659 изображены крылья, факел и почтовый конверт.

### Сен-Пьер и Микелон
Сен-Пьер и Микелон выпустили одиночную марку 4 июля 1949 года. На марке Michel № 371 изображены представители разных народов перед глобусом и самолёт Локхид «Констеллейшн».

### Сент-Винсент и Гренадины
Сент-Винсент и Гренадины выпустили серию из четырёх марок 10 октября 1949 года:
- марка Michel № 157 — Гермес, глобус и символический транспорт;
- марка Michel № 158 — два полушария Земли, самолёт и колёсный пароход;
- марка Michel № 159 — Гермес над глобусом;
- марка Michel № 160 — памятник ВПС, Берн, Швейцария.

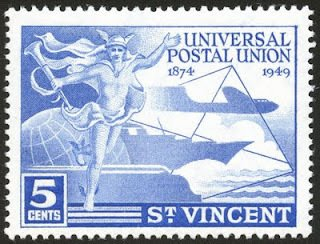
№ 157
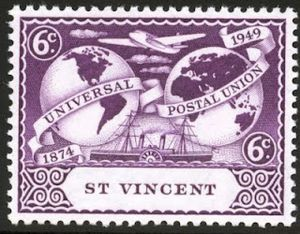
№ 158
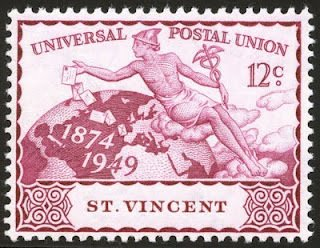
№ 159
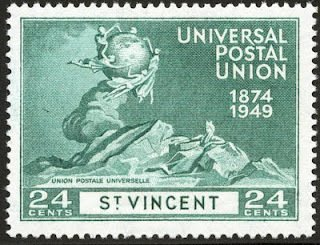
№ 160

### Сент-Китс и Невис
Сент-Китс и Невис выпустили серию из четырёх марок 10 октября 1949 года:
- марка Michel № 88 — Гермес, глобус и символический транспорт;
- марка Michel № 89 — два полушария Земли, самолёт и колёсный пароход;
- марка Michel № 90 — Гермес над глобусом;
- марка Michel № 91 — памятник ВПС, Берн, Швейцария.

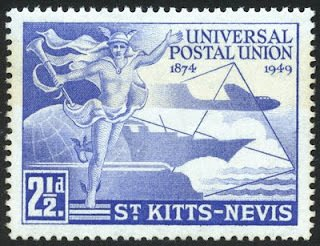
№ 88
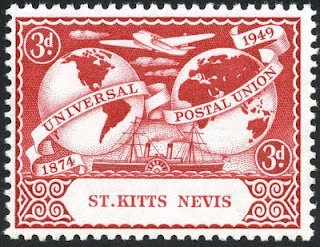
№ 89
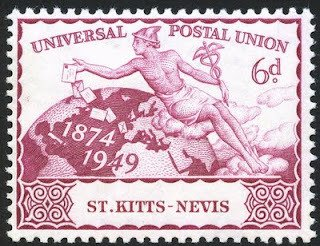
№ 90
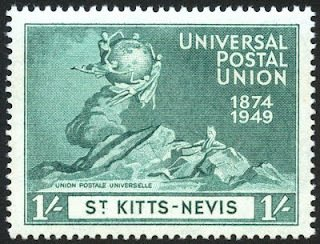
№ 91

### Сент-Люсия
Сент-Люсия выпустила серию из четырёх марок 10 октября 1949 года:
- марка Michel № 134 — Гермес, глобус и символический транспорт;
- марка Michel № 135 — два полушария Земли, самолёт и колёсный пароход;
- марка Michel № 136 — Гермес над глобусом;
- марка Michel № 137 — памятник ВПС, Берн, Швейцария.

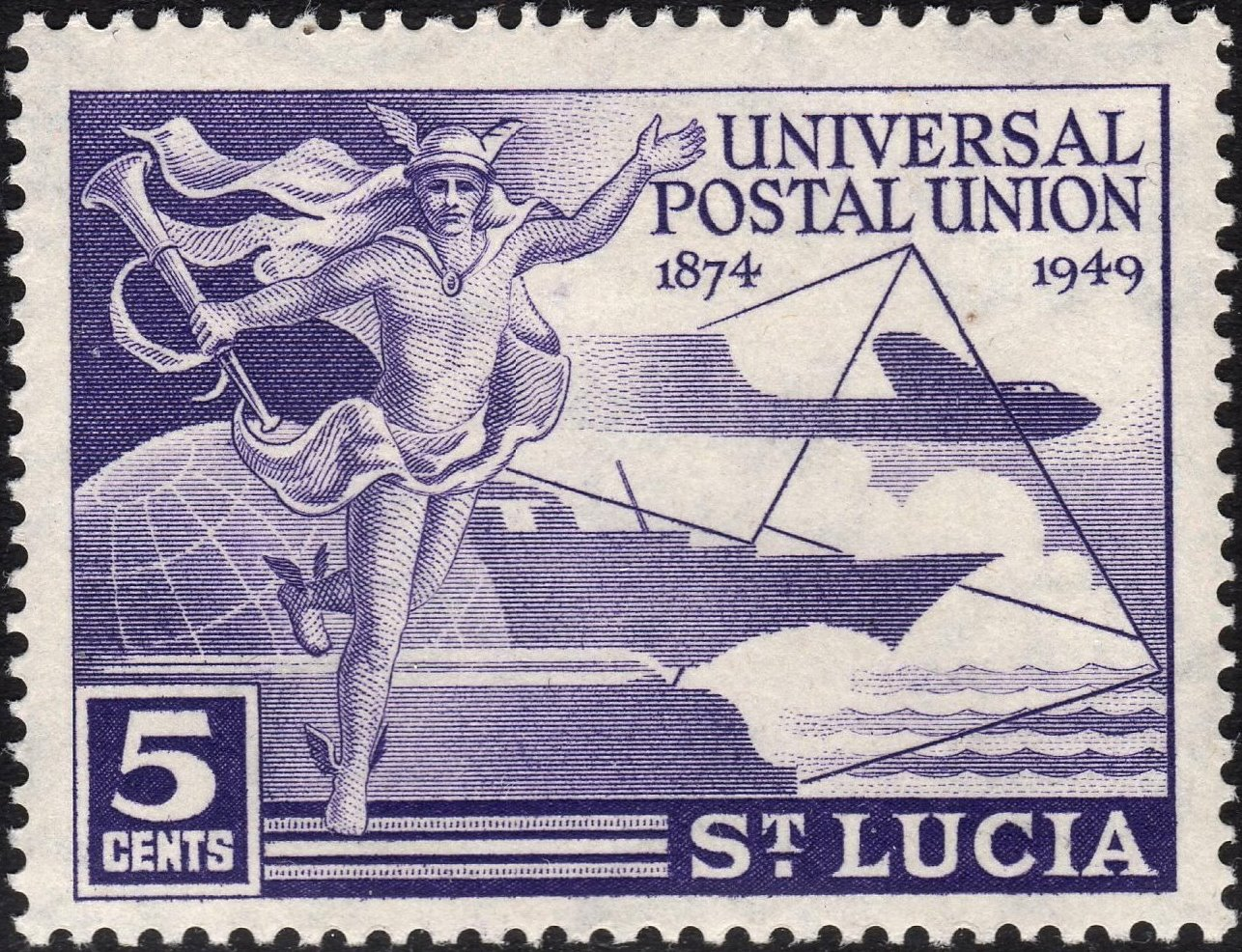
№ 134
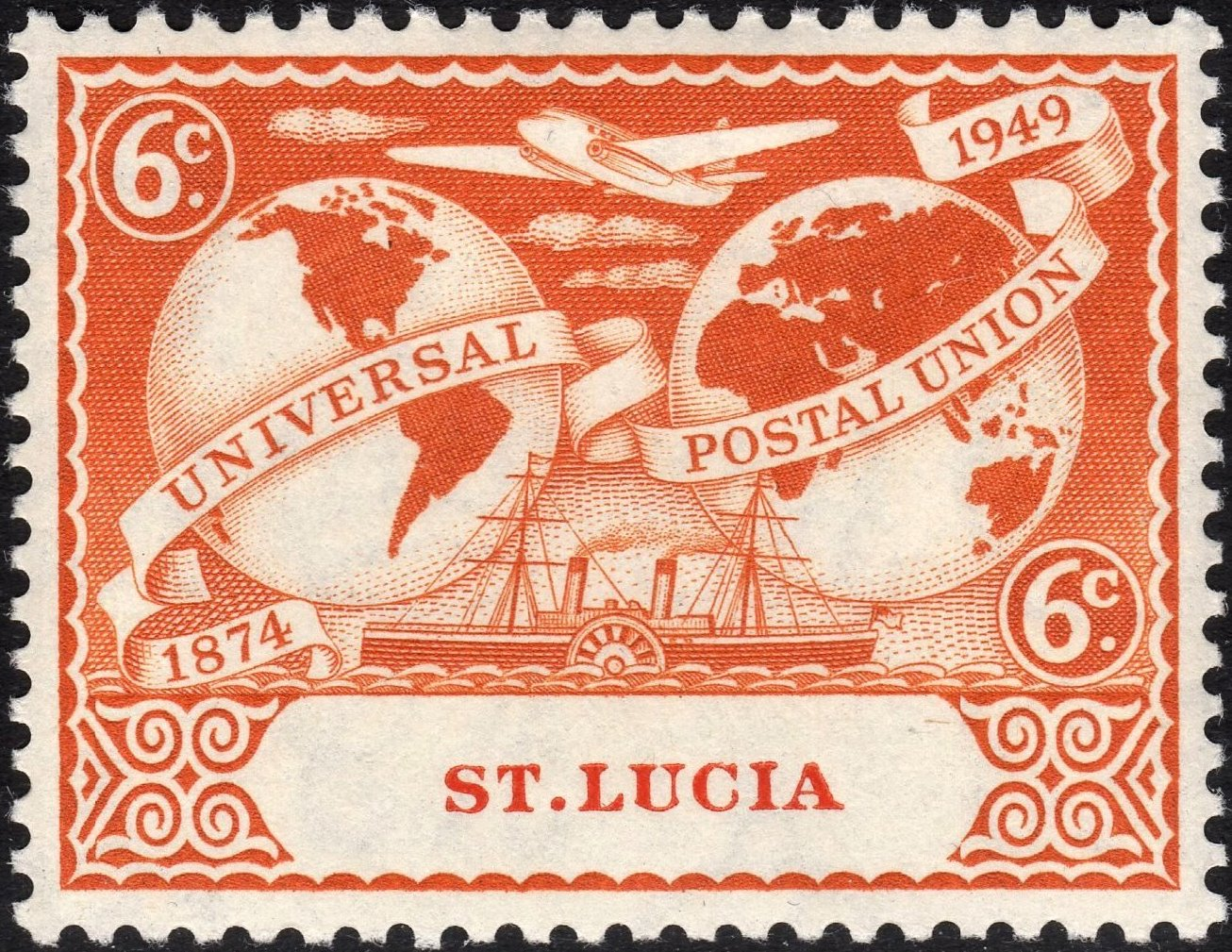
№ 135
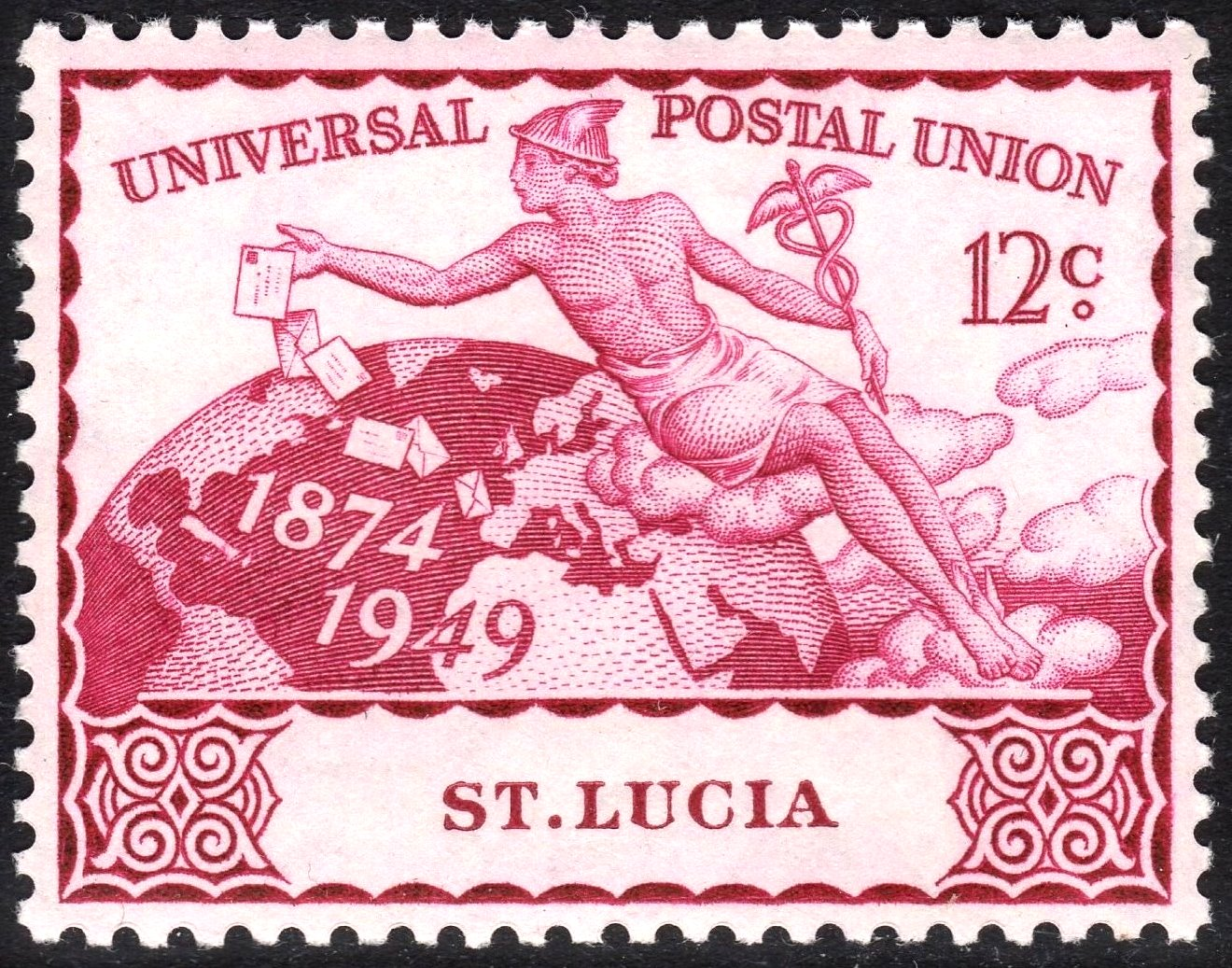
№ 136
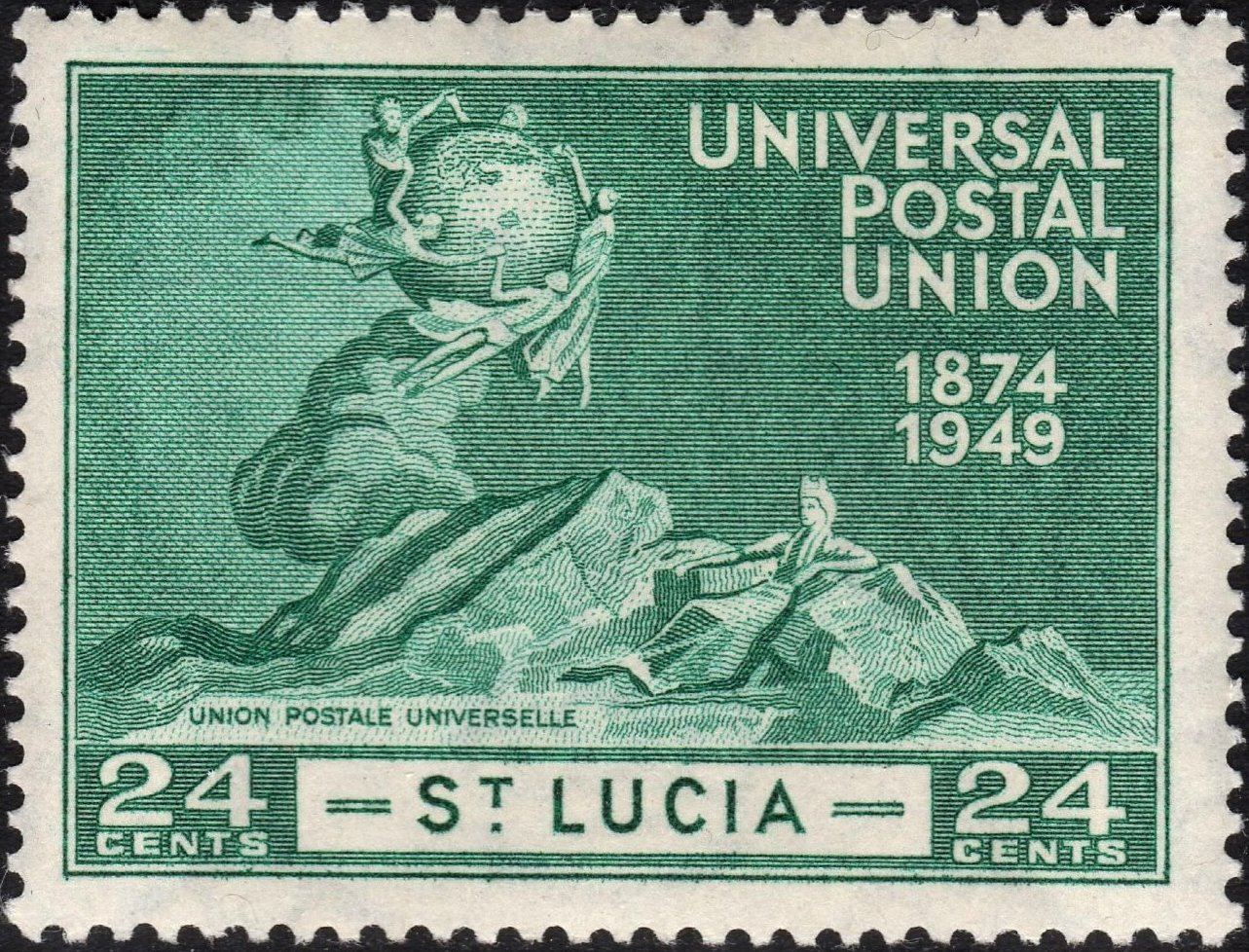
№ 137

### Соединённые Штаты Америки
Соединённые Штаты Америки выпустили в 1949 году серию из трёх марок:
- 18 ноября 1949 года марку Michel № 601 — главпочтамт в Вашингтоне, округ Колумбия. Эмблема Всемирного почтового союза;
- 7 октября 1949 года марку Michel № 602 — глобус и почтовые голуби;
- 30 ноября 1949 года марку Michel № 603 — глобус с авиалайнером Боинг-377 Стратокрузер.

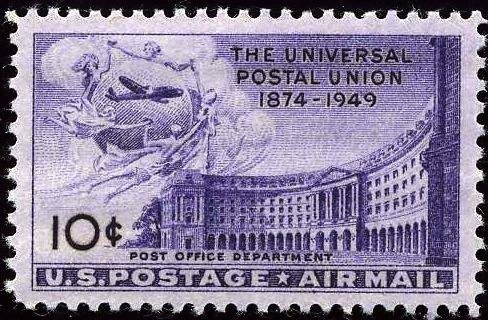
№ 601
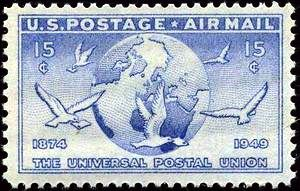
№ 602
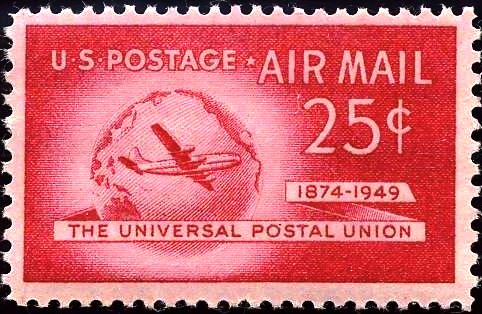
№ 603

### Суринам
Суринам выпустил серию из двух марок 1 октября 1949 года одного рисунка, отличающихся цветом. На марках Michel № 313—314 изображён глобус с почтовыми рожка́ми.

### Теркс и Кайкос
Теркс и Кайкос выпустили серию из четырёх марок 10 октября 1949 года:
- марка Michel № 143 — Гермес, глобус и символический транспорт;
- марка Michel № 144 — два полушария Земли, самолёт и колёсный пароход;
- марка Michel № 145 — Гермес над глобусом;
- марка Michel № 146 — памятник ВПС, Берн, Швейцария.

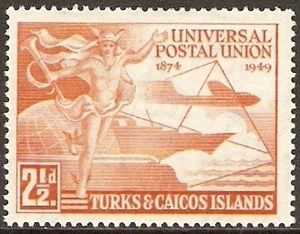
№ 143
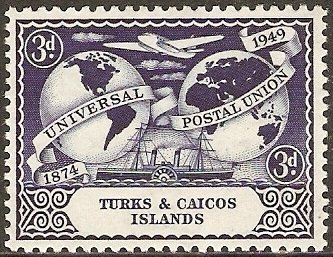
№ 144
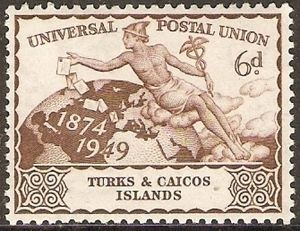
№ 145
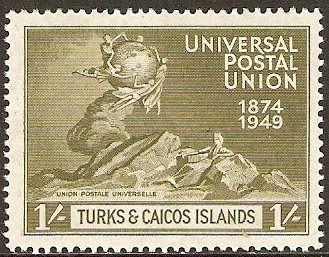
№ 146

### Тринидад и Тобаго
Тринидад и Тобаго выпустили серию из четырёх марок 10 октября 1949 года:
- марка Michel № 149 — Гермес, глобус и символический транспорт;
- марка Michel № 150 — два полушария Земли, самолёт и колёсный пароход;
- марка Michel № 151 — Гермес над глобусом;
- марка Michel № 152 — памятник ВПС, Берн, Швейцария.

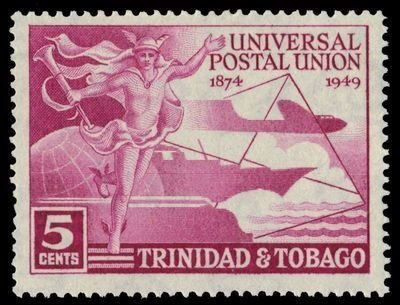
№ 149
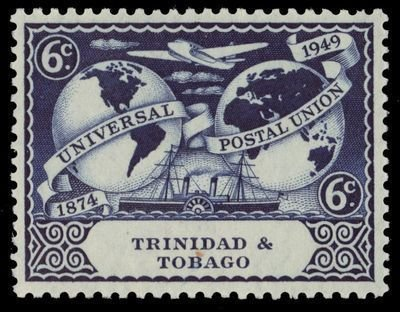
№ 150
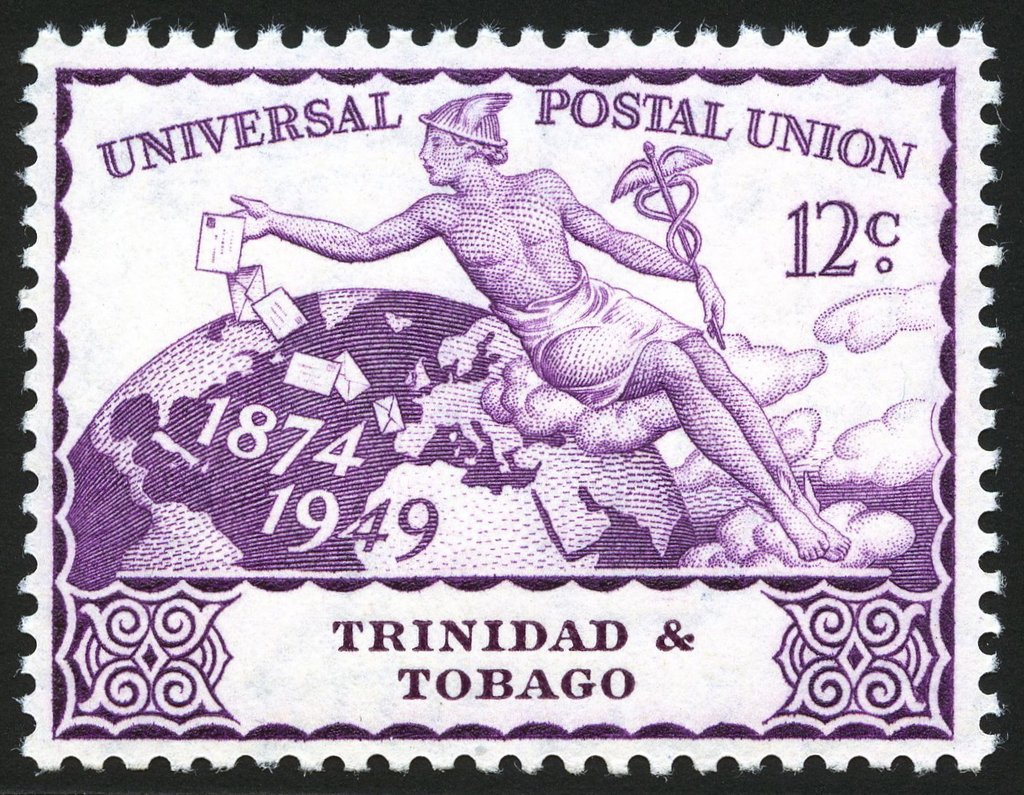
№ 151
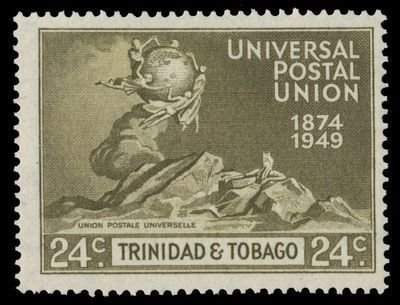
№ 152

### Уругвай
Уругвай выпустил серию из трёх марок 9 октября 1952 года одного рисунка, отличающихся цветом. На марках Michel № 769—771 изображены самолёт и старый почтовый дилижанс.

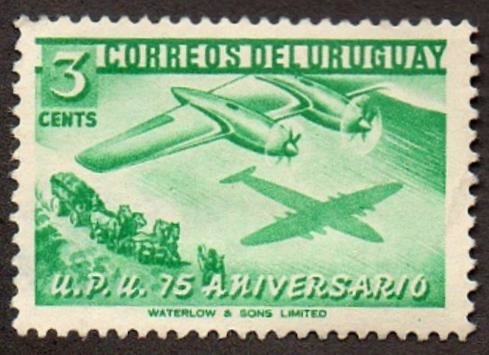
№ 769
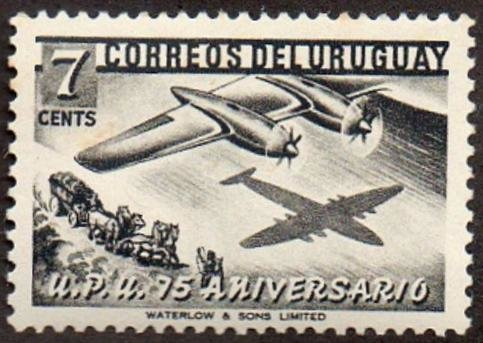
№ 770
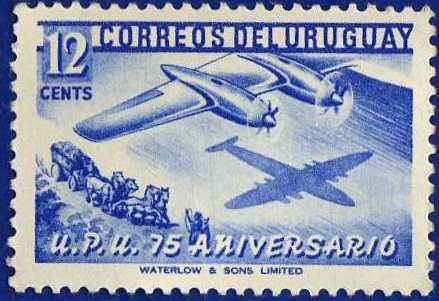
№ 771

### Чили
Чили выпустило серию из четырёх марок 24 января 1950 года:
- марки Michel № 444—445 — Генрих фон Стефан (1831—1897), соучредитель Всемирного почтового союза;
- марки Michel № 446—447 — глобус.

### Эквадор
Эквадор выпустил серию из семи марок 11 октября 1949 года в виде надпечаток на других марках:
- марки Michel № 725—727 — надпечатки на марке Michel № 750 с озером Сан-Пабло;
- марки Michel № 728—731 — надпечатки на марке Michel № 541 с Президентским дворцом, резиденцией правительства, Кито.

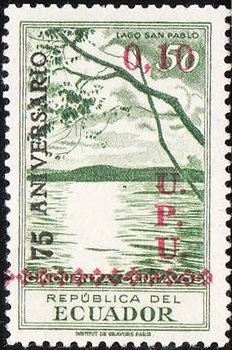
№ 725
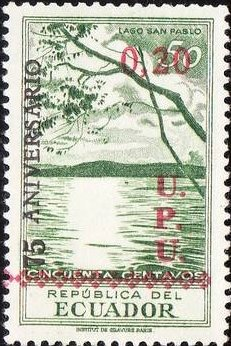
№ 726
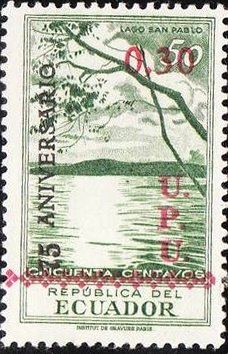
№ 727
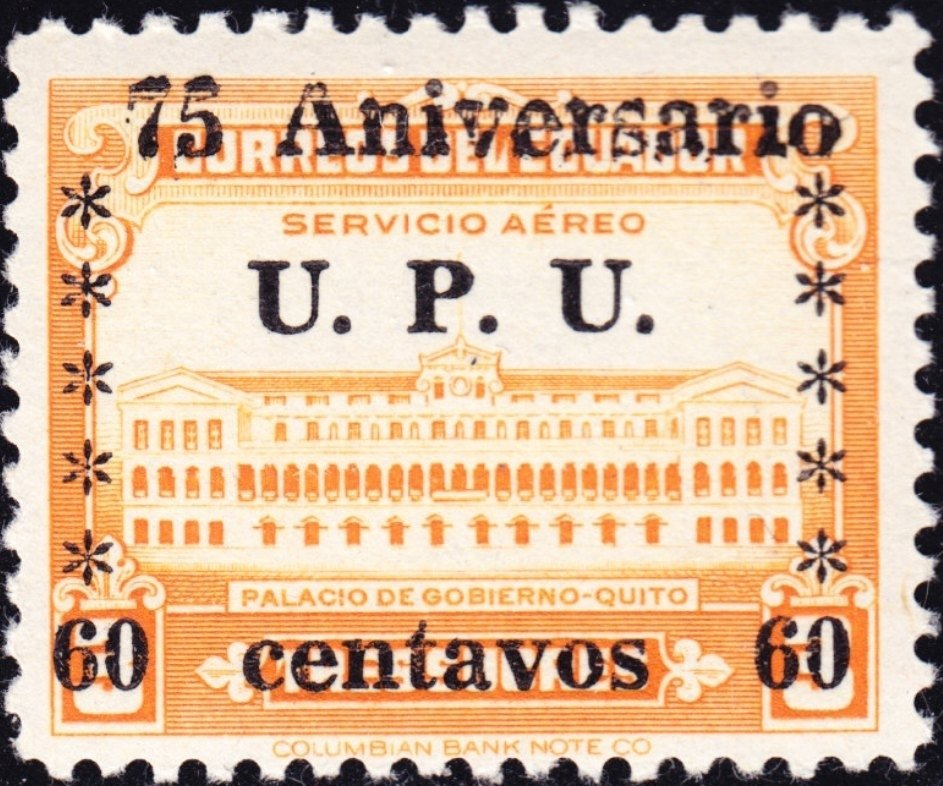
№ 728
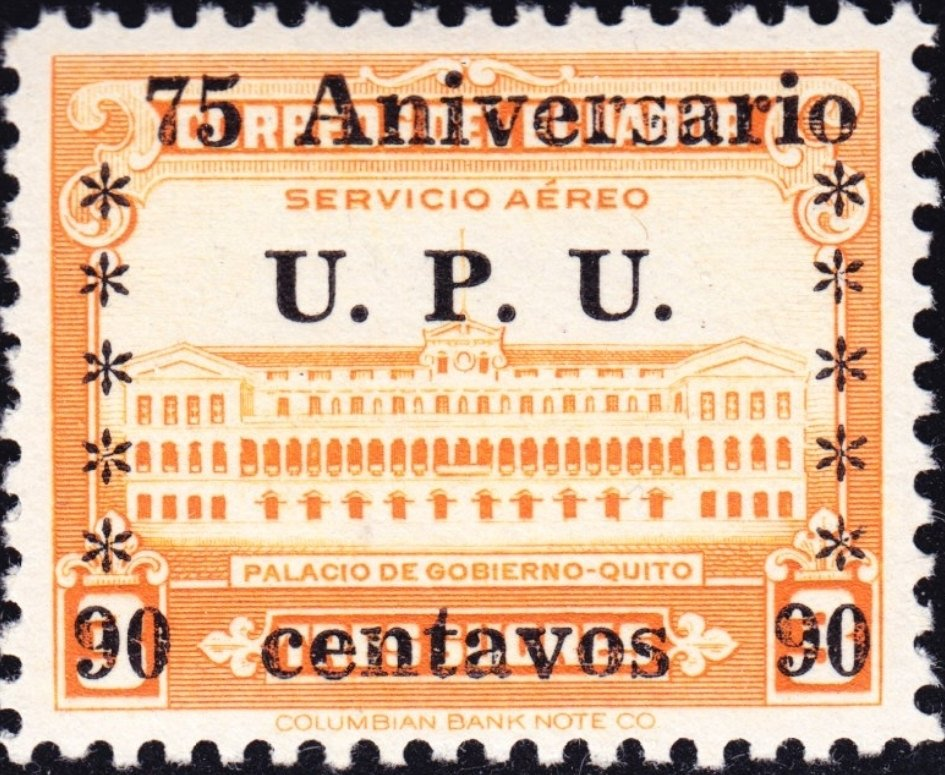
№ 729
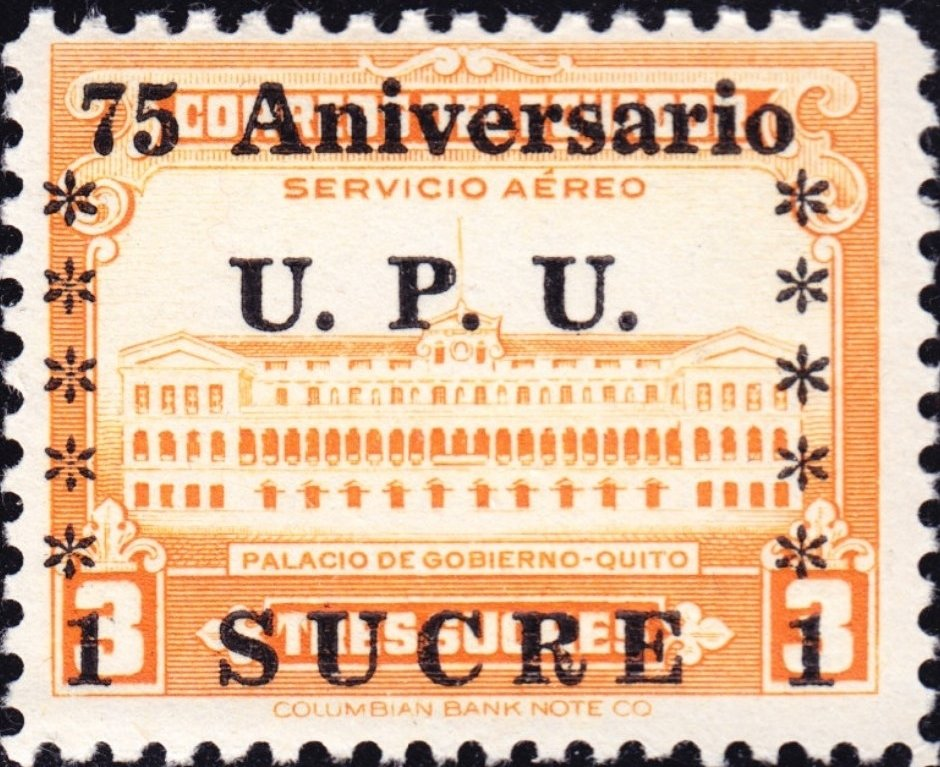
№ 730
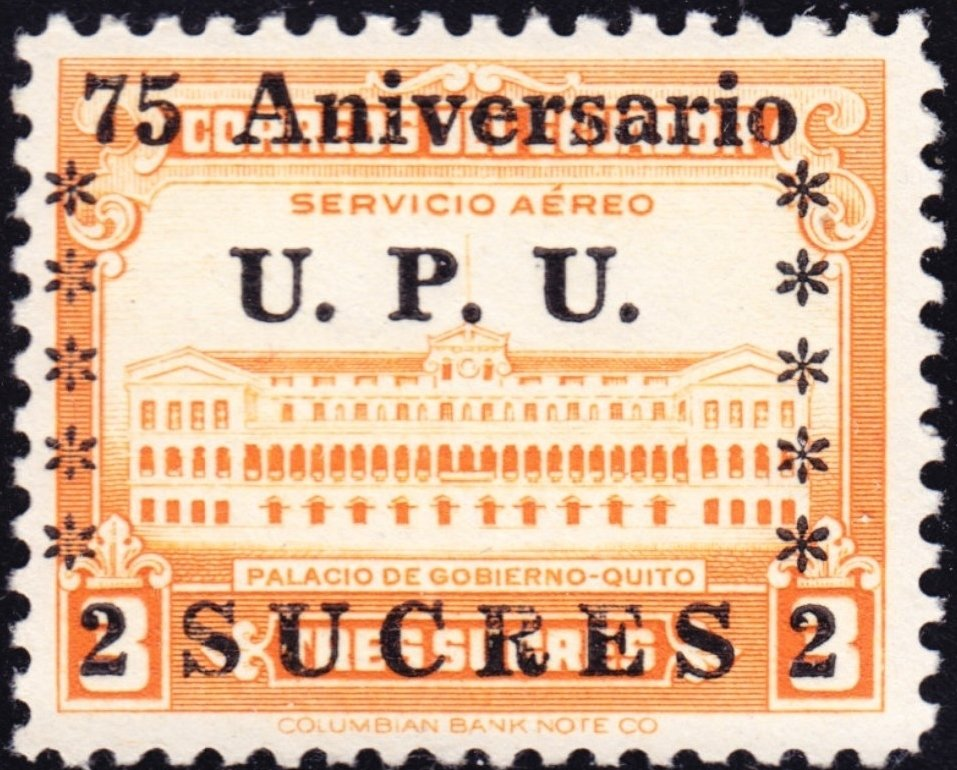
№ 731

### Ямайка
Ямайка выпустила серию из четырёх марок 10 октября 1949 года:
- марка Michel № 147 — Гермес, глобус и символический транспорт;
- марка Michel № 148 — два полушария Земли, самолёт и колёсный пароход;
- марка Michel № 149 — Гермес над глобусом;
- марка Michel № 150 — памятник ВПС, Берн, Швейцария.

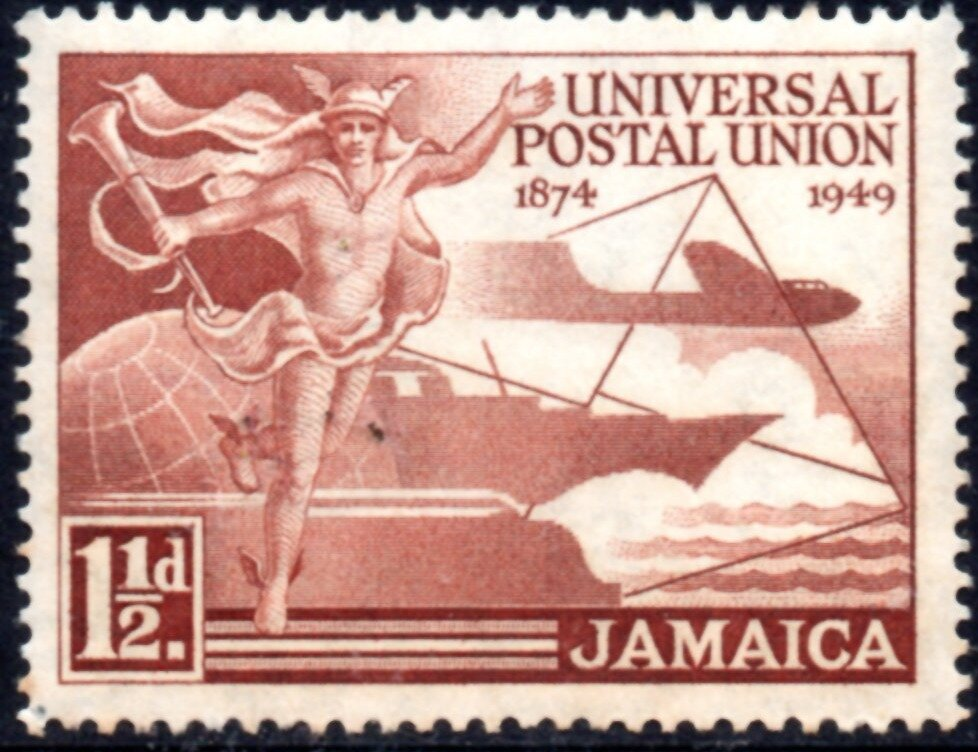
№ 147
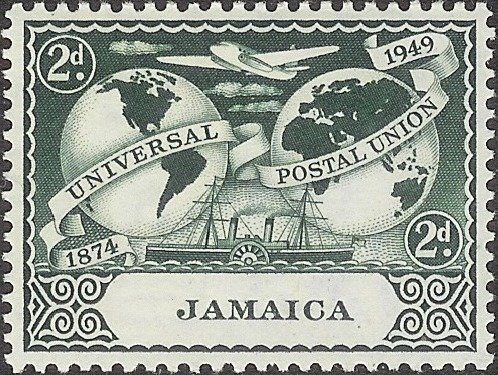
№ 148
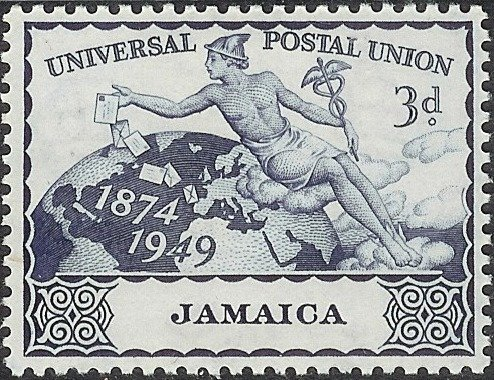
№ 149
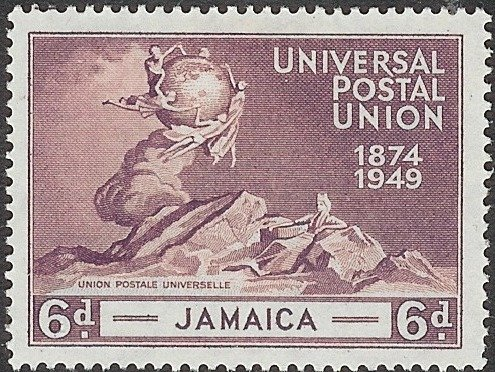
№ 150

## Африка
Всего 42 страны.

### Алжир
Алжир выпустил серию из трёх марок 24 октября 1949 года одного рисунка, отличающихся цветом. На марках Michel № 283—285 изображены представители разных народов.

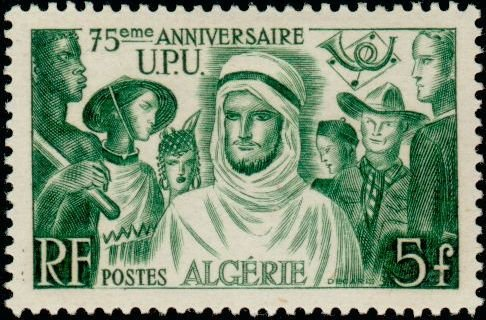
№ 283
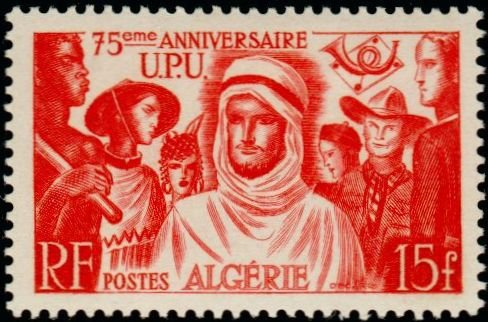
№ 284
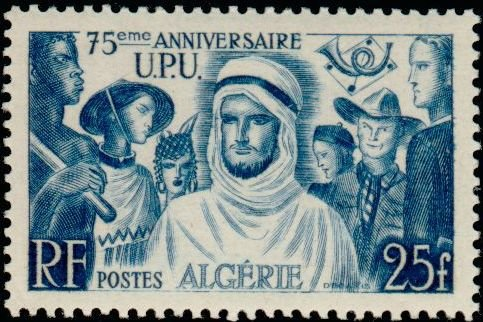
№ 285

### Ангола
Ангола выпустила одиночную марку в октябре 1949 года. На марке Michel № 333 изображена символика Всемирного почтового союза.

### Басутоленд
Басутоленд выпустил серию из четырёх марок 10 октября 1949 года:
- марка Michel № 41 — Гермес, глобус, самолёт, корабль, железная дорога;
- марка Michel № 42 — два полушария Земли, самолёт, пароход;
- марка Michel № 43 — Гермес, глобус;
- марка Michel № 44 — памятник ВПС, Берн, Швейцария.

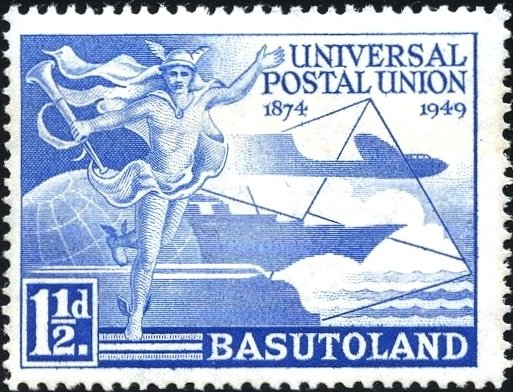
№ 41
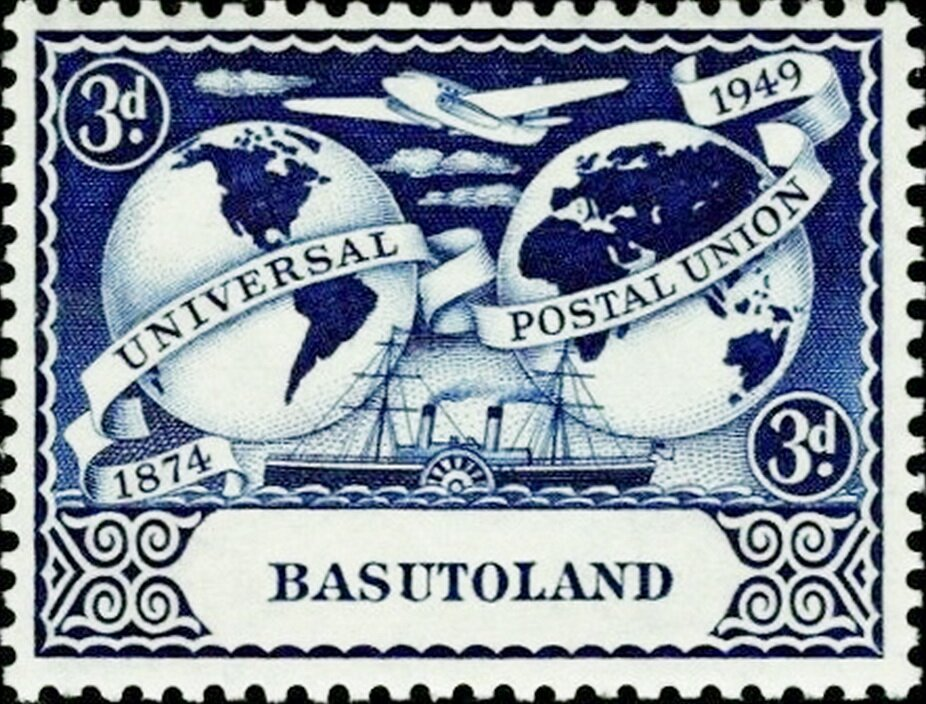
№ 42
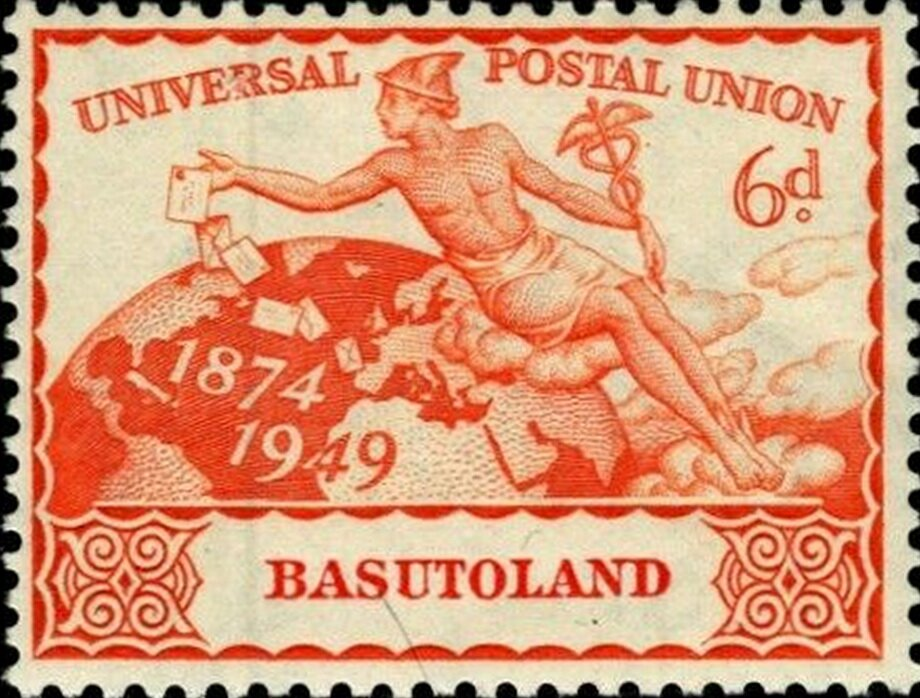
№ 43
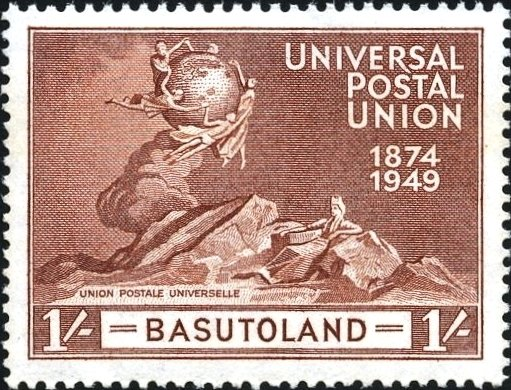
№ 44

### Бечуаналенд
Бечуаналенд выпустил серию из четырёх марок 10 октября 1949 года:
- марка Michel № 124 — Гермес, глобус, самолёт, корабль, железная дорога;
- марка Michel № 125 — два полушария Земли, самолёт, пароход;
- марка Michel № 126 — Гермес, глобус;
- марка Michel № 127 — памятник ВПС, Берн, Швейцария.

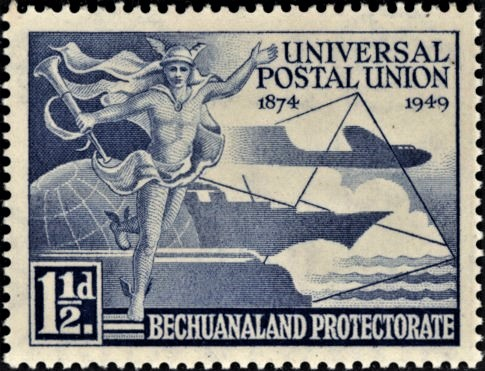
№ 124
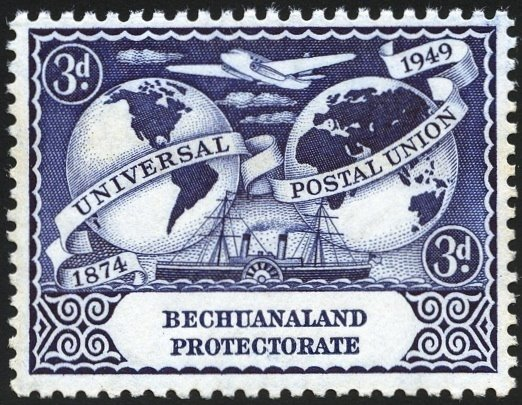
№ 125
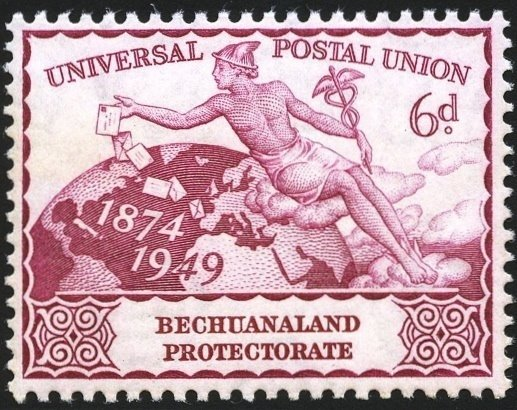
№ 126
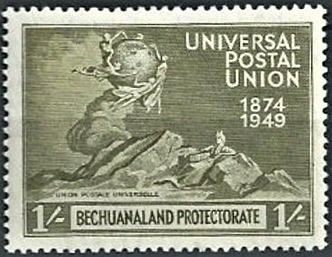
№ 127

### Вознесения остров
Остров Вознесения выпустил серию из четырёх марок 10 октября 1949 года:
- марка Michel № 57 — Гермес, глобус, самолёт, корабль, железная дорога;
- марка Michel № 58 — два полушария Земли, самолёт, пароход;
- марка Michel № 59 — Гермес, глобус;
- марка Michel № 60 — памятник ВПС, Берн, Швейцария.

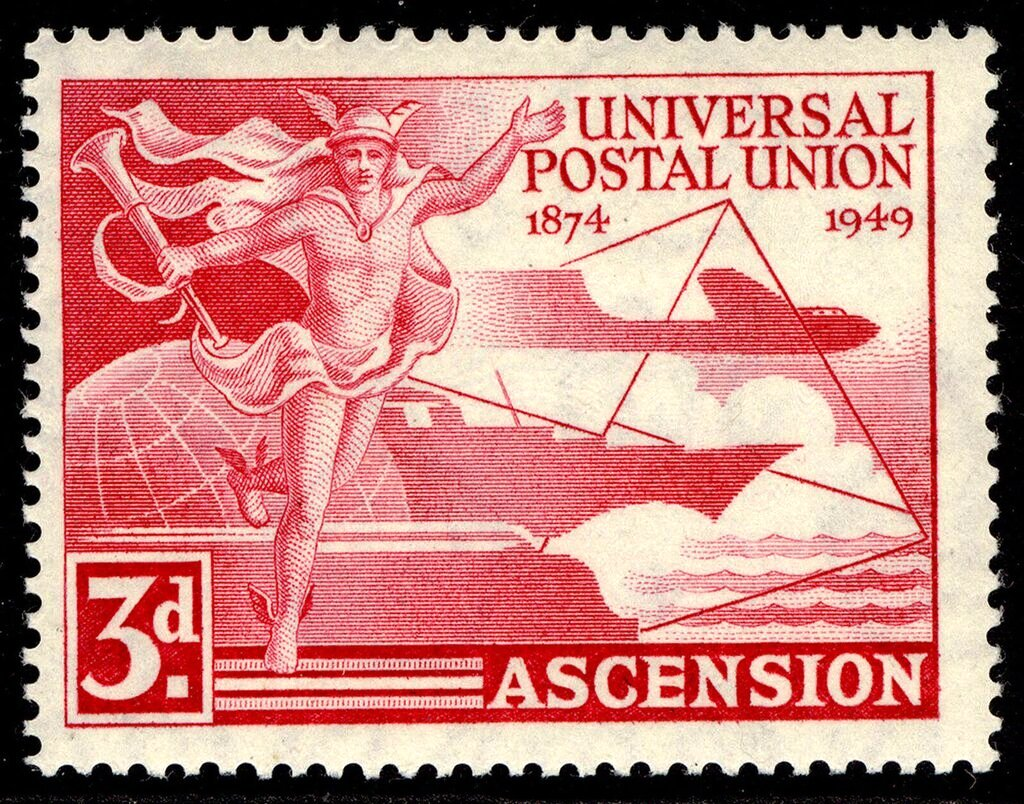
№ 57
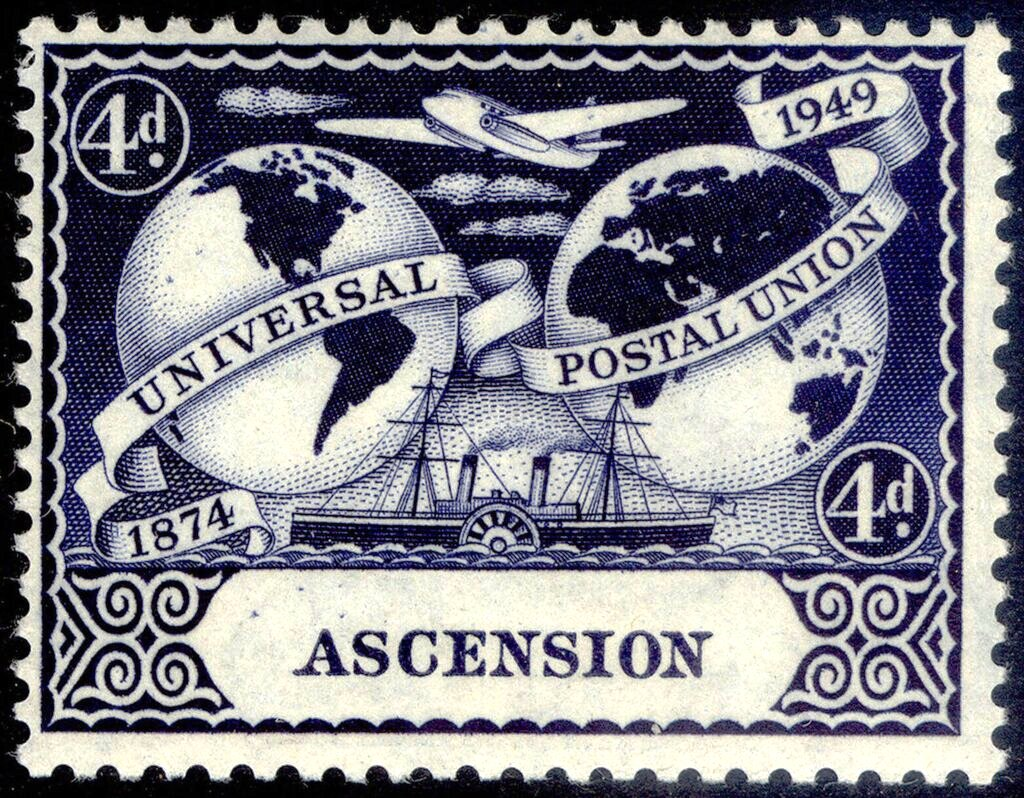
№ 58
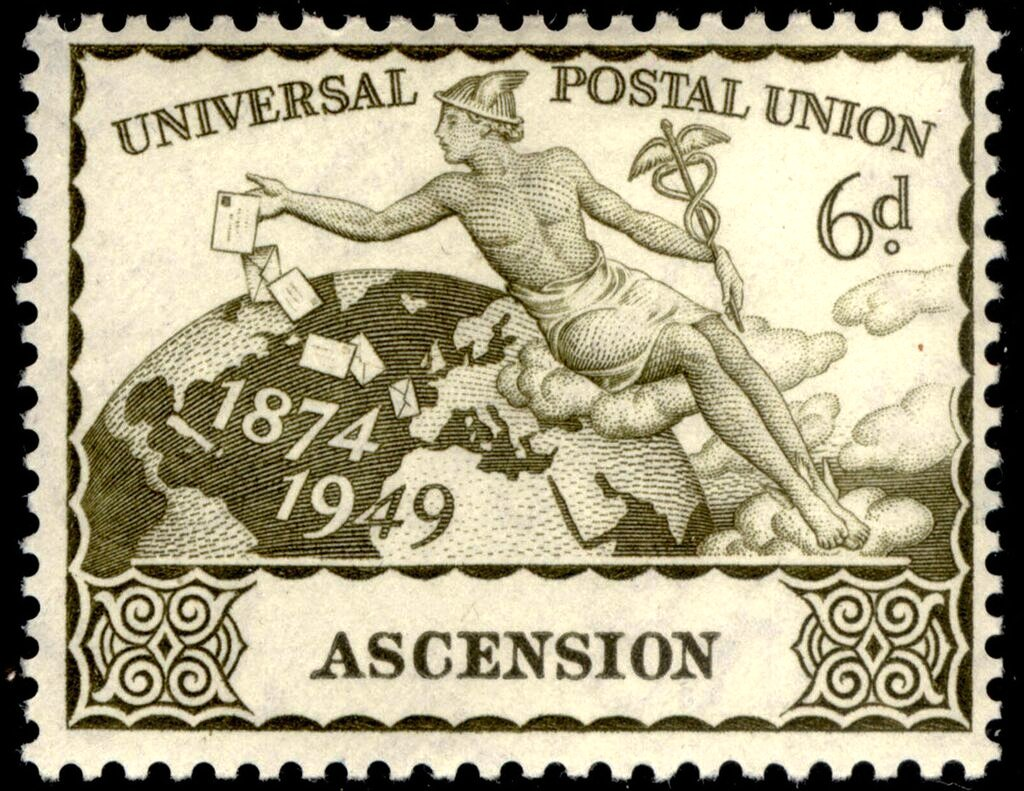
№ 59
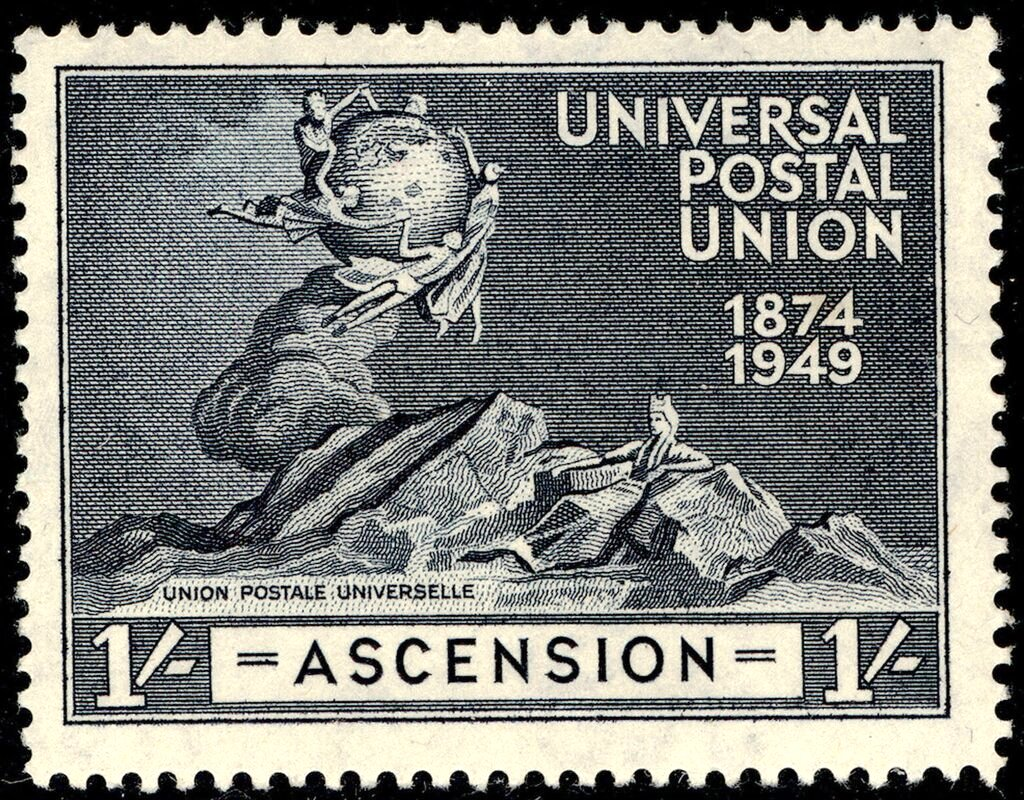
№ 60

### Гамбия
Гамбия выпустила серию из четырёх марок 10 октября 1949 года:
- марка Michel № 143 — Гермес, глобус и транспорт;
- марка Michel № 144 — два полушария Земли, самолёт и колёсный пароход;
- марка Michel № 145 — Гермес над глобусом;
- марка Michel № 146 — памятник ВПС, Берн, Швейцария.

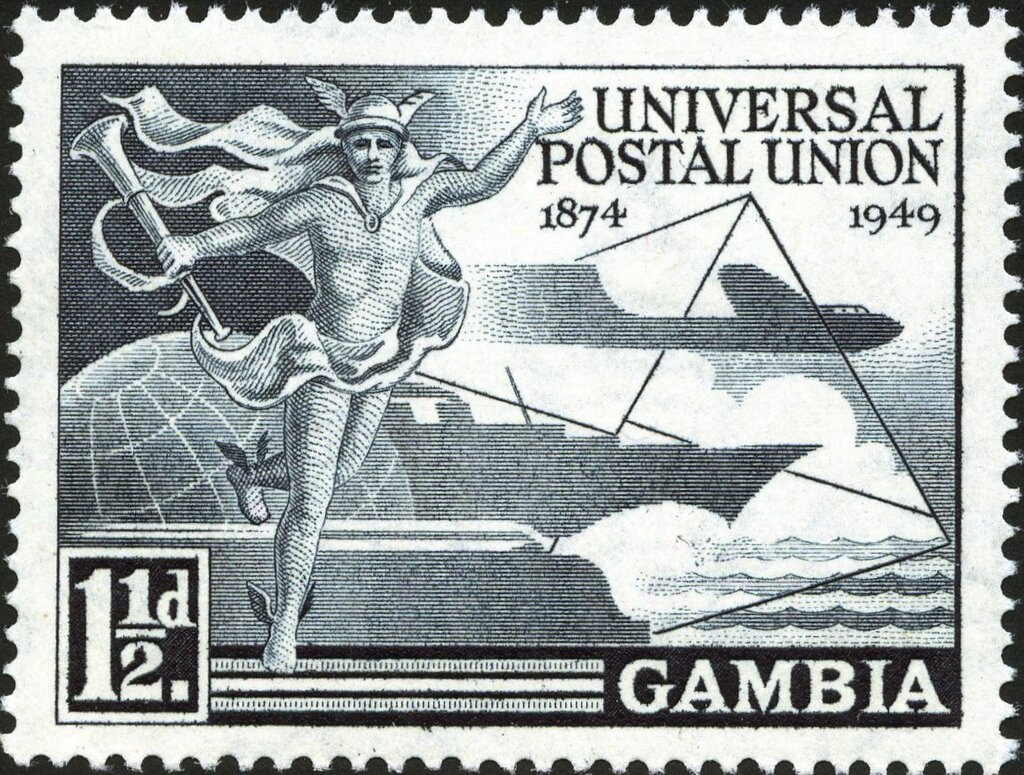
№ 143
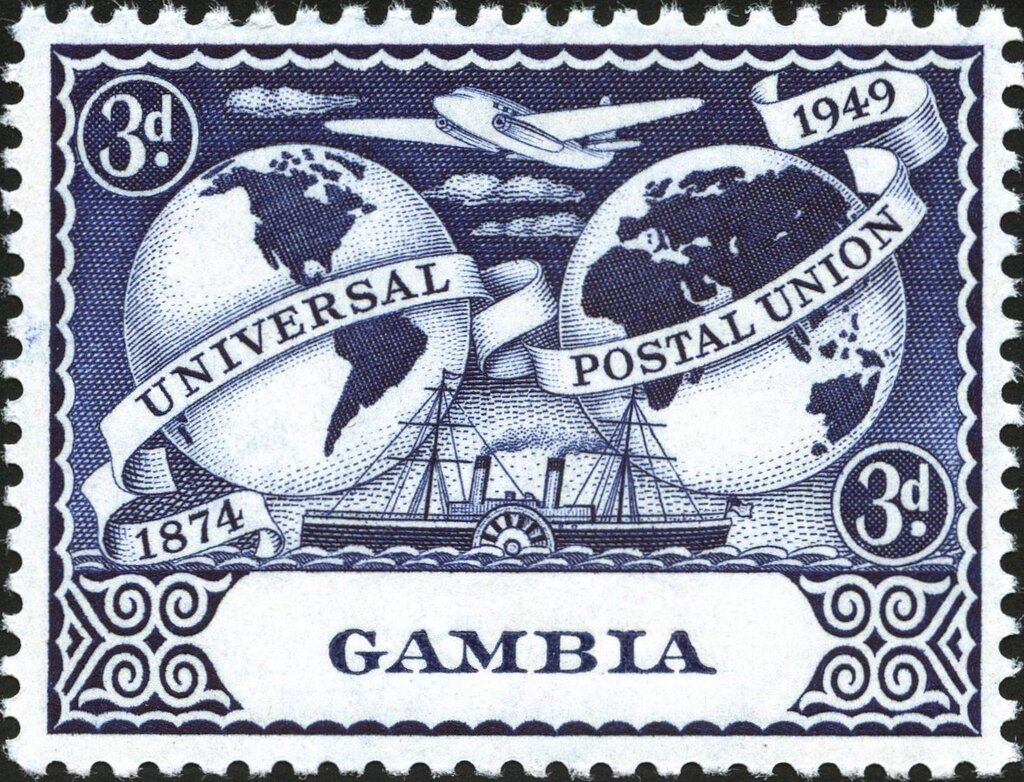
№ 144
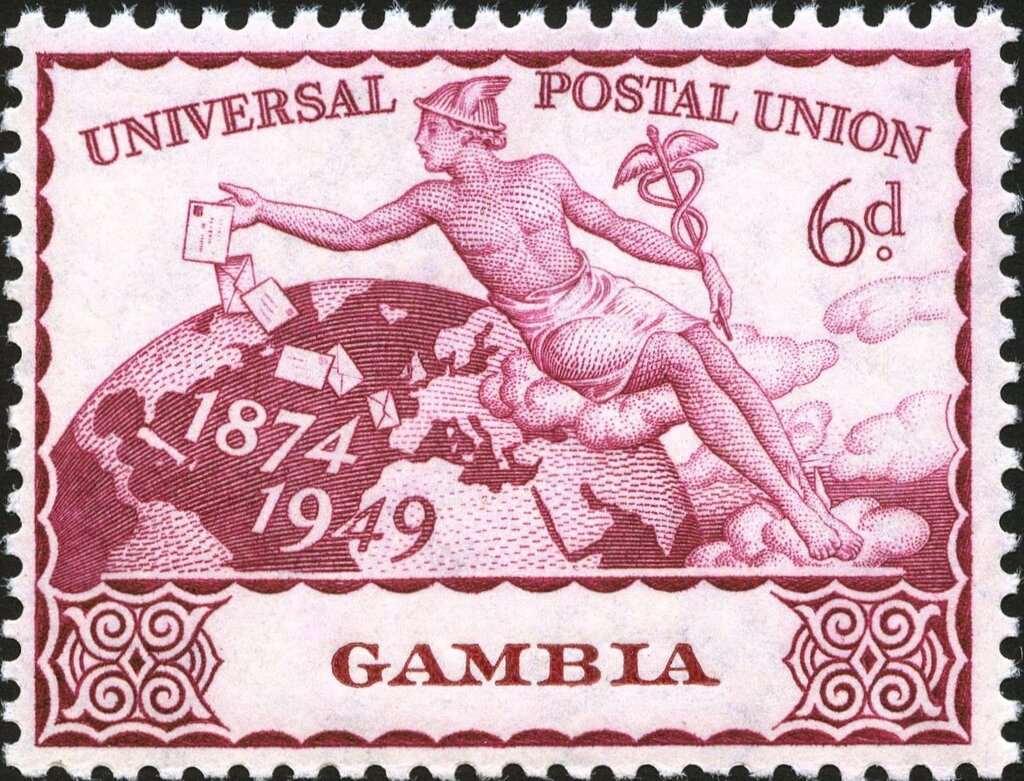
№ 145
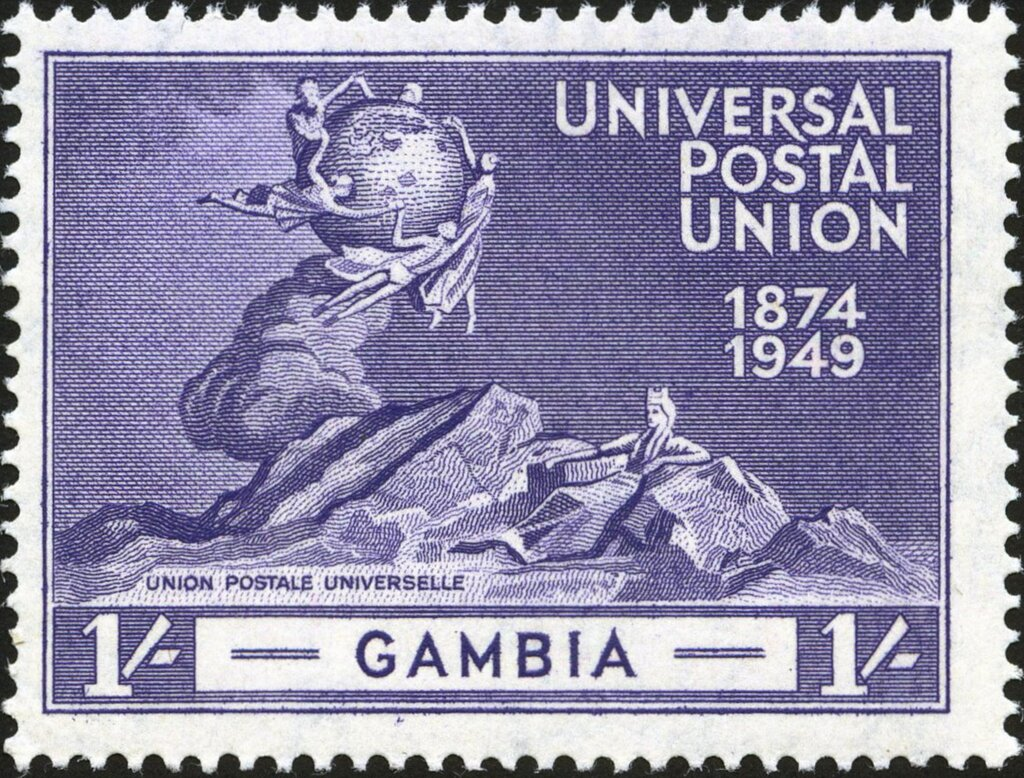
№ 146

### Гвинея испанская
Испанская Гвинея выпустила одиночную марку 9 октября 1949 года. На марке Michel № 240 изображены коренные жители в каноэ.

### Гвинея португальская
Португальская Гвинея выпустила одиночную марку в октябре 1949 года. На марке Michel № 272 изображены глобус и почтовый конверт.

### Египет
Египет выпустил серию из трёх марок 9 октября 1949 года одного рисунка, отличающихся цветом. На марках Michel № 341—343 изображён глобус.

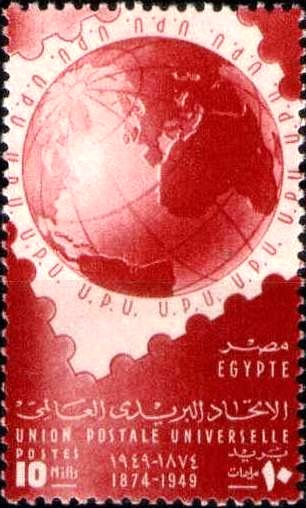
№ 341
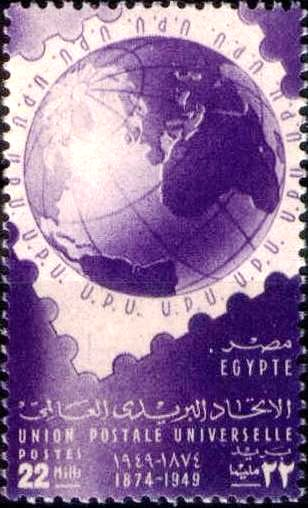
№ 342
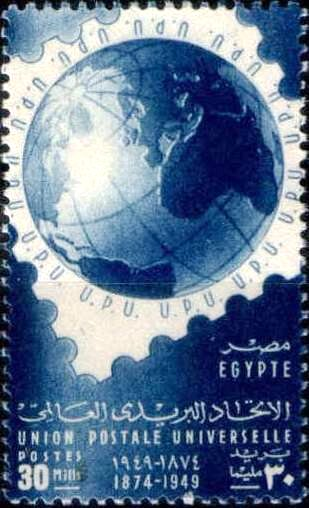
№ 343

### Занзибар
Занзибар выпустил серию из четырёх марок 10 октября 1949 года:
- марка Michel № 202 — Гермес, глобус и транспорт;
- марка Michel № 203 — два полушария Земли, самолёт и колёсный пароход;
- марка Michel № 204 — Гермес над глобусом;
- марка Michel № 205 — памятник ВПС, Берн, Швейцария.

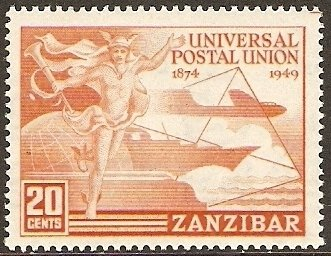
№ 202
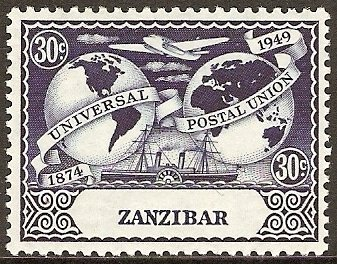
№ 203
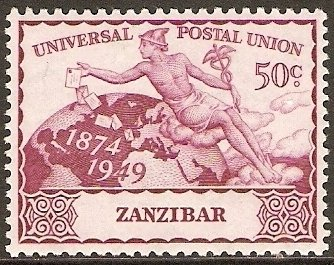
№ 204
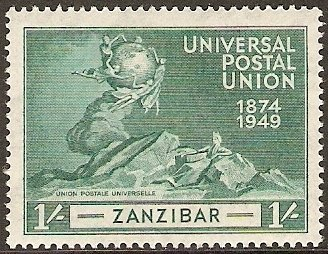
№ 205

### Золотой Берег
Золотой Берег выпустил серию из четырёх марок 10 октября 1949 года:
- марка Michel № 134 — Гермес, глобус и транспорт;
- марка Michel № 135 — два полушария Земли, самолёт и колёсный пароход;
- марка Michel № 136 — Гермес над глобусом;
- марка Michel № 137 — памятник ВПС, Берн, Швейцария.

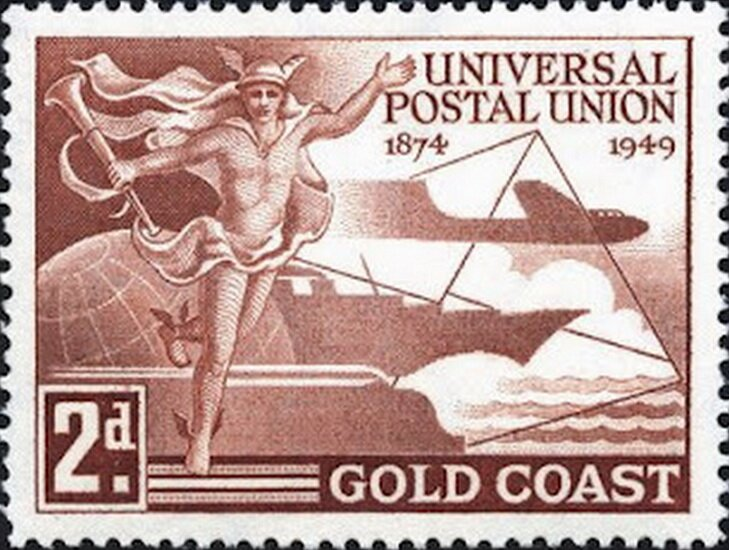
№ 134
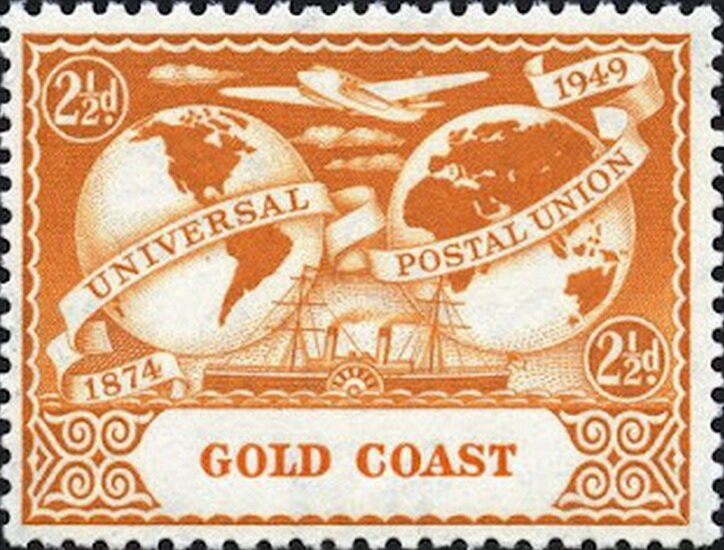
№ 135
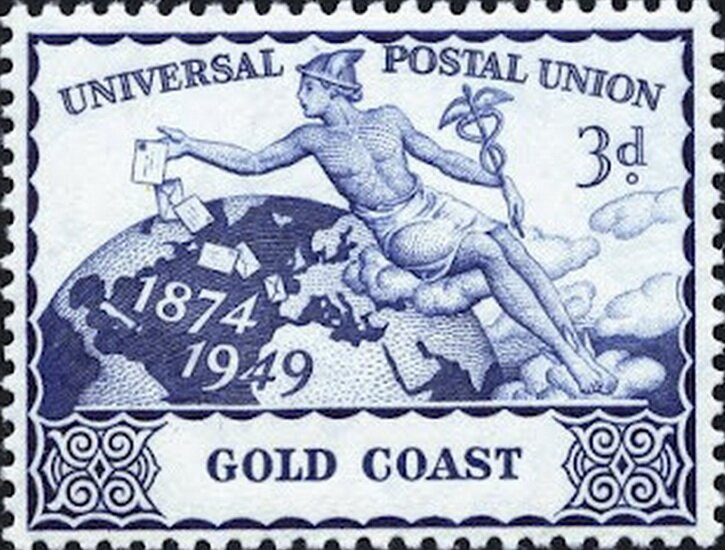
№ 136
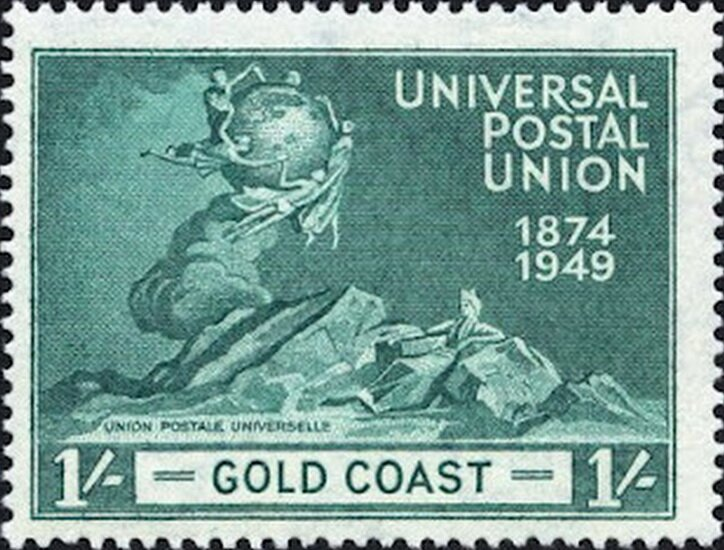
№ 137

### Испанская Западная Африка

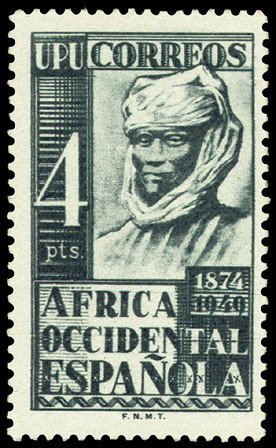
№ 1

Испанская Западная Африка выпустила одиночную марку 10 октября 1949 года. На марке Michel № 1 изображён коренной житель.

### Ифни
Ифни выпустило серию из трёх марок 9 октября 1949 года одного рисунка, отличающихся цветом. Это марки Испании с надпечаткой «Territorio de Ifni». На марках Michel № 88—90 изображены глобус, слева Ратуша Äussere Stand в Берне, справа Дворец Связи в Мадриде.

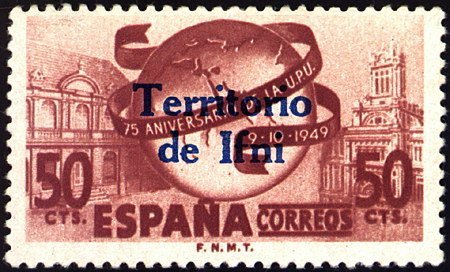
№ 88
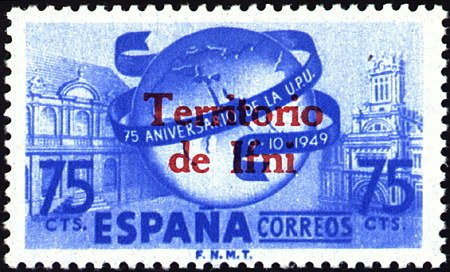
№ 89
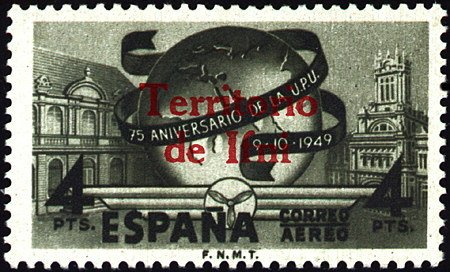
№ 90

### Кабо-Верде
Кабо-Верде выпустила одиночную марку 18 октября 1949 года. На марке Michel № 270 изображена символика Всемирного почтового союза.

### Камерун французский
Французский Камерун выпустил одиночную марку 4 июля 1949 года. На марке Michel № 300 изображены представители разных народов перед глобусом.

### Кения, Уганда, Танганьика
Кения, Уганда, Танганьика выпустили серию из четырёх марок 10 октября 1949 года:
- марка Michel № 84 — Гермес, глобус, самолёт, корабль, железная дорога;
- марка Michel № 85 — два полушария Земли, самолёт, пароход;
- марка Michel № 86 — Гермес, глобус;
- марка Michel № 87 — памятник ВПС, Берн, Швейцария.

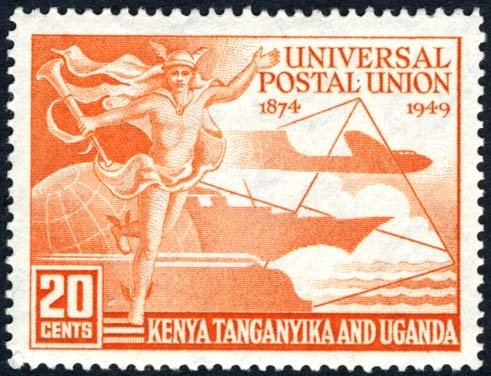
№ 84
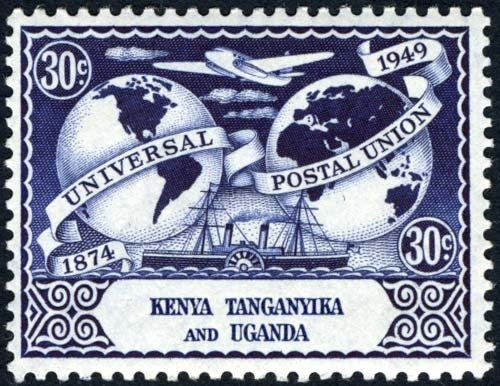
№ 85
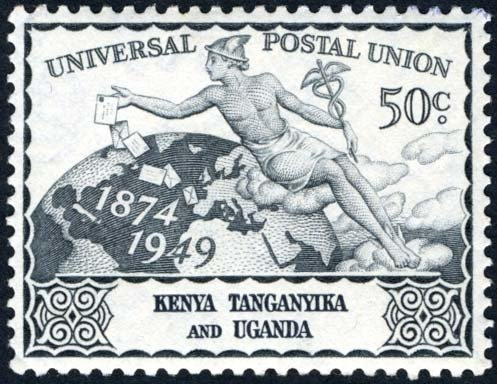
№ 86
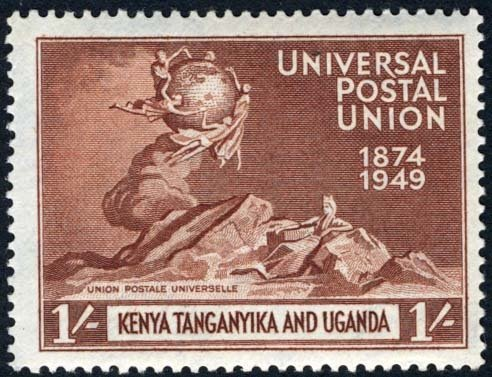
№ 87

### Либерия
Либерия выпустила серию из трёх марок и блока 21 апреля 1950 года:
- марка Michel № 429 — памятник ВПС, Берн, Швейцария;
- марка Michel № 430 — ратуша Äussere Stand[нем.] в Берне;
- марка Michel № 431 — памятник ВПС, Берн;
- почтовый блок Michel Block 3 — марки № 429—431.

### Маврикий
Маврикий выпустил серию из четырёх марок 10 октября 1949 года:
- марка Michel № 223 — Гермес, глобус и транспорт;
- марка Michel № 224 — два полушария Земли, самолёт и колёсный пароход;
- марка Michel № 225 — Гермес над глобусом;
- марка Michel № 226 — памятник ВПС, Берн, Швейцария.

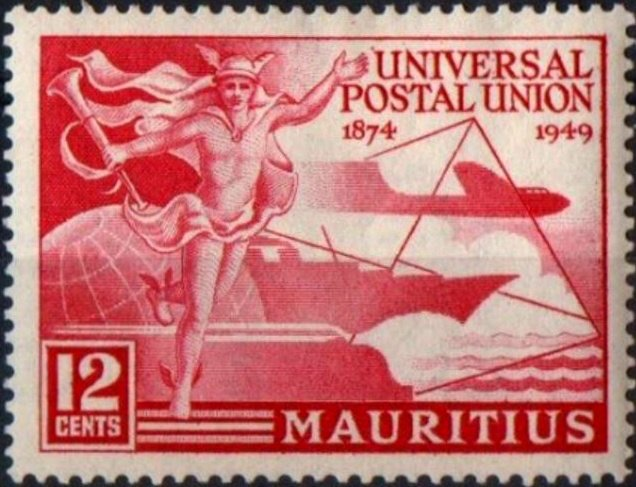
№ 223
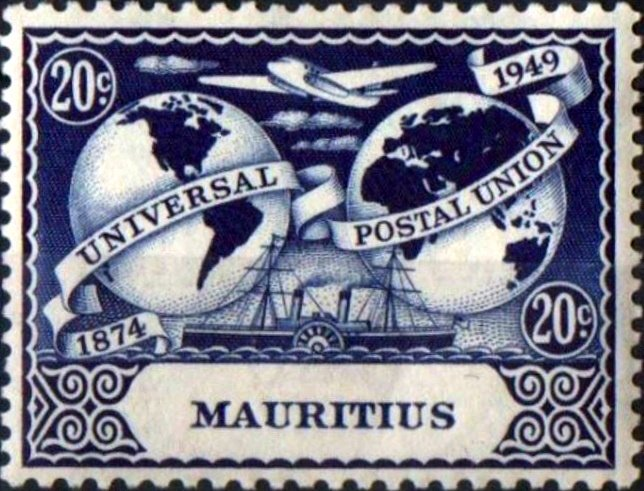
№ 224
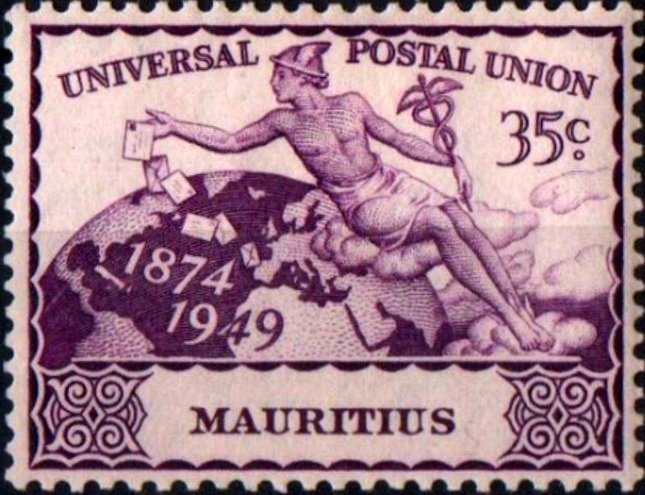
№ 225
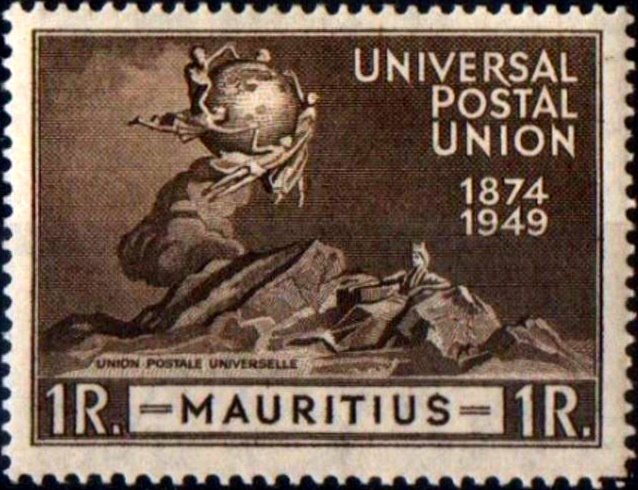
№ 226

### Мадагаскар французский
Французский Мадагаскар выпустил одиночную марку 4 июля 1949 года. На марке Michel № 418 изображены представители разных народов перед глобусом.

### Марокко
Марокко выпустило серию из трёх марок 3 октября 1949 года одного рисунка, отличающихся цветом. На марках Michel № 293—295 изображено здание почтовой администрации, Мекнес.

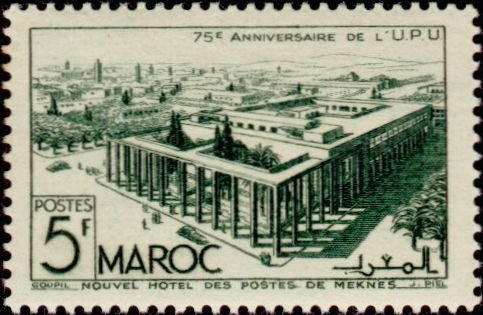
№ 293
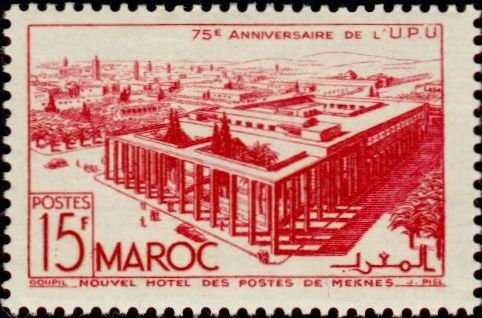
№ 294
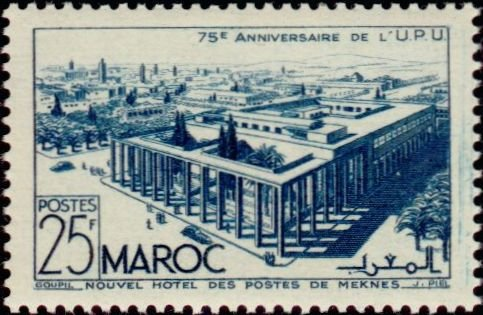
№ 295

### Марокко испанское
Испанское Марокко выпустило серию из 13 марок 15 февраля 1950 года Michel № 302—314:
- марки Michel № 302, 307, 309 — почтальон, 1890;
- марки Michel № 303, 306, 310 — конный почтальон, 1906;
- марки Michel № 304, 311 — почтовый дилижанс, 1913;
- марки Michel № 305, 308, 312 — почтовый автомобиль, 1914;
- марки Michel № 313 — почтовый поезд, 1918;
- марки Michel № 314 — почтовый самолёт, 1935.

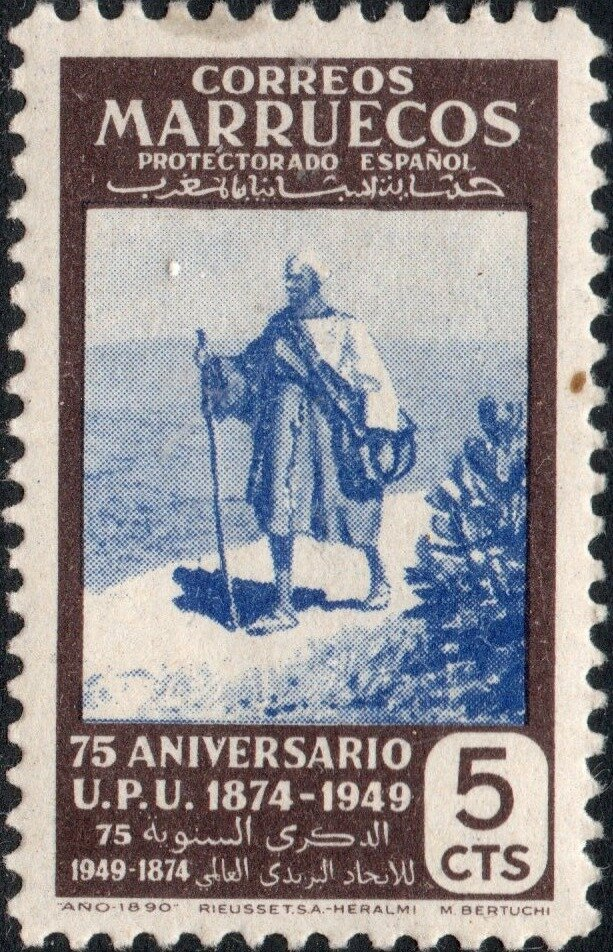
№ 302
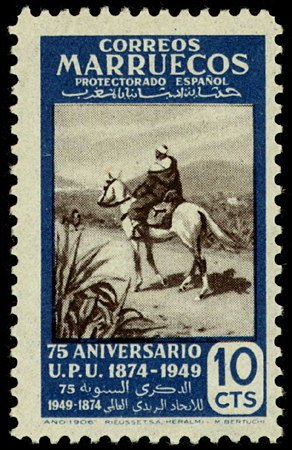
№ 303
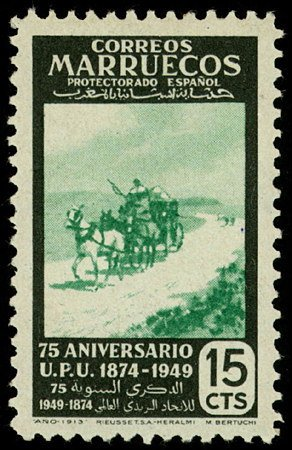
№ 304
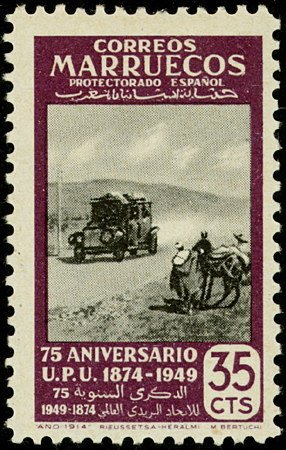
№ 305
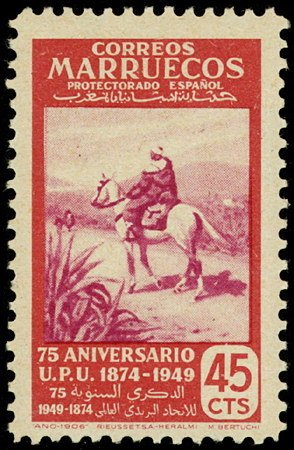
№ 306
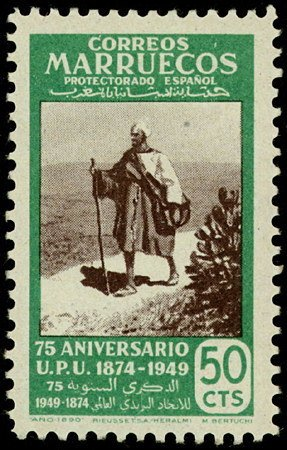
№ 307
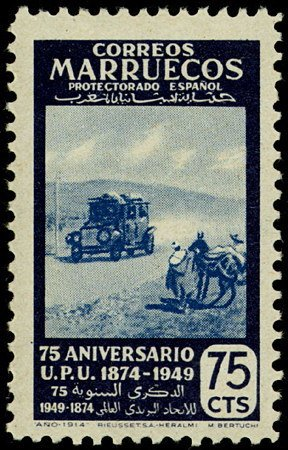
№ 308
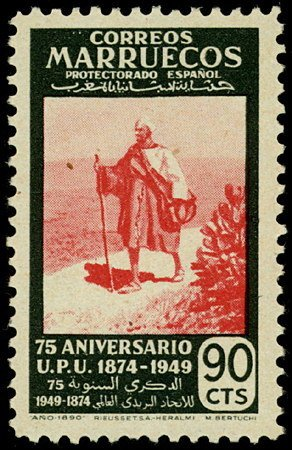
№ 309
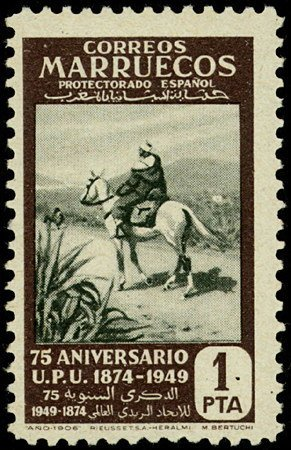
№ 310
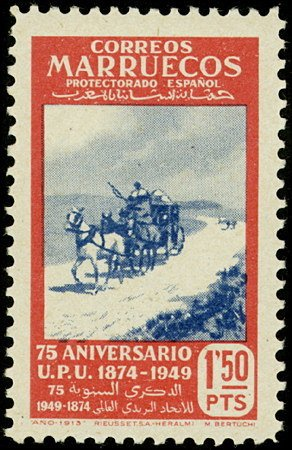
№ 311
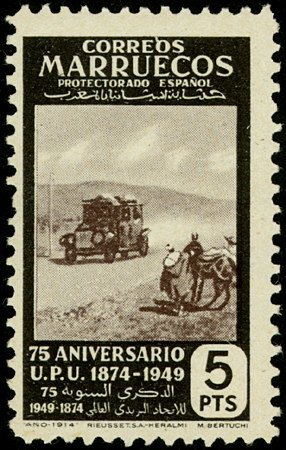
№ 312
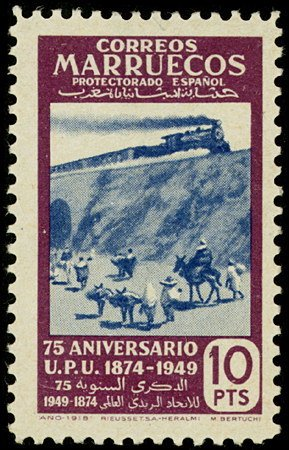
№ 313
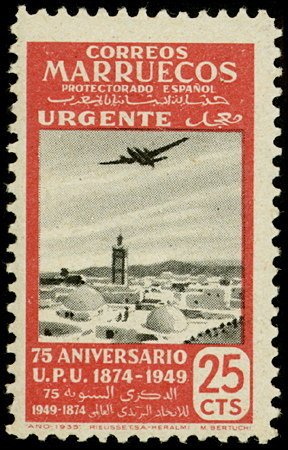
№ 314

### Мозамбик
Мозамбик выпустил одиночную марку в октябре 1949 года. На марке Michel № 382 изображён глобус над почтовыми конвертами.

### Нигерия
Нигерия выпустила серию из четырёх марок 10 октября 1949 года:
- марка Michel № 66 — Гермес, глобус и транспорт;
- марка Michel № 67 — два полушария Земли, самолёт и колёсный пароход;
- марка Michel № 68 — Гермес над глобусом;
- марка Michel № 69 — памятник ВПС, Берн, Швейцария.

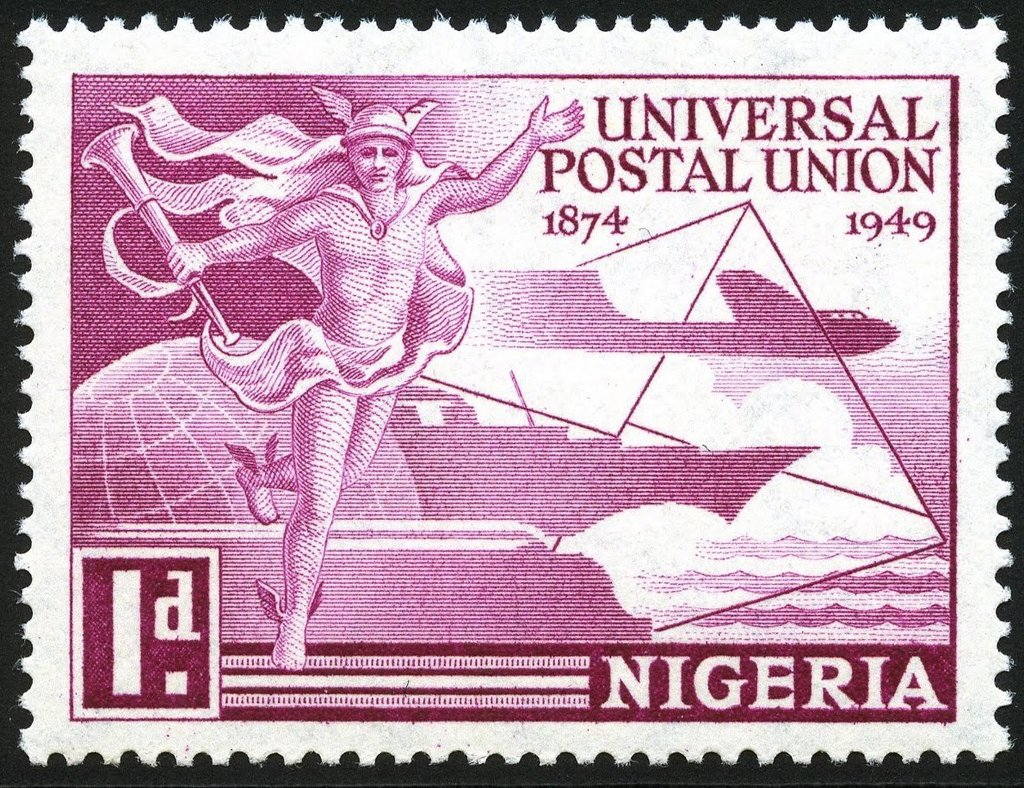
№ 66
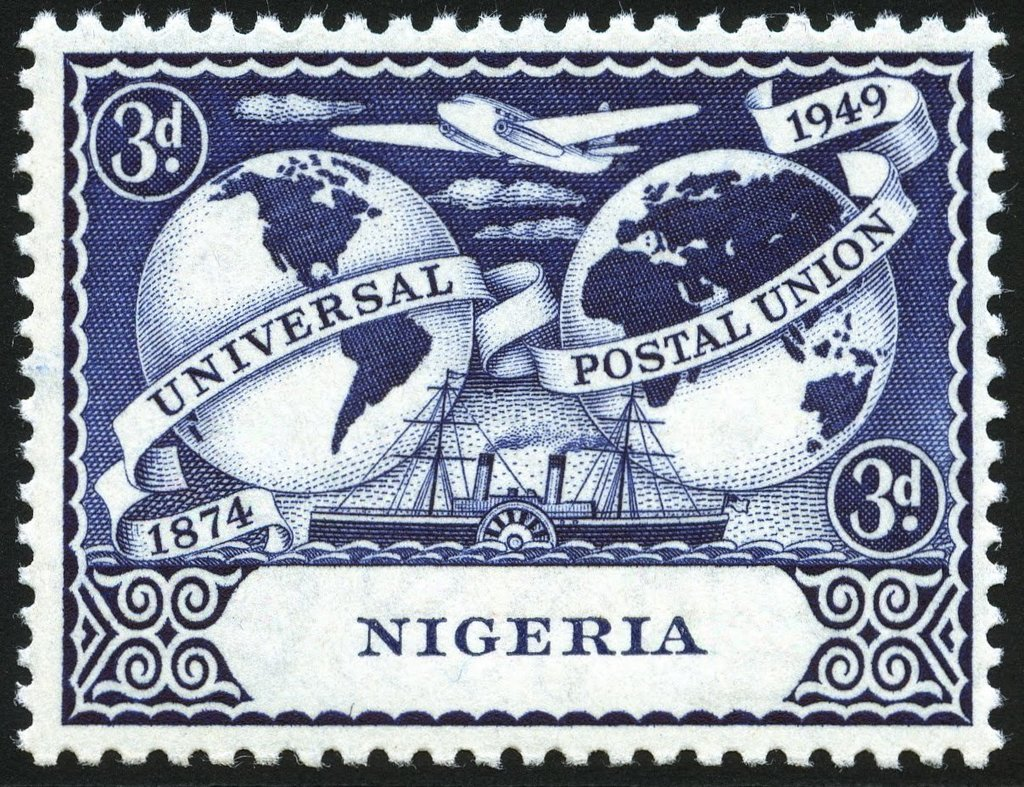
№ 67
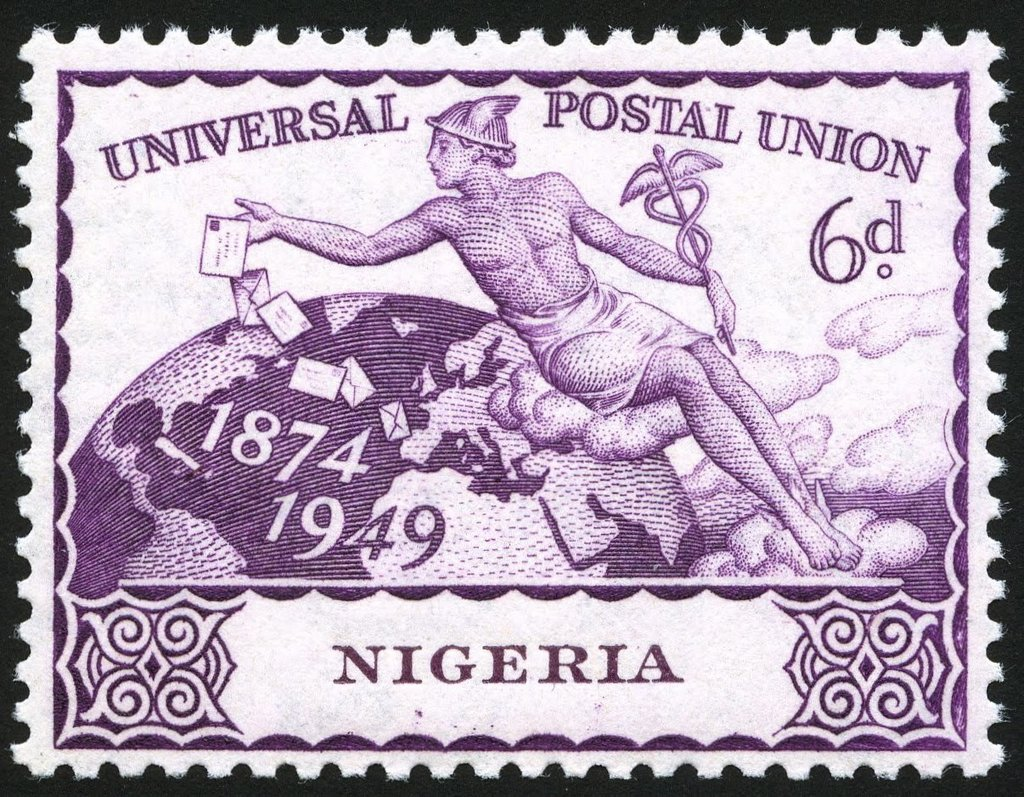
№ 68
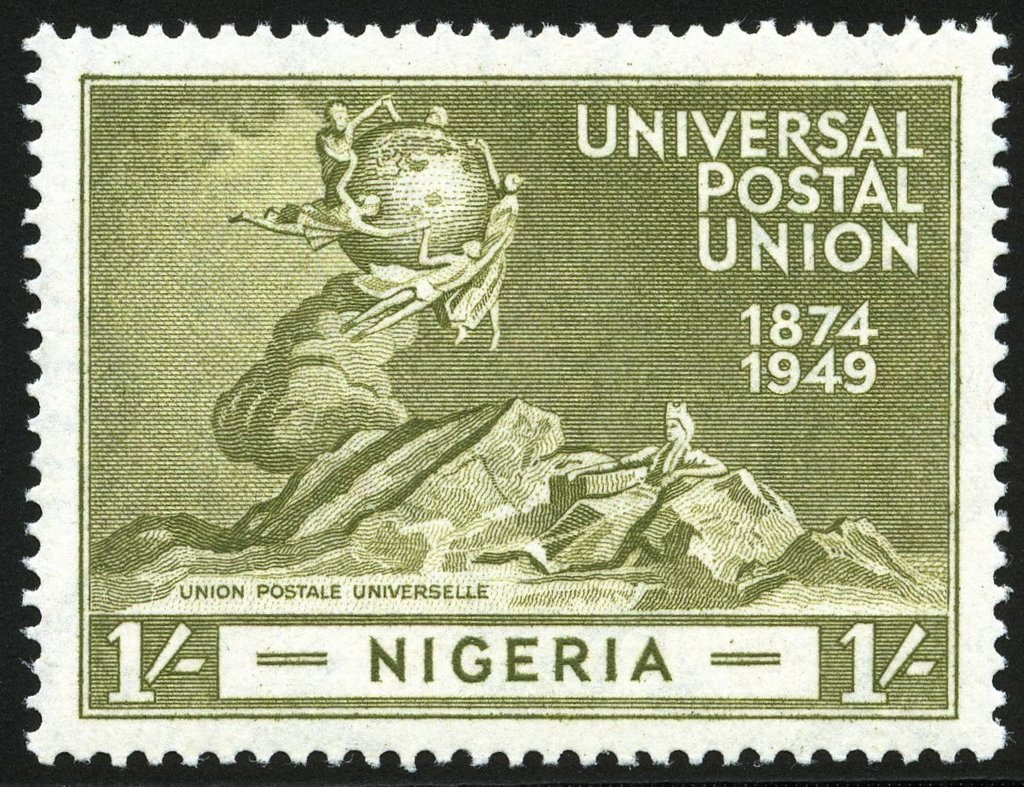
№ 69

### Ньясаленд
Ньясаленд выпустил серию из четырёх марок 21 ноября 1949 года:
- марка Michel № 89 — Гермес, глобус и транспорт;
- марка Michel № 90 — два полушария Земли, самолёт и колёсный пароход;
- марка Michel № 91 — Гермес над глобусом;
- марка Michel № 92 — памятник ВПС, Берн, Швейцария.

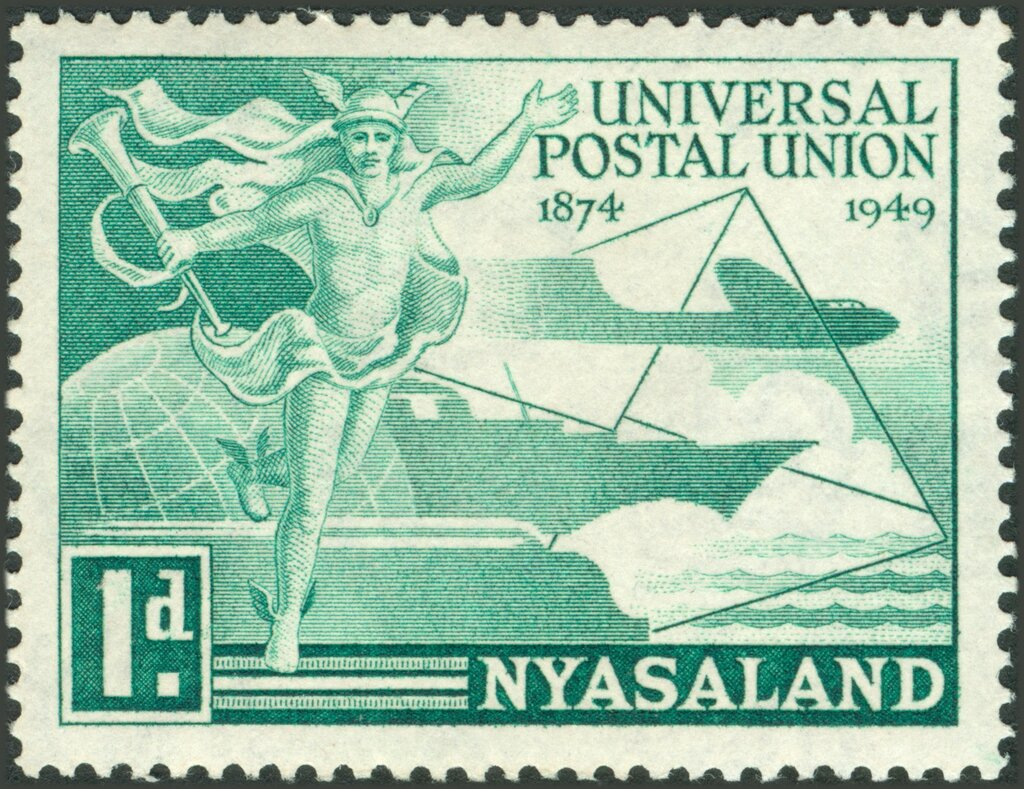
№ 89
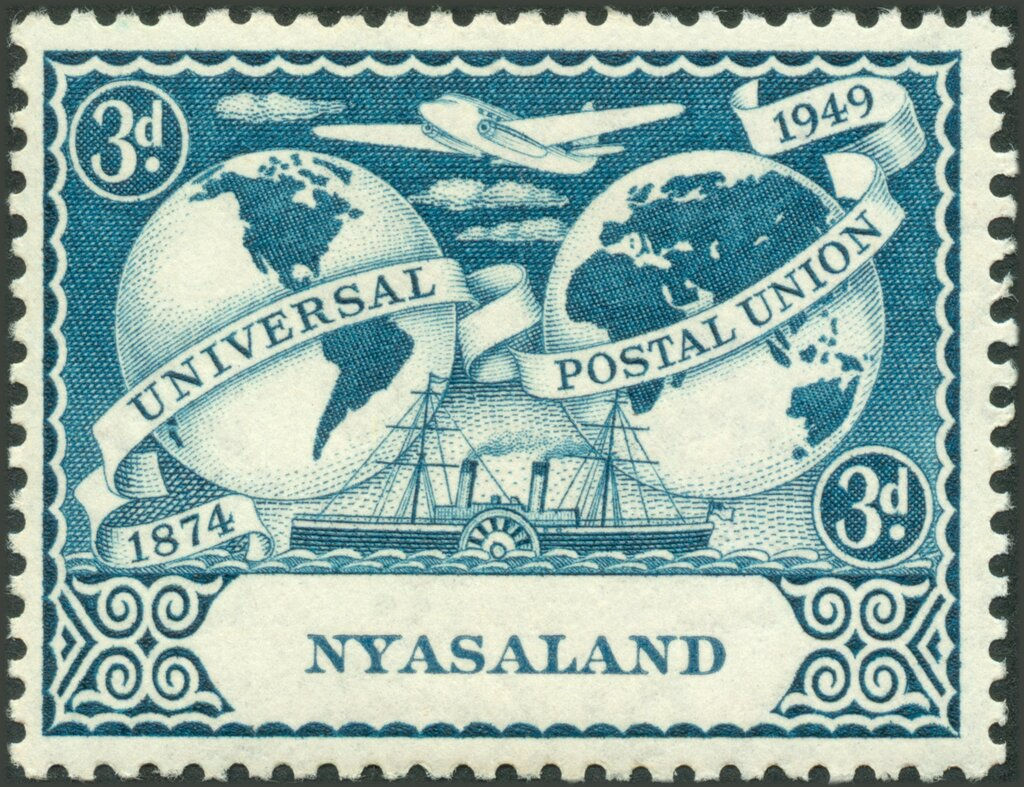
№ 90
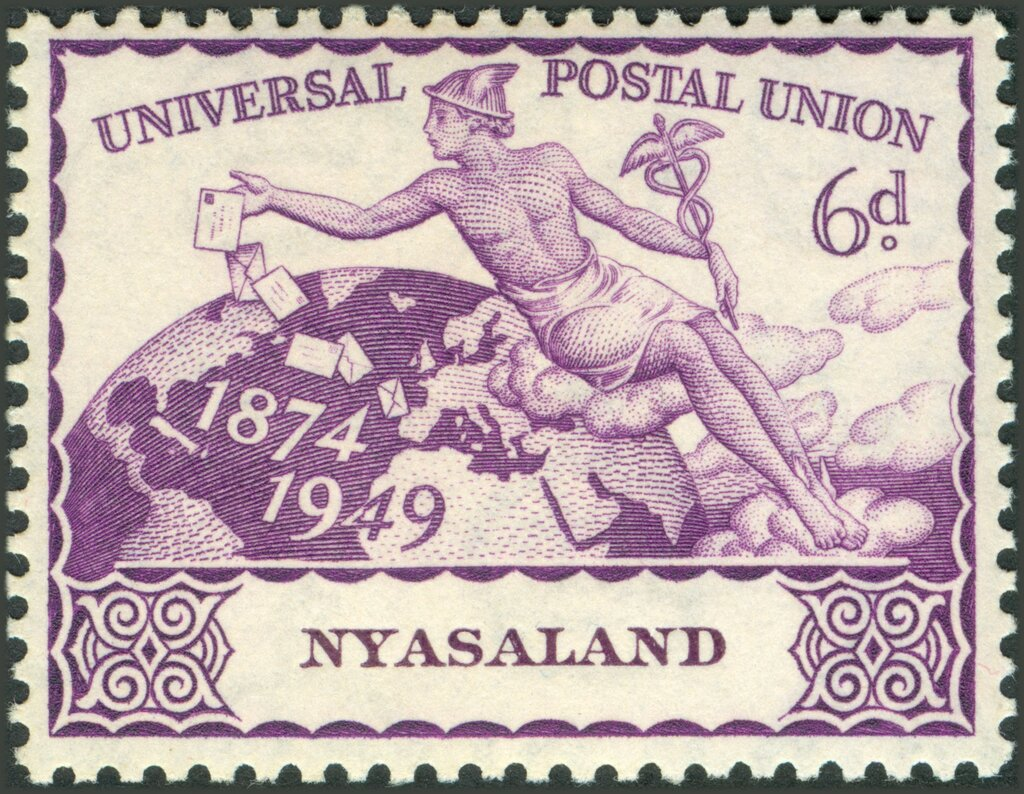
№ 91
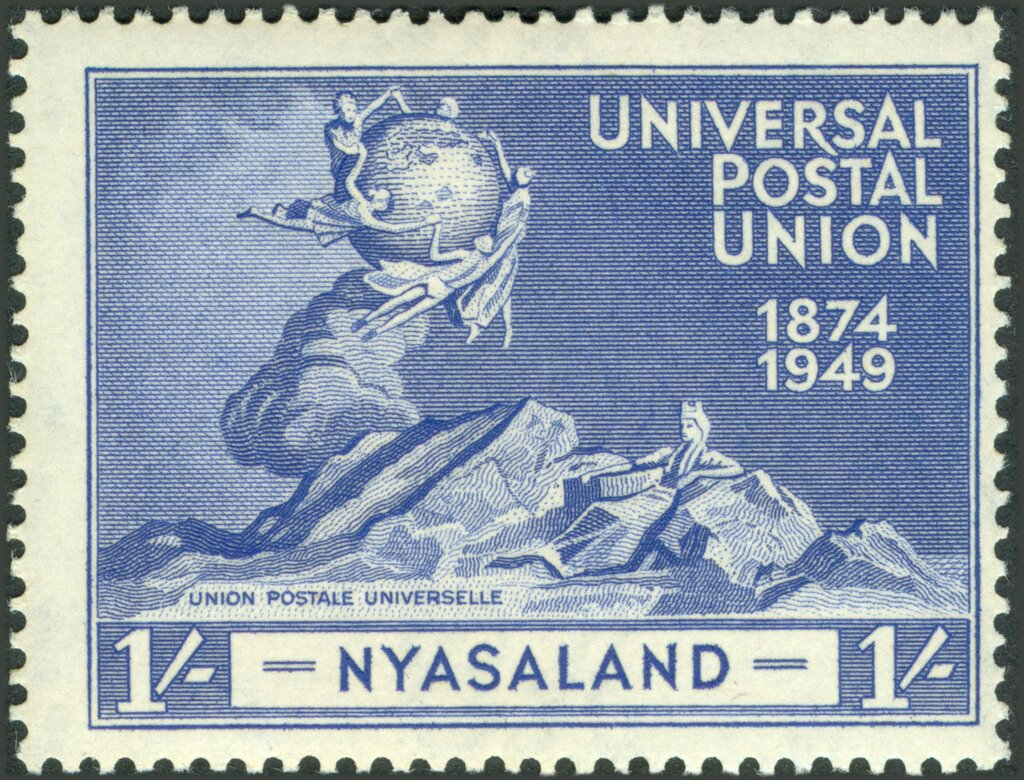
№ 92

### Остров Святой Елены
Остров Святой Елены выпустил серию из четырёх марок 10 октября 1949 года:
- марка Michel № 115 — Гермес, глобус и транспорт;
- марка Michel № 116 — два полушария Земли, самолёт и колёсный пароход;
- марка Michel № 117 — Гермес над глобусом;
- марка Michel № 118 — памятник ВПС, Берн, Швейцария.

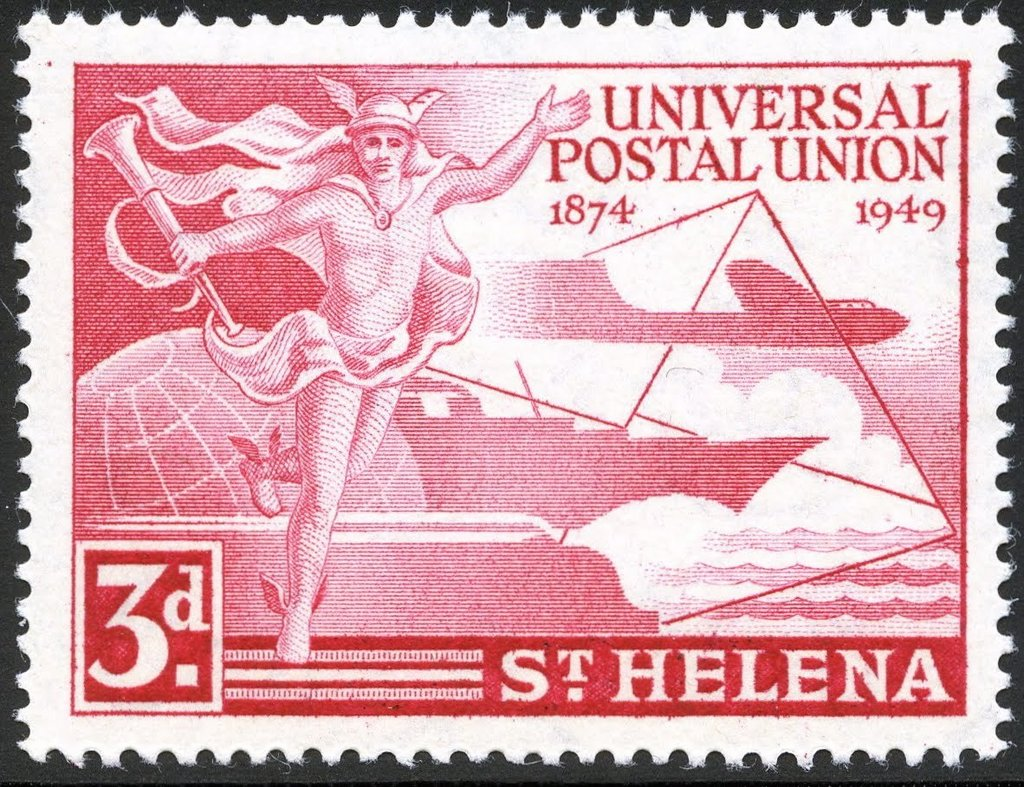
№ 115
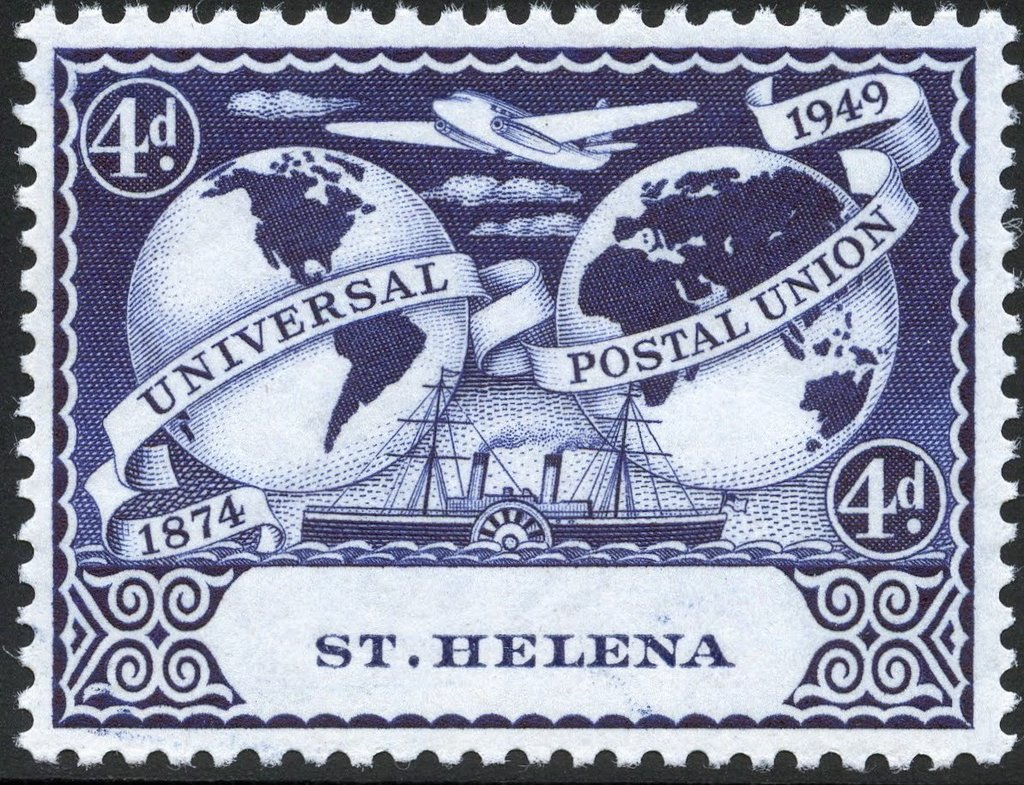
№ 116
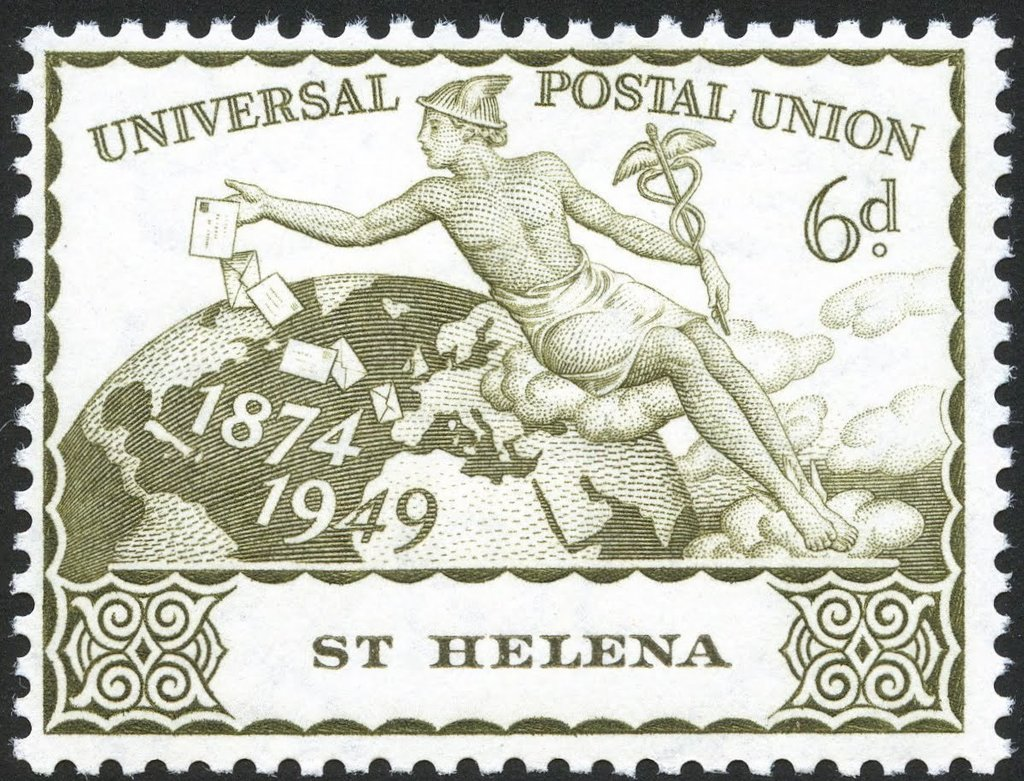
№ 117
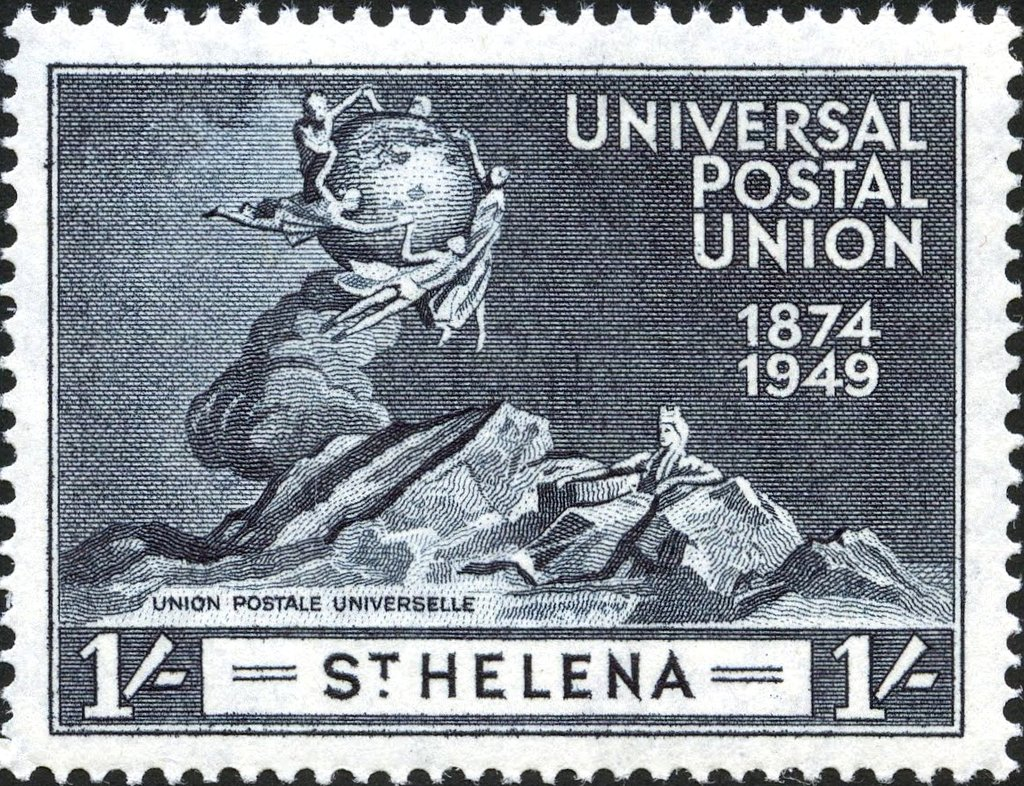
№ 118

### Сан-Томе и Принсипи
Сан-Томе и Принсипи выпустили одиночную марку в октябре 1949 года. На марке Michel № 363 изображены глобус и почтовый конверт.

### Северная Родезия
Северная Родезия выпустила серию из четырёх марок 10 октября 1949 года:
- марка Michel № 50 — Гермес, глобус и транспорт;
- марка Michel № 51 — два полушария Земли, самолёт и колёсный пароход;
- марка Michel № 52 — Гермес над глобусом;
- марка Michel № 53 — памятник ВПС, Берн, Швейцария.

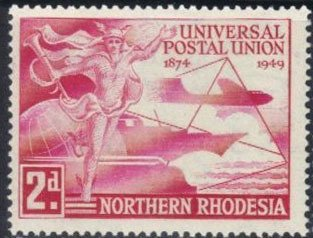
№ 50
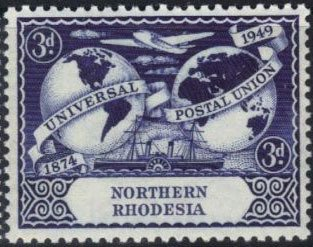
№ 51
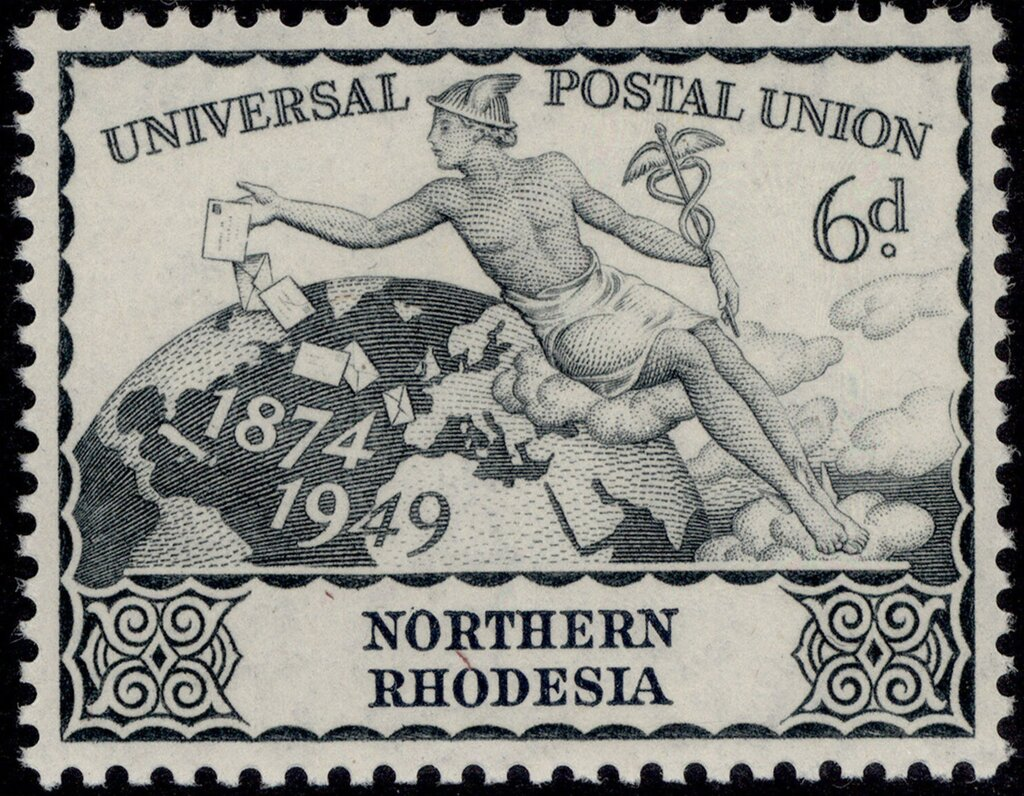
№ 52
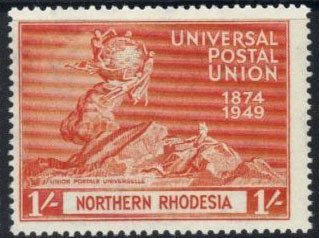
№ 53

### Сейшельские Острова
Сейшельские Острова выпустили серию из четырёх марок 10 октября 1949 года:
- марка Michel № 150 — Гермес, глобус и транспорт;
- марка Michel № 151 — два полушария Земли, самолёт и колёсный пароход;
- марка Michel № 152 — Гермес над глобусом;
- марка Michel № 153 — памятник ВПС, Берн, Швейцария.

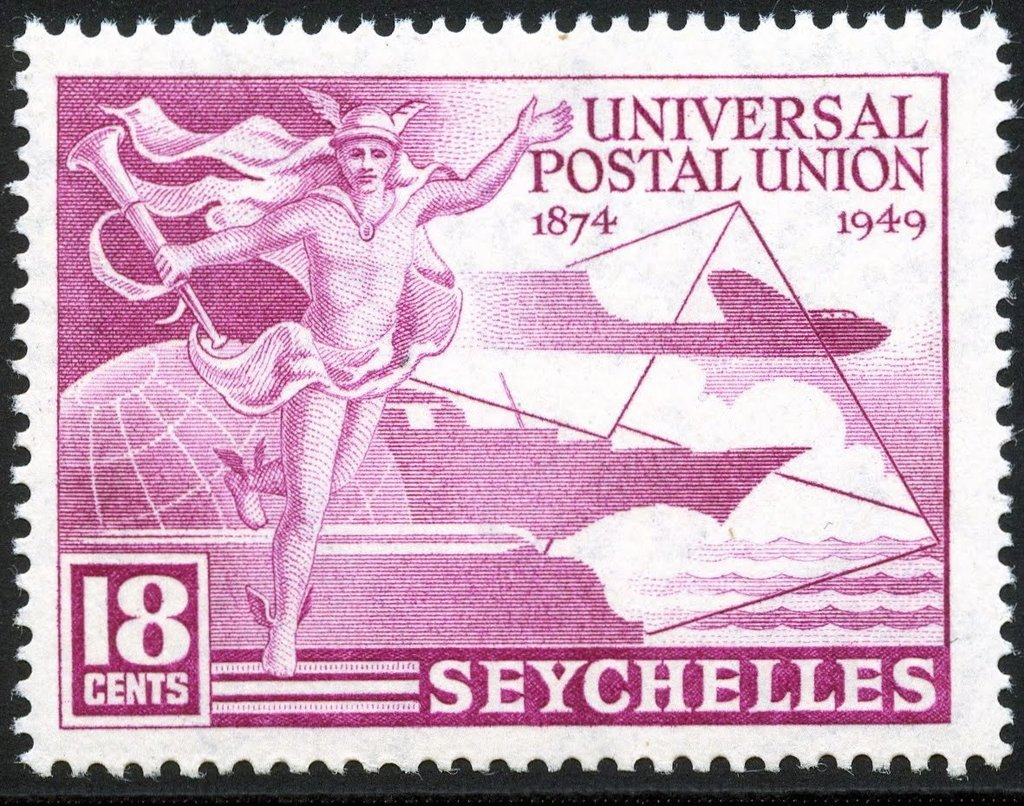
№ 150
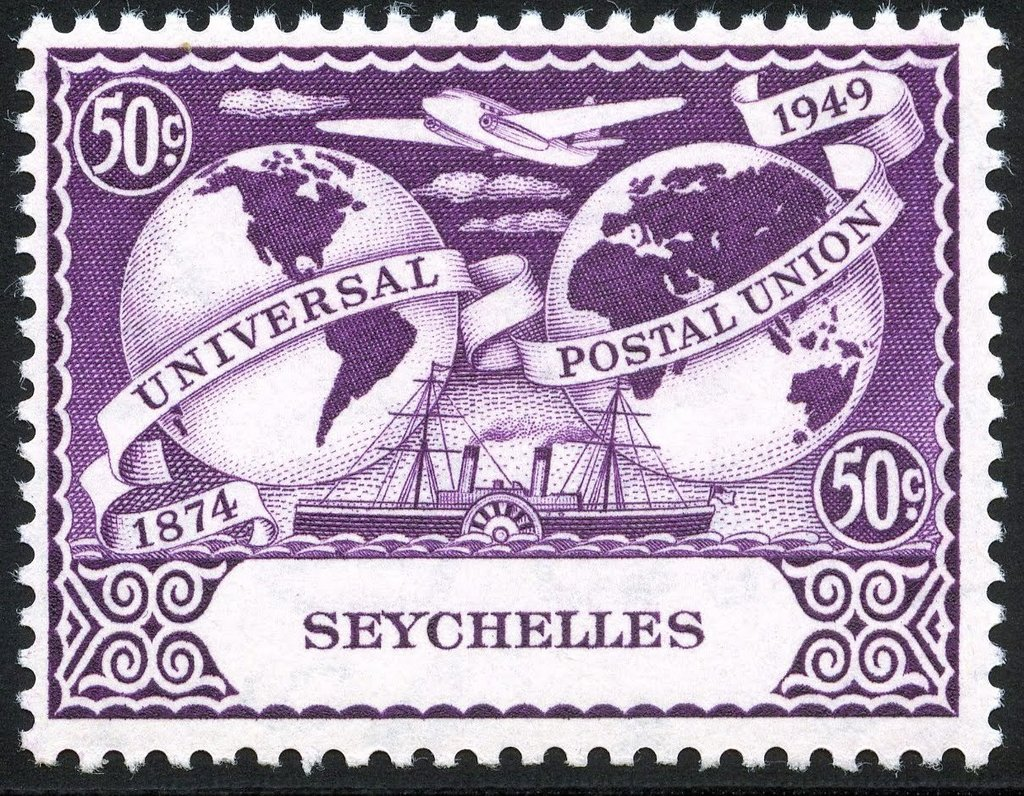
№ 151
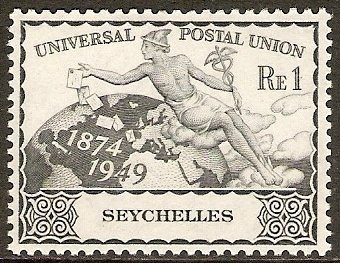
№ 152
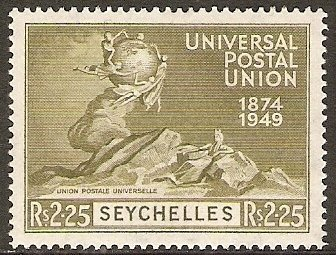
№ 153

### Сомали британское
Британское Сомали выпустило серию из четырёх марок 10 октября 1949 года с надпечатками:
- марка Michel № 105 — Гермес, глобус и символический транспорт;
- марка Michel № 106 — два полушария Земли, самолёт и колёсный пароход;
- марка Michel № 107 — Гермес над глобусом;
- марка Michel № 108 — памятник ВПС, Берн, Швейцария.

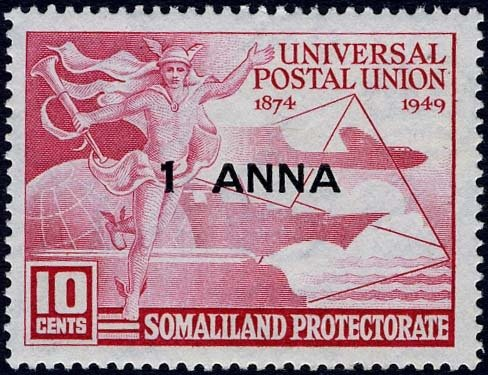
№ 105
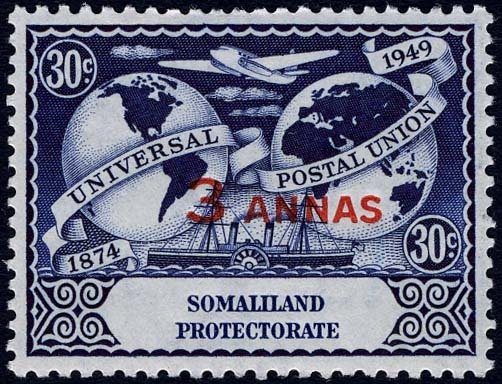
№ 106
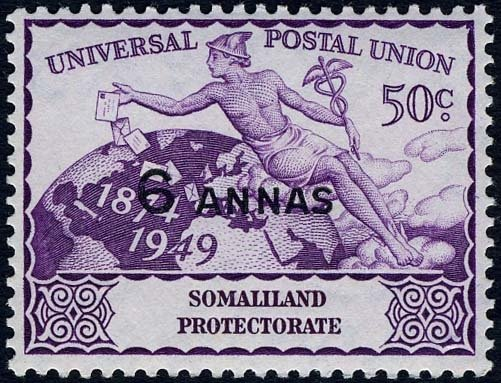
№ 107
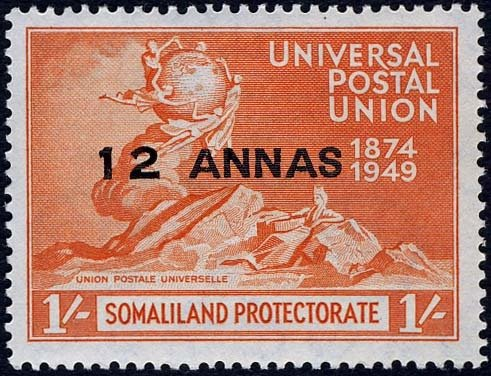
№ 108

### Сомали, подопечная территория
Подопечная территория Сомали под управлением итальянской администрации выпустила серию из трёх марок 16 декабря 1953 года одного рисунка, отличающихся цветом. На марках Michel № 288—290 изображена аббревиатура «UPU» в звёздном небе.

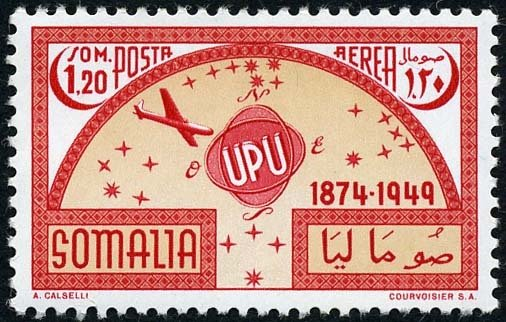
№ 288
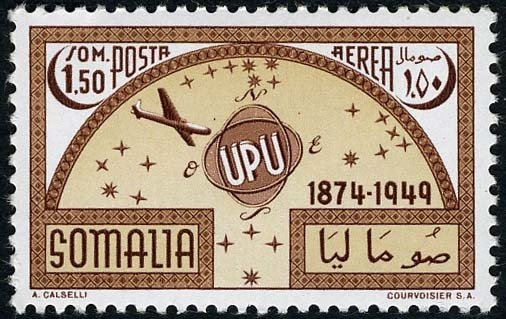
№ 289
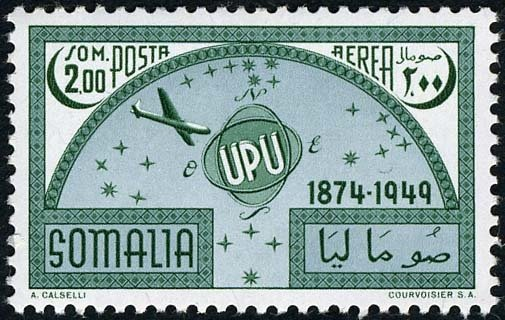
№ 290

### Сомали французское
Французский берег Сомали выпустил одиночную марку 4 июля 1949 года. На марке Michel № 307 изображены представители разных народов перед глобусом.

### Сьерра-Леоне
Сьерра-Леоне выпустила серию из четырёх марок 10 октября 1949 года:
- марка Michel № 171 — Гермес, глобус и транспорт;
- марка Michel № 172 — два полушария Земли, самолёт и колёсный пароход;
- марка Michel № 173 — Гермес над глобусом;
- марка Michel № 174 — памятник ВПС, Берн, Швейцария.

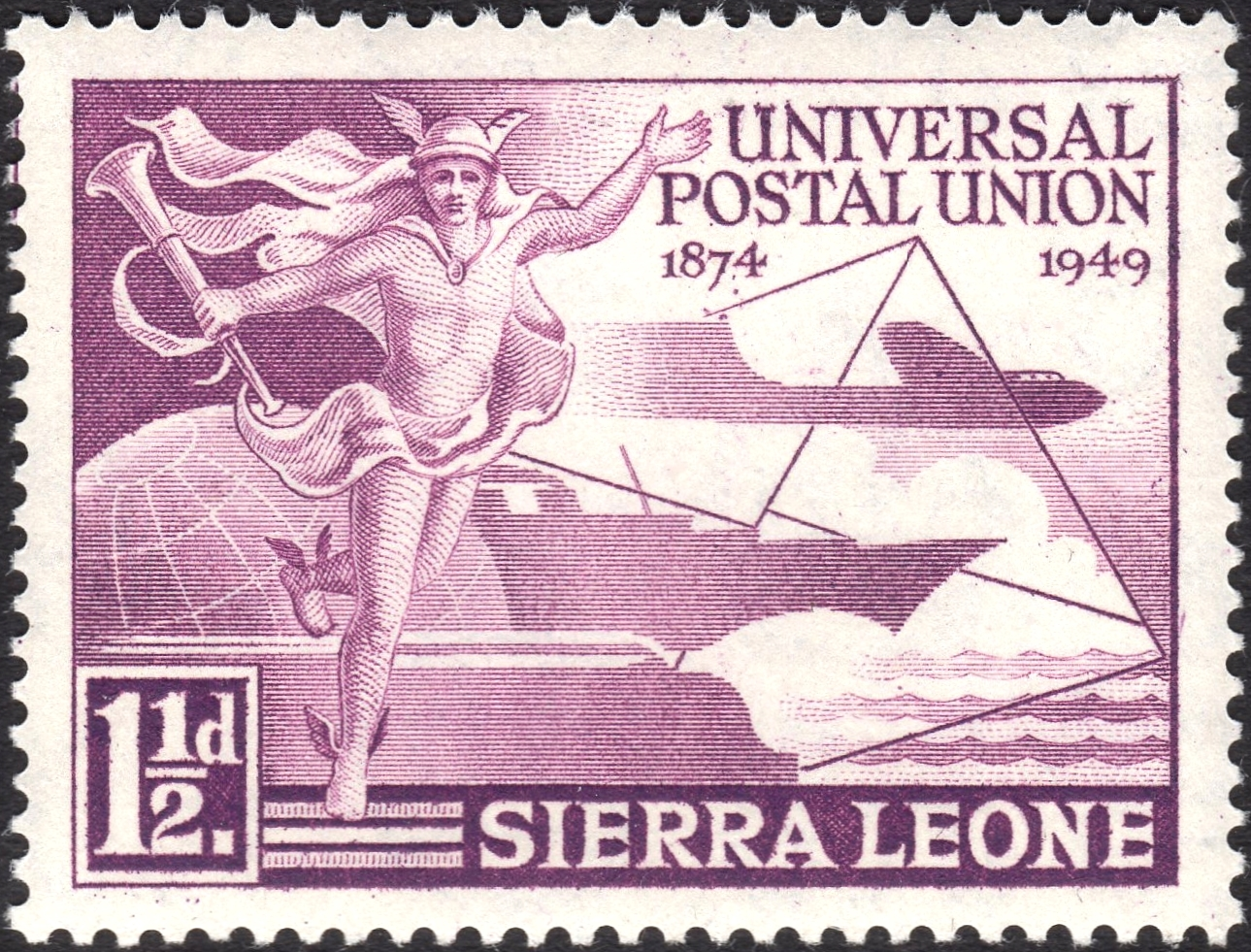
№ 171
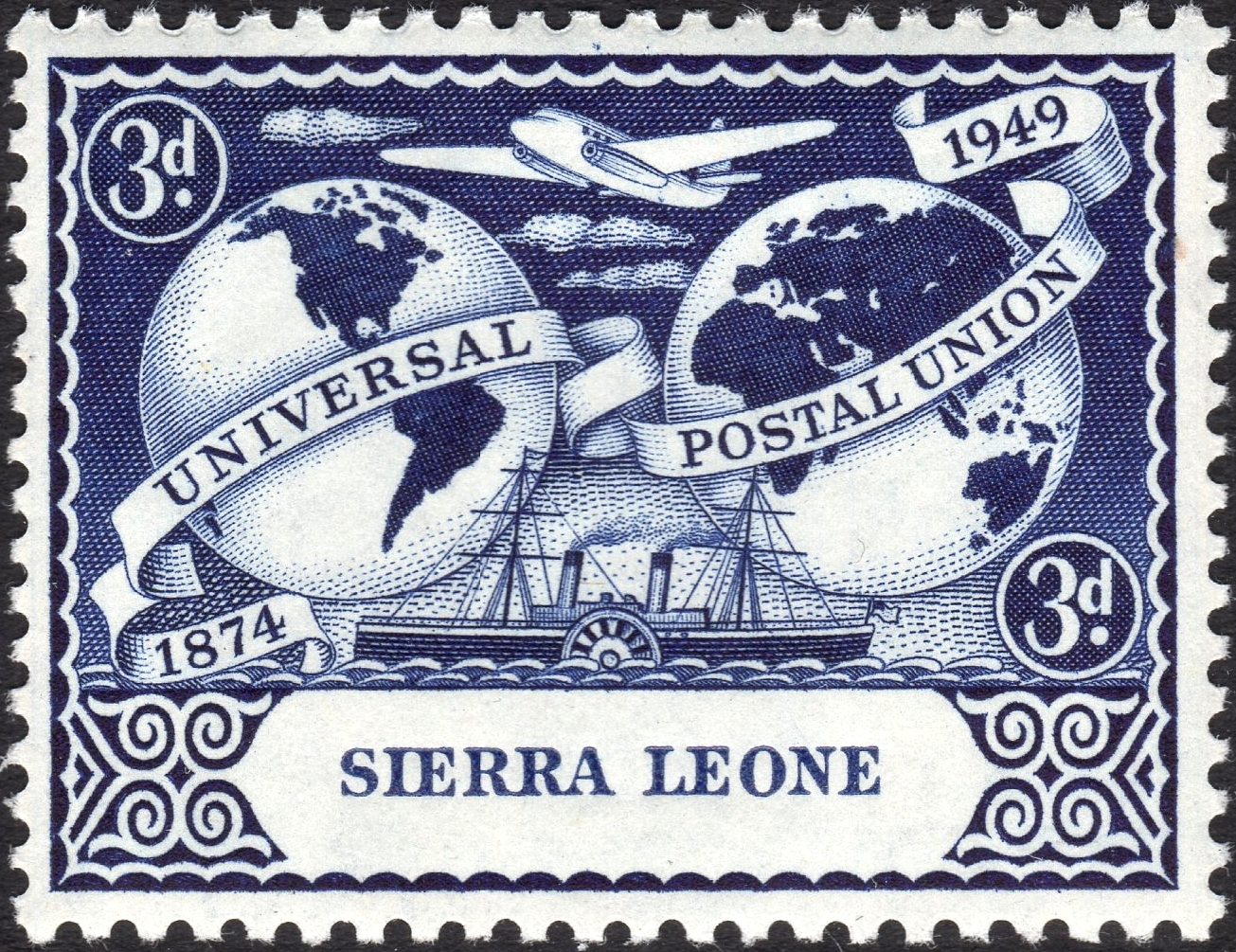
№ 172
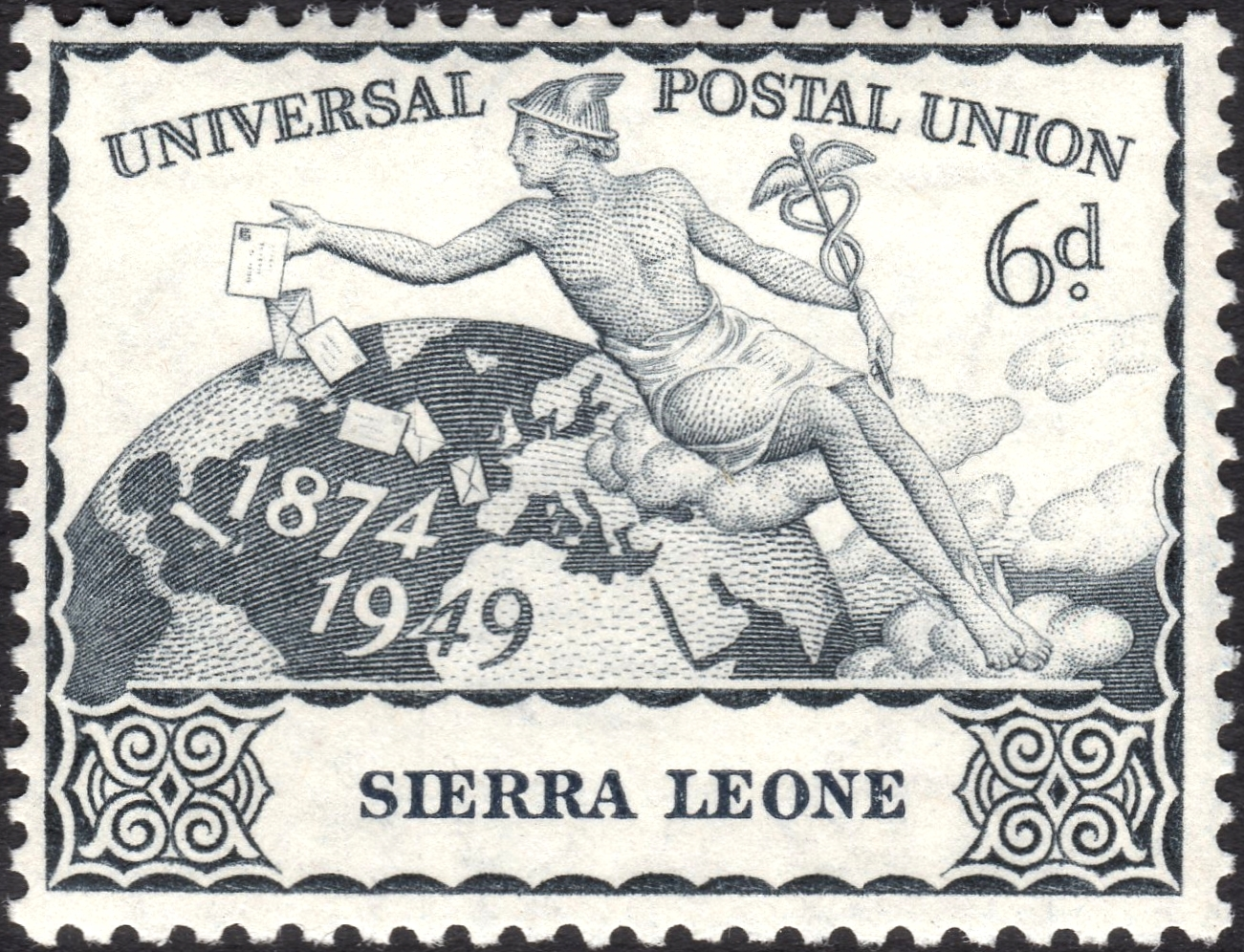
№ 173
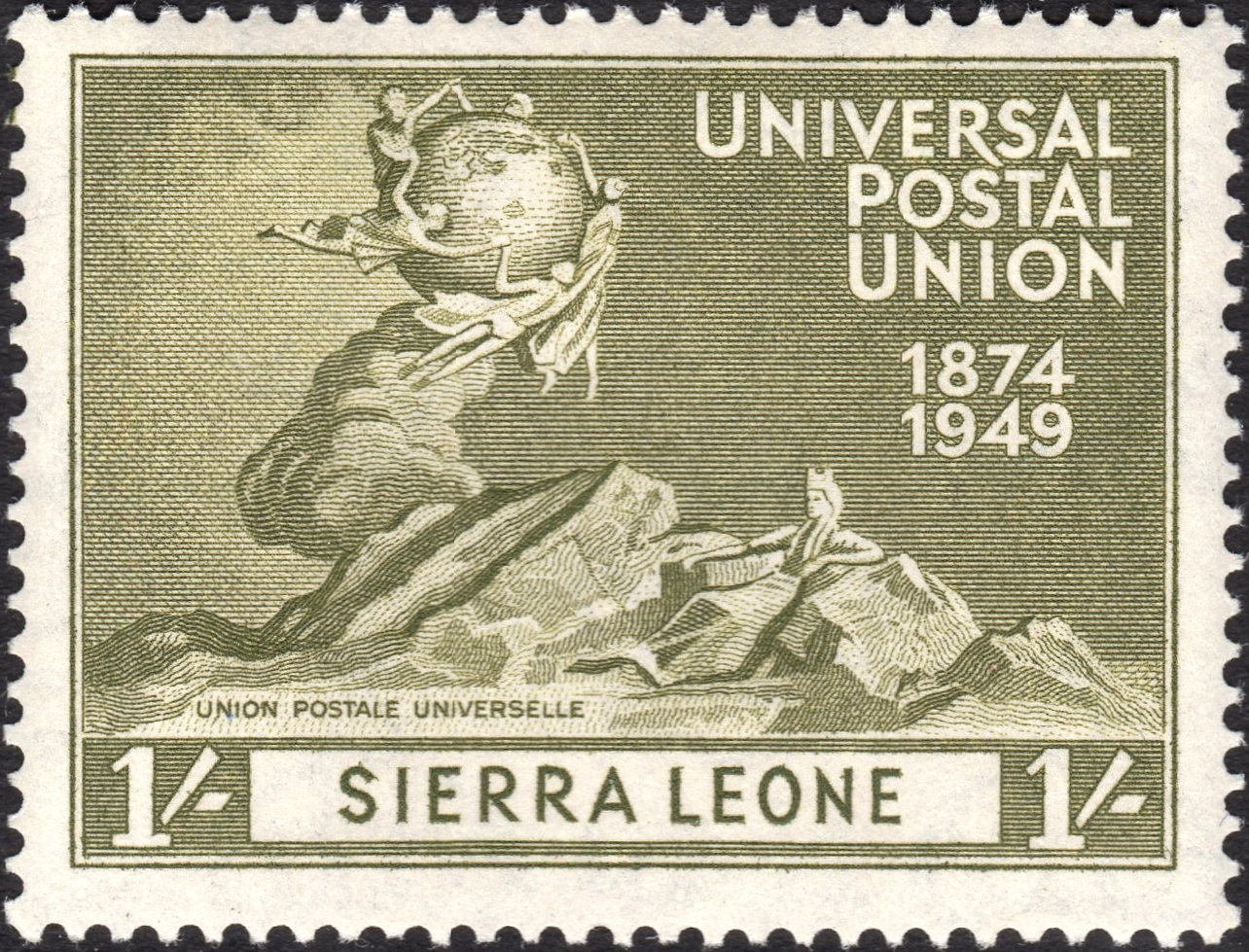
№ 174

### Танжер
Танжер выпустил серию из четырёх марок 10 октября 1949 года. Это марки Великобритании с надпечаткой «TANGIER» и новым номиналом:
- марка Michel № 46 — ВПС соединяет полушария Земли;
- марка Michel № 47 — памятник ВПС, Берн, Швейцария;
- марка Michel № 48 — Богиня Конкордия (единство), глобус с розой ветров;
- марка Michel № 49 — почтовый рожок и глобус.

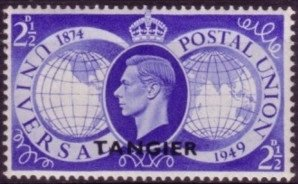
№ 46
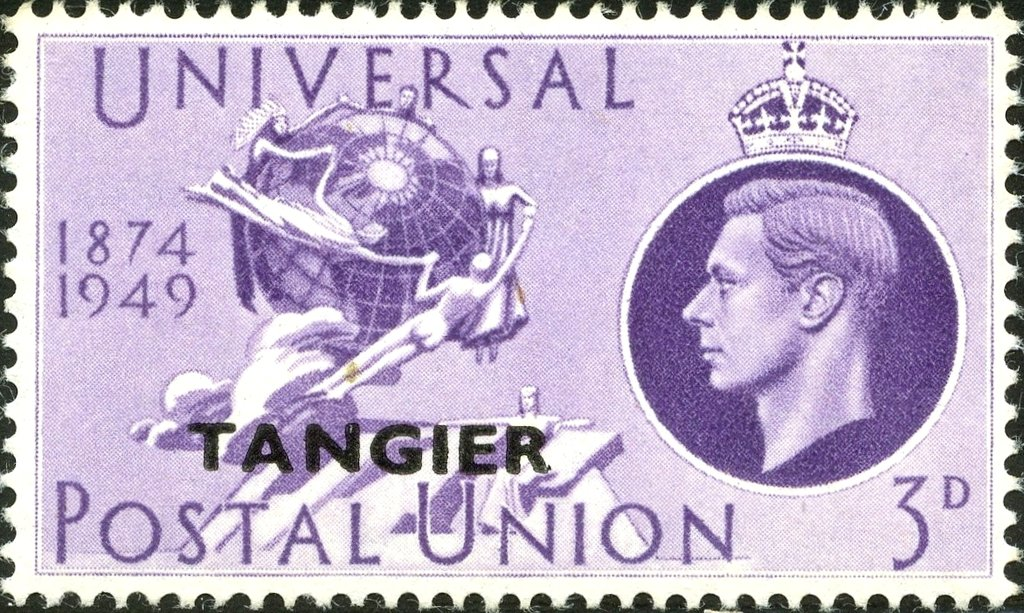
№ 47
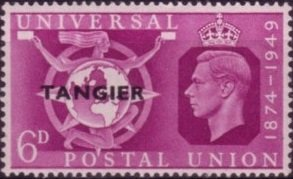
№ 48
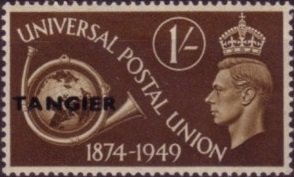
№ 49

### Того
Того выпустило одиночную марку 4 июля 1949 года. На марке Michel № 217 изображены представители разных народов перед глобусом.

### Тунис
Тунис выпустил серию из трёх марок 28 октября 1949 года одного рисунка, отличающихся цветом. На марках Michel № 360—362 изображены глобус, минарет, почтовый всадник и самолёт.

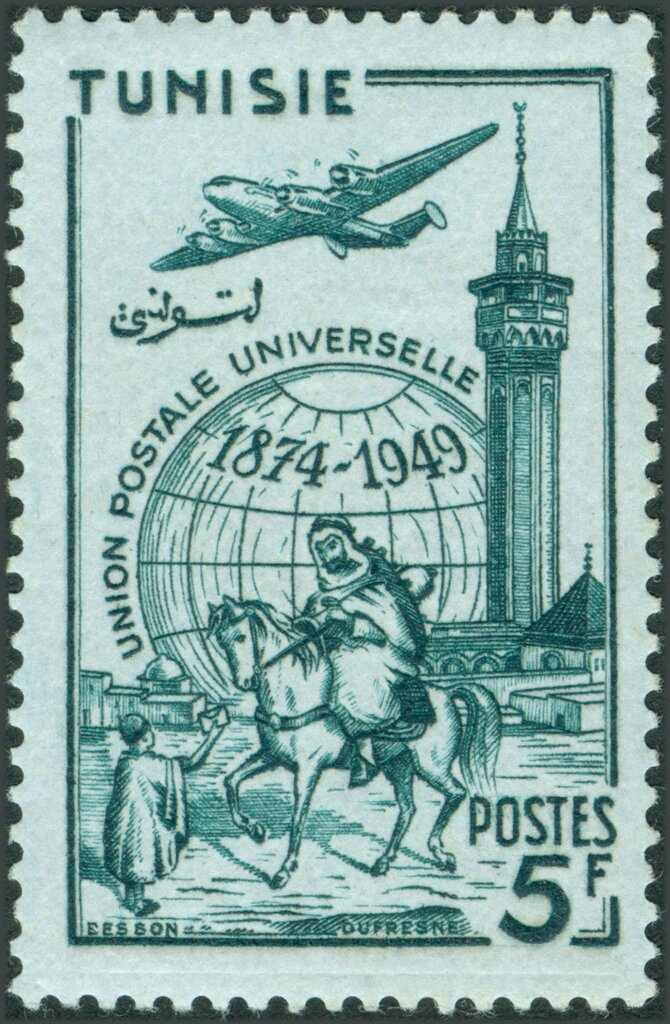
№ 360
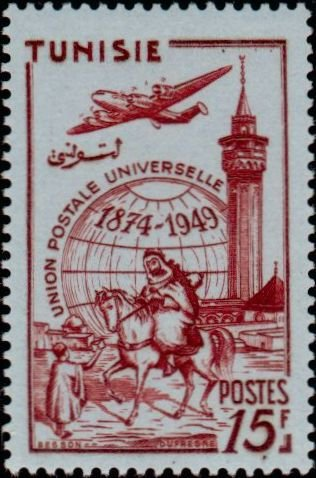
№ 361
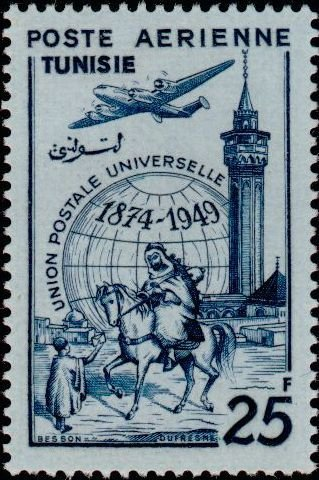
№ 362

### Французская Западная Африка
Французская Западная Африка выпустила одиночную марку 4 июля 1949 года. На марке Michel № 59 изображены представители разных народов перед глобусом.

### Французская Экваториальная Африка
Французская Экваториальная Африка выпустила одиночную марку 4 июля 1949 года. На марке Michel № 284 изображены представители разных народов перед глобусом.

### Эсватини (Свазиленд)
Эсватини (Свазиленд) выпустило серию из четырёх марок 10 октября 1949 года:
- марка Michel № 50 — Гермес, глобус и транспорт;
- марка Michel № 51 — два полушария Земли, самолёт и колёсный пароход;
- марка Michel № 52 — Гермес над глобусом;
- марка Michel № 53 — памятник ВПС, Берн, Швейцария.

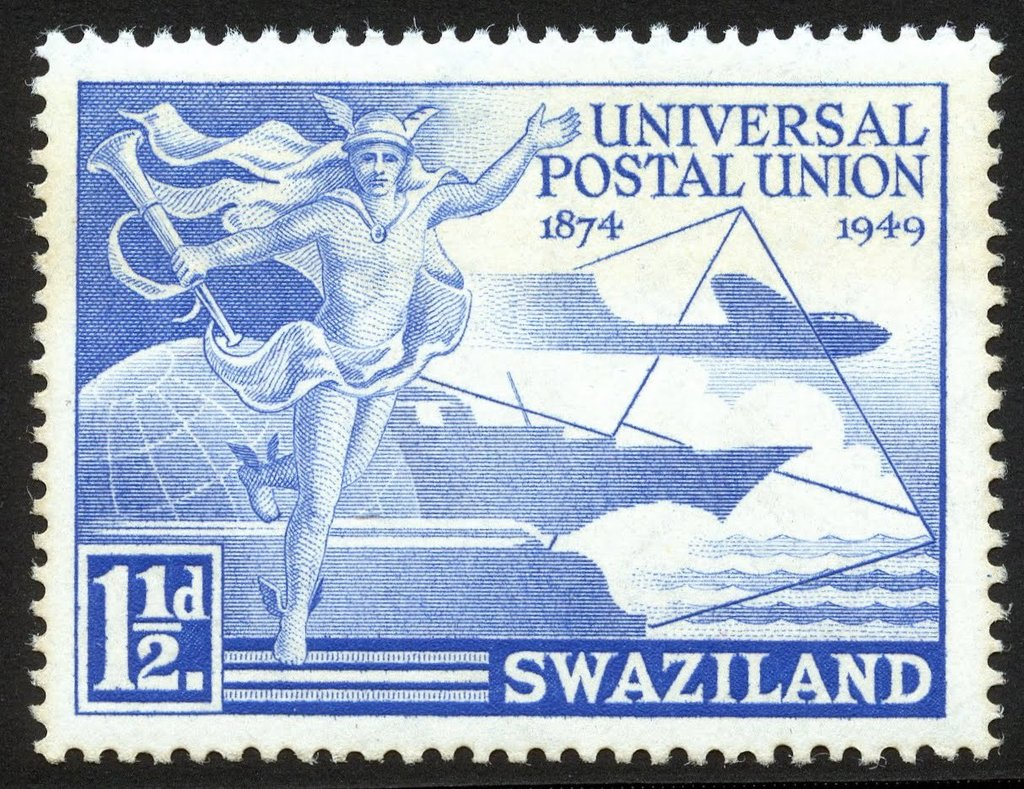
№ 50
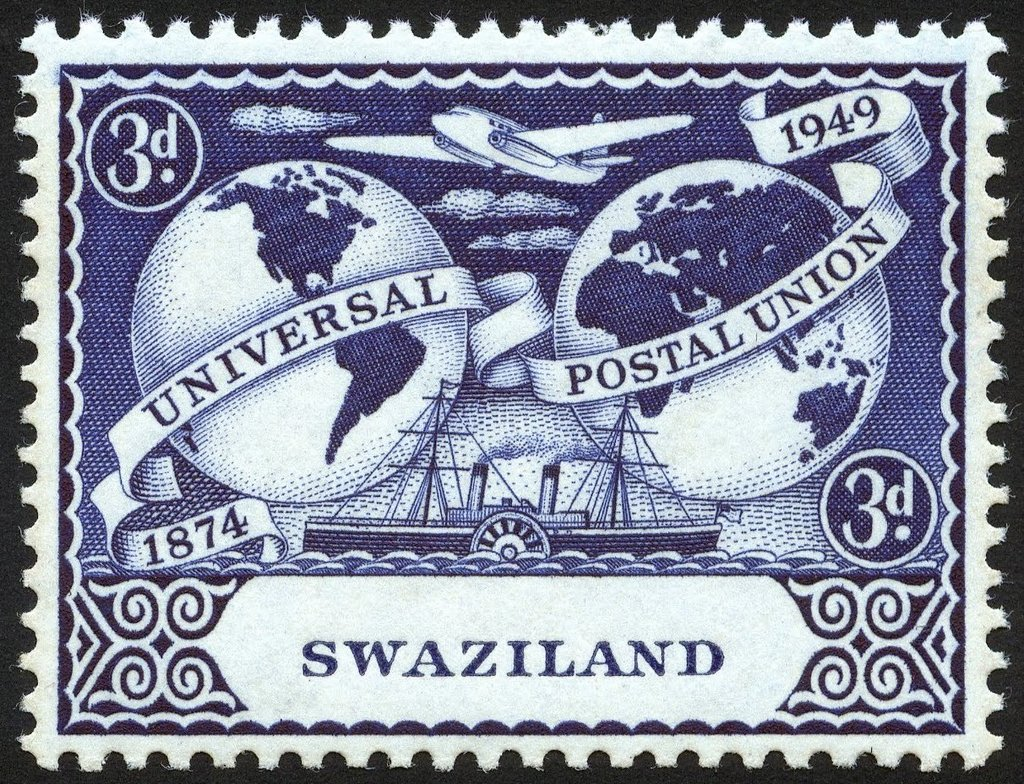
№ 51
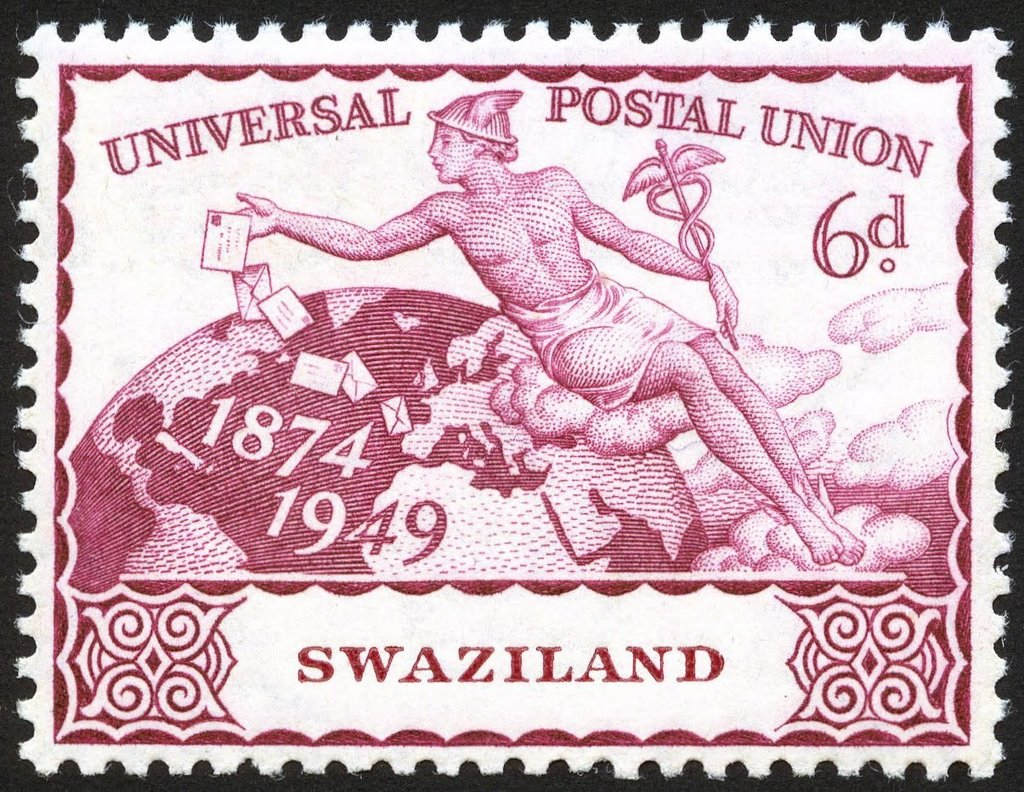
№ 52
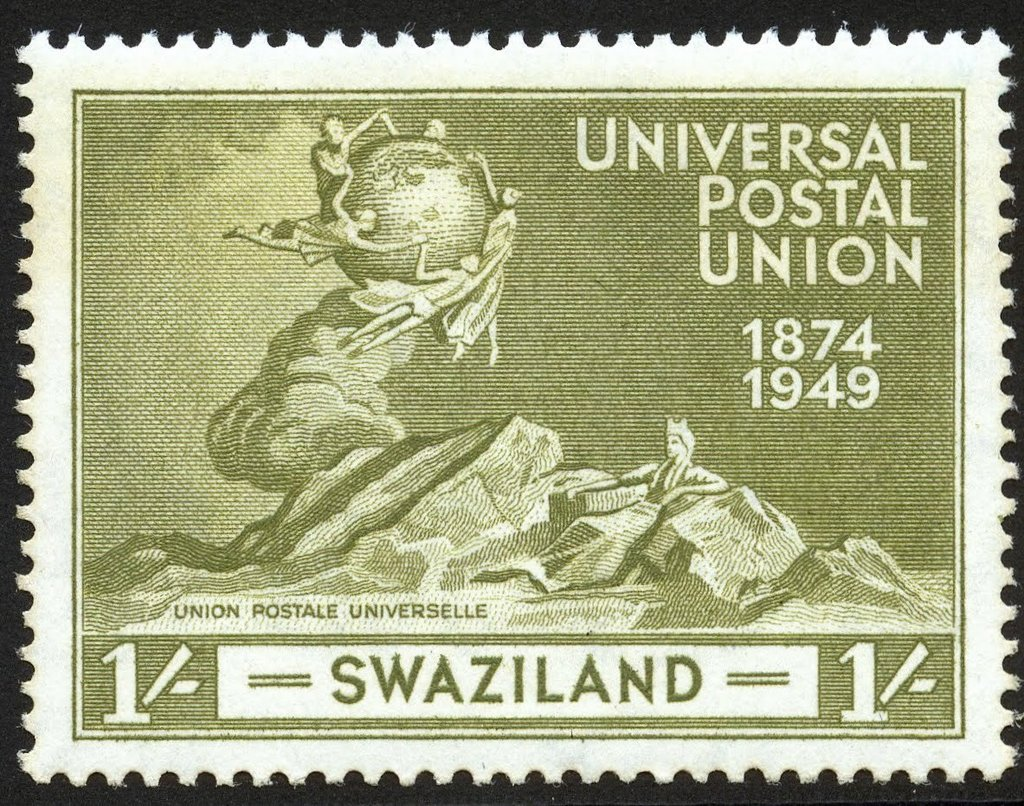
№ 53

### Эфиопия
Эфиопия выпустила серию из четырёх марок 3 апреля 1949 года одного рисунка, отличающихся цветом. На марках Michel № 271—274 изображён памятник ВПС, Берн, Швейцария.

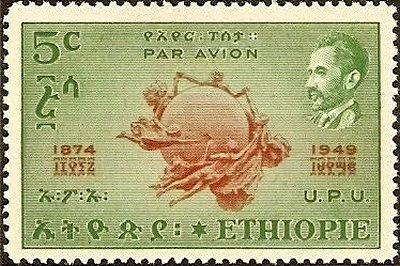
№ 271
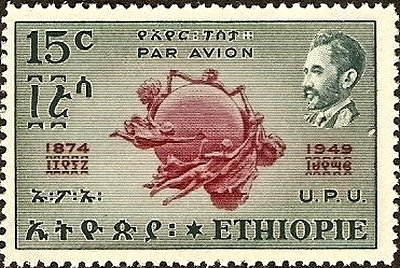
№ 272
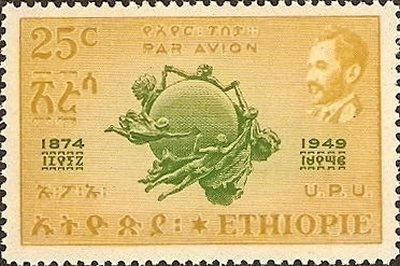
№ 273
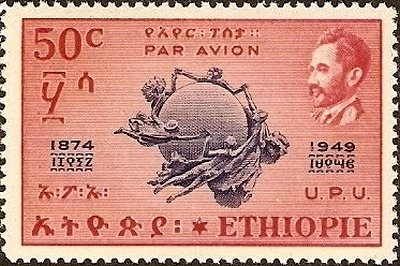
№ 274

### Юго-Западная Африка
Юго-Западная Африка выпустила серию из шести марок 1 октября 1949 года одного рисунка, отличающихся цветом и языком надписей Michel № 260—265: № 260, 262, 264 на английском, Michel № 261, 263, 265 на африкаанс. На марках изображена скульптура Меркурия фламандского скульптора Джованни да Болонья Джамболоньи, работавшего в Италии. Это перевыпущенные марки Южно-Африканской Республики Michel № 211—216 соответственно с надпечаткой SWA.

### Южная Родезия
Южная Родезия выпустила серию из двух марок 10 октября 1949 года:
- марка Michel № 70 — два полушария Земли, самолёт и колёсный пароход;
- марка Michel № 71 — Гермес над глобусом.

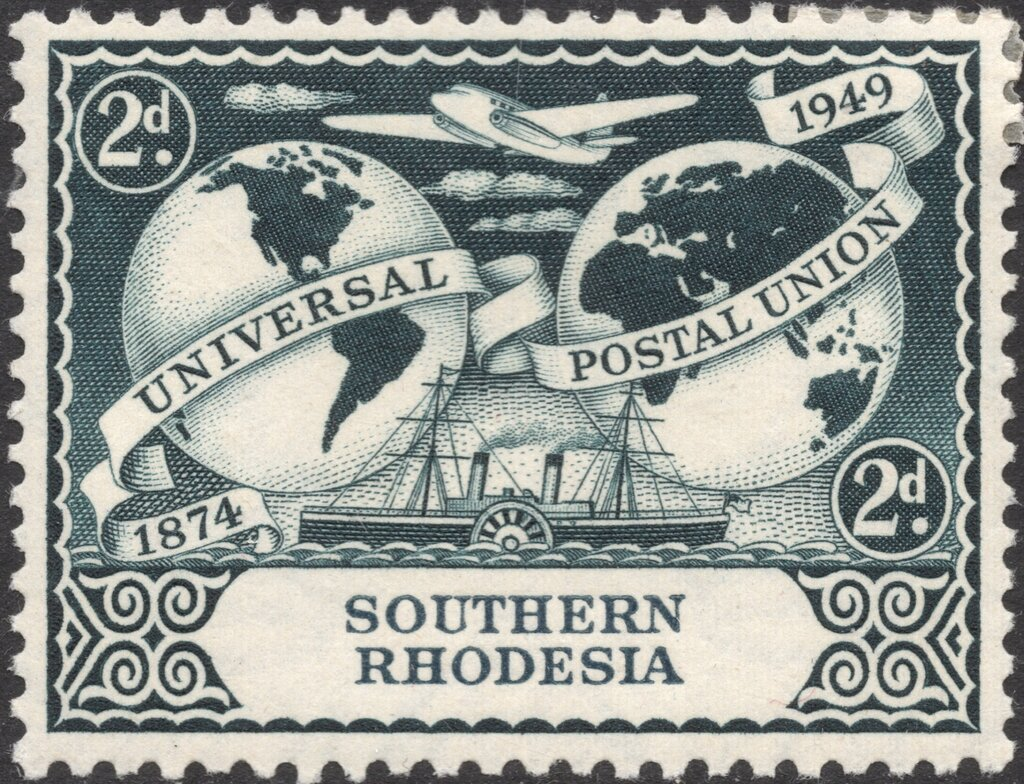
№ 70
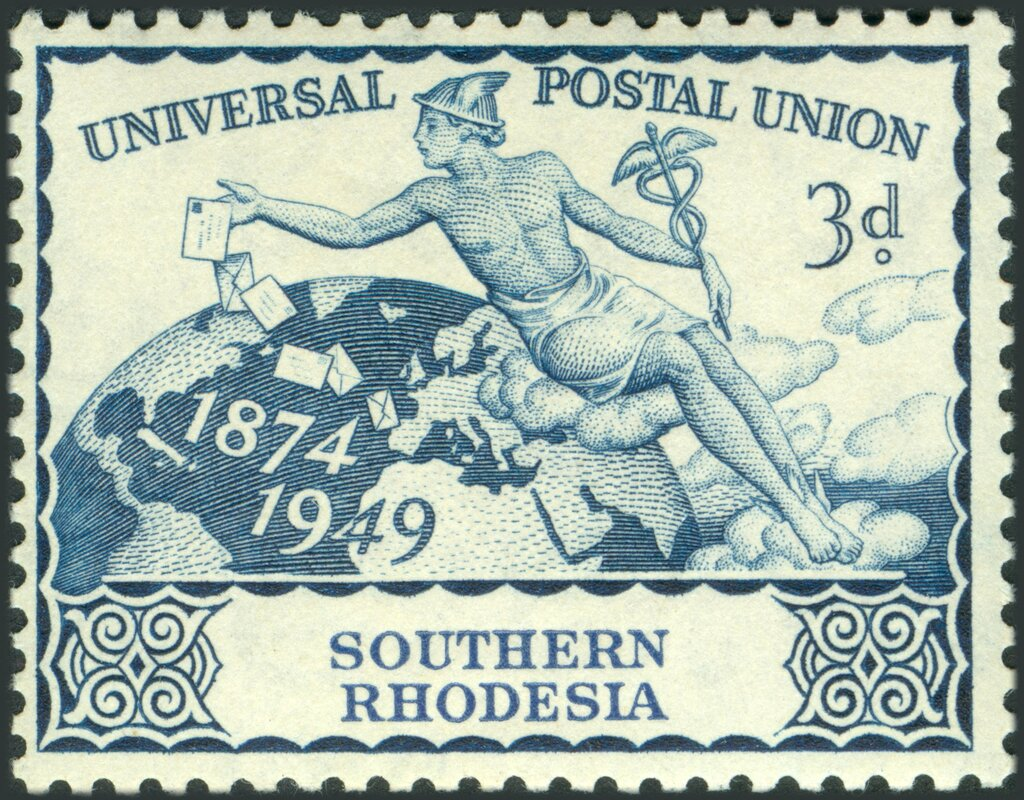
№ 71

### Южно-Африканская Республика
Южно-Африканская Республика выпустила серию из шести марок 1 октября 1949 года одного рисунка, отличающихся цветом и языком надписей Michel № 211—216: № 211, 213, 215 на английском, № 212, 214, 216 на африкаанс. На марках изображена скульптура Меркурия фламандского скульптора Джованни да Болонья Джамболоньи, работавшего в Италии. Эти марки Юго-Западная Африка перевыпустила с Michel № 260—265 соответственно и надпечаткой SWA.

## Европа
Всего 40 стран.

### Австрия
Австрия выпустила серию из трёх марок 8 октября 1949 года:
- марка Michel № 943 — почтовый конверт и почтовый рожок;
- марка Michel № 944 — юбилейная доска;
- марка Michel № 945 — девичья голова.

### Албания
Албания выпустила серию из трёх марок 1 июля 1950 года Michel № 482—484 одного рисунка, отличающихся цветом. На марках изображены почтальон, самолет, глобус, железная дорога.

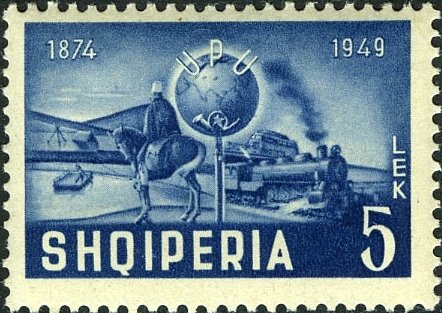
№ 482
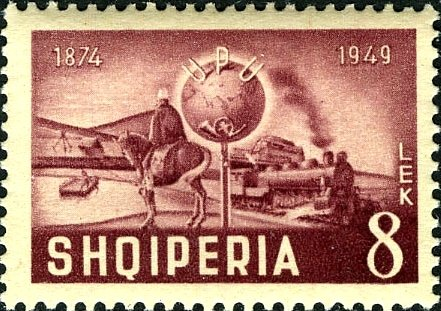
№ 483
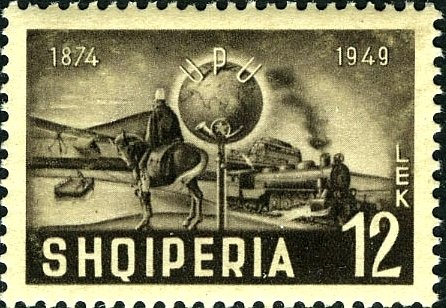
№ 484

### Баден
Баден выпустил серию их двух марок 4 октября 1949 года одного рисунка, отличающихся цветом. На марках Michel № 56—57 изображены
почтовый рожок, глобус и оливковая ветвь.

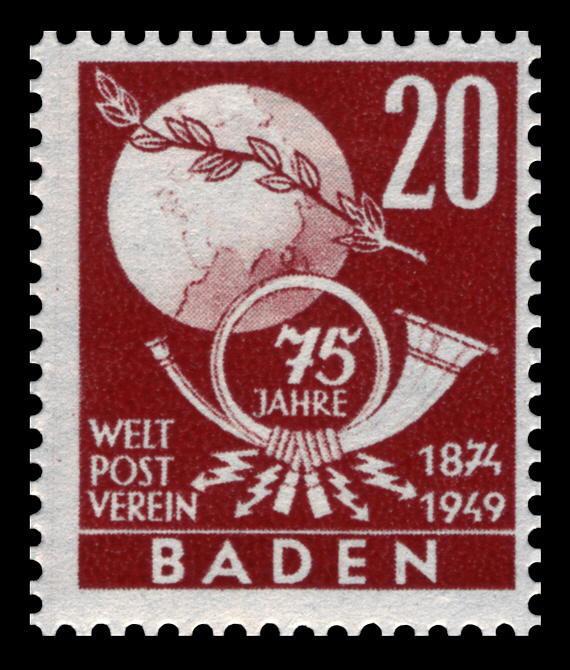
№ 56
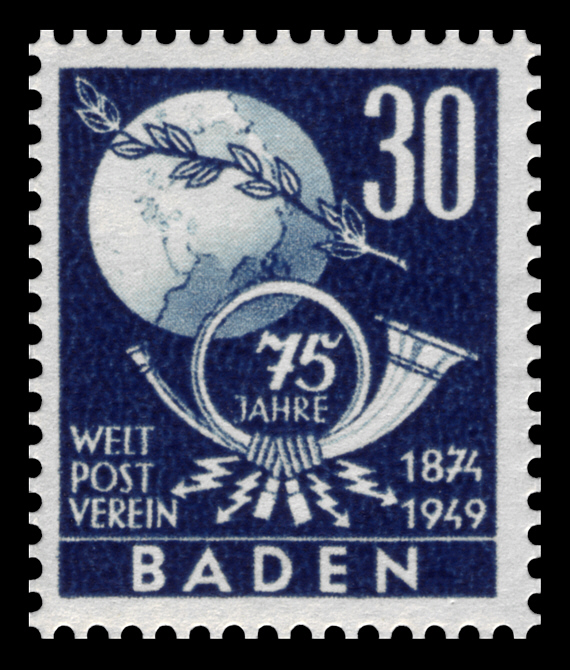
№ 56

### Бельгия

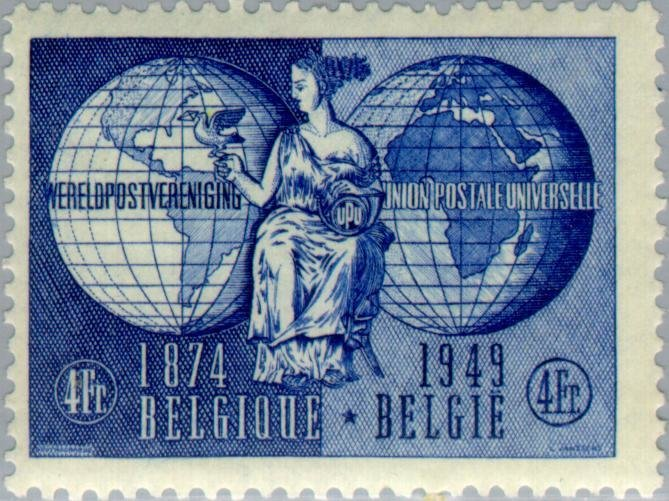
№ 852

Бельгия выпустила одиночную марку 1 октября 1949 года. На марке Michel № 852 изображён женский облик между полушариями Земли.

### Болгария
Болгария выпустила одиночную марку 10 октября 1949 года. На марке Michel № 708 изображены глобус и почтовый голубь.

### Ватикан
Ватикан выпустил серию из двух марок 3 декабря 1949 года одного рисунка, отличающихся цветом. На марках Michel № 161—162 изображены ангелы, летающие вокруг земного шара.

### Великобритания
Великобритания выпустила серию из четырёх марок 10 октября 1949 года:
- марка Michel № 241 — ВПС соединяет полушария Земли;
- марка Michel № 242 — памятник ВПС, Берн, Швейцария;
- марка Michel № 243 — Богиня Конкордия (единство), глобус с розой ветров;
- марка Michel № 244 — почтовый рожок и глобус.

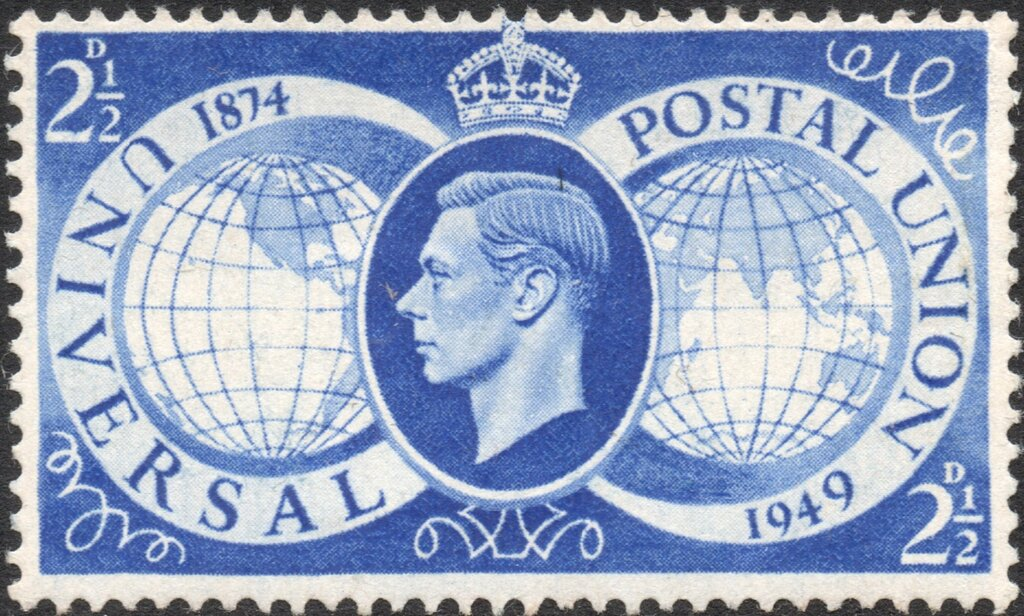
№ 241
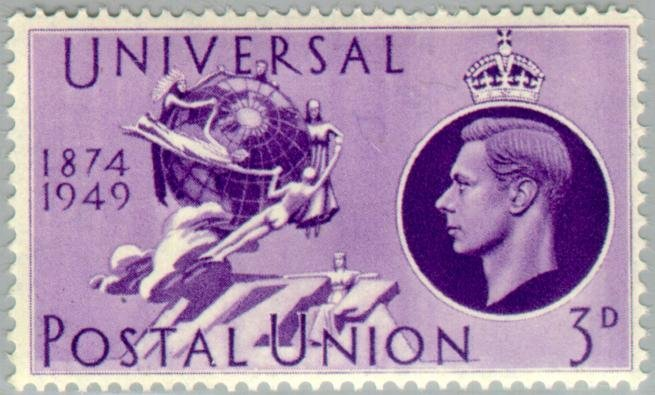
№ 242
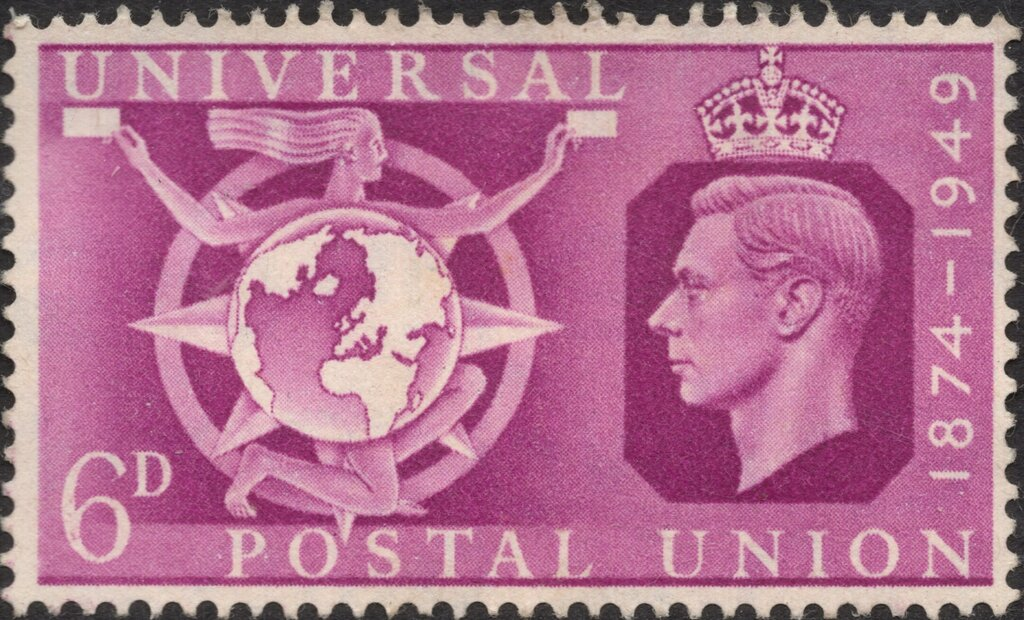
№ 243
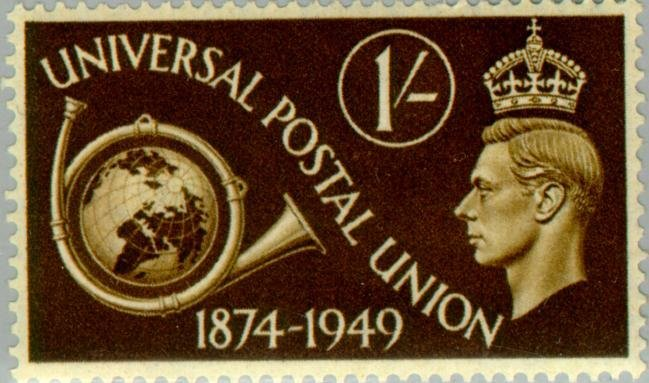
№ 244

### Венгрия
Венгрия выпустила двулетнюю серию из трёх марок и блока: 1 ноября 1949 года Michel № 1056—1058 и 2 июля 1950 года Michel № 1111 Block 18:
- марки Michel № 1056—1057 — переплетённые буквы UPU и почтовый рожок на фоне полушарий Земли;

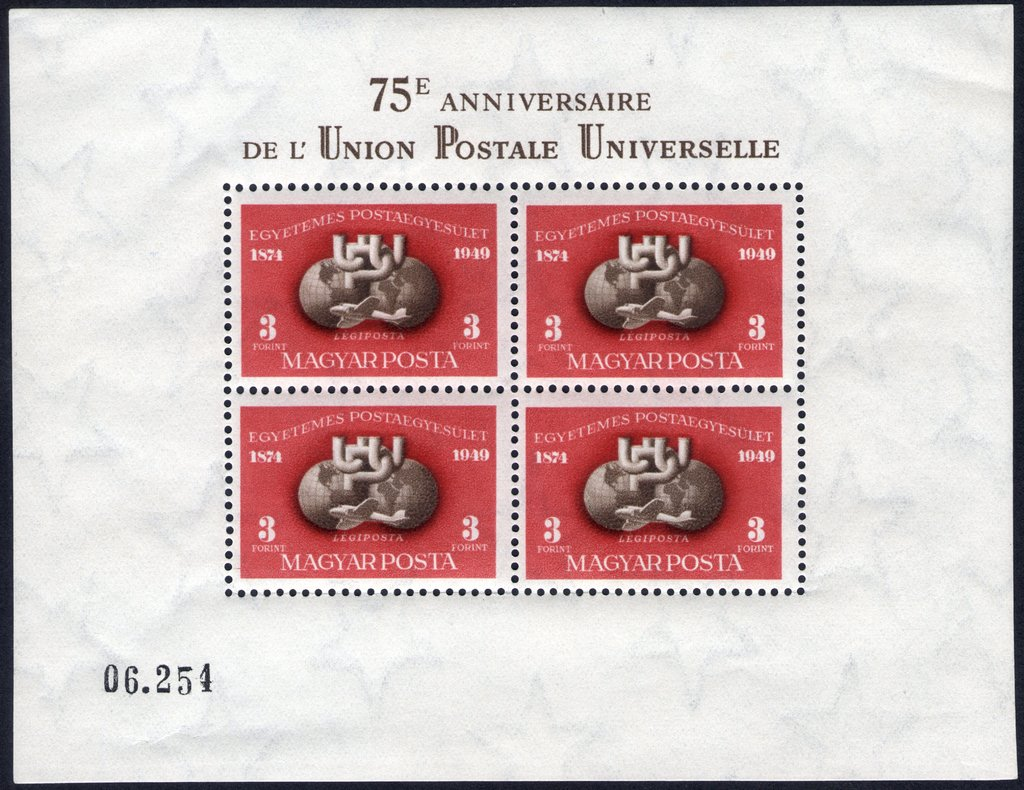
марка Michel № 1058, почтовый блок № Block 18 — переплетённые буквы UPU и самолёт на фоне полушарий Земли.

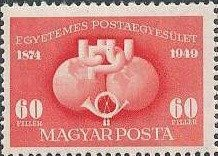
№ 1056
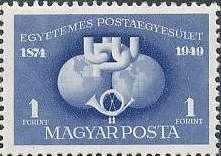
№ 1057
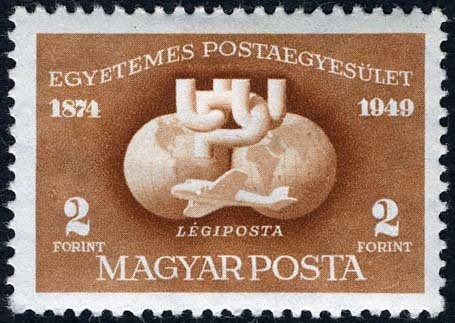
№ 1058

- № Block 18

### Вюртемберг-Гогенцоллерн
Вюртемберг-Гогенцоллерн выпустил серию их двух марок 4 октября 1949 года одного рисунка, отличающихся цветом. На марках Michel № 51—52 изображены
почтовый рожок, глобус и оливковая ветвь.

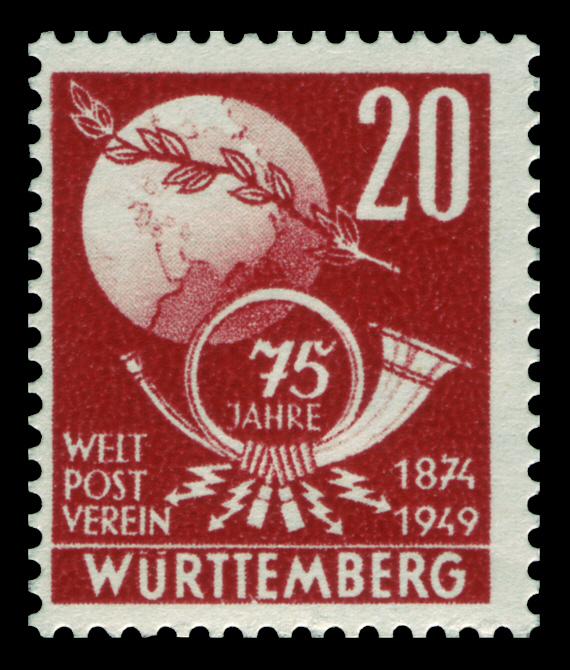
№ 51
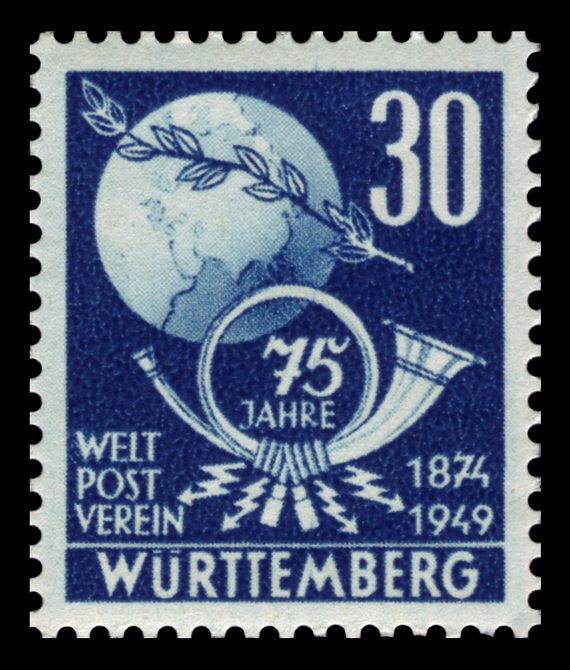
№ 52

### Германия
Германия выпустила одиночную марку 9 октября 1949 года. На марке Michel № 116 изображены Генрих фон Стефан (1831—1897), почтальон, соучредитель Всемирного почтового союза, слева Главпочтамт в Берлине, справа ратуша Äussere Stand в Берне.

### Германская Демократическая Республика

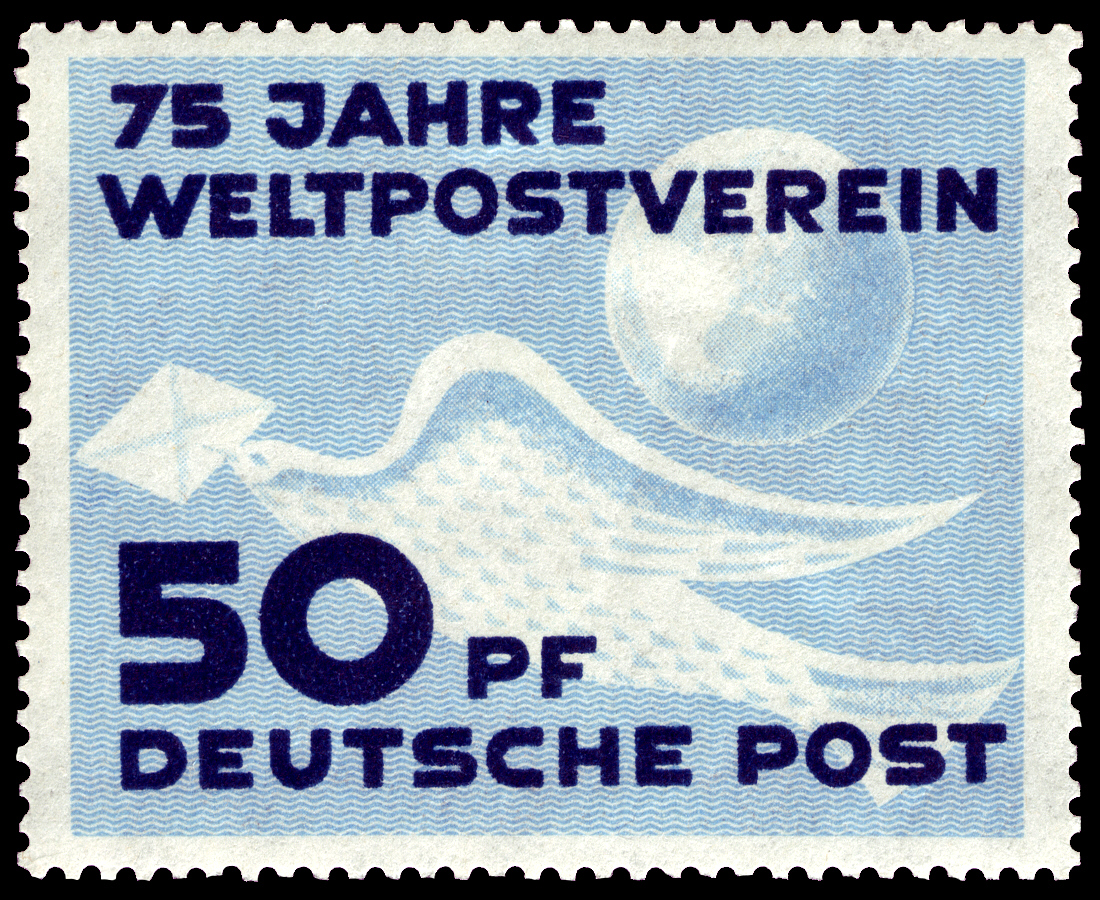
№ 242

Германская Демократическая Республика выпустила одиночную марку 9 октября 1949 года. На марке Michel № 242 изображены почтовый голубь, почтовый конверт и глобус.

### Гибралтар
Гибралтар выпустил серию из четырёх марок 10 октября 1949 года:
- марка Michel № 125 — Меркурий, глобус и почтовый конверт;
- марка Michel № 126 — два полушария Земли, пароход и самолёт;
- марка Michel № 127 — Меркурий разбрасывает почтовые конверты над глобусом;
- марка Michel № 128 — памятник ВПС, Берн, Швейцария.

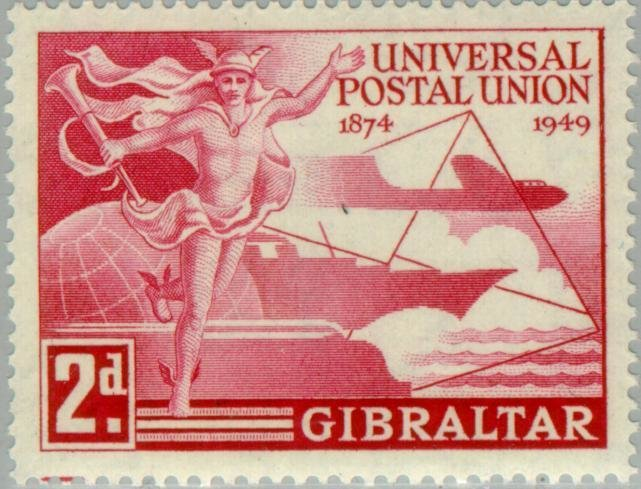
№ 125
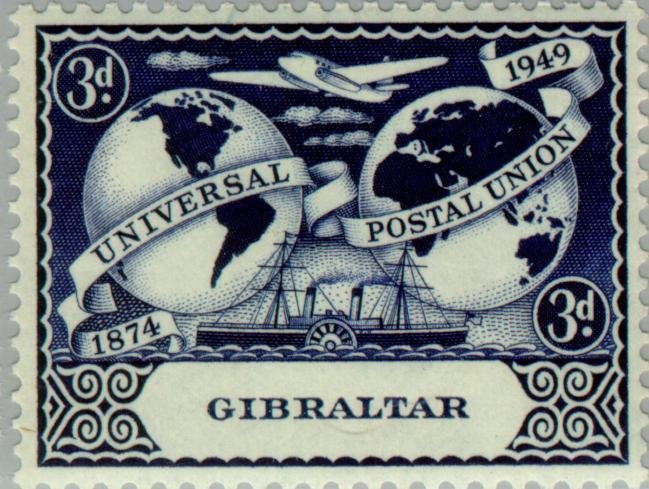
№ 126
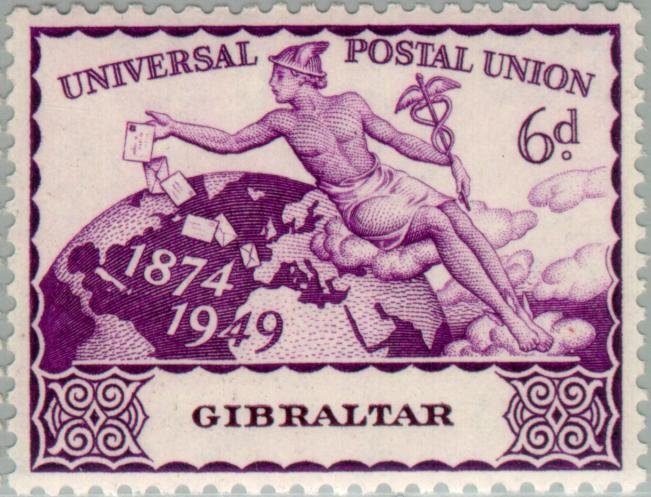
№ 127
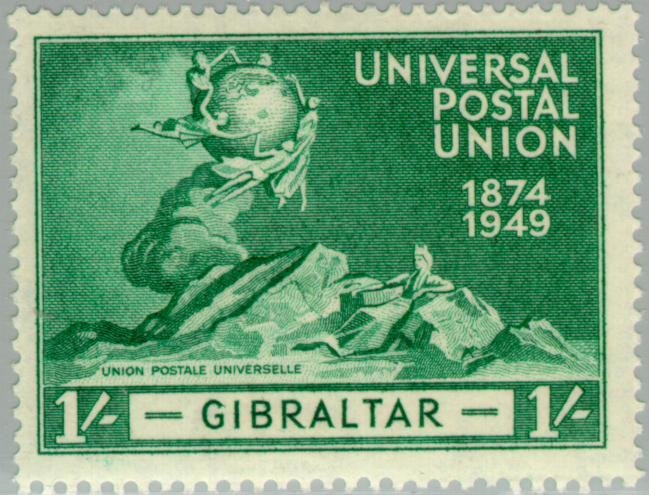
№ 128

### Греция

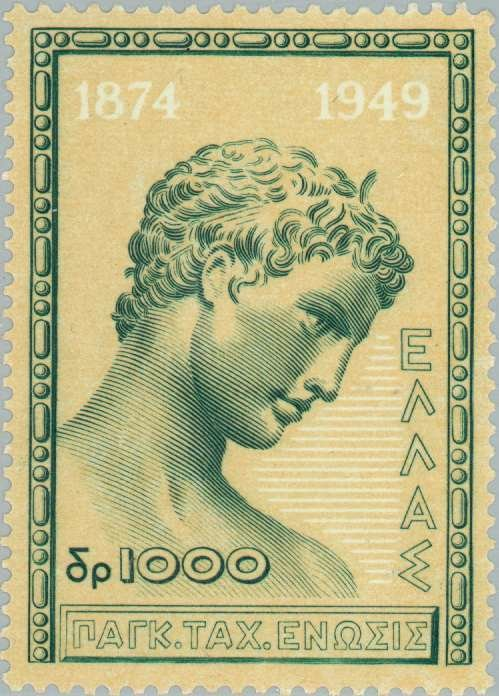
№ 577

Греция выпустила одиночную марку 21 мая 1950 года. На марке Michel № 577 изображён Марафонский юноша.

### Дания
Дания выпустила одиночную марку 9 октября 1949 года. На марке Michel № 320 изображены глобус и лента с надписью.

### Западный Берлин
Западный Берлин выпустил серию из семи марок 9 апреля 1949 года практически одного рисунка:
- марки Michel № 35—39 — Генрих фон Стефан (1831—1897), почтальон, соучредитель Всемирного почтового союза на фоне глобуса;
- марки Michel № 40—41 — Генрих фон Стефан (1831—1897), почтальон, соучредитель Всемирного почтового союза.

### Исландия
Исландия выпустила серию из четырёх марок 9 октября 1949 года:
- марка Michel № 259 — вьючный караван и памятник ВПС, Берн, Швейцария;
- марка Michel № 260 — Рейкьявик и памятник ВПС, Берн, Швейцария;
- марка Michel № 261 — карта Исландии и памятник ВПС, Берн, Швейцария;
- марка Michel № 262 — дорога в Тингвеллире и памятник ВПС, Берн, Швейцария.

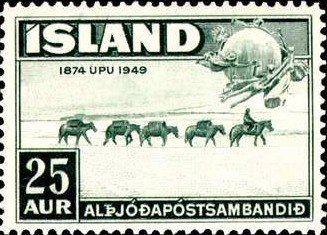
№ 259
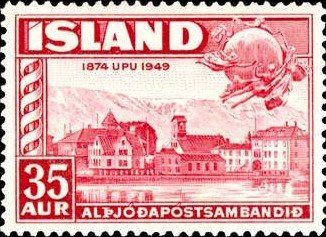
№ 260
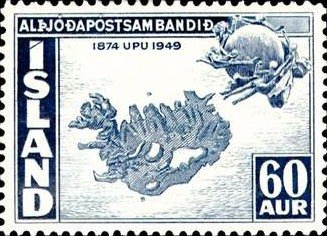
№ 261
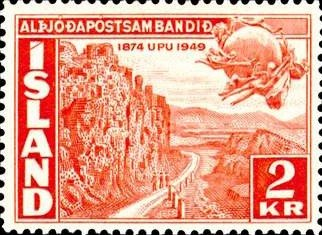
№ 262

### Испания
Испания выпустила серию из трёх марок 9 октября 1949 года одного рисунка, отличающихся цветом. Также эти марки выпущены с надпечаткой для Ифни. На марках Michel № 969—971 изображены глобус, слева Ратуша Äussere Stand в Берне, справа Дворец Связи в Мадриде.

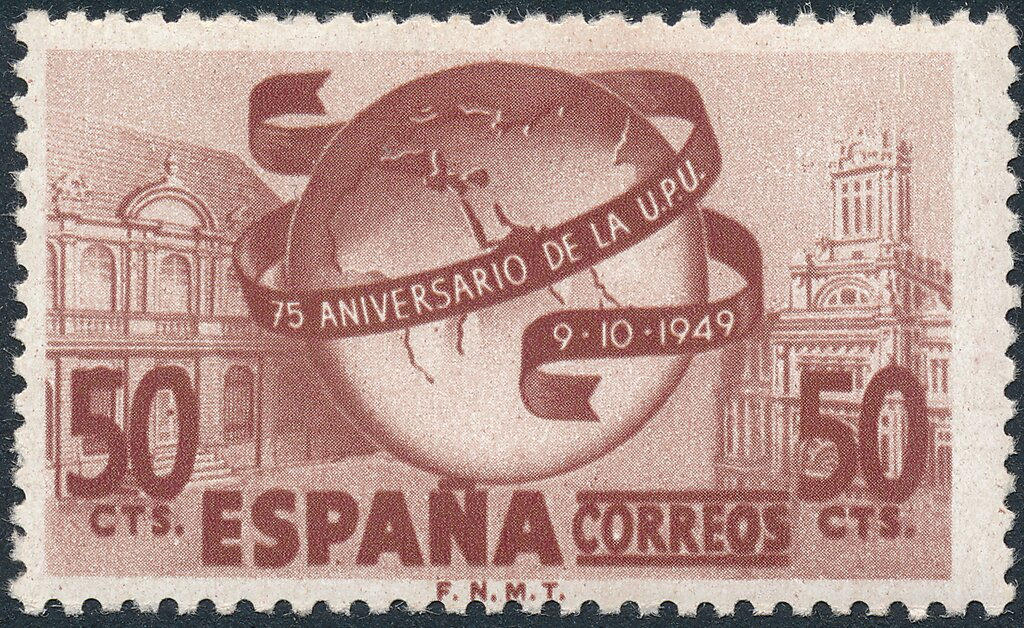
№ 969
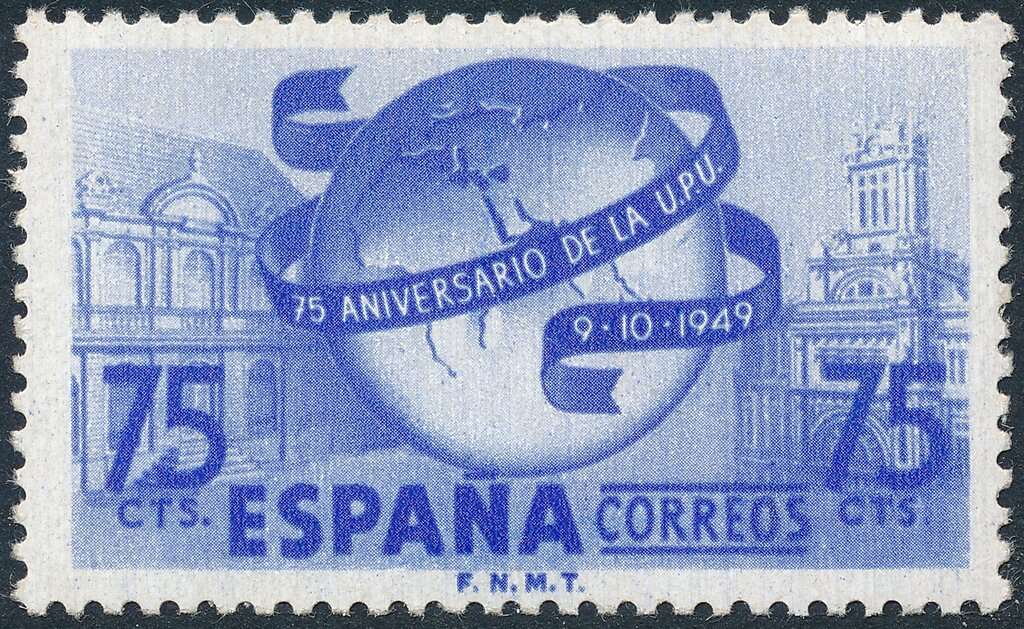
№ 970
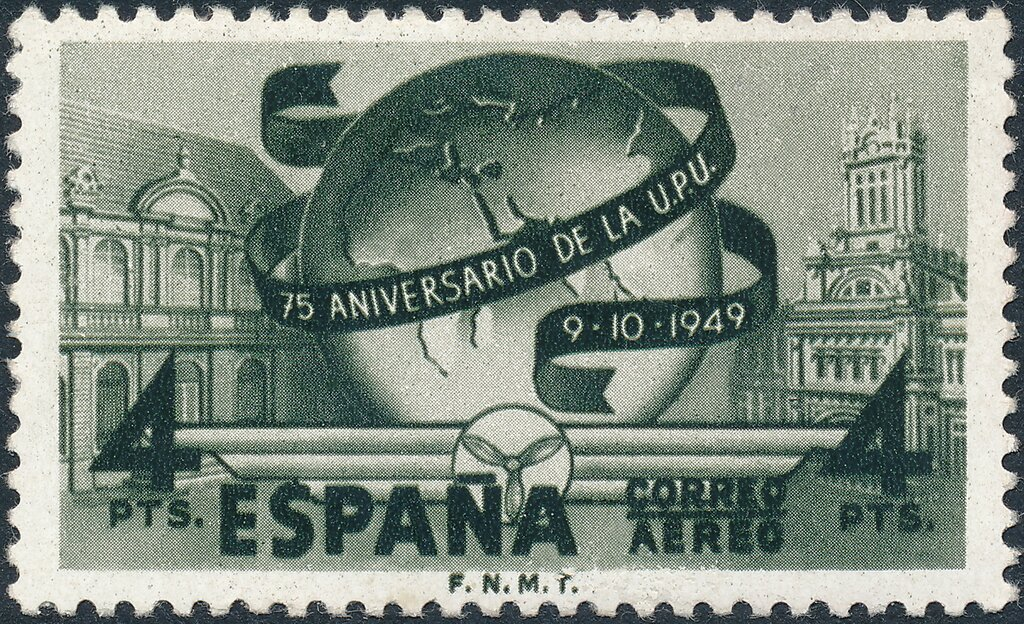
№ 971

### Италия

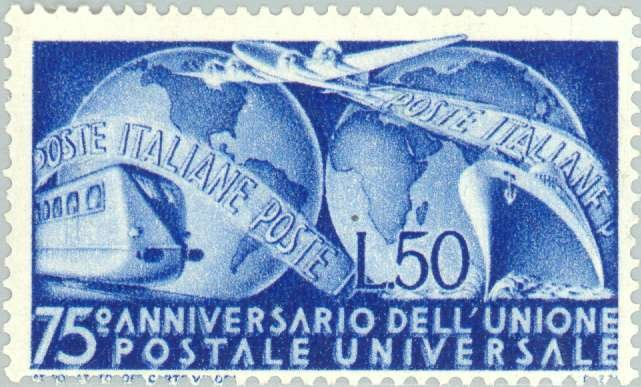
№ 772

Италия выпустила одиночную марку 2 мая 1949 года. На марке Michel № 772 изображены два полушария Земли, дизель-поезд, самолёт и пароход.
Эту марку Зона A Триеста перевыпустила с Michel № 64 и надпечаткой англ. A.M.G.-F.T.T. (англ. Allied Military Government – Free Territory of Trieste) («Союзное военное управление — Свободная территория Триеста»).

### Кипр
Кипр выпустил серию из четырёх марок 10 октября 1949 года:
- марка Michel № 159 — Гермес, глобус, самолёт, корабль;
- марка Michel № 160 — два полушария Земли, самолёт и колёсный пароход;
- марка Michel № 161 — Гермес над глобусом;
- марка Michel № 162 — памятник ВПС, Берн, Швейцария.

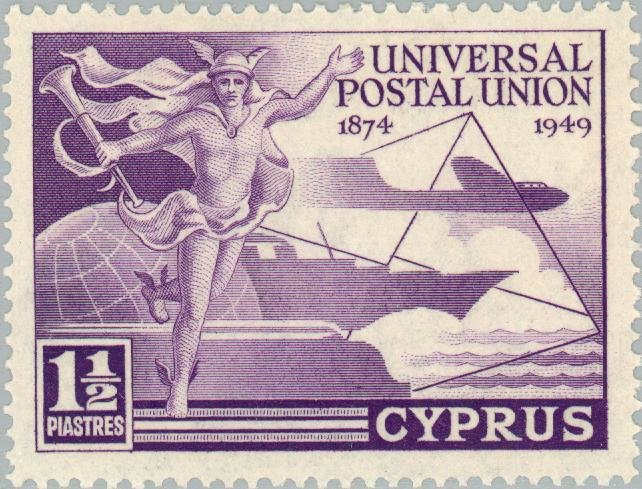
№ 159
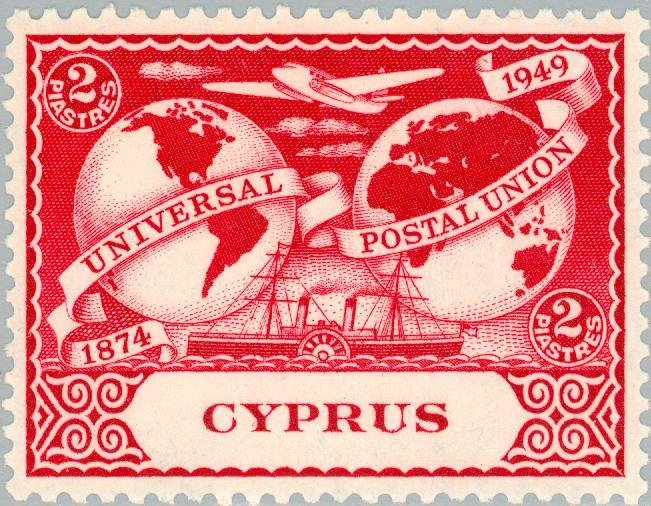
№ 160
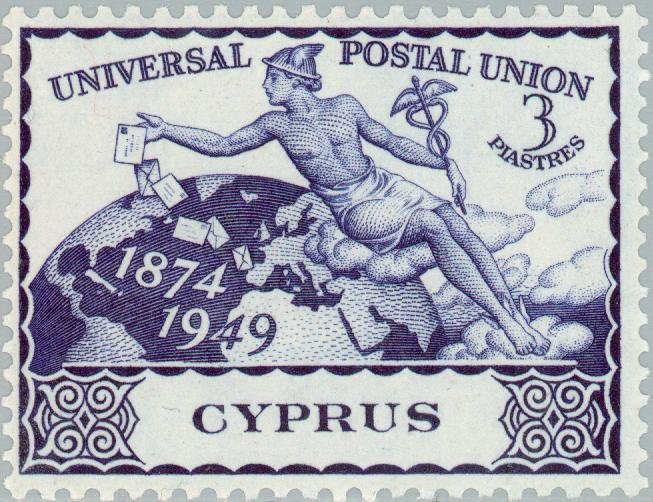
№ 161
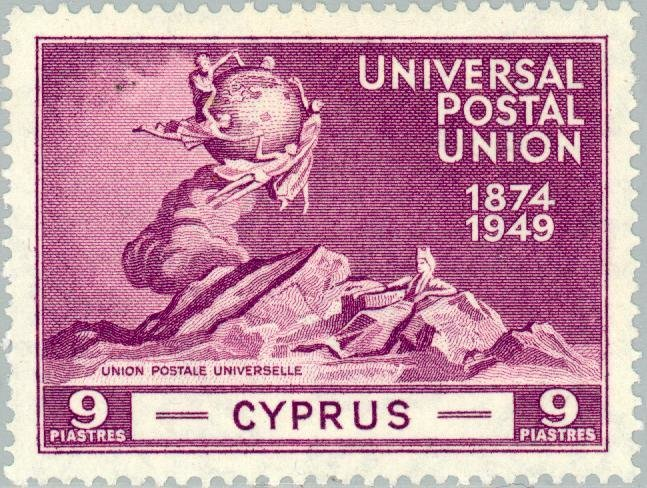
№ 162

### Лихтенштейн

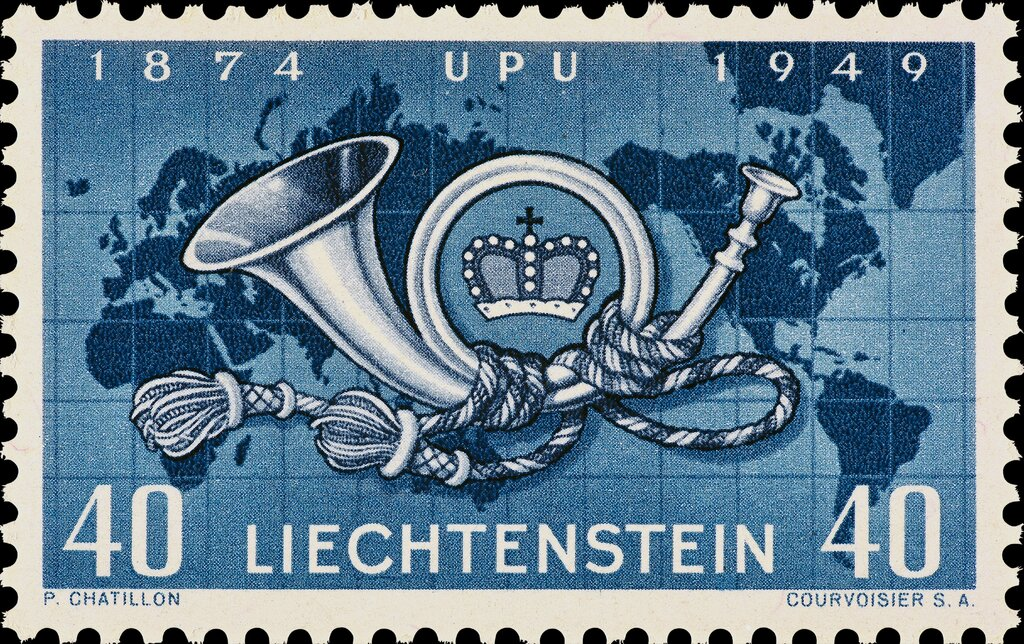
№ 277

Лихтенштейн выпустил одиночную марку 23 мая 1949 года Michel № 277. На ней изображены почтовый рожок и карта мира.

### Люксембург
Люксембург выпустил серию из четырёх марок 6 октября 1949 года одного рисунка, отличающихся цветом. На марках Michel № 460—463 изображены роликовый штемпель и карта мира:

### Мальта
Мальта выпустила серию из четырёх марок 10 октября 1949 года:
- марка Michel № 216 — Меркурий, глобус и почтовый конверт;
- марка Michel № 217 — два полушария Земли, пароход и самолёт;
- марка Michel № 218 — Меркурий разбрасывает почтовые конверты над глобусом;
- марка Michel № 219 — памятник ВПС, Берн, Швейцария.

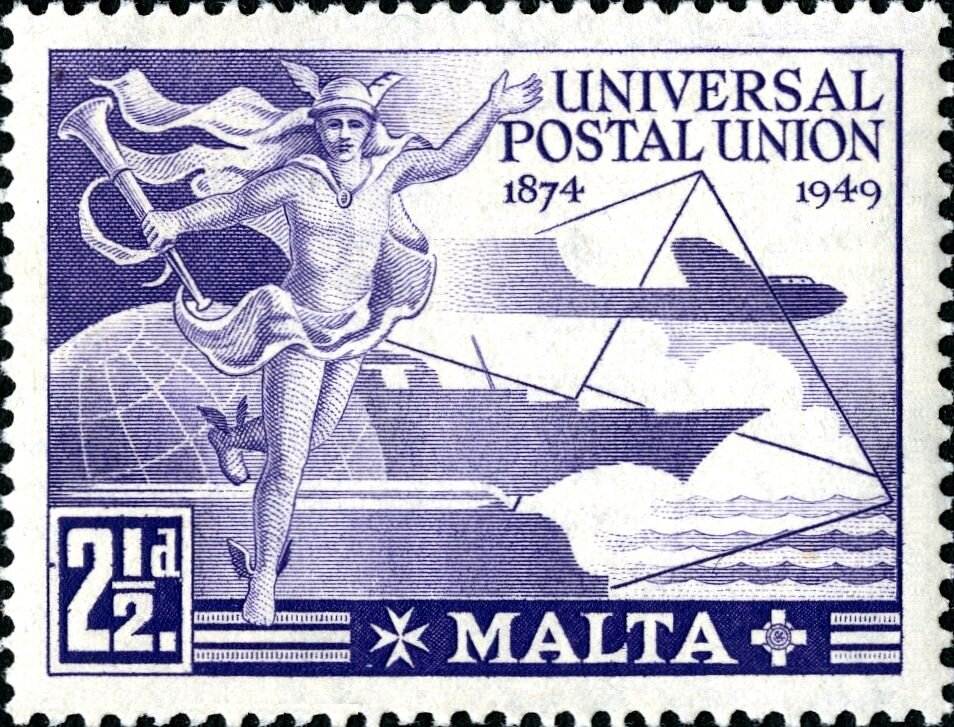
№ 216
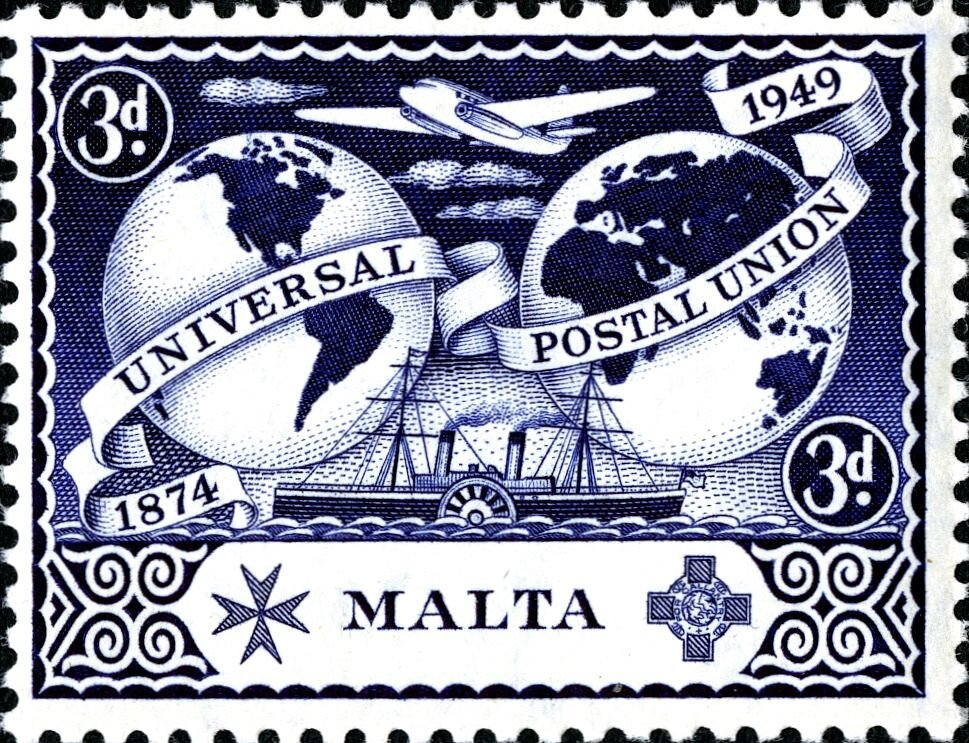
№ 217
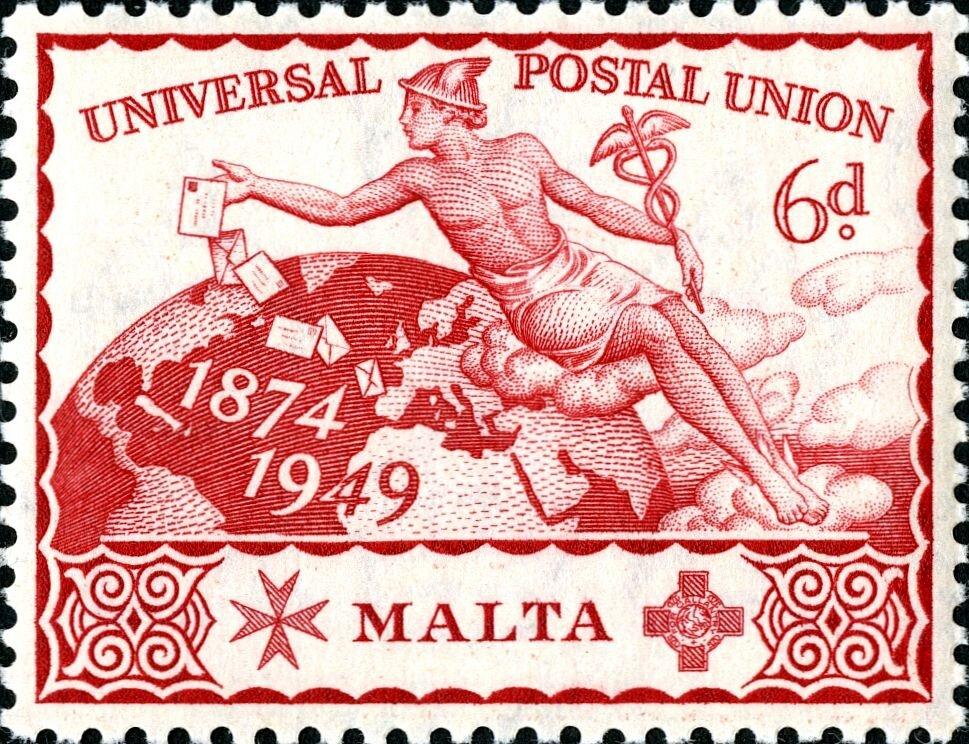
№ 218
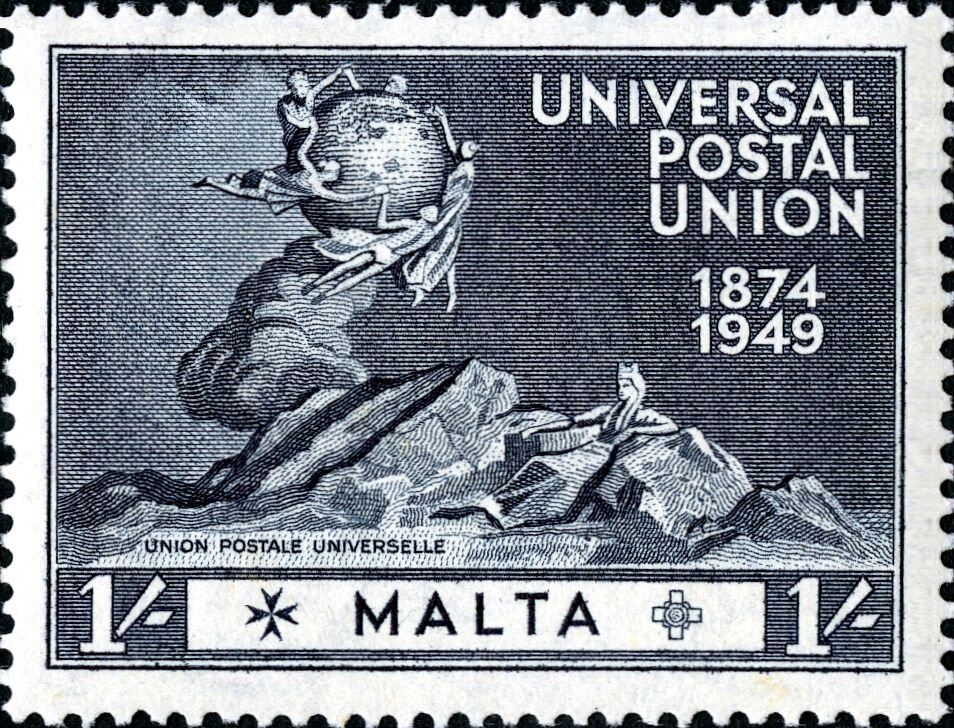
№ 219

### Монако
Монако выпустило двулетнюю серию их семи марок одного рисунка, отличающихся цветом: Michel № 401, 403, 404 27 декабря 1949 года и Michel № 402, 405—407 12 сентября 1950 года. На марках Michel № 401—407 изображены глобус и Княжеский дворец.

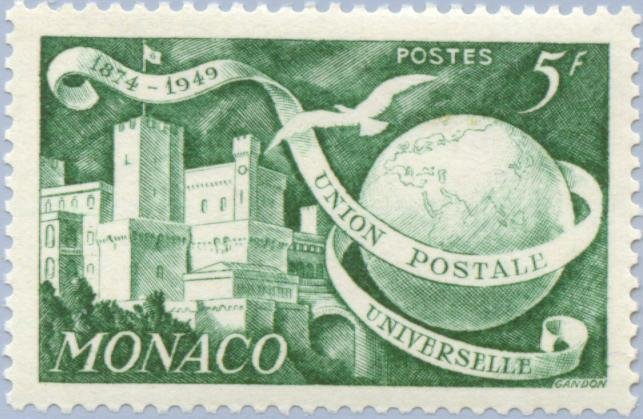
№ 401
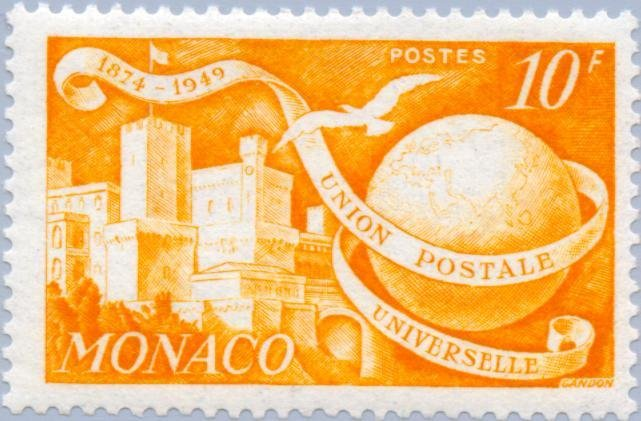
№ 402
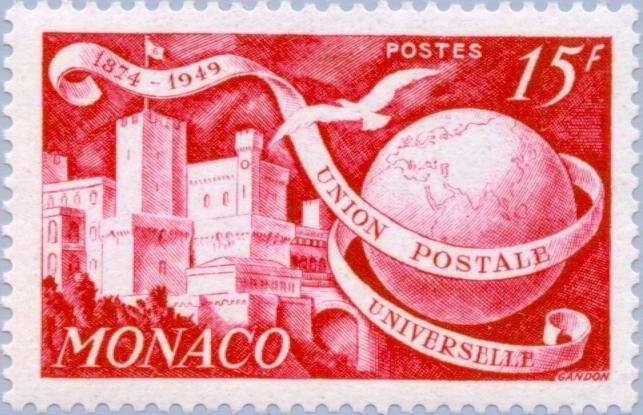
№ 403
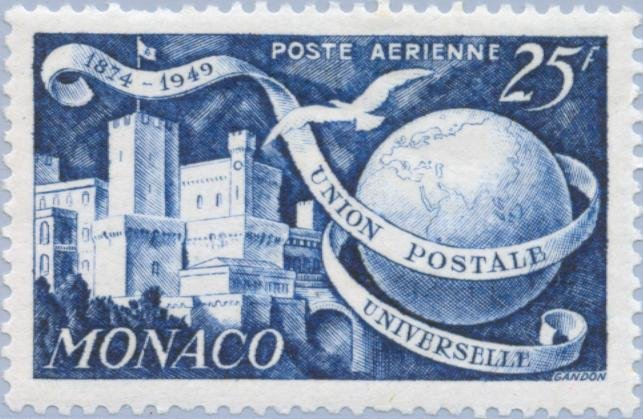
№ 404
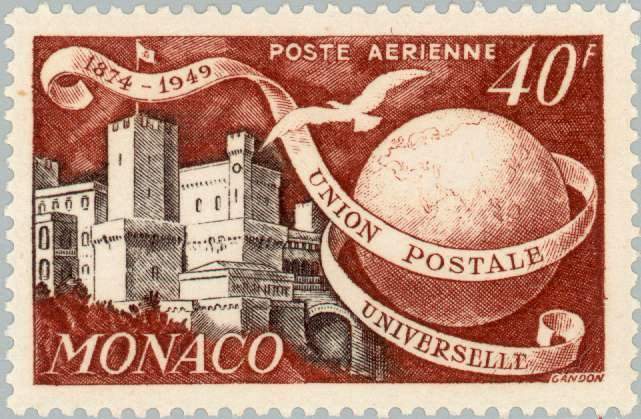
№ 405
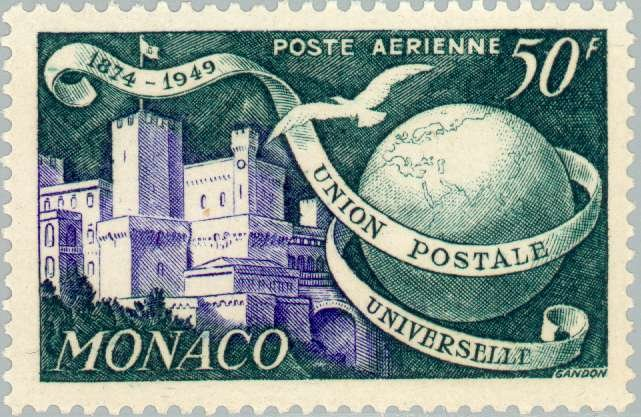
№ 406
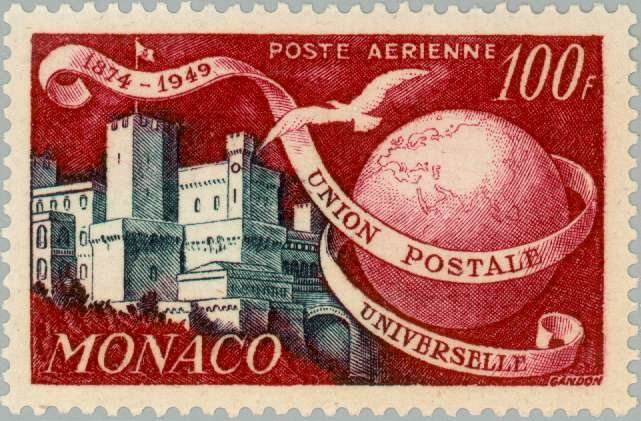
№ 407

### Нидерланды

№ 544

Нидерланды выпустили серию из двух марок 1 октября 1949 года одного рисунка, отличающихся цветом. На марках Michel № 544—545 изображен глобус из почтовых рожко́в — графика Маурица Корнелиса Эшера (1898—1972).

### Норвегия
Норвегия выпустила серию из трёх марок 8 октября 1949 года:
- марка Michel № 344 — символы 8 стран;
- марка Michel № 345 — два почтовых голубя и глобус;
- марка Michel № 346 — почтовый голубь и почтовый столб.

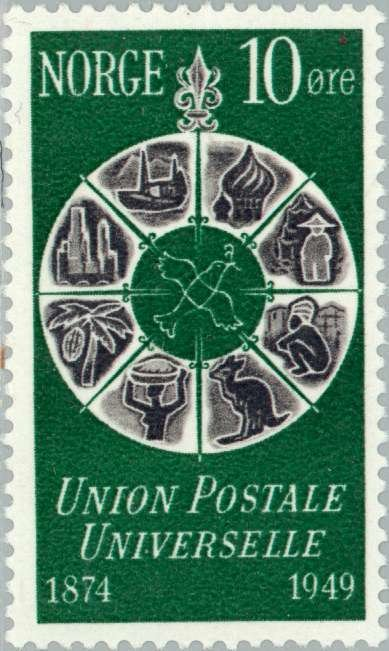
№ 344
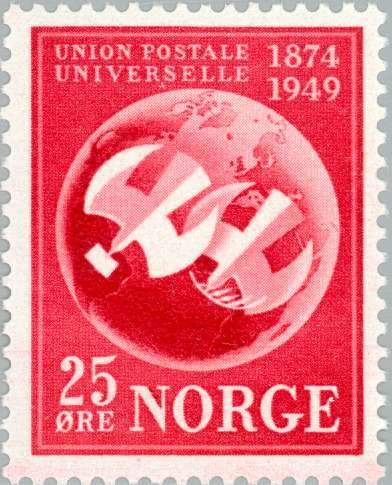
№ 345
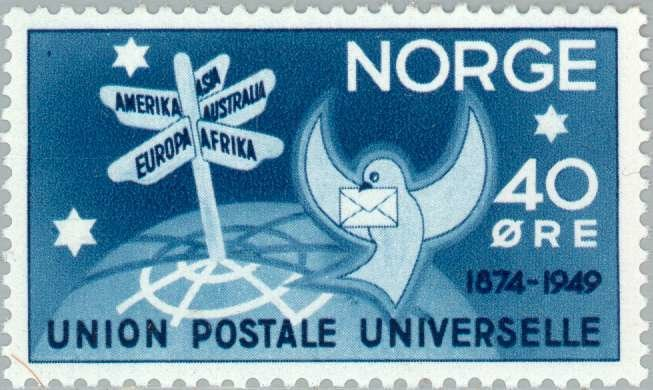
№ 346

### Польша
Польша выпустила серию из трёх марок 10 октября 1949 года:
- марка Michel № 533 — почтовый дилижанс;
- марка Michel № 534 — почтовый пароход;
- марка Michel № 535 — почтовый самолёт Дуглас DC-3 «Dakota».

### Португалия
Португалия выпустила серию их четырёх марок 29 декабря 1949 года одного рисунка, отличающихся цветом. На марках Michel № 740—743 изображены руки с почтовым конвертом.

### Рейнланд-Пфальц
Рейнланд-Пфальц выпустил серию их двух марок 4 октября 1949 года одного рисунка, отличающихся цветом. На марках Michel № 51—52 изображены почтовый рожок, глобус и оливковая ветвь.

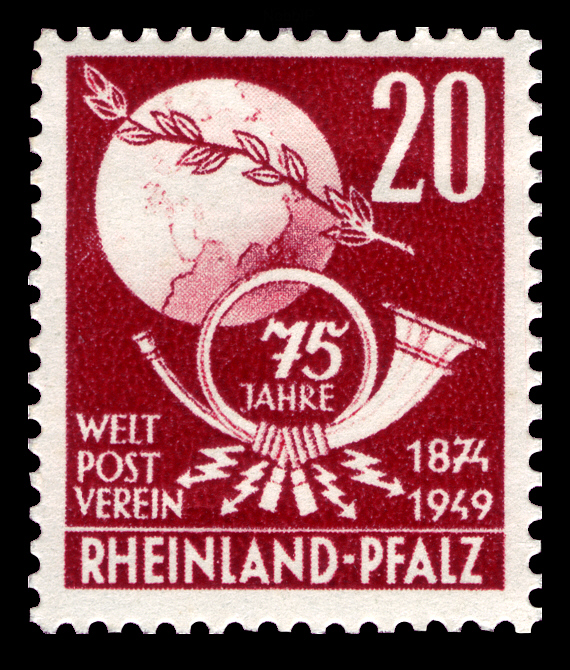
№ 51
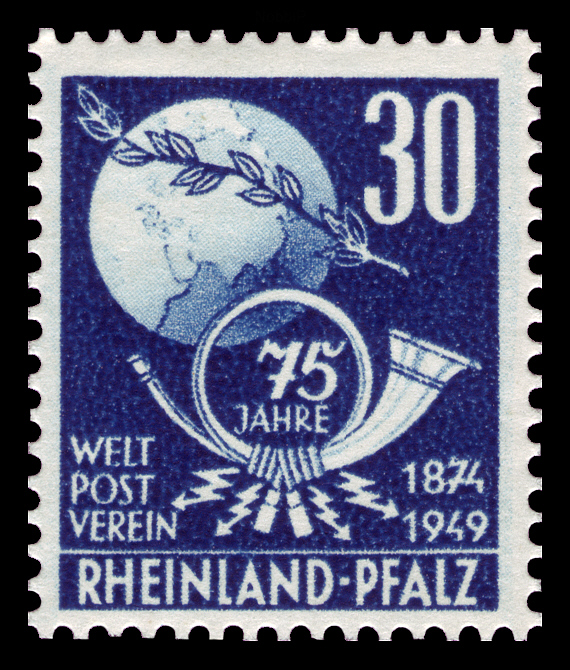
№ 52

### Румыния
Румыния выпустила серию из двух марок 30 июня 1949 года:
- марка Michel № 1189 — глобус и почтовый рожок;
- марка Michel № 1190 — почтовый вагон и почтовый поезд.

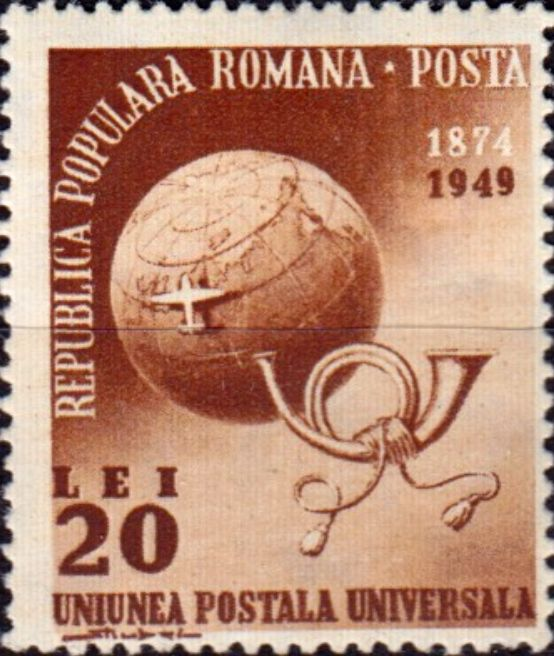
№ 1189
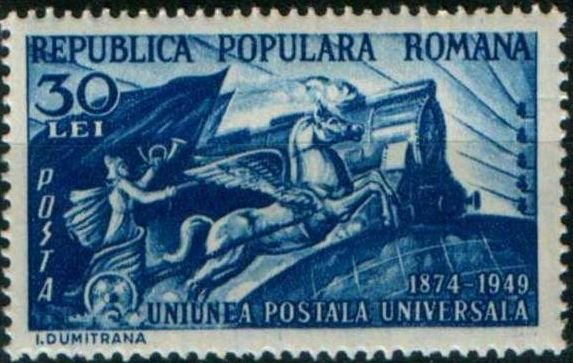
№ 1190

### Сан-Марино
Сан-Марино выпустило трёхлетнюю серию из трёх марок: 20 декабря 1949 года Michel № 438, 9 февраля 1950 года Michel № 439 и 31 января 1951 года Michel № 456 одного рисунка, отличающихся цветом. На марках изображён дилижанс, запряжённый шестёркой лошадей.

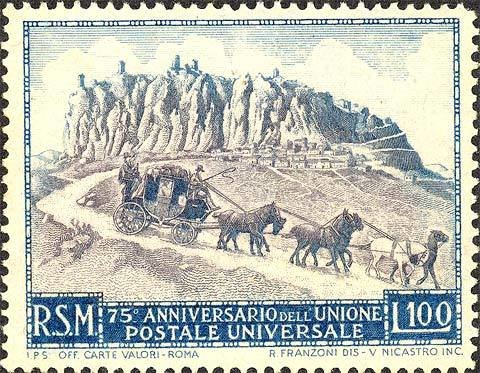
№ 438
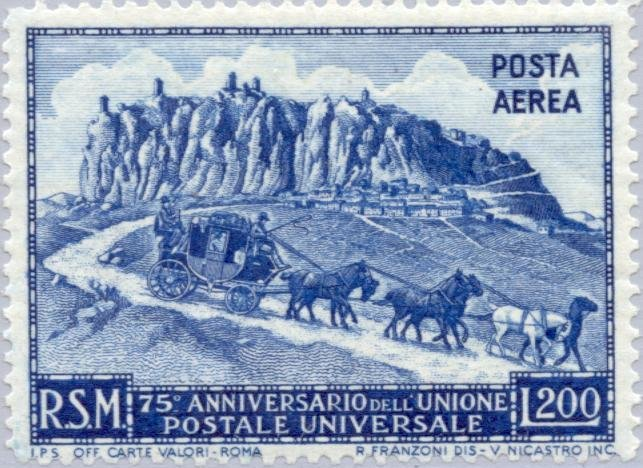
№ 439
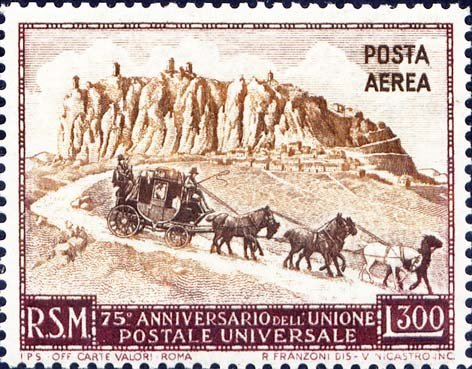
№ 456

### Союз Советских Социалистических Республик
Союз Советских Социалистических Республик выпустил серию из двух марок одного рисунка, отличающихся цветом, с зубцами 10 октября 1949 года Michel № 1383A—1384A и без зубцов 5 октября 1949 года Michel № 1383B—1384B. На марках изображены письма, опоясывающие земной шар; дилижанс, железная дорога, корабль и самолёт. Художник В. В. Завьялов.

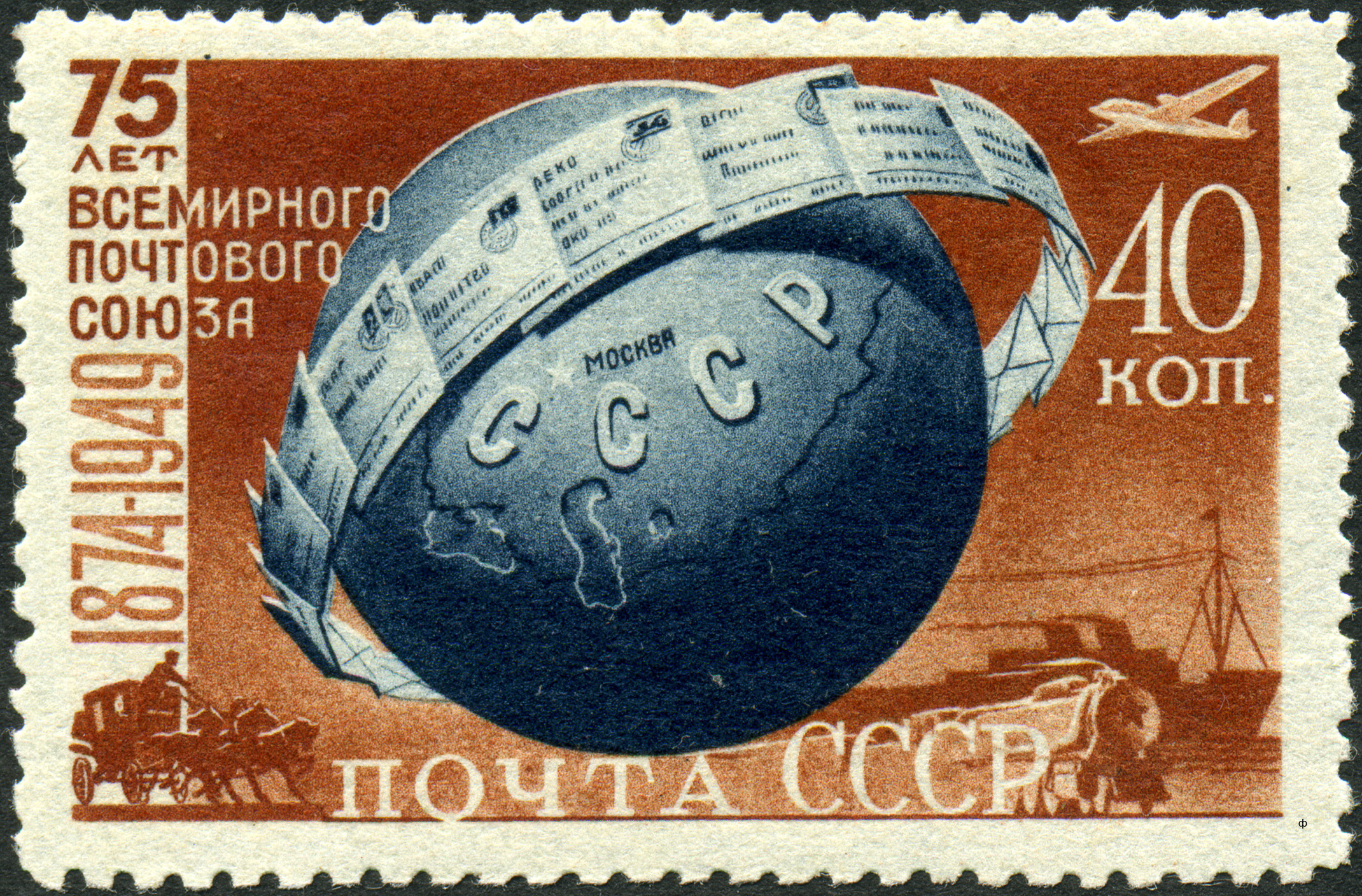
№ 1383A
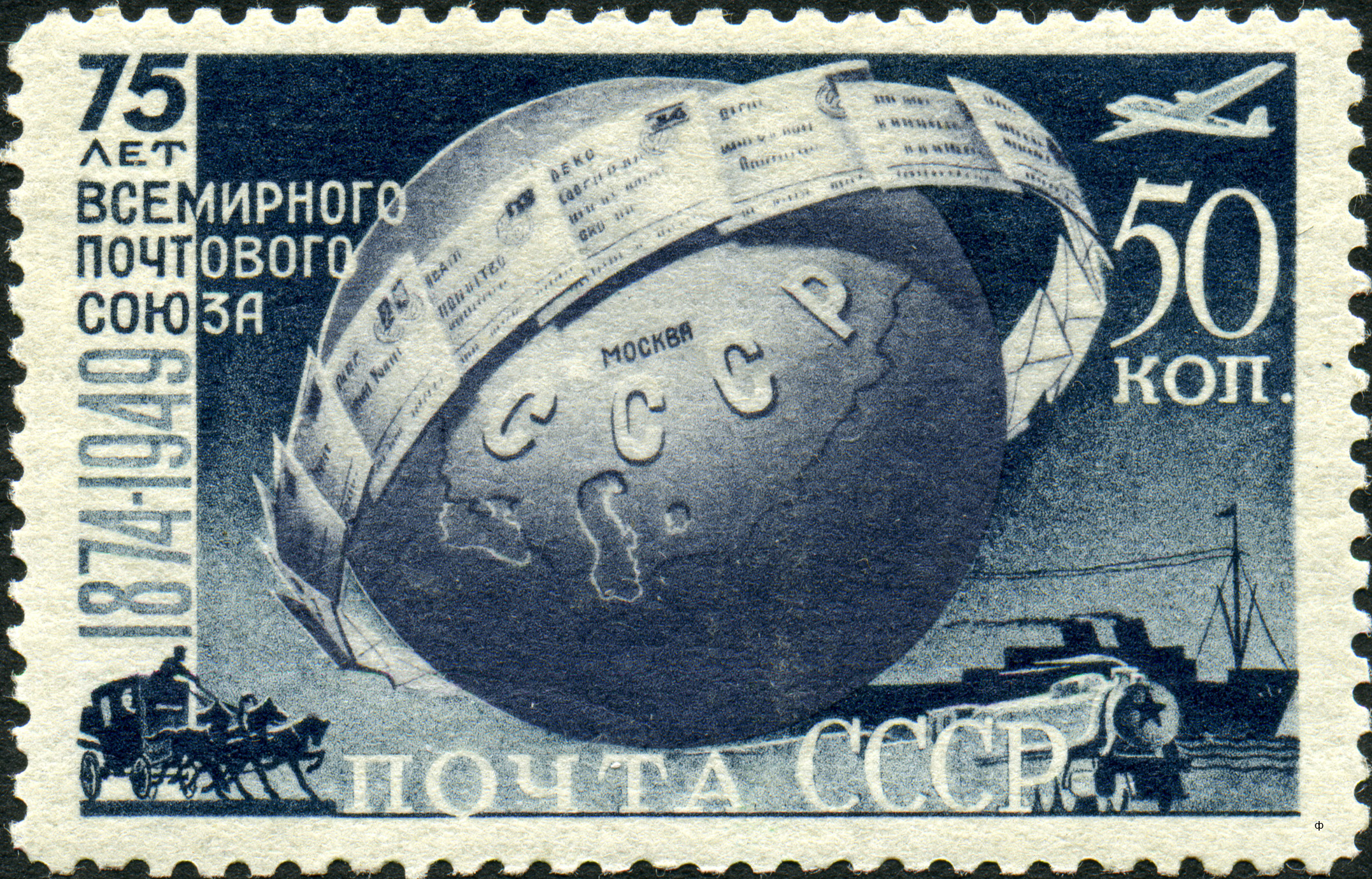
№ 1384A
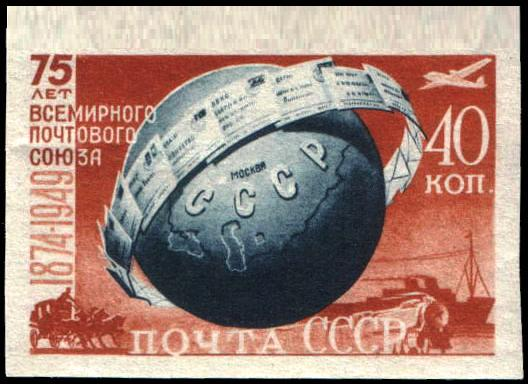
№ 1383B
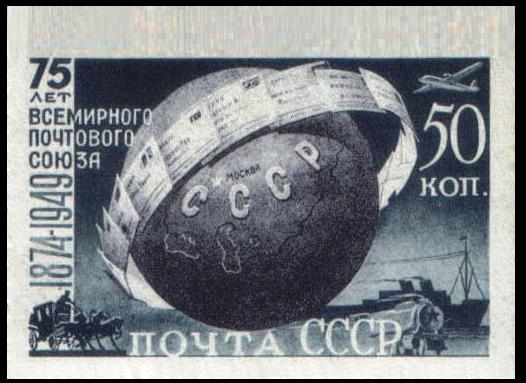
№ 1384B

### Триест, зона A

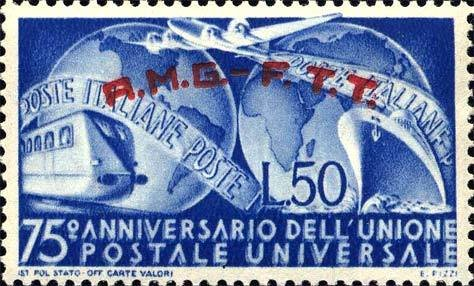
№ 64

Свободная территория Триест, зона A выпустила одиночную марку 2 мая 1949 года Michel № 64. На ней изображены два полушария Земли, дизель-поезд, самолёт и пароход. Это переизданная марка Италии Michel № 772 с надпечаткой англ. A.M.G.-F.T.T. (англ. Allied Military Government – Free Territory of Trieste) («Союзное военное управление — Свободная территория Триеста»).

### Триест, зона B
Свободная территория Триест, зона B выпустила четырёхлетнюю серию из пяти марок: две марки вышли 8 сентября 1949 года Michel № 22—23 и три марки — 4 февраля 1952 года Michel № 57—59. Michel № 22—23 — перевыпущенные марки Югославии Michel № 578—580 с надпечаткой хорв. VUJA-STT (хорв. Vojne uprave Jugoslavenske armije – Slobodni teritorij Trsta) («Военная администрация югославской армии — Свободная территория Триеста»):
- марка Michel № 22 — почтовый дилижанс, локомотив, самолёт, почтовый конверт;
- марка Michel № 23 — глобус, корабль, локомотив, самолёт, почтовые конверты;
- марка Michel № 57 — главная площадь[словен.], Копер;
- марка Michel № 58 — маяк, Пиран;
- марка Michel № 59 — отель «Палас»[англ.], Порторож.

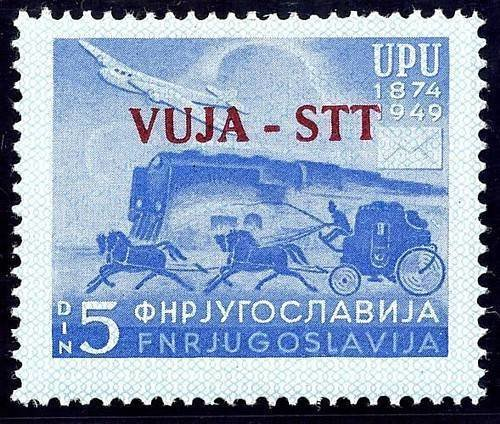
№ 22
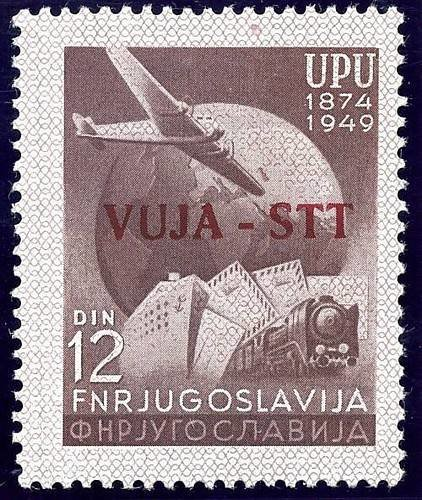
№ 23
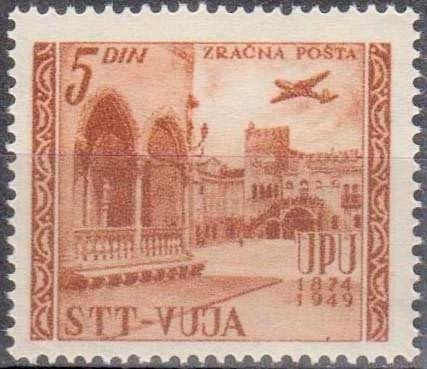
№ 57
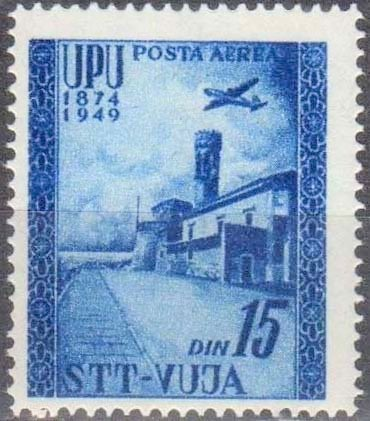
№ 58
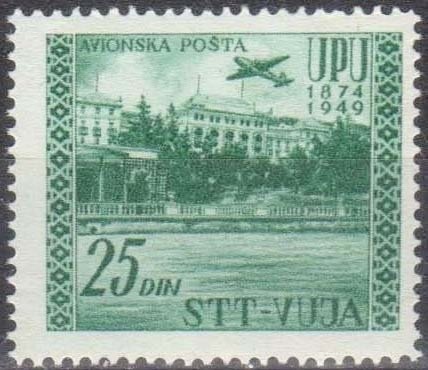
№ 59

### Турция
Турция выпустила серию из четырёх марок 9 октября 1949 года одного рисунка, отличающихся цветом и формой. На марках Michel № 1244—1247 изображён памятник ВПС, Берн, Швейцария.

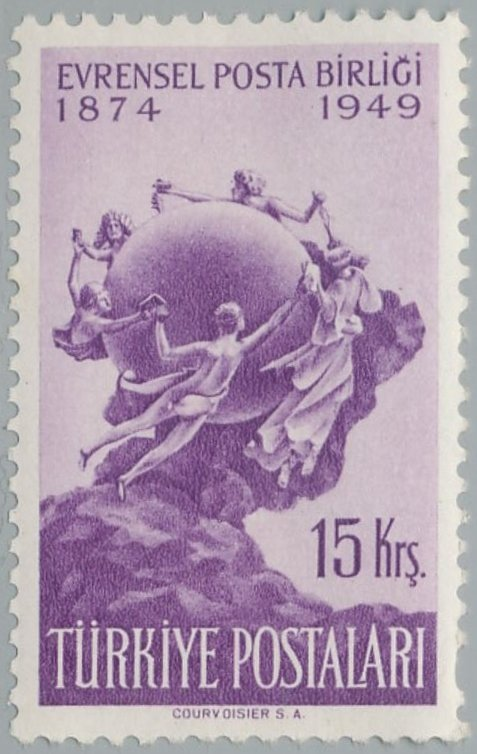
№ 1244
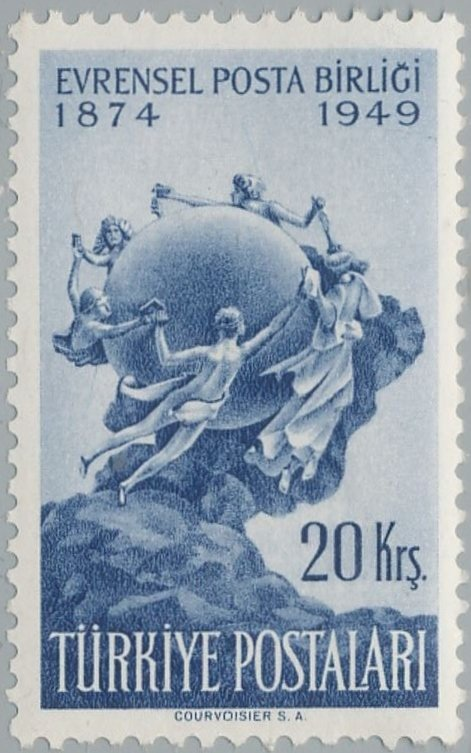
№ 1245
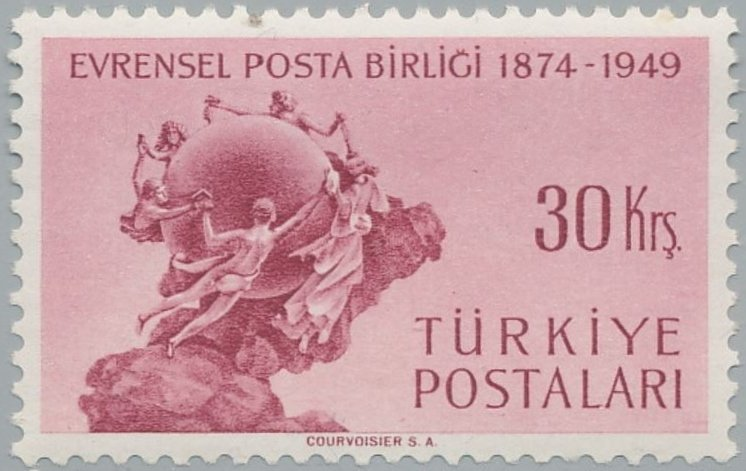
№ 1246
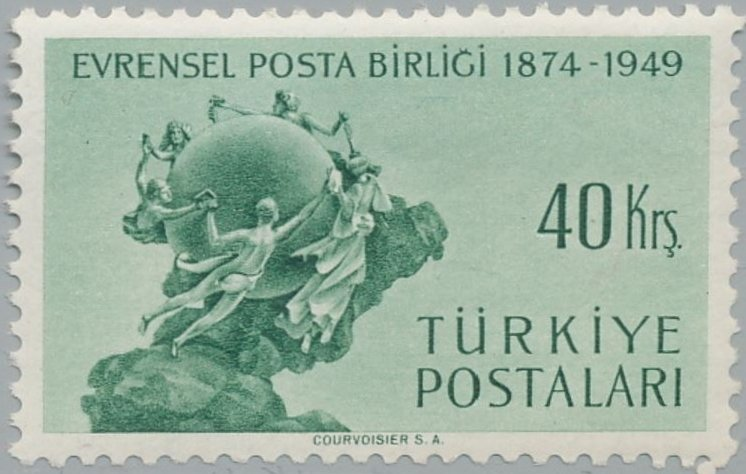
№ 1247

### Финляндия

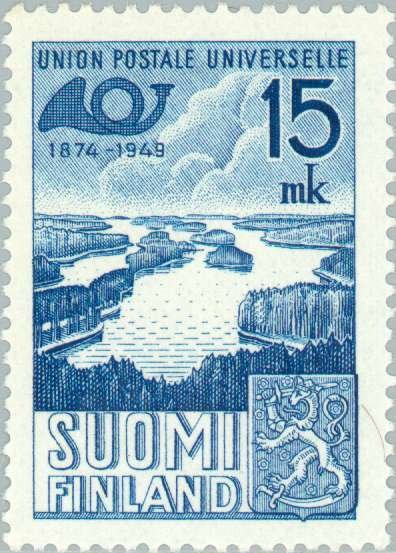
№ 377

Финляндия выпустила одиночную марку 8 октября 1949 года. На марке Michel № 377 изображён финский озёрный ландшафт.

### Франция
Франция выпустила серию их трёх марок 7 ноября 1949 года одного рисунка, отличающихся цветом. На марках Michel № 868—870 изображена некоторая аллегория Всемирного почтового союза.

### Чехословакия
Чехословакия выпустила серию из трёх марок 20 мая 1949 года:
- марка Michel № 572 — старый дилижанс и современная железная дорога;
- марка Michel № 573 — почтовый всадник и почтовый омнибус;
- марка Michel № 574 — парусное судно и самолёт.

### Швейцария
Швейцария выпустила серию из трёх марок 16 мая 1949 года:
- марка Michel № 522 — памятник ВПС, Берн, Швейцария;
- марка Michel № 523 — глобус и лента с надписью;
- марка Michel № 524 — глобус и пять почтовых голубей.

### Швеция
Швеция выпустила серию из трёх марок 9 октября 1949 года:
- марка Michel № 351 — пишущая мужская рука и Земля;
- марка Michel № 352 — пишущая женская рука и Луна;
- марка Michel № 353 — пишущая мужская рука и Земля.

### Югославия
Югославия выпустила серию из трёх марок 8 сентября 1949 года:
- марки Michel № 578, 580 — глобус, корабль, локомотив, самолёт, почтовые конверты;
- марка Michel № 579 — почтовый дилижанс, локомотив, самолёт, почтовый конверт.

Эти марки Зона B Триеста перевыпустила с Michel № 22—23 и надпечаткой хорв. VUJA-STT (хорв. Vojne uprave Jugoslavenske armije – Slobodni teritorij Trsta) («Военная администрация югославской армии — Свободная территория Триеста»).

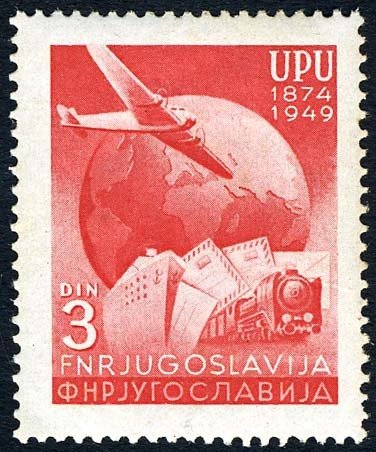
№ 578
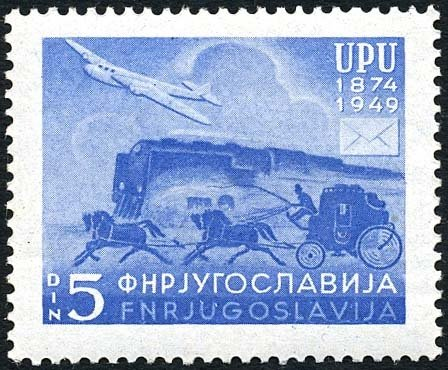
№ 579
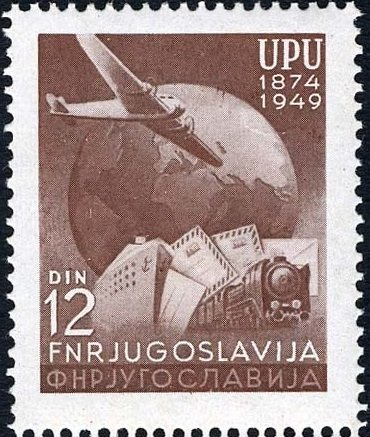
№ 580

## Подсерии колониального типа
Омнибусная серия «75-летие Всемирного почтового союза» включает несколько подсерий колониального типа.

### Первая подсерия Великобритании
Шаблон для 65 стран:
1. Аденская колония
2. Антигуа и Барбуда
3. Багамские Острова
4. Барбадос
5. Басутоленд
6. Бермудские Острова
7. Бечуаналенд
8. Британская Гвиана
9. Британские Подветренные острова
10. Бруней
11. Виргинские Острова британские
12. Вознесения остров
13. Гамбия
14. Гибралтар
15. Гондурас британский
16. Гонконг
17. Гренада
18. Джохор
19. Доминика

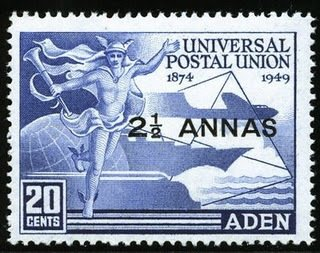
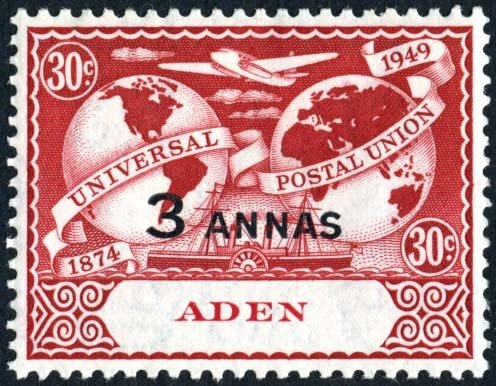
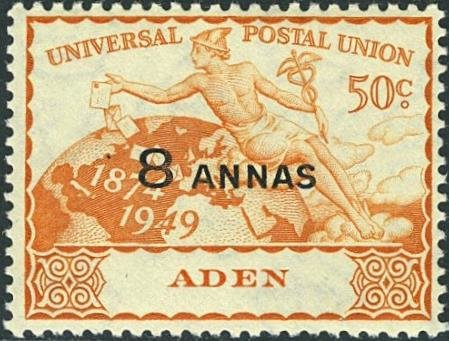
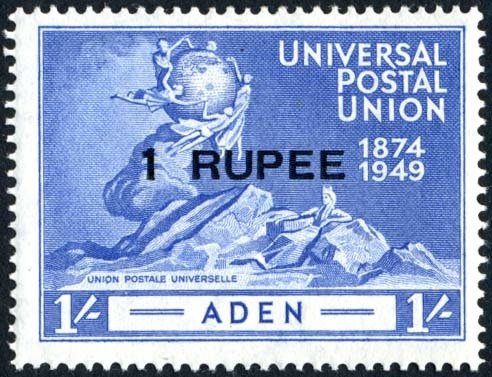

20. Зависимые территории Фолклендских островов
21. Занзибар
22. Золотой Берег
23. Каймановы Острова
24. Касири султанат
25. Кедах
26. Келантан
27. Кения, Уганда, Танганьика
28. Кипр
29. Куайти султанат
30. Маврикий
31. Малакка
32. Мальта
33. Монтсеррат
34. Негери-Сембилан
35. Нигерия
36. Новые Гебриды
37. Ньясаленд
38. Ньясаленд
39. Остров Святой Елены
40. Острова Питкэрн
41. Паханг
42. Перак
43. Перлис
44. Пинанг
45. Саравак
46. Северная Родезия
47. Северное Борнео
48. Сейшельские Острова
49. Селангор
50. Сент-Винсент и Гренадины
51. Сент-Китс и Невис
52. Сент-Люсия
53. Сингапур
54. Соломоновы Острова
55. Сомали британское
56. Сьерра-Леоне
57. Теркс и Кайкос
58. Тонга
59. Тренгану
60. Тринидад и Тобаго
61. Фиджи
62. Фолклендские острова
63. Эсватини (Свазиленд)
64. Южная Родезия
65. Ямайка

### Вторая подсерия Великобритании

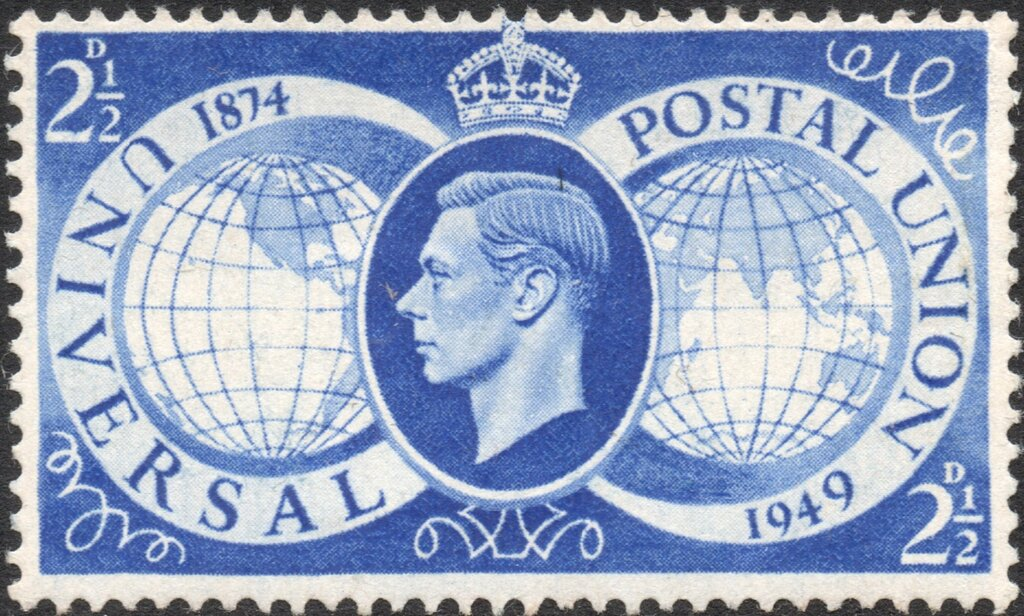
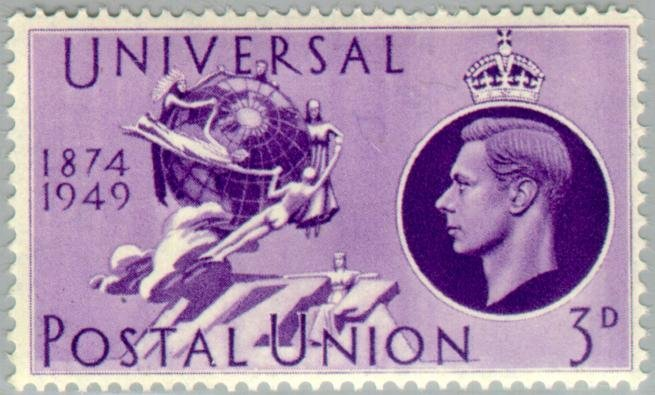
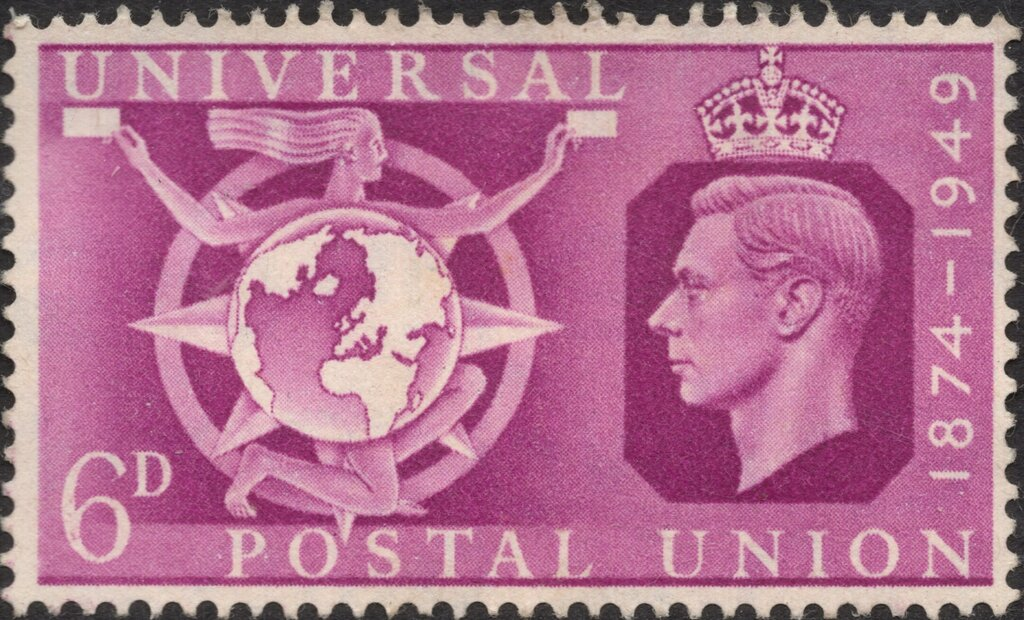
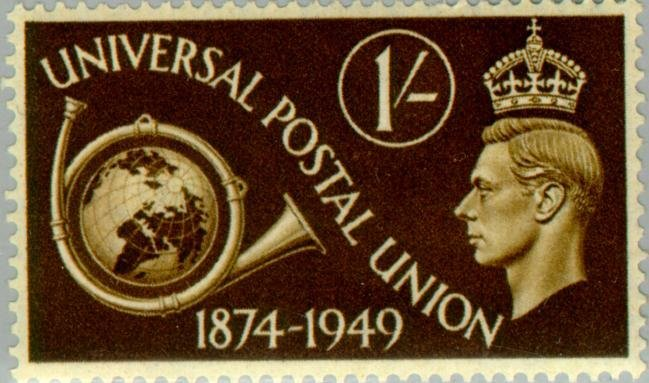

Шаблон для 5 стран:
1. Бахрейн
2. Великобритания
3. Кувейт
4. Оман
5. Танжер

### Первая подсерия Португалии
```
Шаблон для 3 стран:
```

1. Ангола
2. Гвинея португальская
3. Сан-Томе и Принсипи

### Вторая подсерия Португалии
```
Шаблон для 3 стран:
```

1. Индия португальская
2. Макао португальский
3. Тимор португальский

### Подсерия Франции
```
Шаблон для 12 стран:
```

1. Индия французская
2. Индокитай французский
3. Камерун французский
4. Мадагаскар французский
5. Новая Каледония
6. Сен-Пьер и Микелон
7. Сомали французское
8. Того
9. Уоллис и Футуна
10. Французская Западная Африка
11. Французская Океания
12. Французская Экваториальная Африка